# Drapeaux et uniformes des régiments étrangers au service de l'Ancien Régime
Cet article présente et étudie les drapeaux et uniformes des régiments étrangers au service de l'Ancien Régime au XVIIIe siècle. À cette époque de l'Histoire de France, les armées du Royaume de France ont eu régulièrement recours à des troupes recrutées à l'étranger. Si les suisses sont les plus connues, de nombreuses autres formations peuvent être comptées.
Les troupes étrangères se retrouvaient principalement dans l'Infanterie, mais aussi dans la Cavalerie, comme les fameux régiments de Hussards. D'autres troupes, non enrégimentées, étaient aussi de recrutement étranger.

## Infanterie

### Les régiments d'infanterie auXVIIIesiècle
Il faut distinguer les troupes suisses des autres. Les suisses servent le roi de France en vertu de traités, appelés capitulations, qui définissent les modalités de leur service. Les autres troupes sont levées directement par leur colonel dans un territoire étranger et sont utilisées comme un régiment de recrutement français. Il est fréquent que le régiment concerné soit licencié à la fin de la campagne.

### Drapeaux

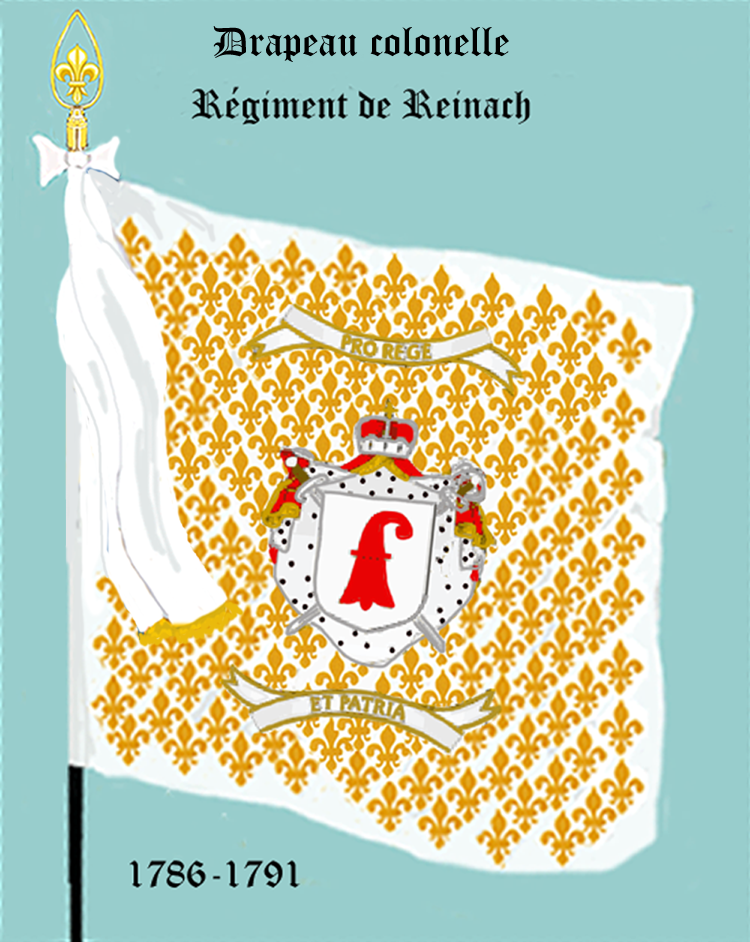
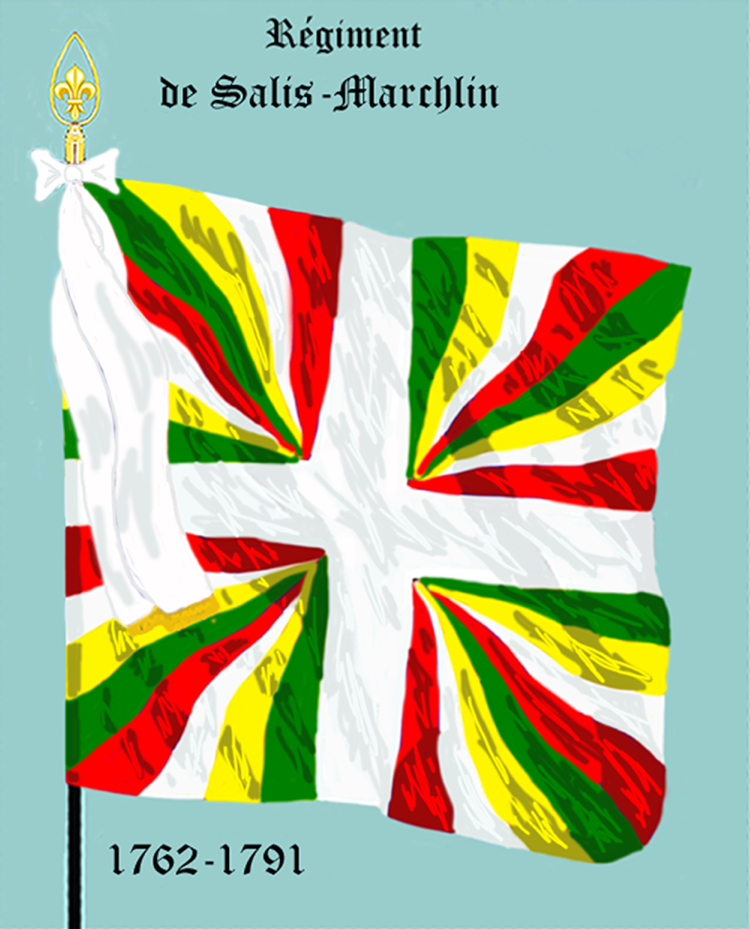

Drapeau royal
Drapeau colonel
Drapeau d'ordonnance

### Régiments suisses

#### Régiments prévus par lesCapitulations
Cent-Suisses

Compagnie d'infanterie d'élite instituée en 1471

→ 1792: licencié

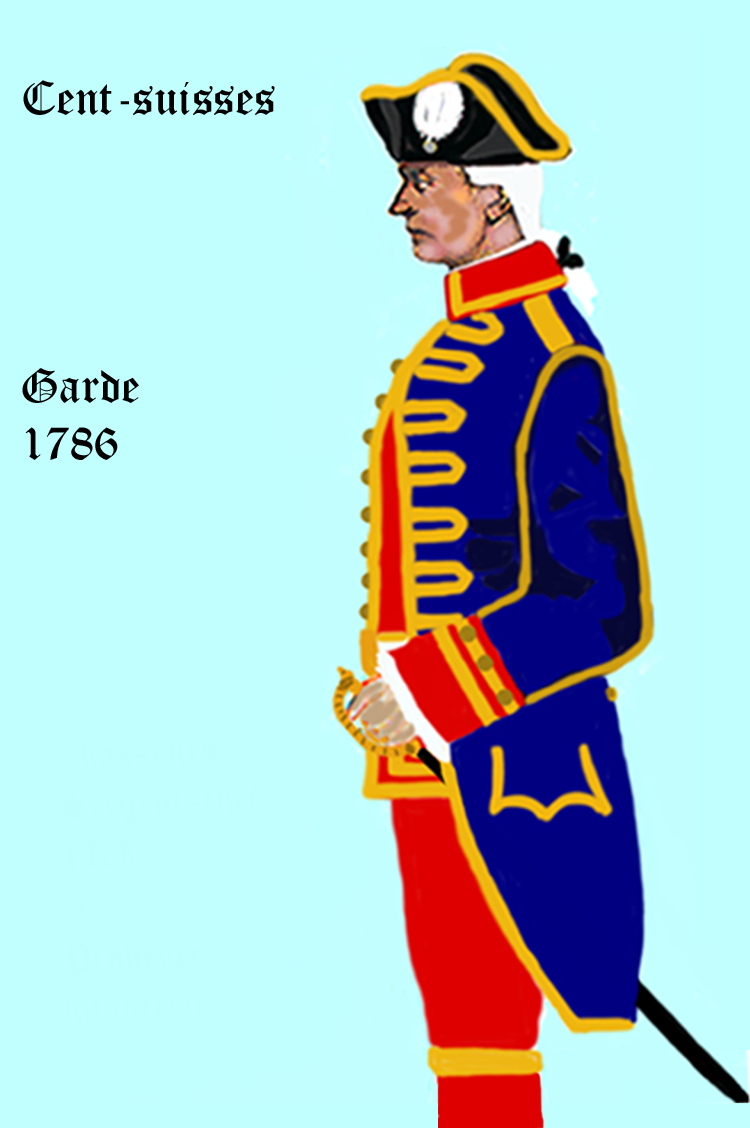
Garde des Cent-Suisses en 1786

Gardes suisses
Instituée en 1616

→ 1792: licencié

→ 1815-1830: Deux régiments d'infanterie de la Garde royale sous la Restauration française sont formés de Suisses.

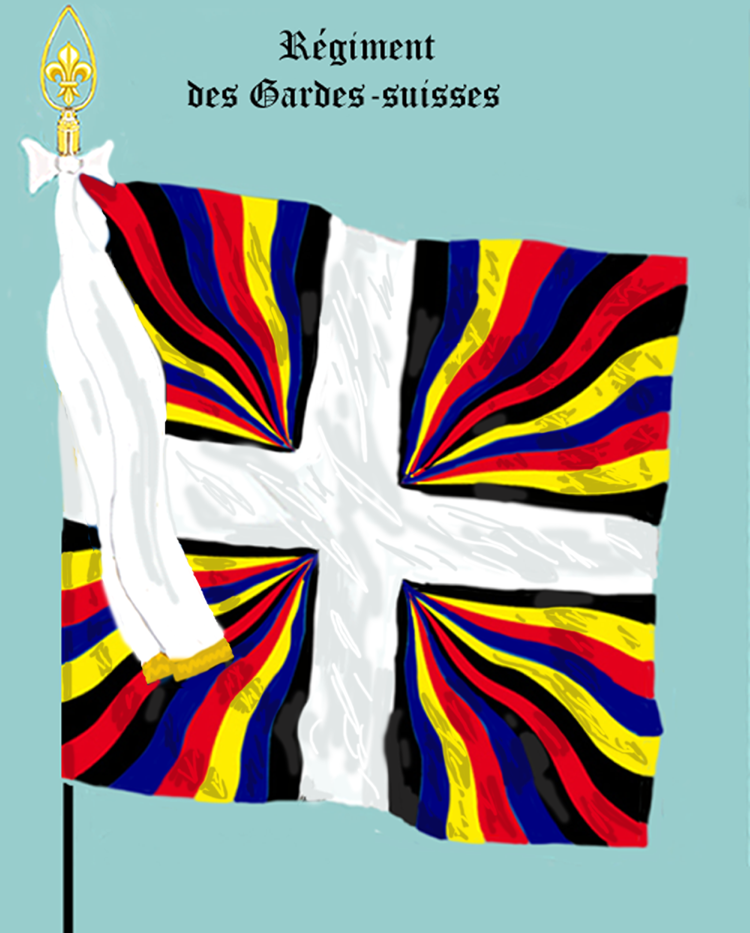
Régiment des Gardes Suisses
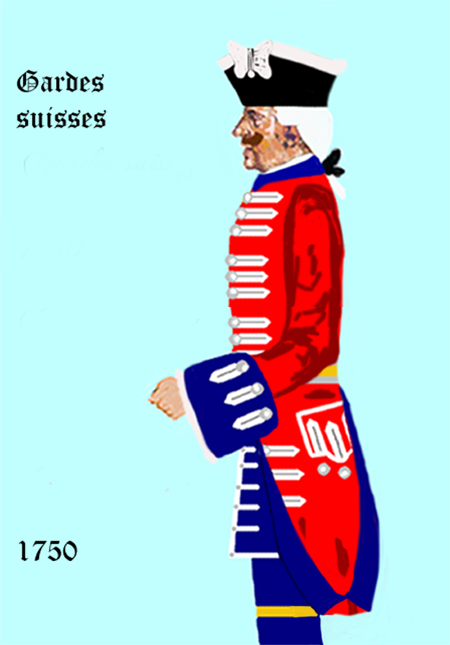
Garde suisse en 1750

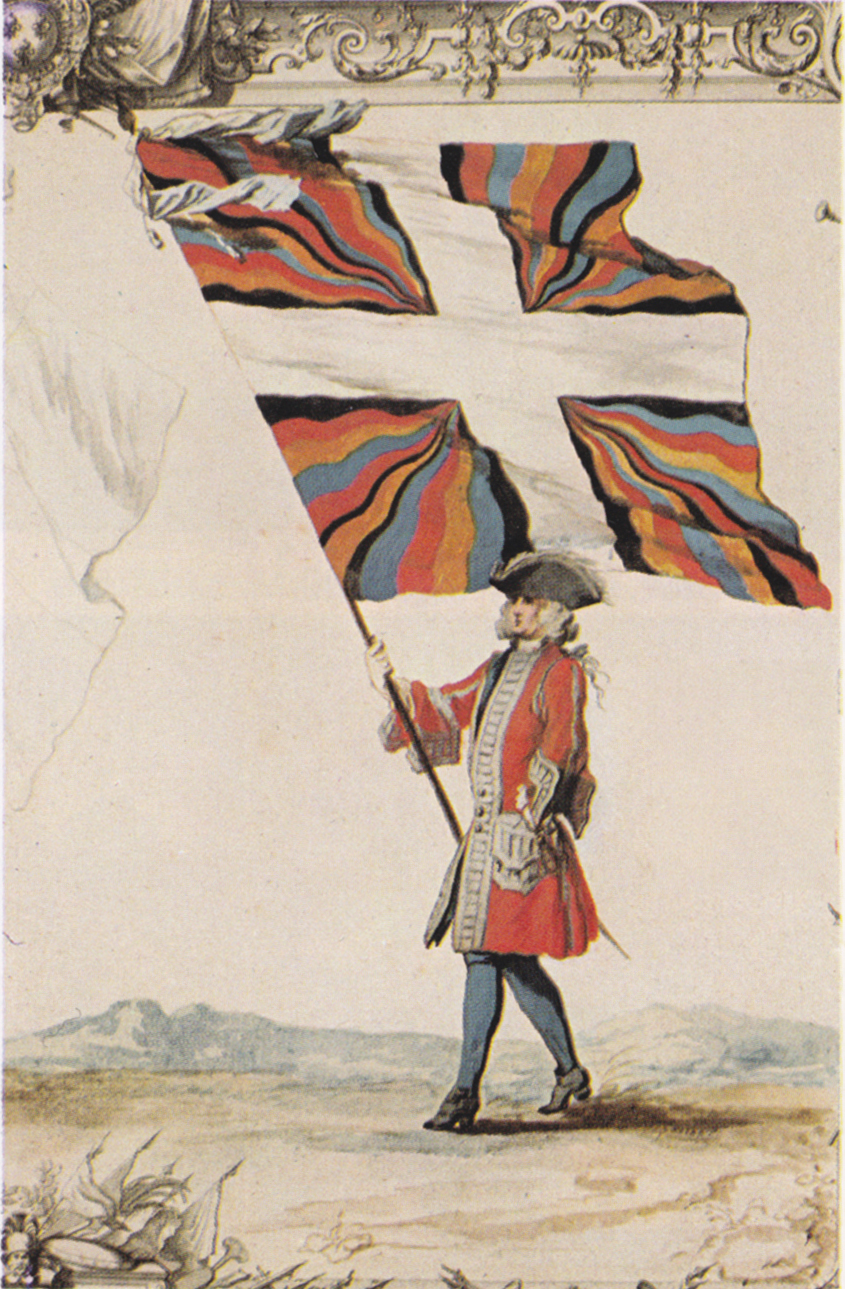
Porte-drapeau en 1721
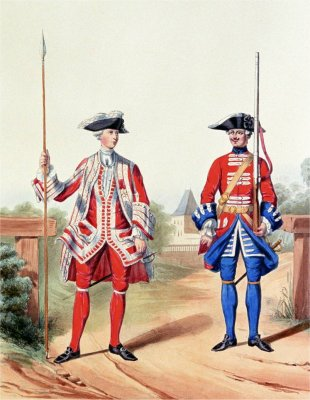
Soldat et officier des Gardes Suisses en 1757

Régiment d'Erlach

Création le 17 février 1672

→ 1694 : régiment de Manuel

→ 17 janvier 1701 : régiment de Villars-Chandieu

→ 9 mai 1728 : régiment de May

→ 15 août 1739 : régiment de Bettens

→ 23 juillet 1751 : régiment de Jenner

→ 21 février 1762 : régiment d’Erlach

→ 1782 : régiment d’Ernest (Ernst)

→ 1er janvier 1791 : 63e régiment d’infanterie de ligne

→ 20 août 1792 : licencié

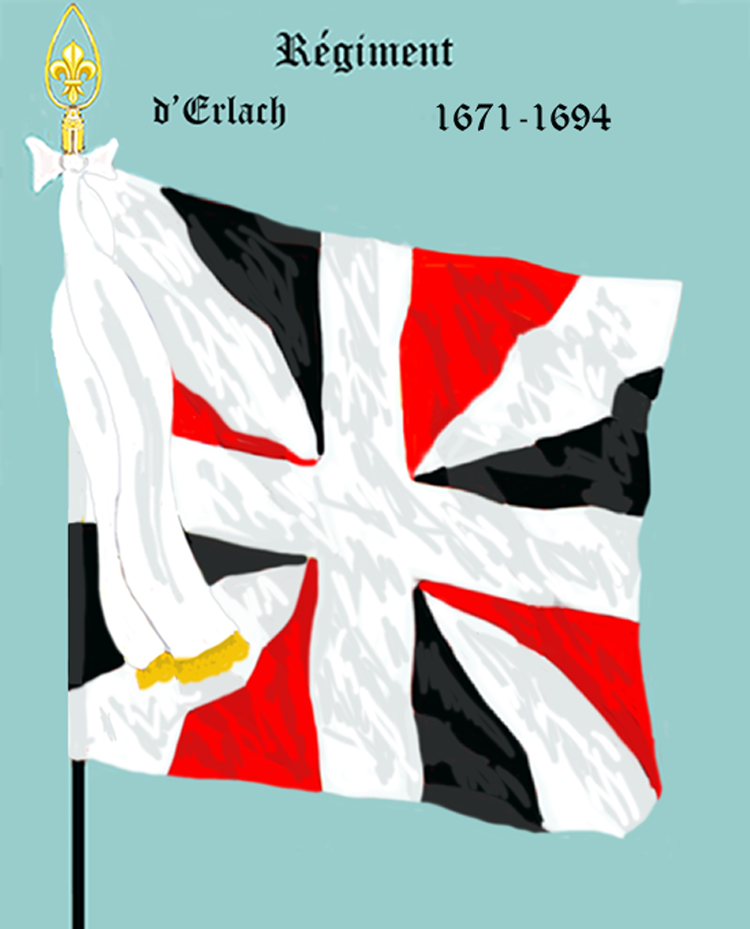
régiment d’Erlach de 1671 à 1694
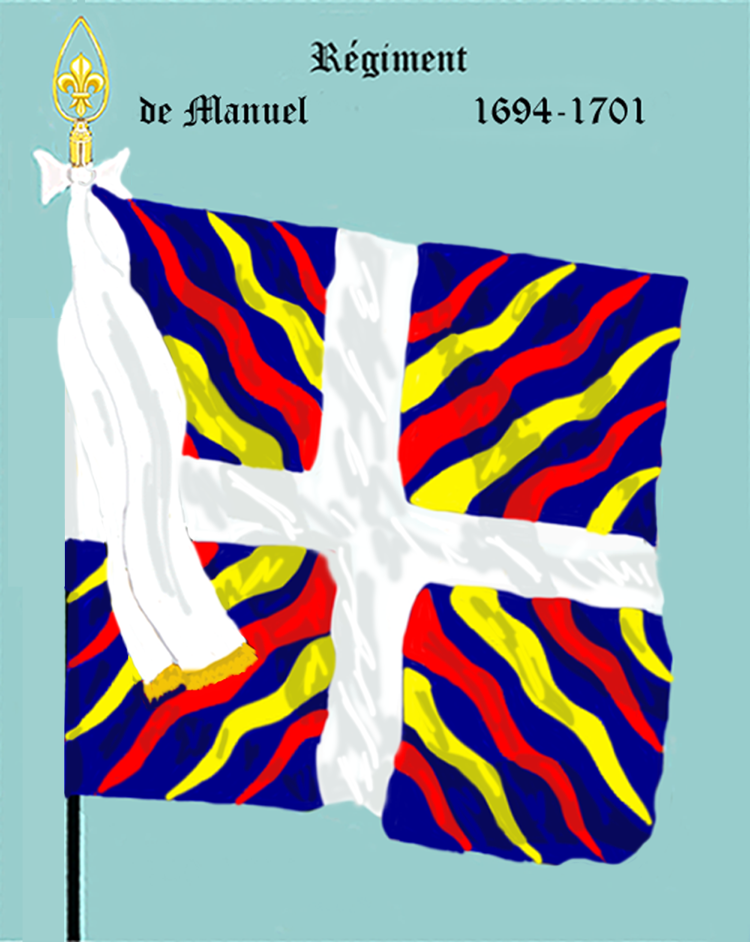
régiment de Manuel de 1694 à 1701
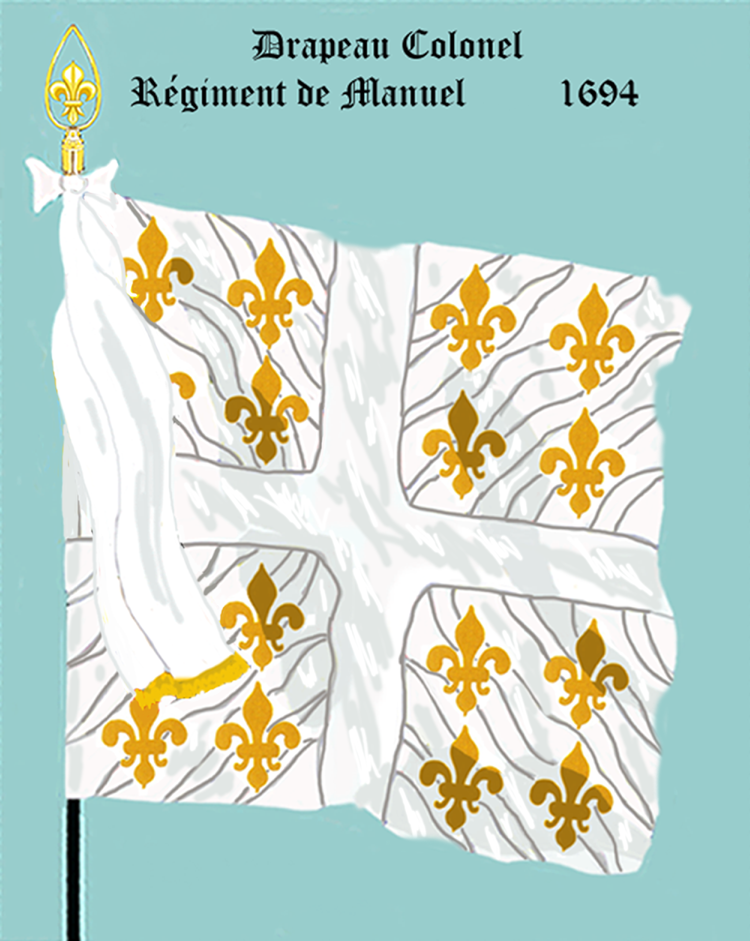
drapeau Colonel du régiment de Manuel de 1694 à 1701

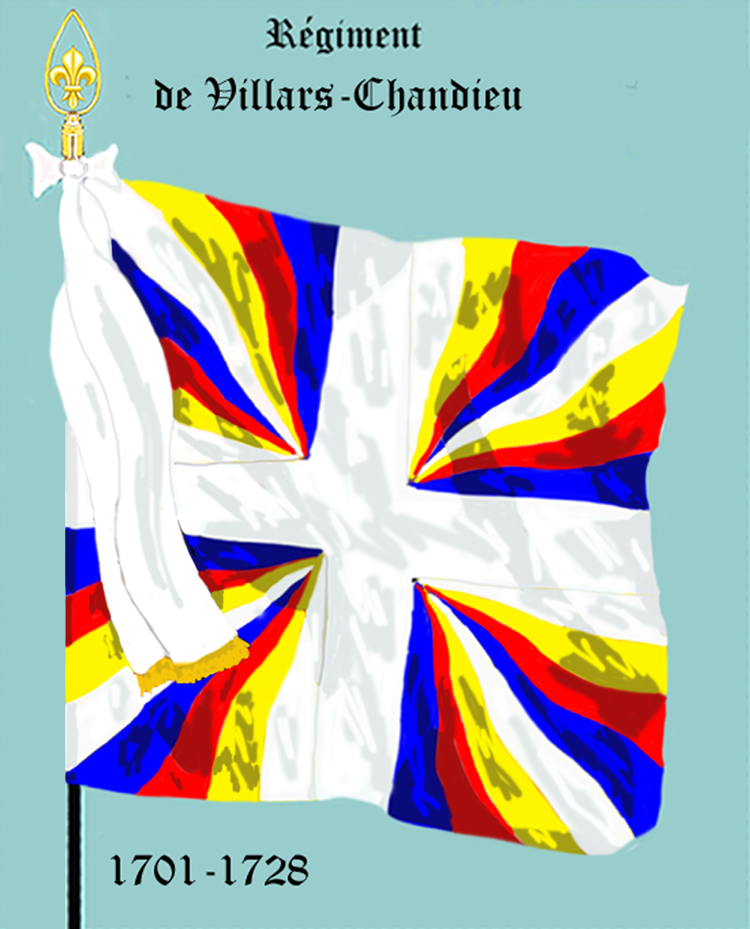
régiment de Villars-Chandieu de 1701 à 1728
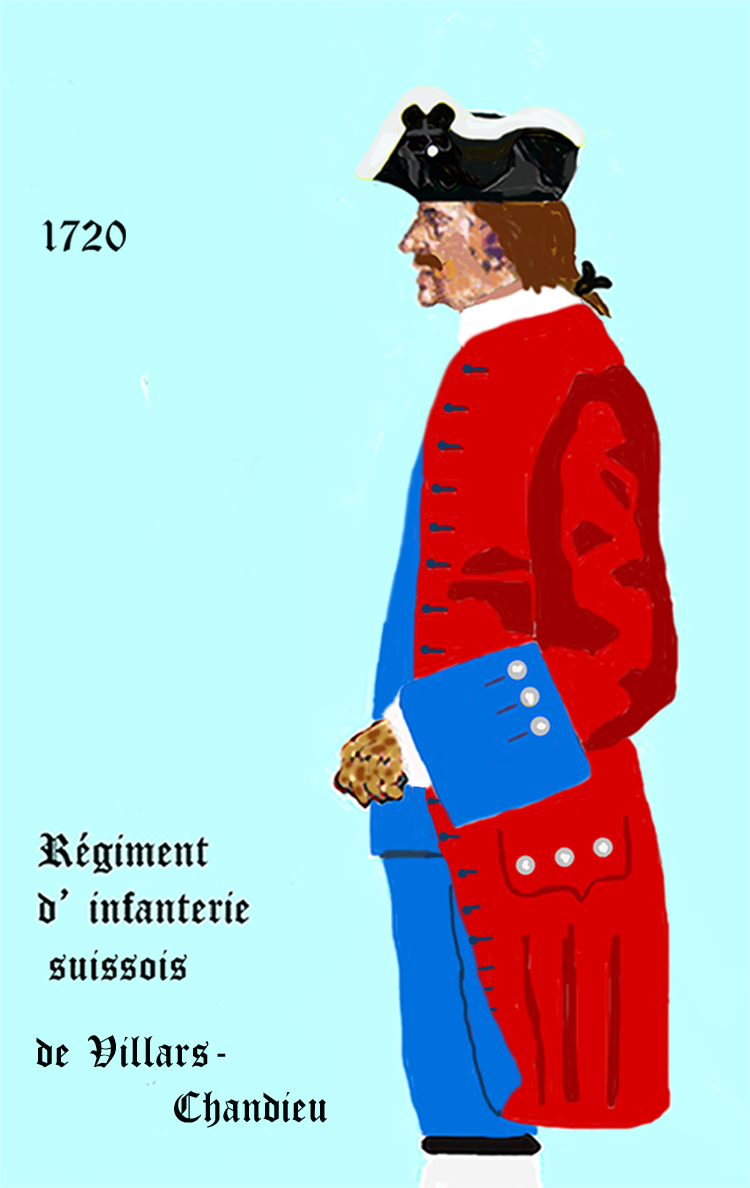
régiment de Villars-Chandieu de 1701 à 1728
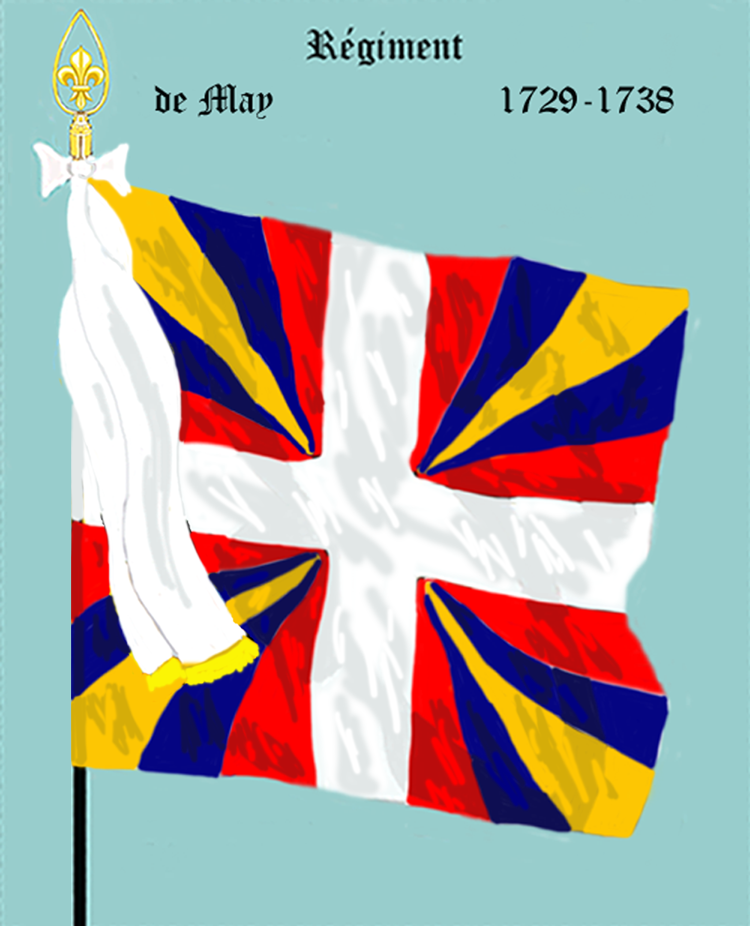
régiment de May de 1728 à 1739
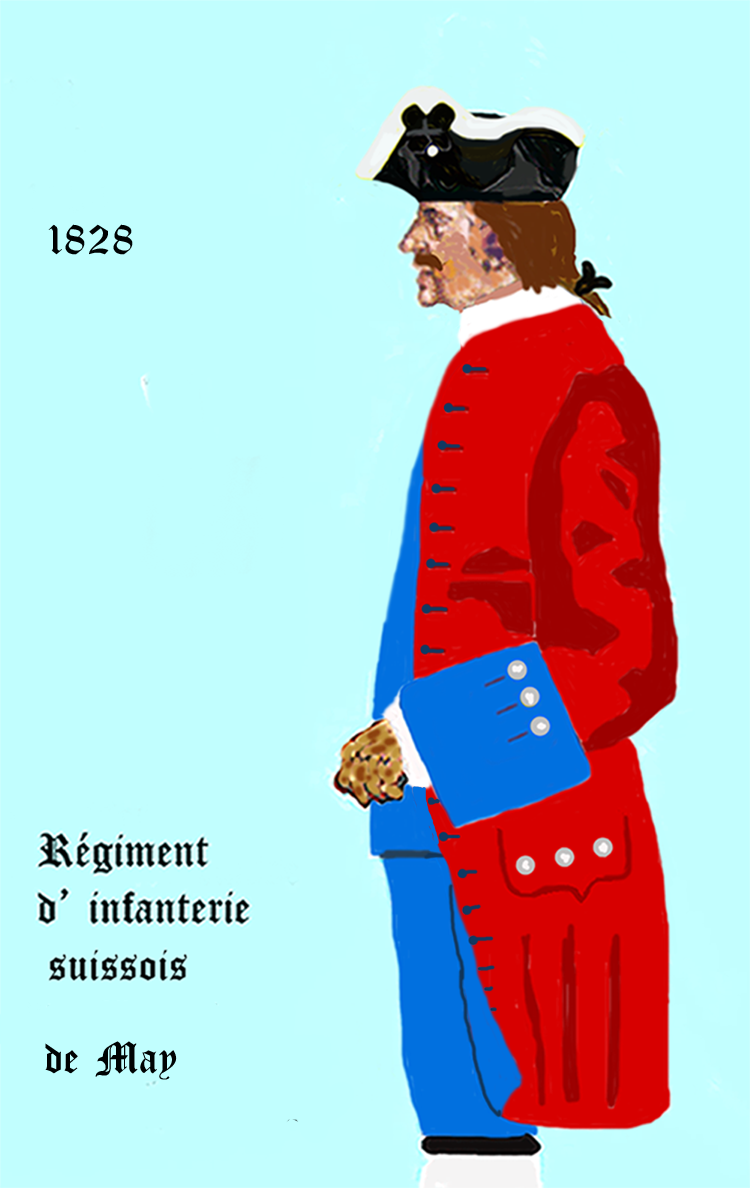
régiment de May de 1728 à 1739

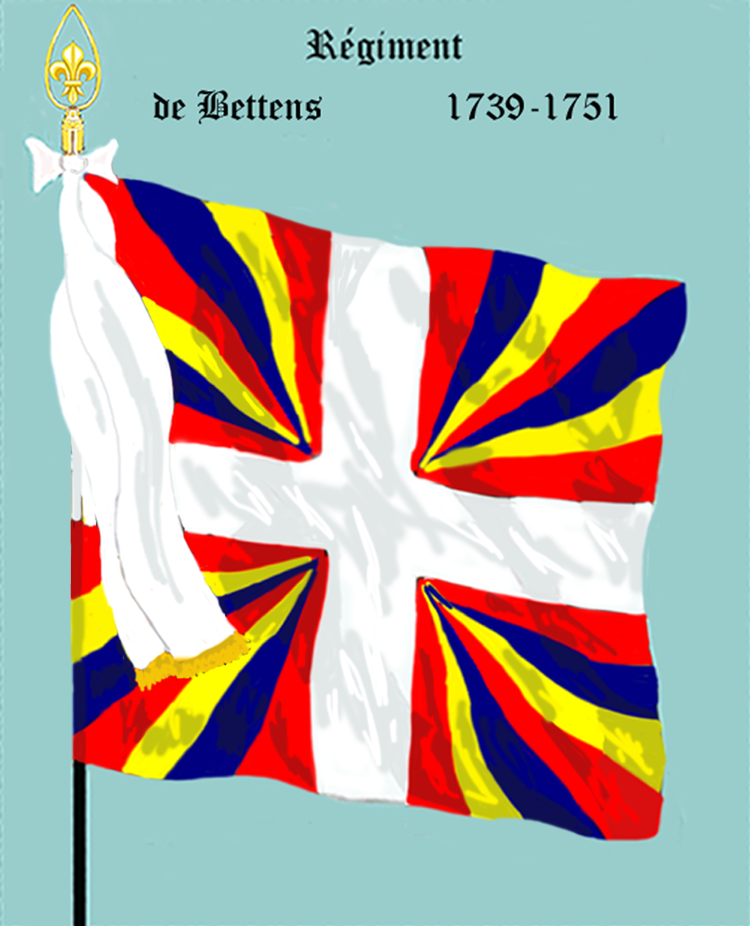
régiment de Bettens de 1739 à 1751
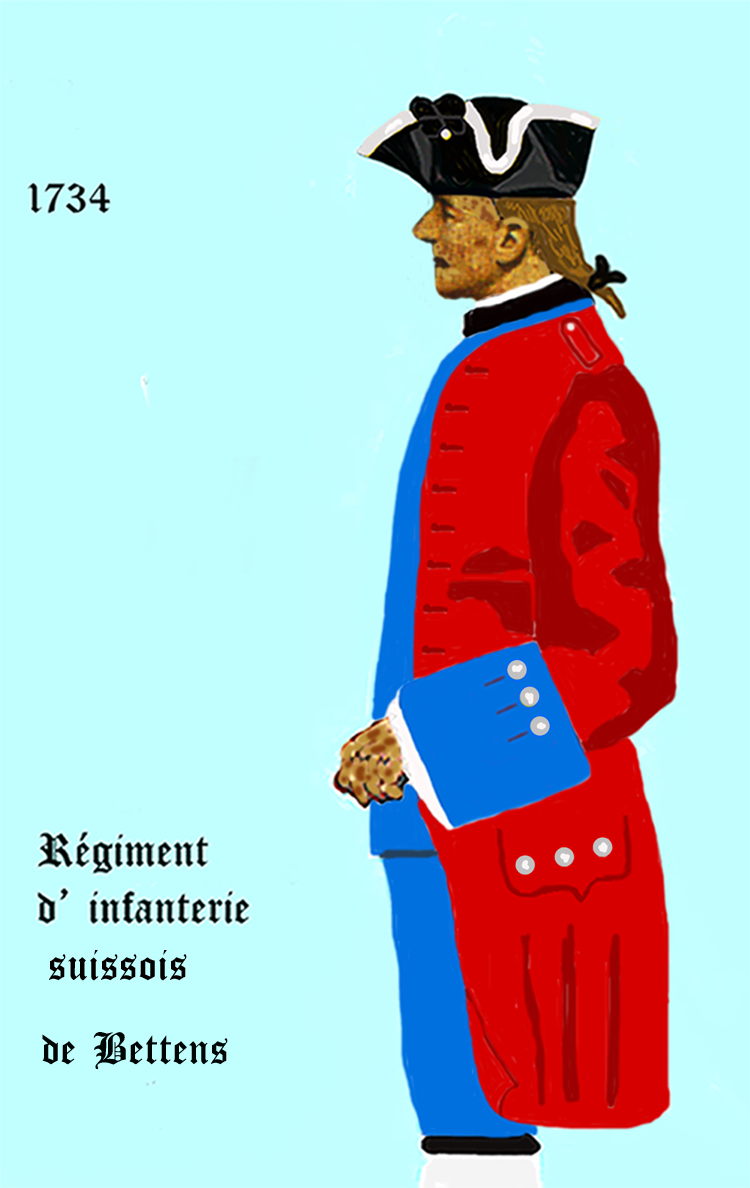
régiment de Bettens de 1739 à 1751
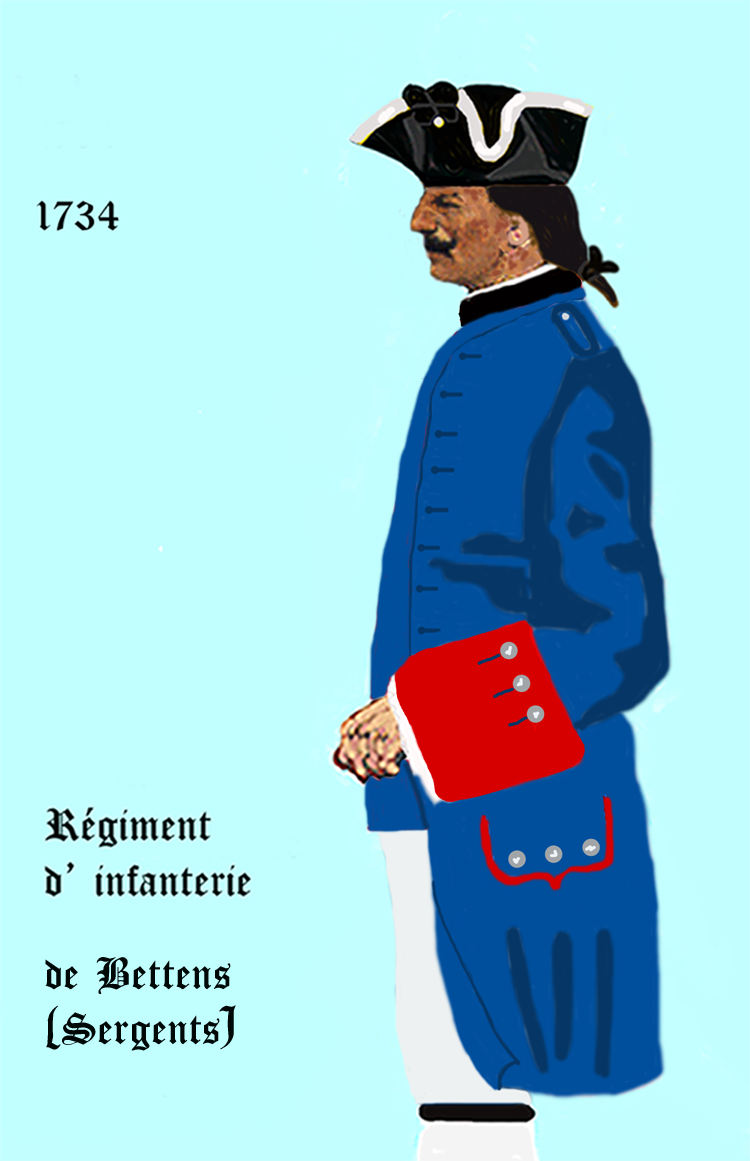
régiment de Bettens de 1739 à 1751, sergent
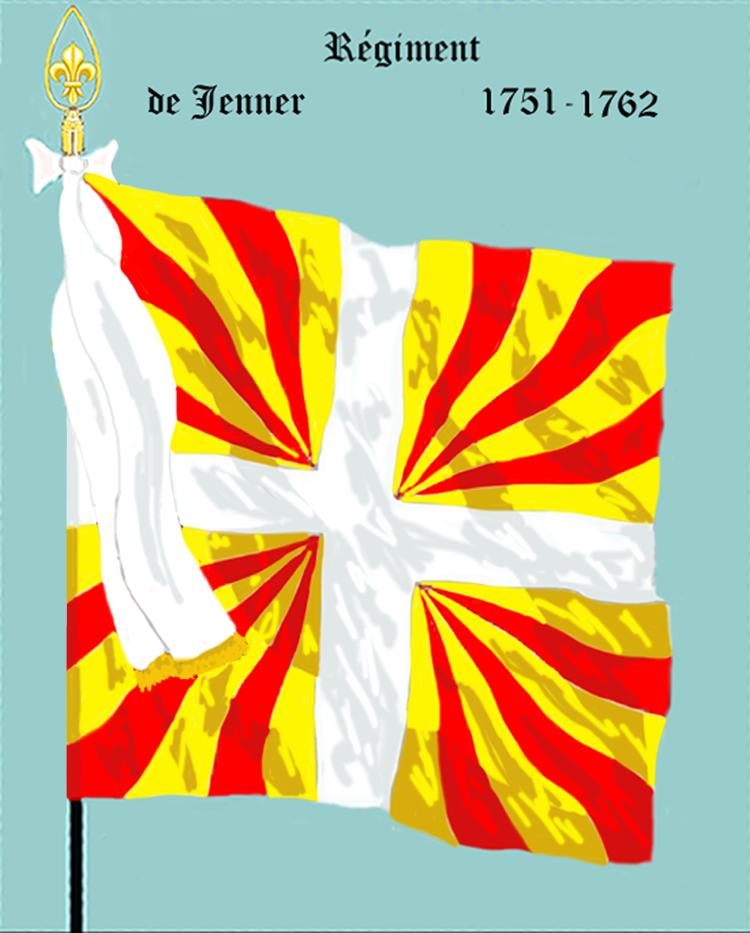
régiment de Jenner de 1751 à 1762

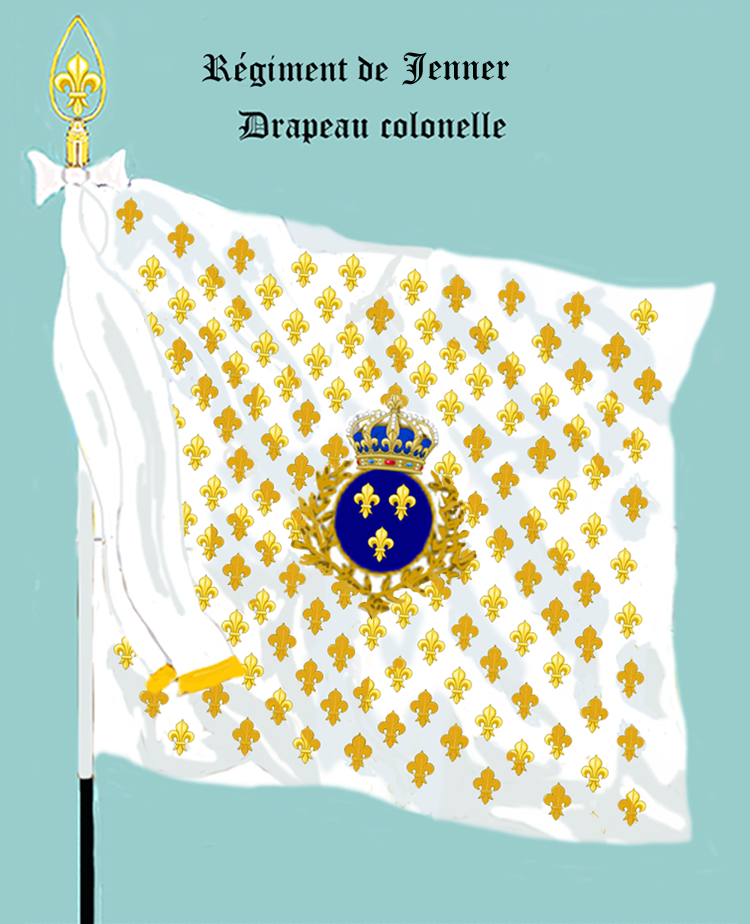
drapeau Colonel du régiment de Jenner de 1751 à 1762
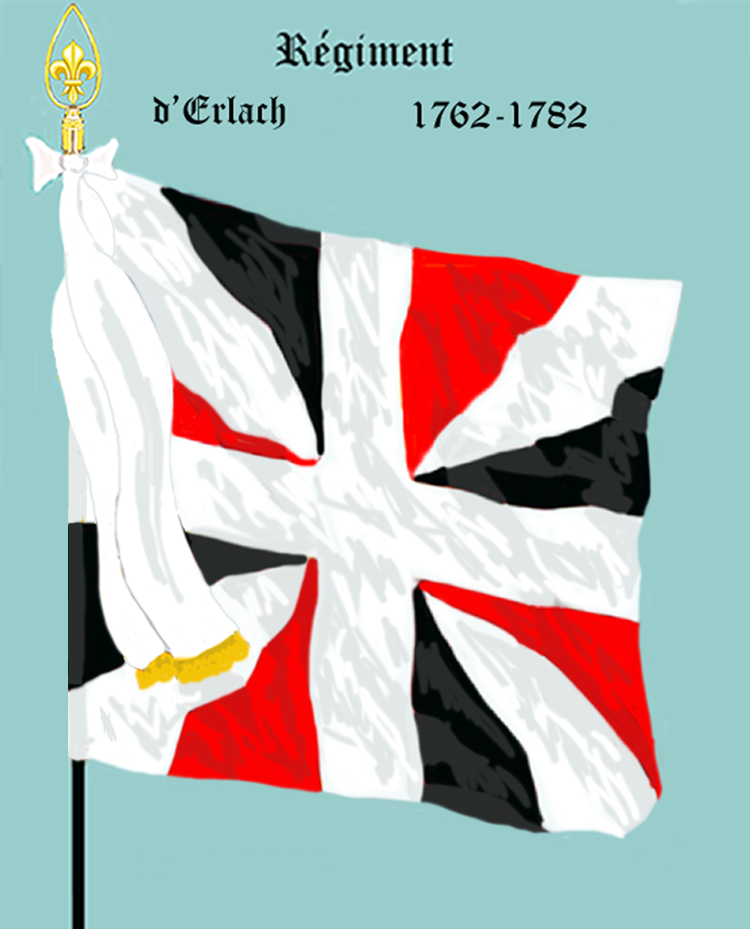
régiment d’Erlach de 1762 à 1782
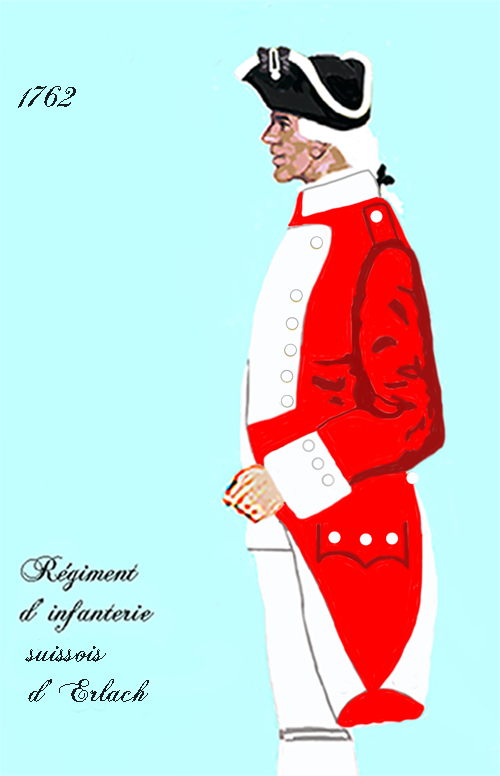
régiment d’Erlach de 1762 à 1776
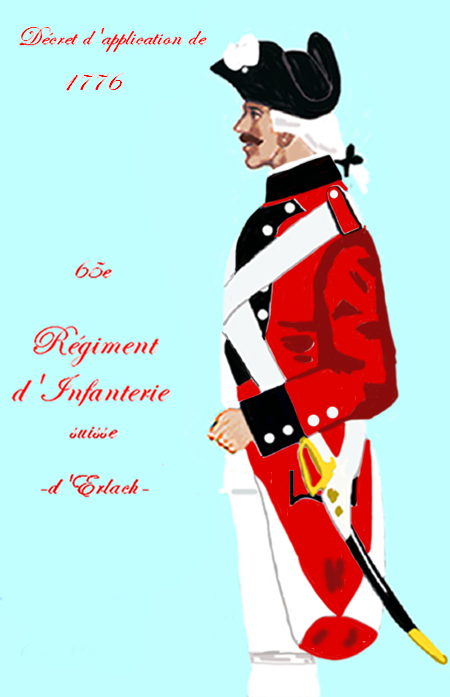
régiment d'Erlach de 1776 à 1782

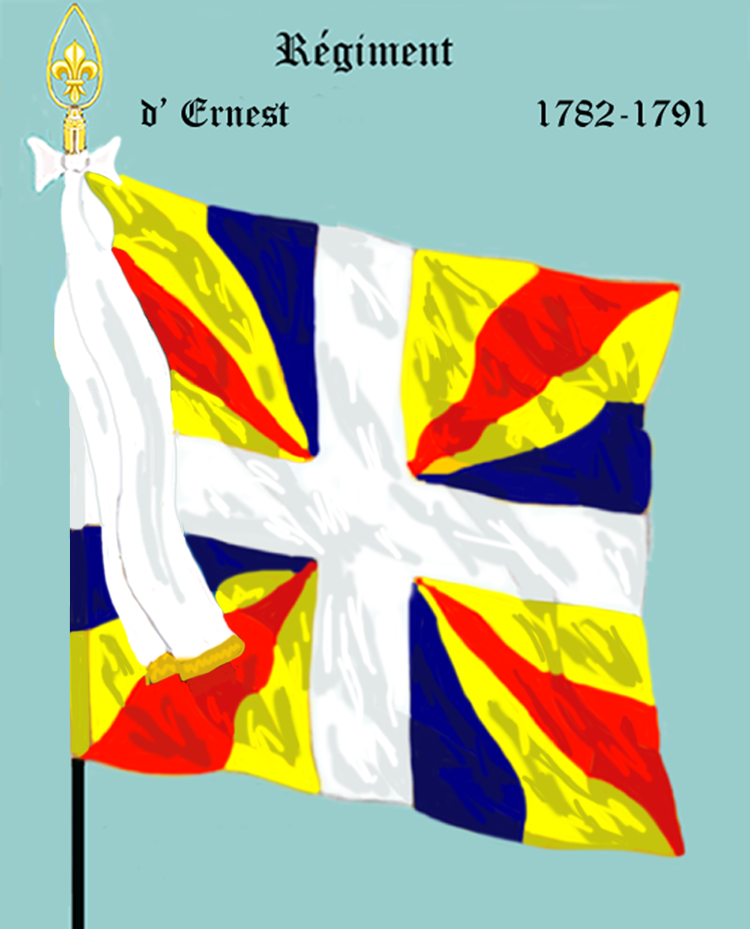
régiment d’Ernest de 1782 à 1791
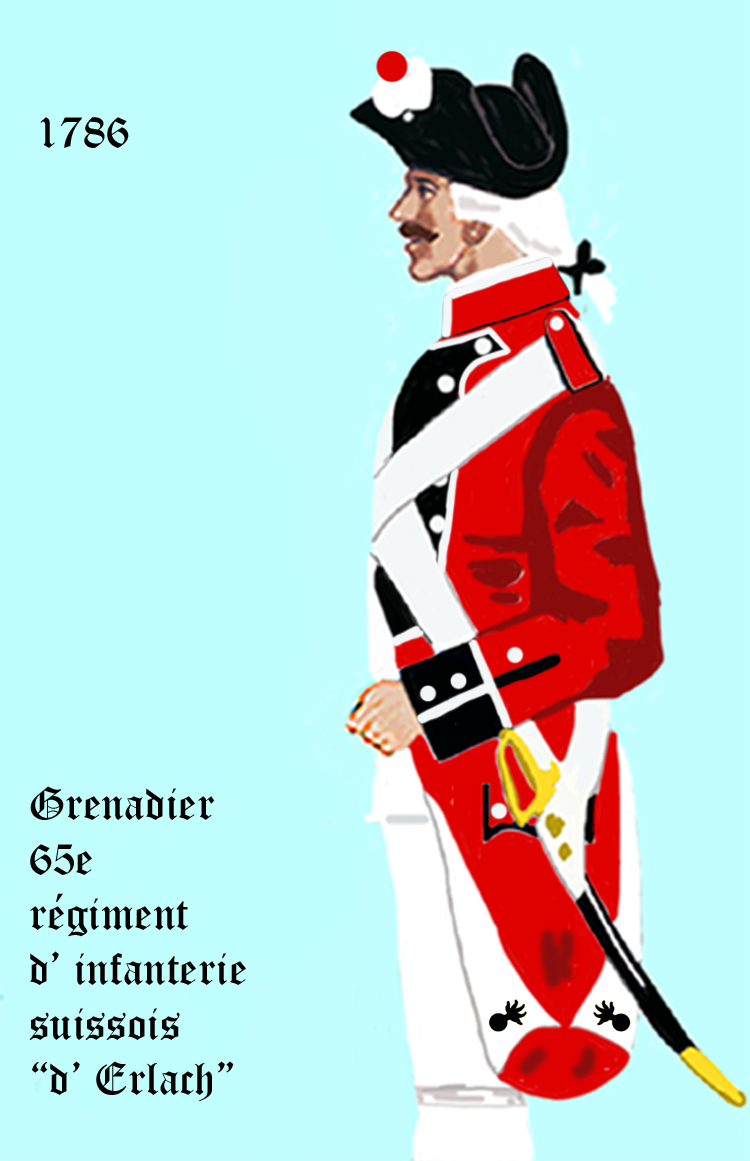
régiment d’Ernest de 1782 à 1791
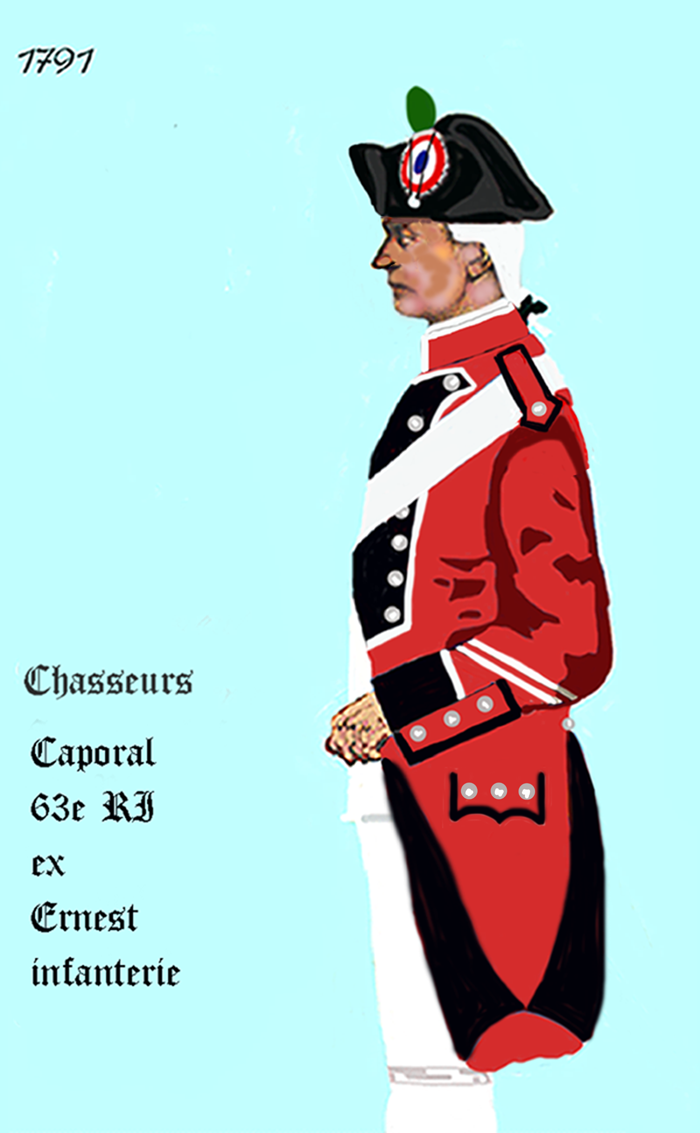
63e régiment d’infanterie de ligne de 1791 à 1792

Régiment de Stuppa

Création 17 février 1672

→ 28 janvier 1677 : régiment de Stuppa le Vieux

→ 1692 : régiment de Stuppa

→ 17 janvier 1701 : régiment de Brendle

→ 13 avril 1738 : régiment de Seedorf

→ 5 mars 1752 : régiment de Boccard

→ 1782 : régiment de Salis-Samade

→ 1er janvier 1791 : 64e régiment d’infanterie de ligne

→ 20 août 1792 : licencié

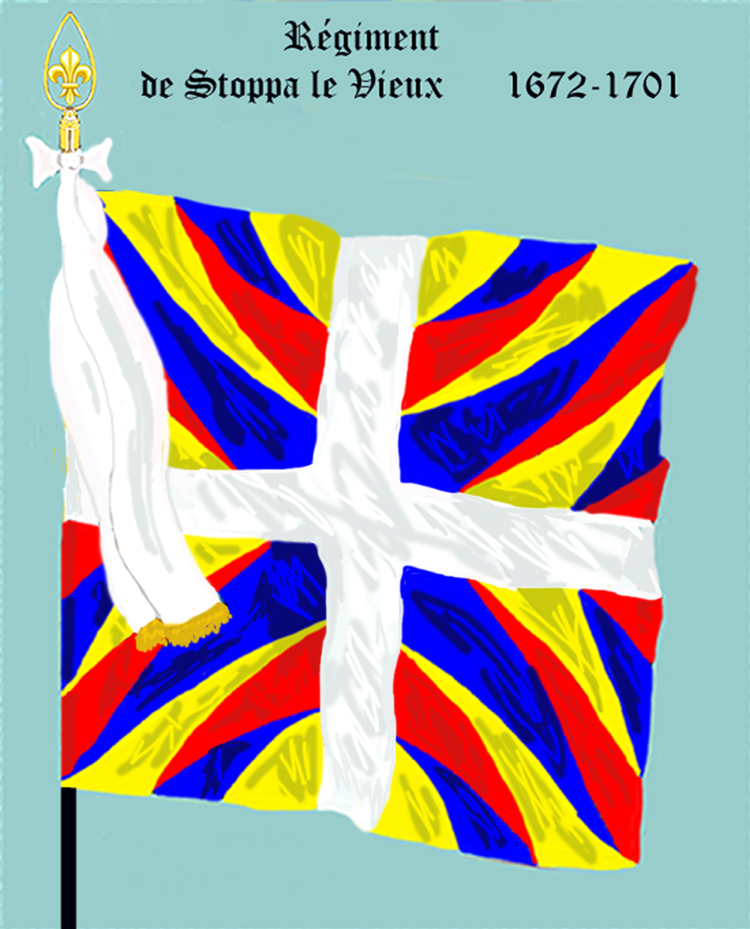
régiment de Stuppa de 1672 à 1701
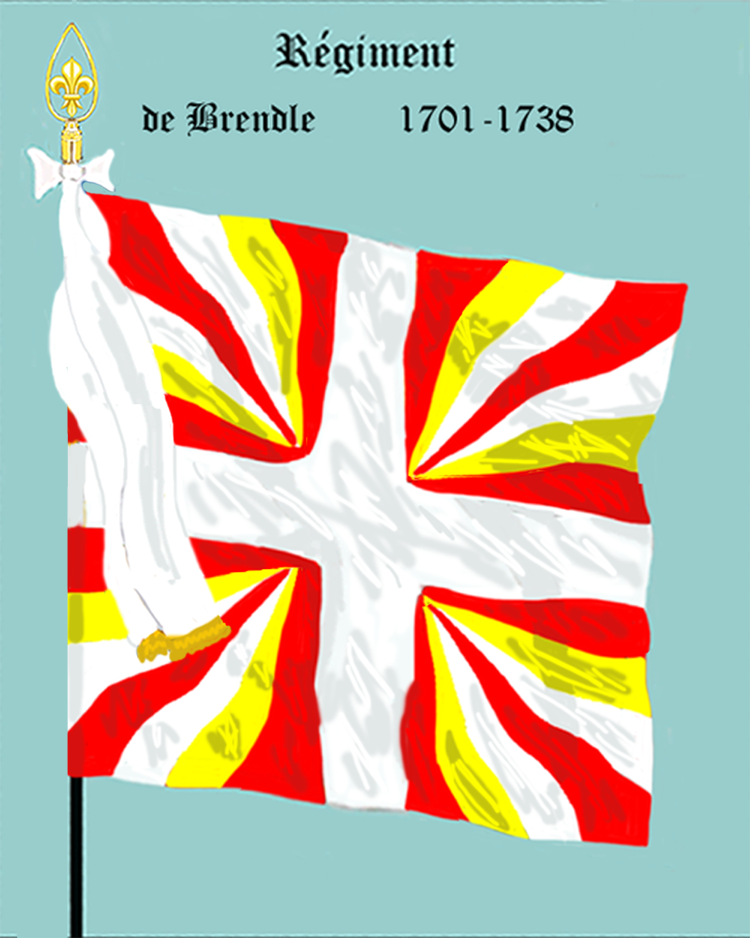
régiment de Brendle de 1701 à 1738
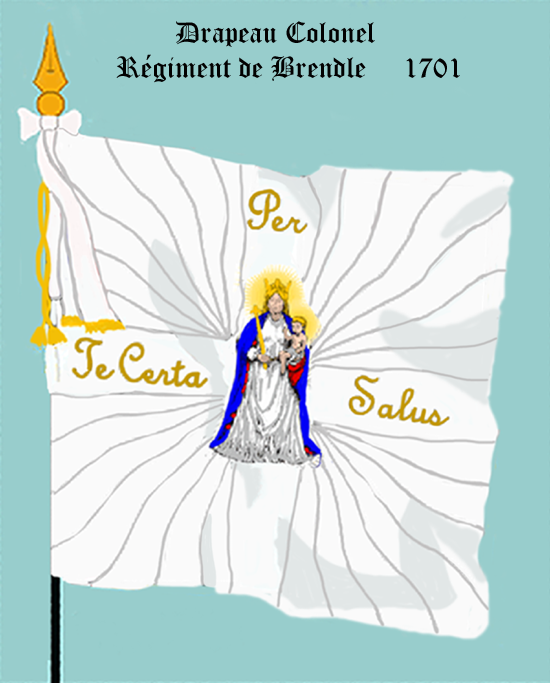
drapeau Colonel du régiment de Brendle de 1701 à 1738
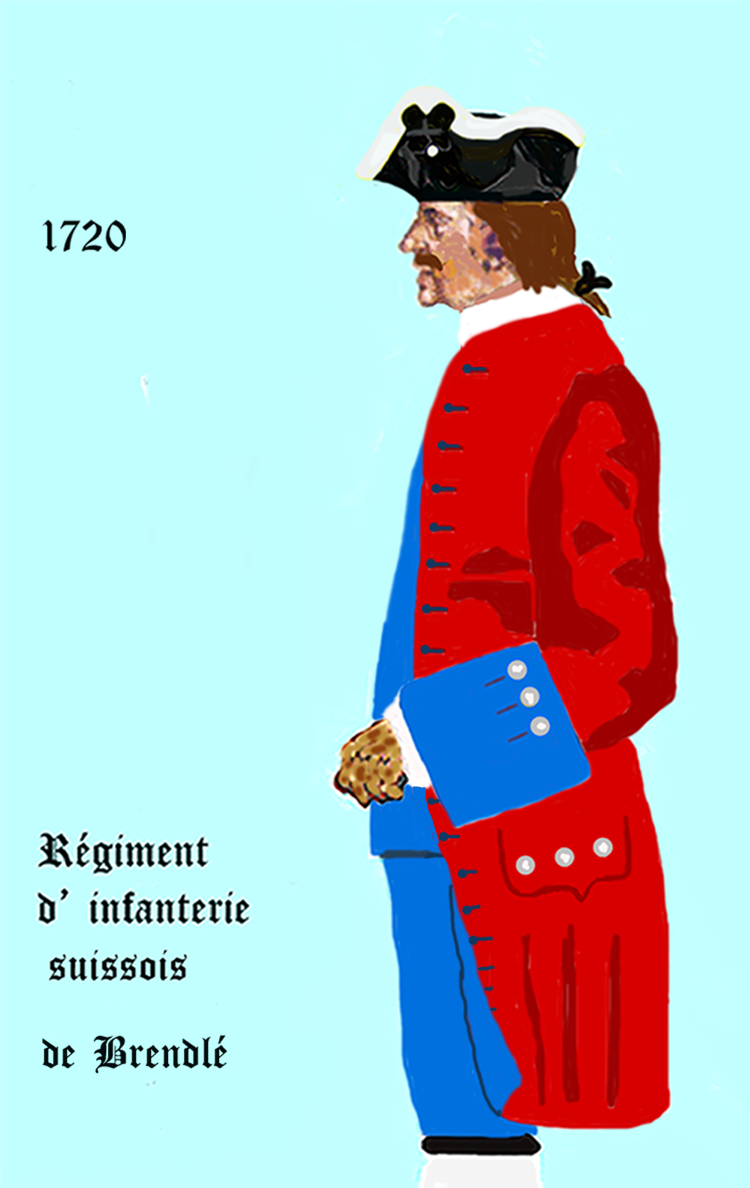
régiment de Brendle de 1720 à 1734

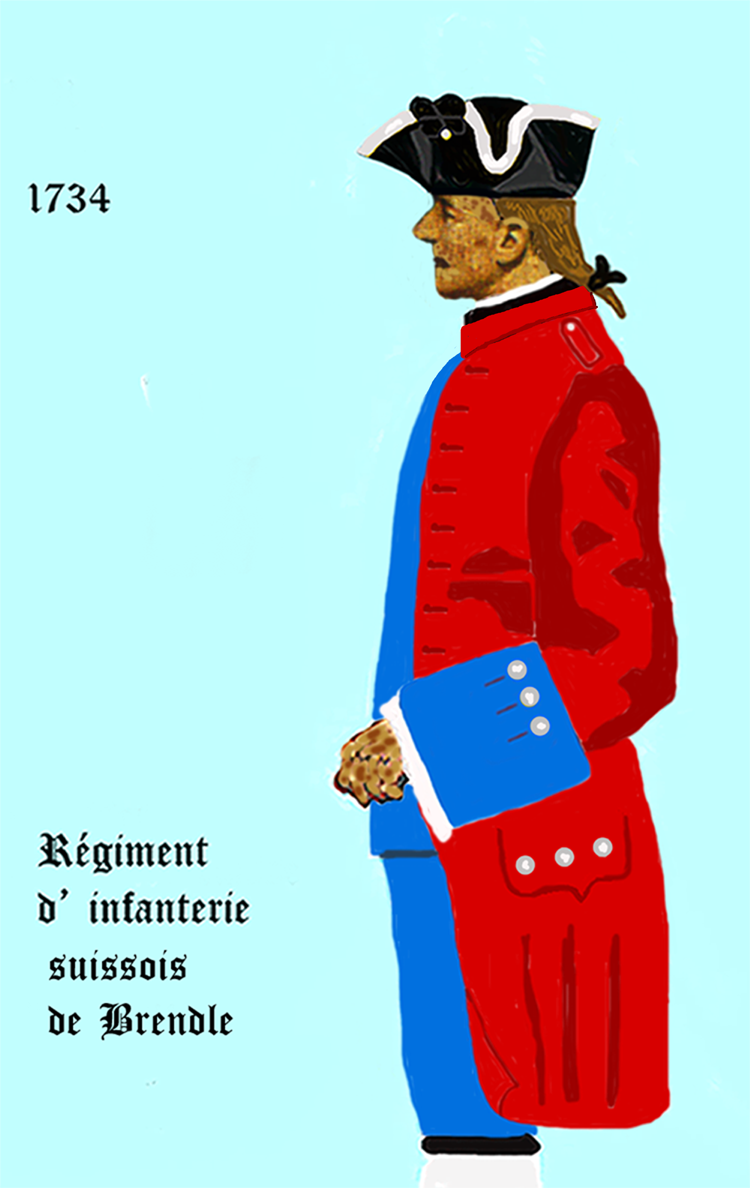
régiment de Brendle de 1734 à 1749
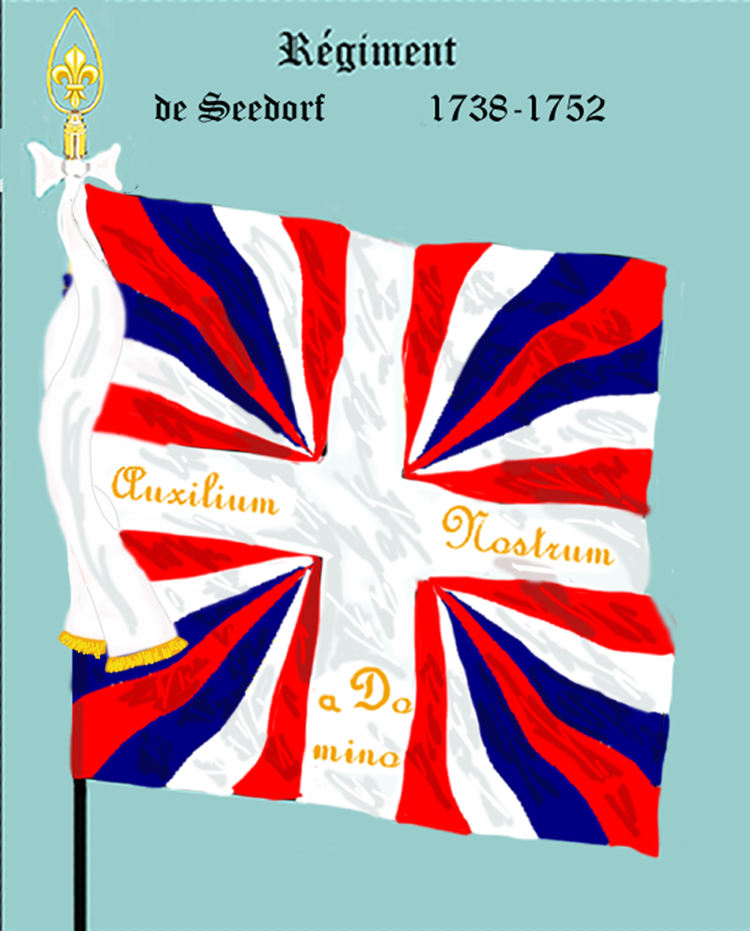
régiment de Seedorf de 1738 à 1752
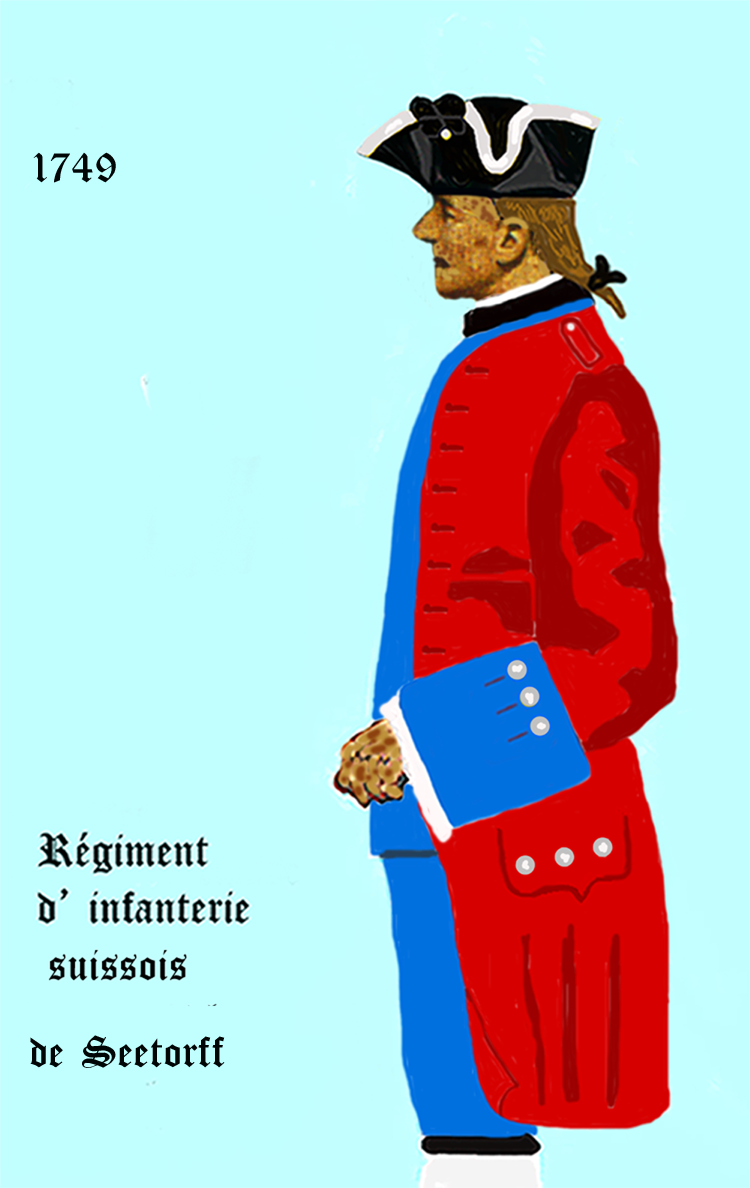
régiment de Seedorf de 1749 à 1752

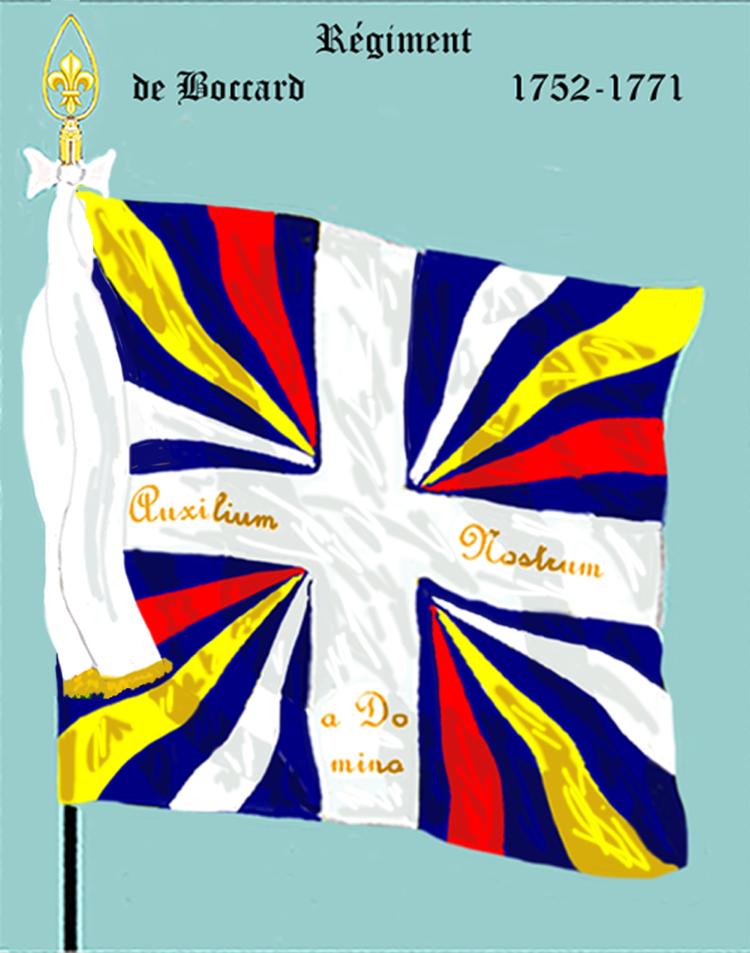
régiment de Boccard de 1752 à 1771
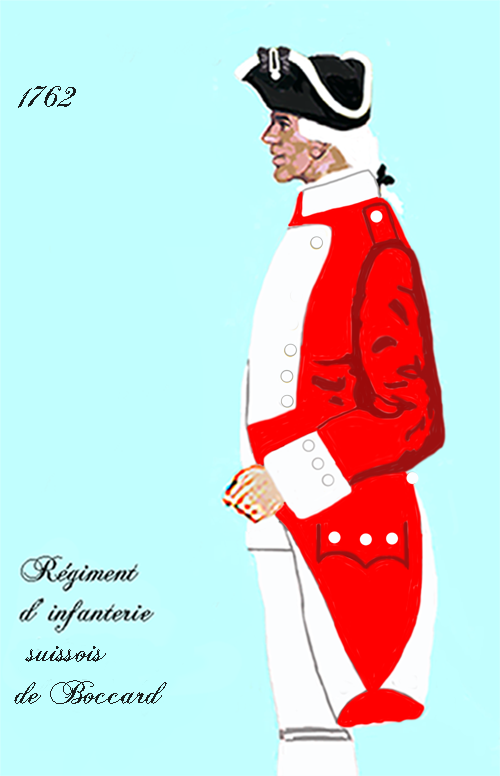
régiment de Boccard de 1752 à 1762
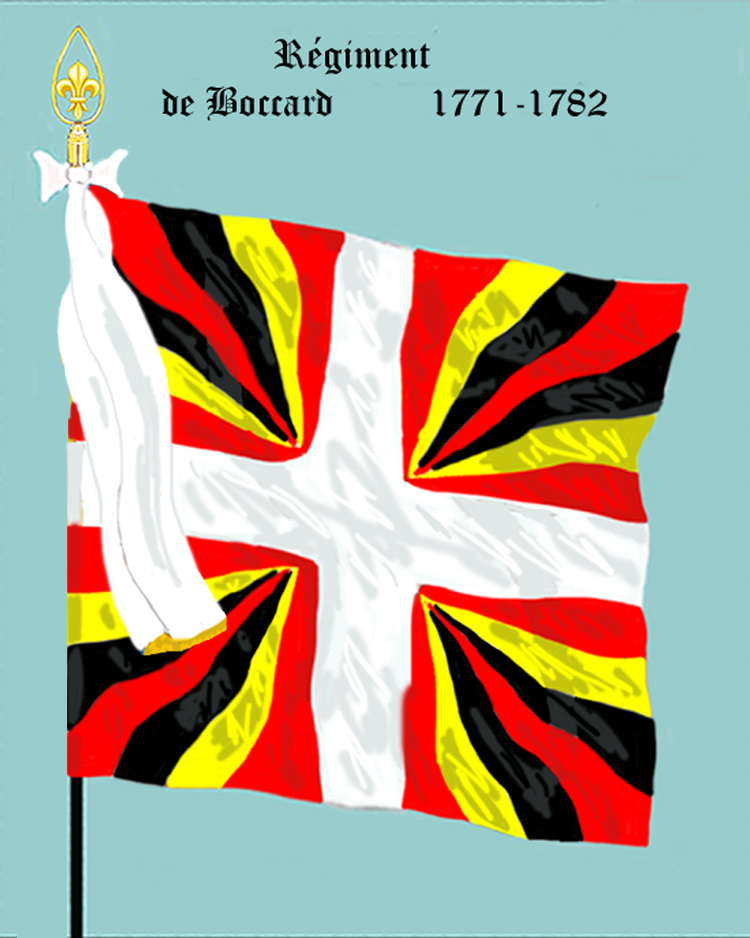
régiment de Boccard de 1771 à 1782
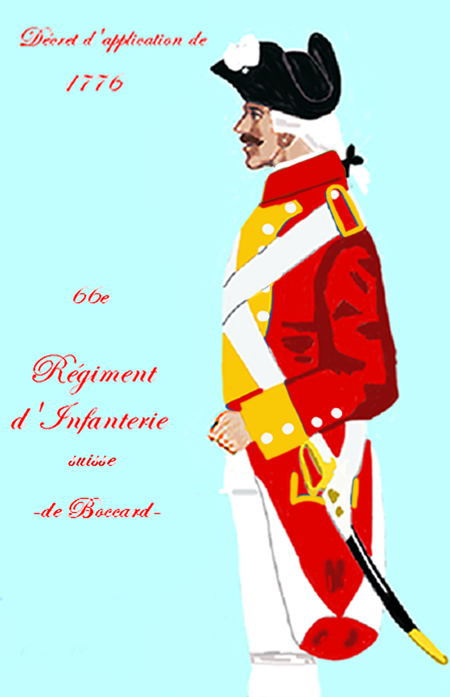
régiment de Boccard et de Salis-Samade? de 1776 à 1791

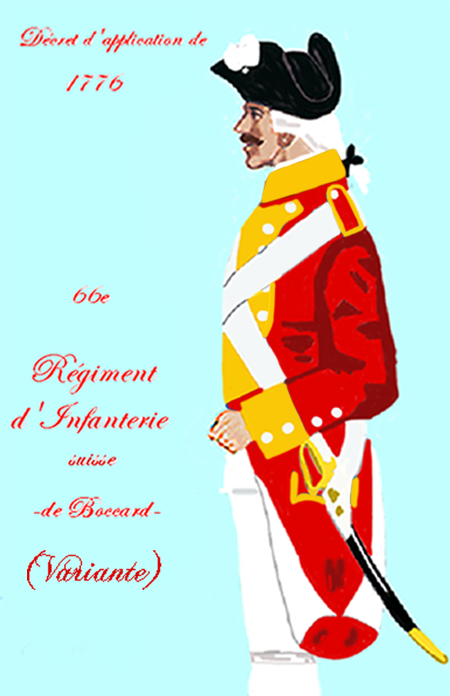
régiment de Boccard et de Salis-Samade? de 1776 à 1791 (variante)
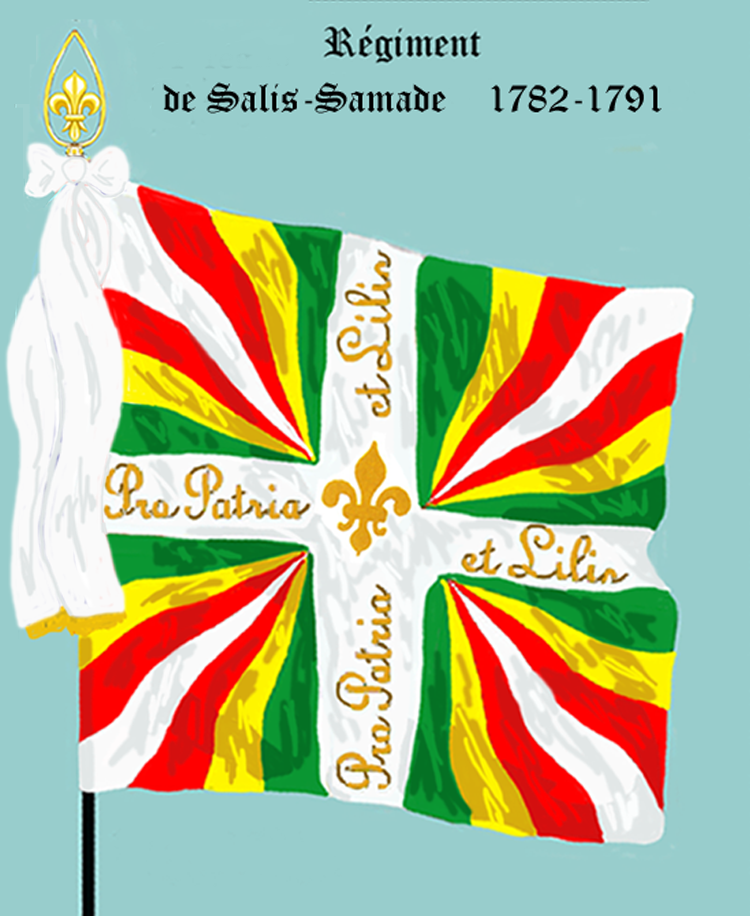
régiment de Salis-Samade de 1782 à 1791
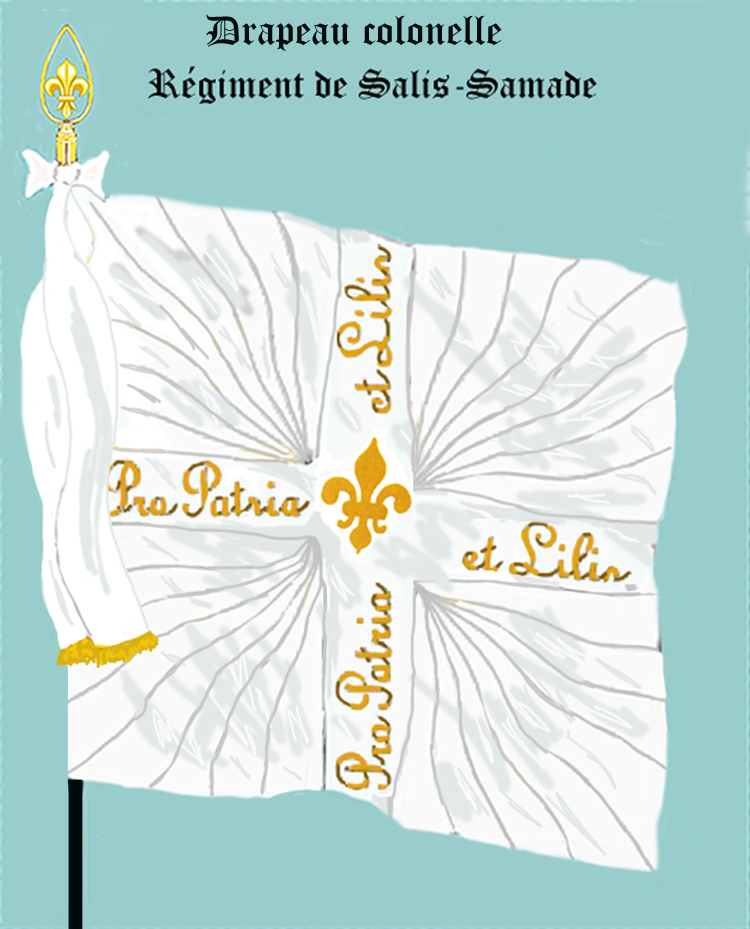
drapeau Colonel du régiment de Salis-Samade de 1782 à 1791
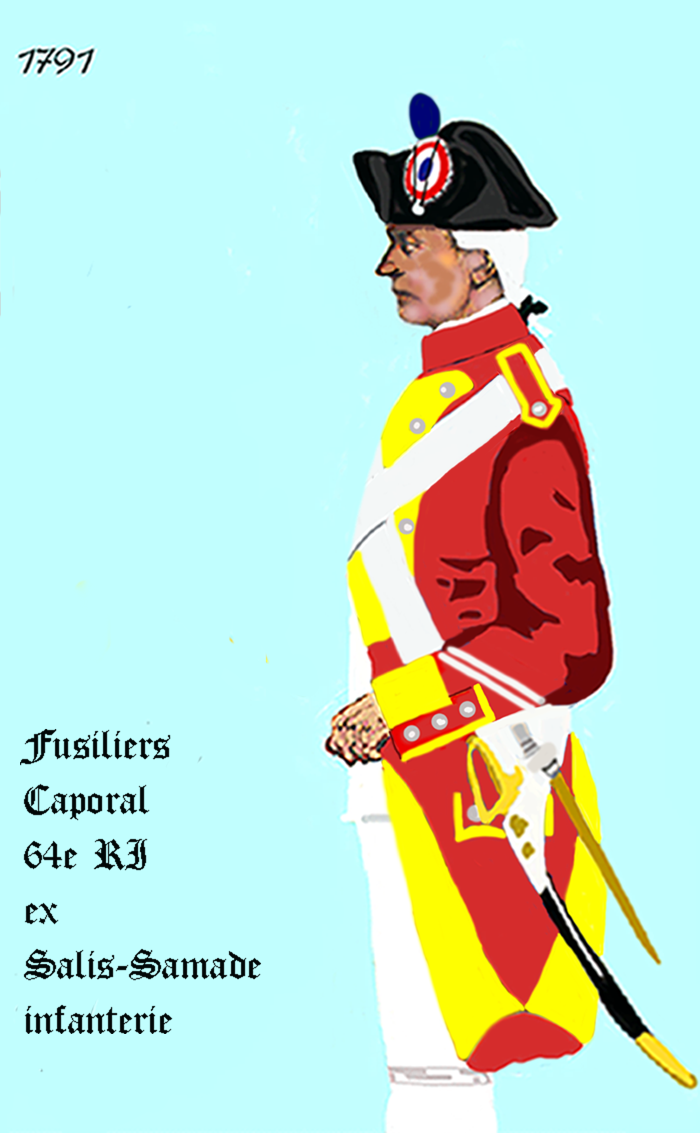
64e régiment d’infanterie de ligne de 1791 à 1792

Régiment de Salis

Création le 17 février 1672

→ 1690 : régiment de Porlier

→ 30 septembre 1692 : régiment de Reynold

→ 25 juin 1702 : régiment de Castellas

→ 4 août 1722 : régiment de Bettens

→ 15 août 1739 : régiment de Monnin

→ 20 mars 1756 : régiment de Reding

→ 1er juillet 1763 : régiment de Pfyffer

→ 26 décembre 1768 : régiment de Sonnenberg

→ 1er janvier 1791 : 65e régiment d’infanterie de ligne

→ 20 août 1792 : licencié

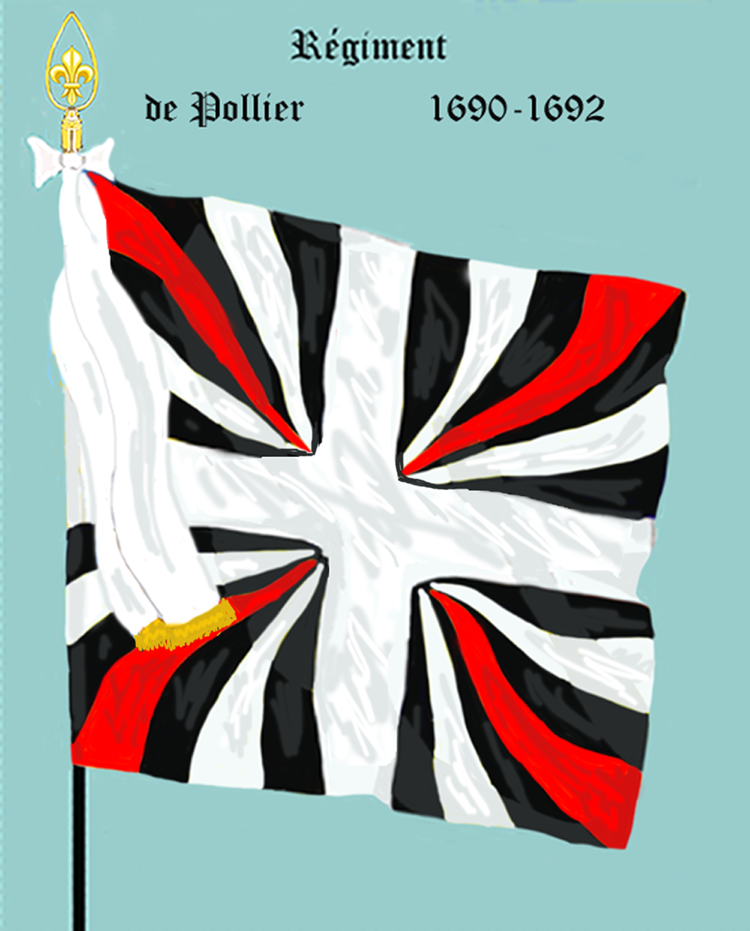
régiment de Porlier de 1690 à 1692
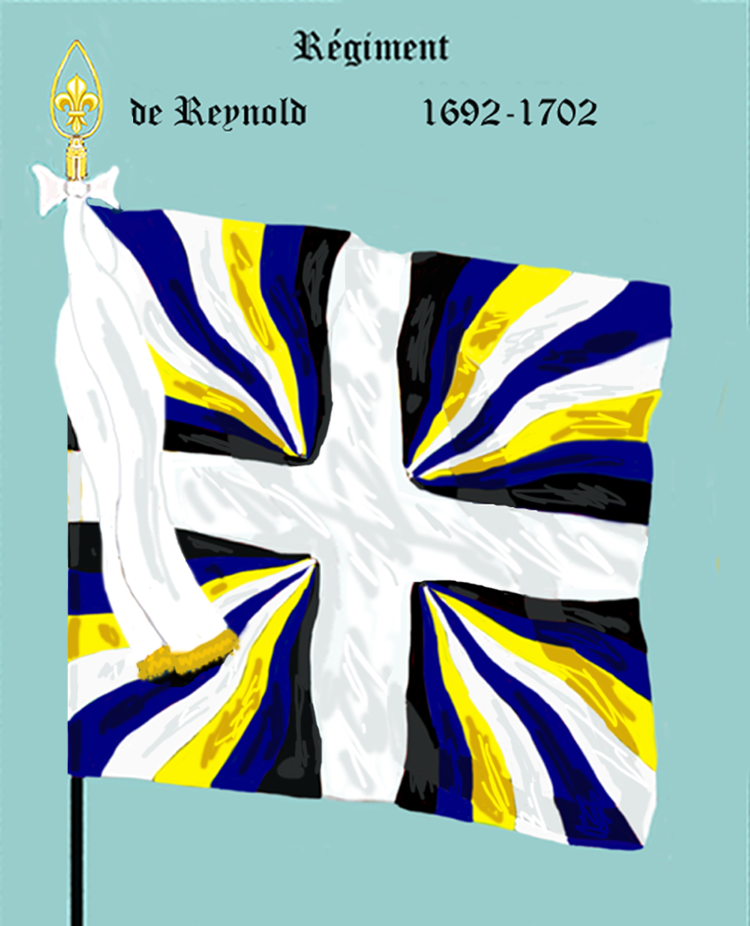
régiment de Reynold de 1692 à 1702
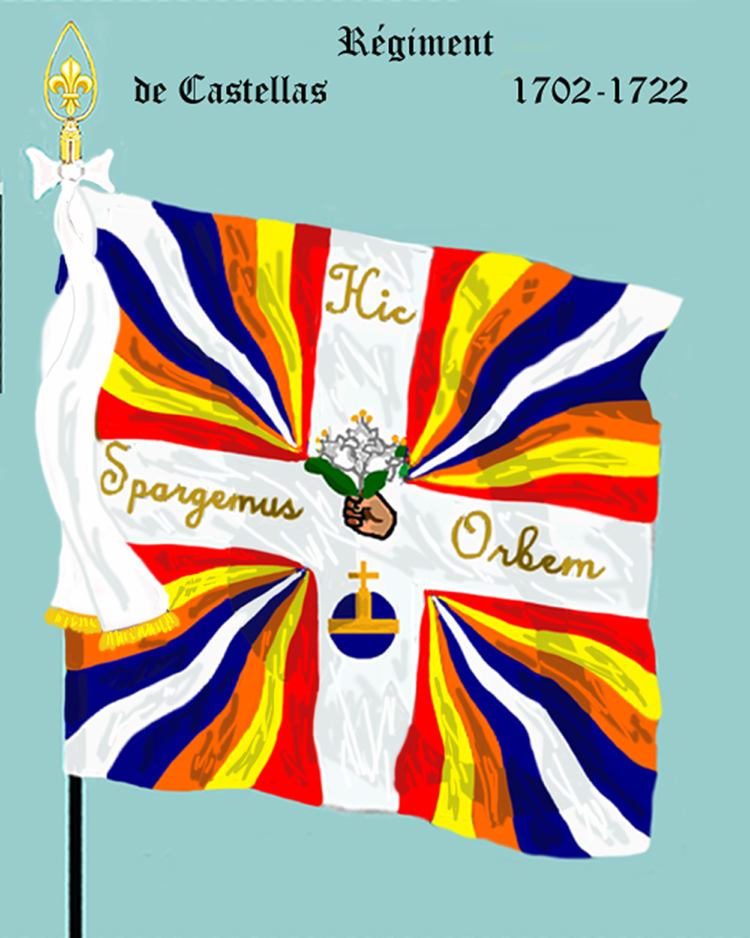
régiment de Castellas de 1702 à 1722

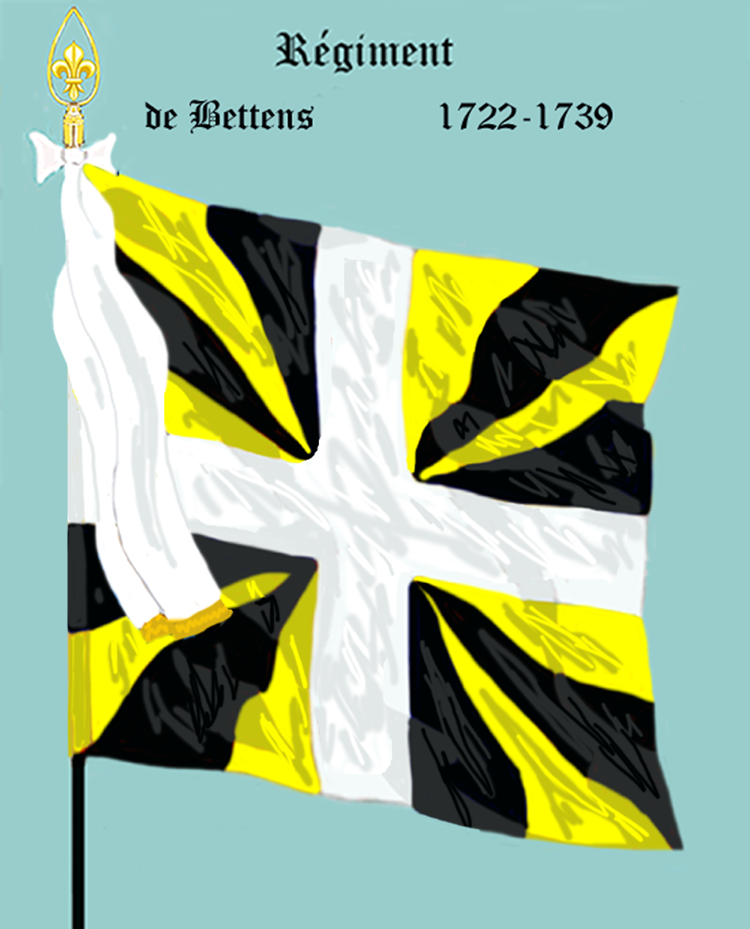
régiment de Bettens de 1722 à 1739
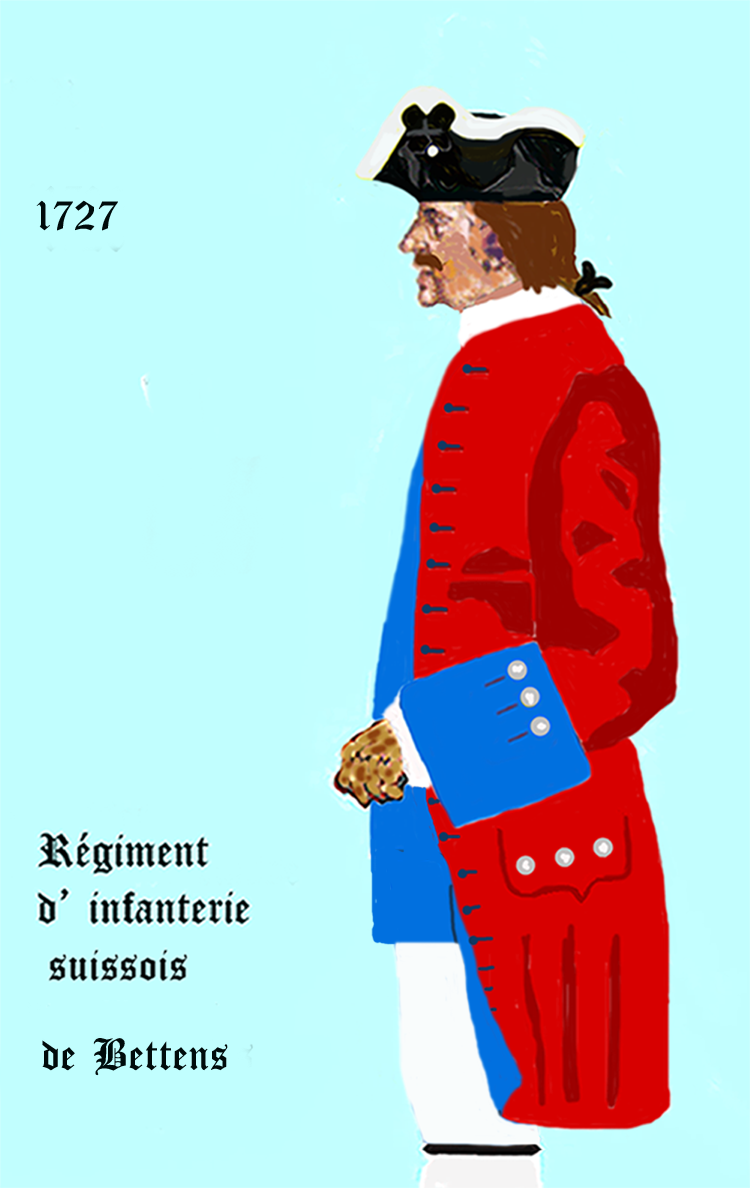
régiment de Bettens de 1727 à 1734
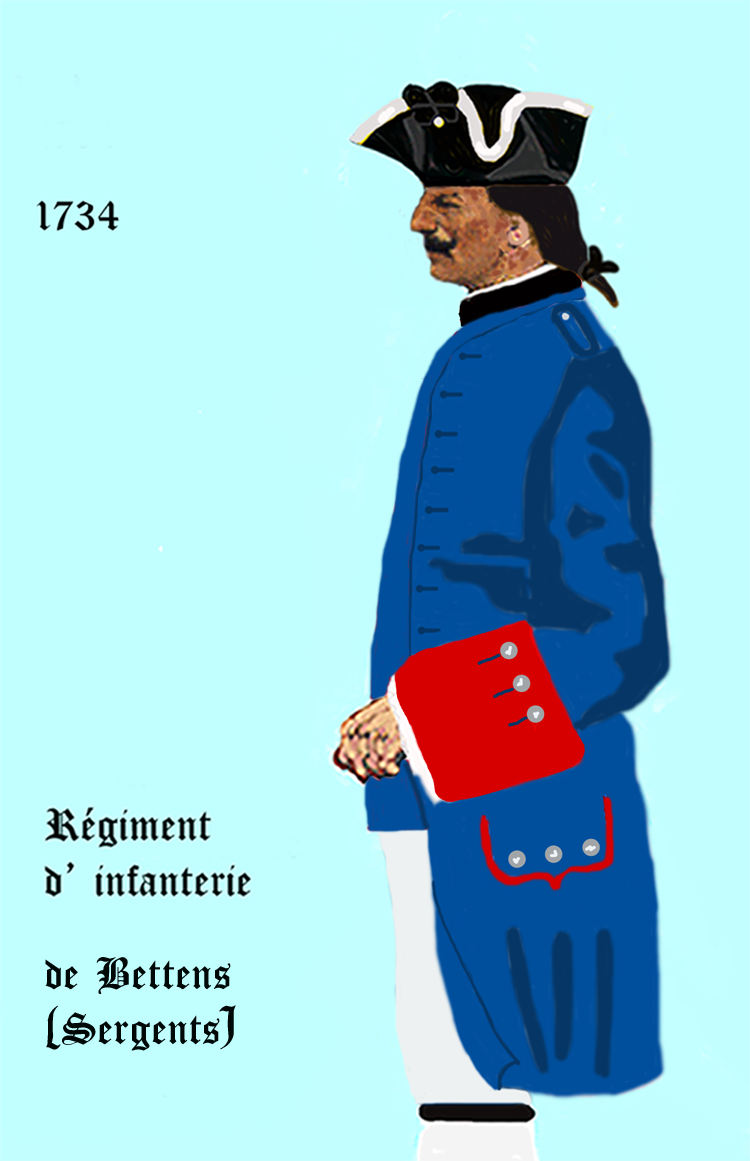
régiment de Bettens de 1729 à 1734, uniforme de sergents

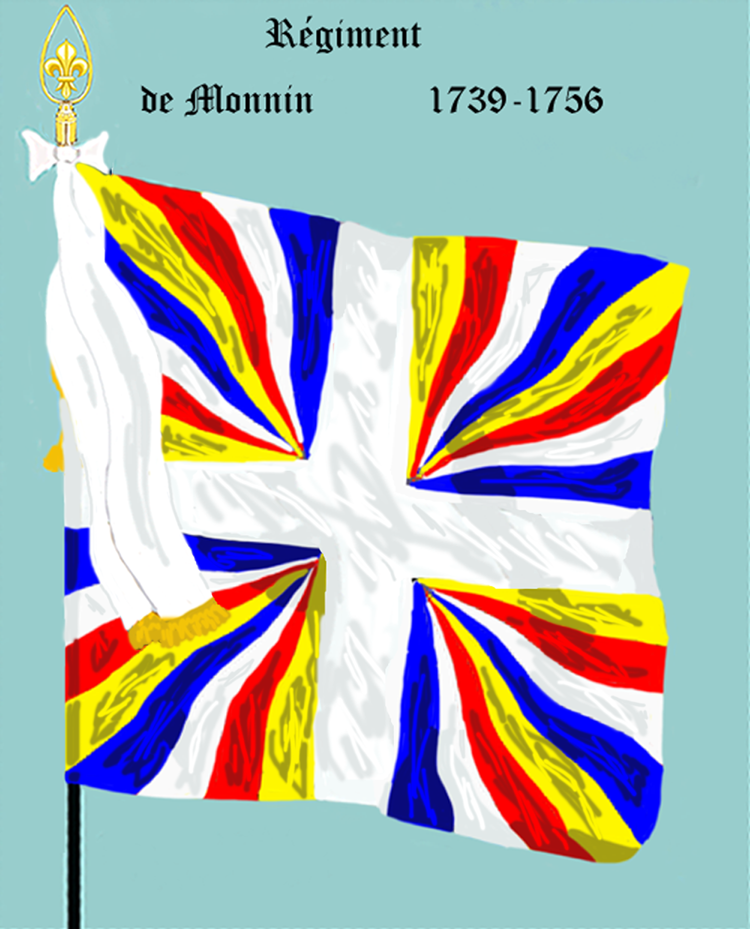
régiment de Monnin de 1739 à 1756
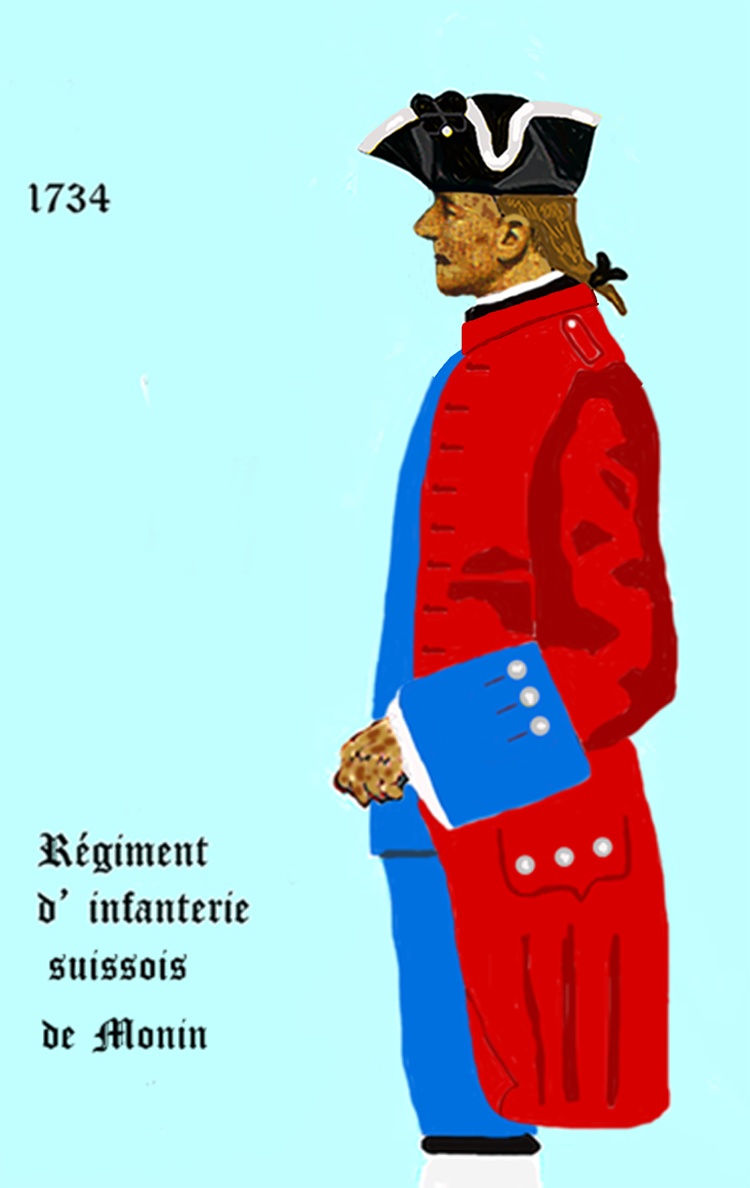
régiment de Monin de 1734 à 1740
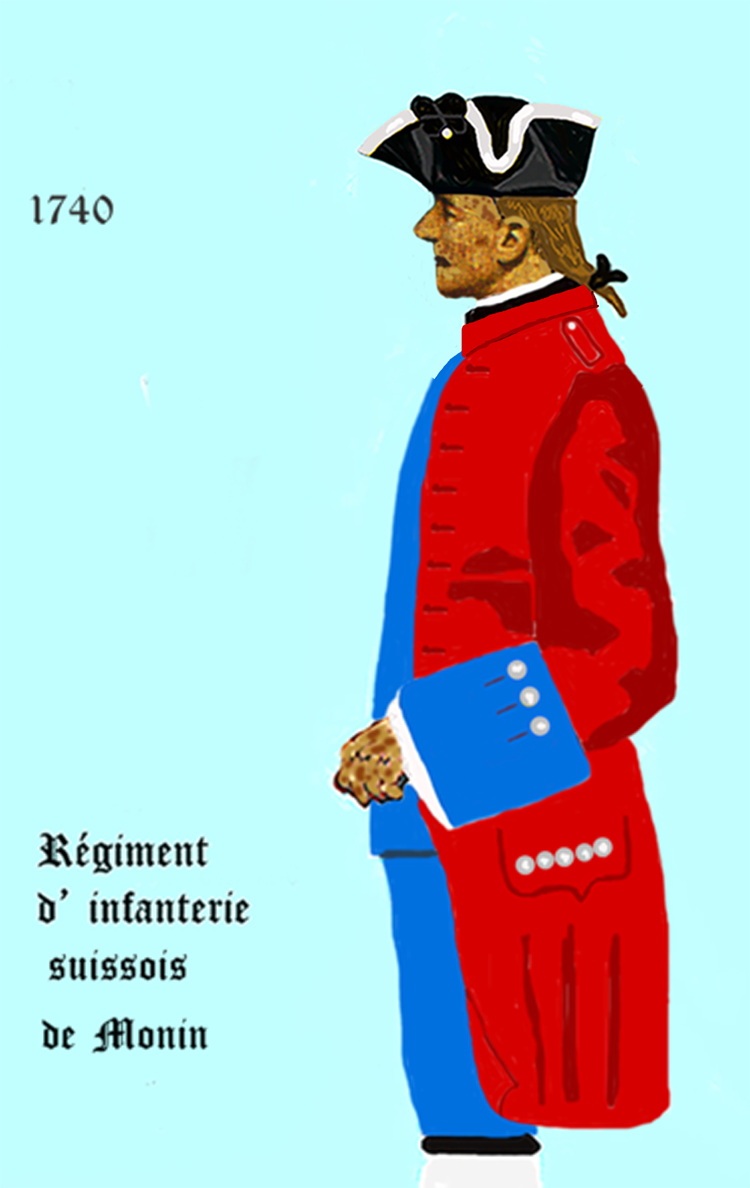
régiment de Monnin de 1740 à 1776

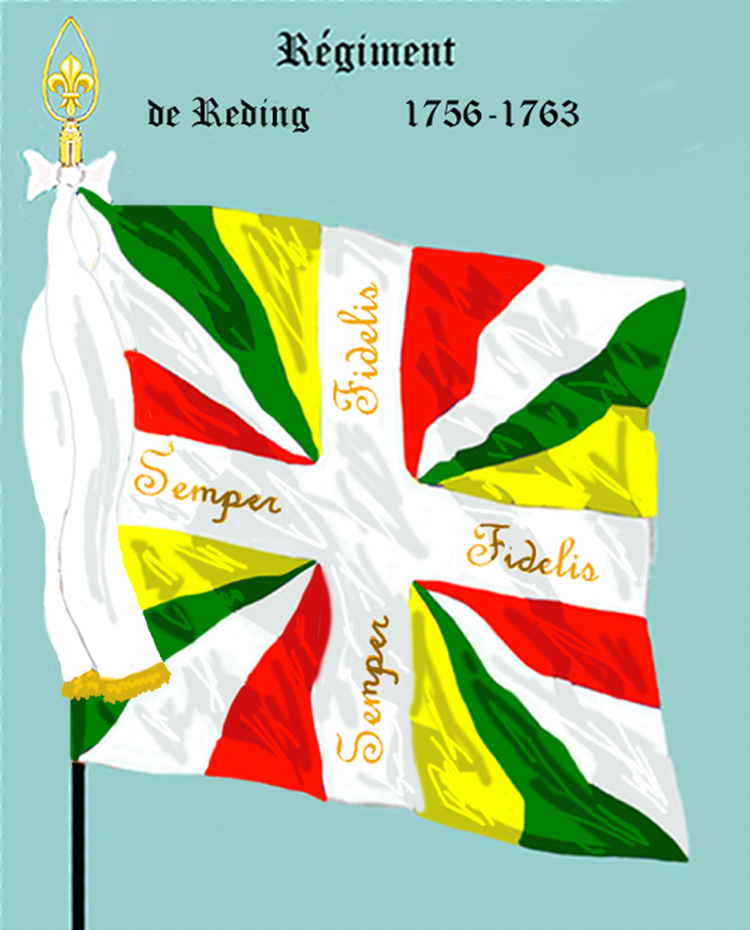
régiment de Reding de 1756 à 1763
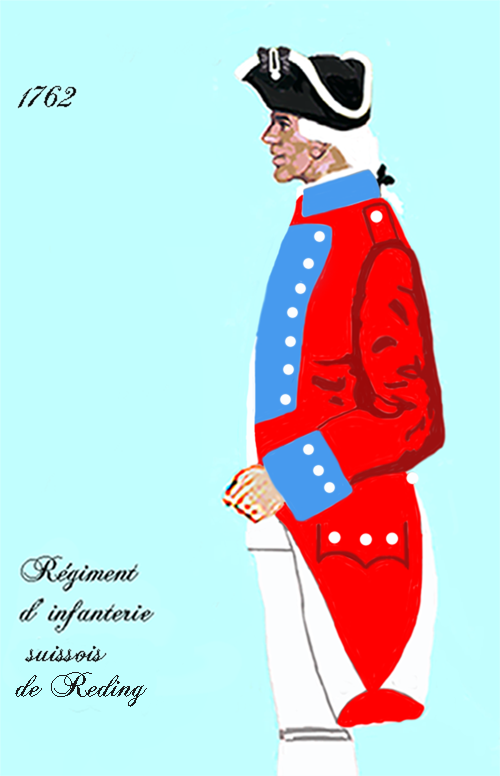
régiment de Reding de 1762 à 1776
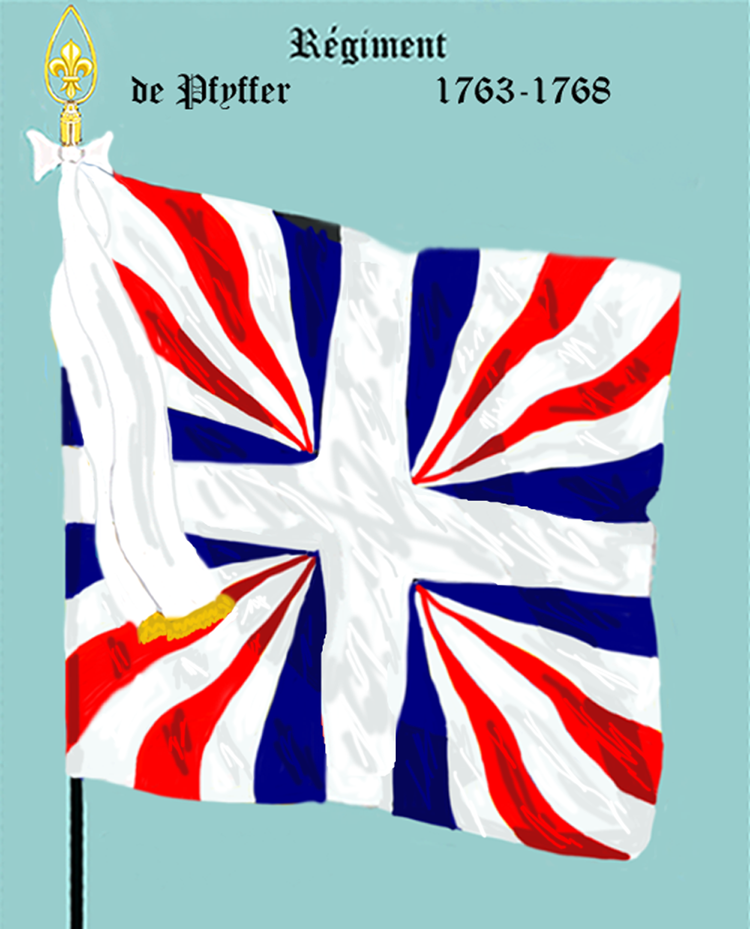
régiment de Pfyffer de 1763 à 1768

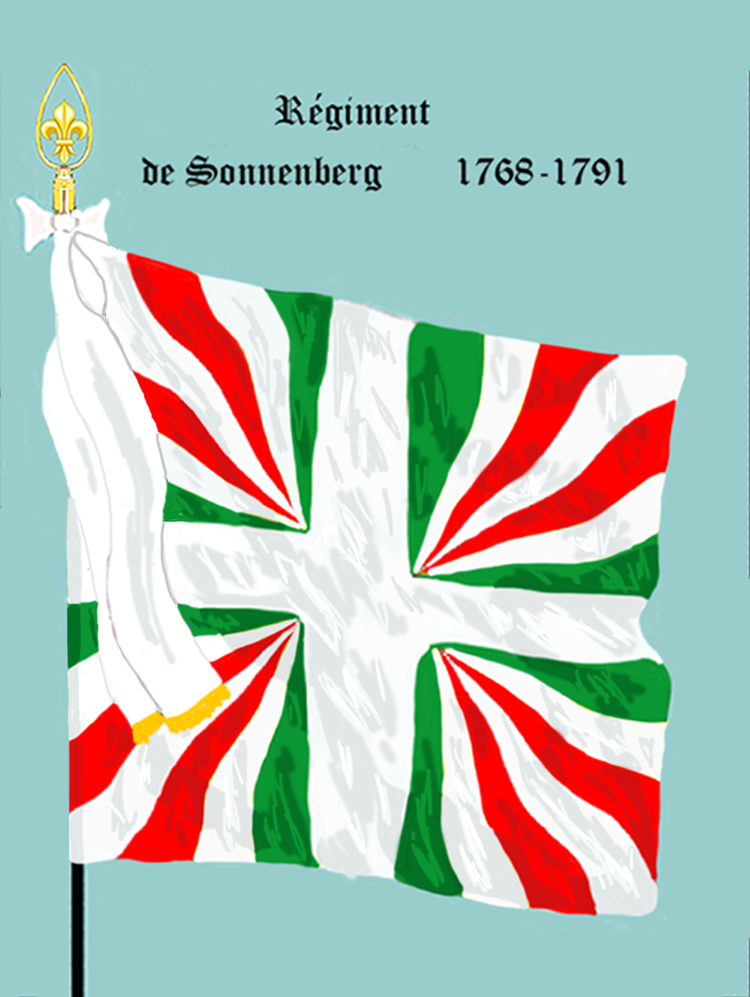
régiment de Sonnenberg de 1768 à 1792
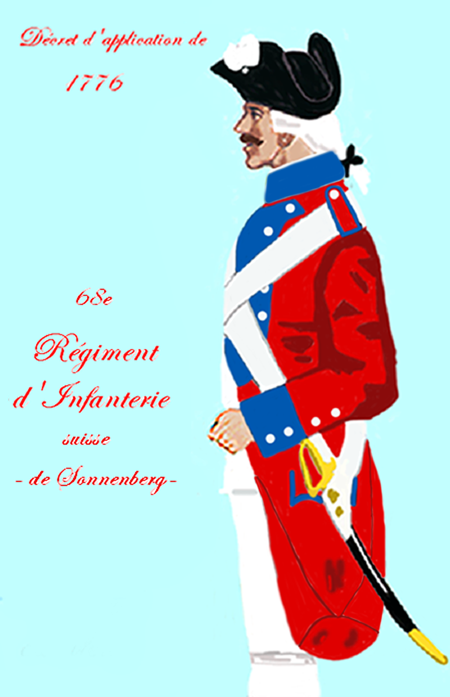
régiment de Sonnenberg de 1776 à 1786
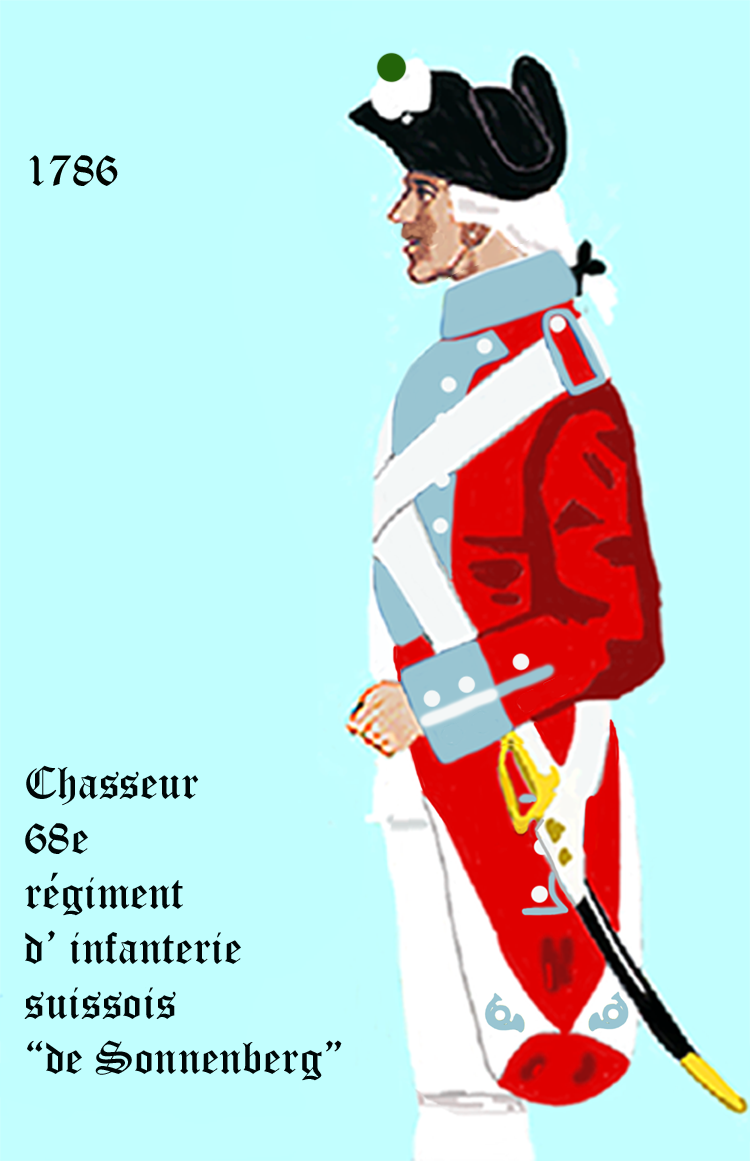
régiment de Sonnenberg de 1786 à 1791
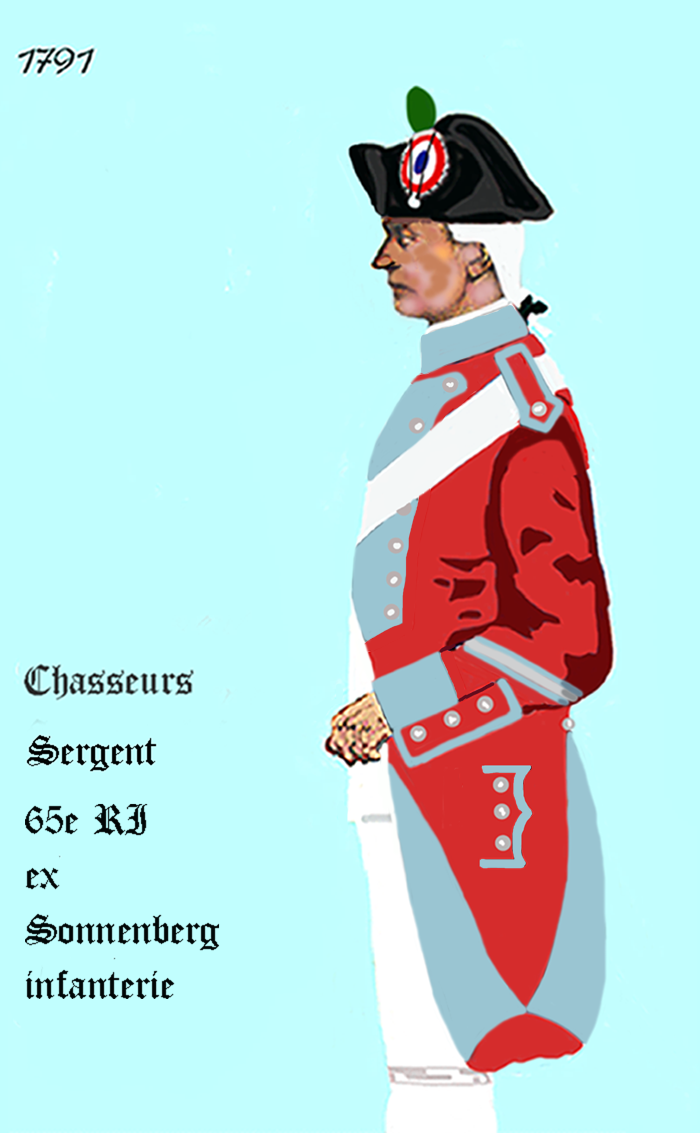
65e régiment d’infanterie de ligne de 1791 à 1792

Régiment de Pfyffer

Création le 17 février 1672

→ 20 décembre 1689 : régiment de Hessy

→ 30 novembre 1729 : régiment de Burky (Bourguy)

→ 1737 : régiment de Tschudy

→ 16 mai 1740 : régiment de Vigier

→ 14 mars 1756 : régiment de Castellas

→ 20 août 1792 : licencié.

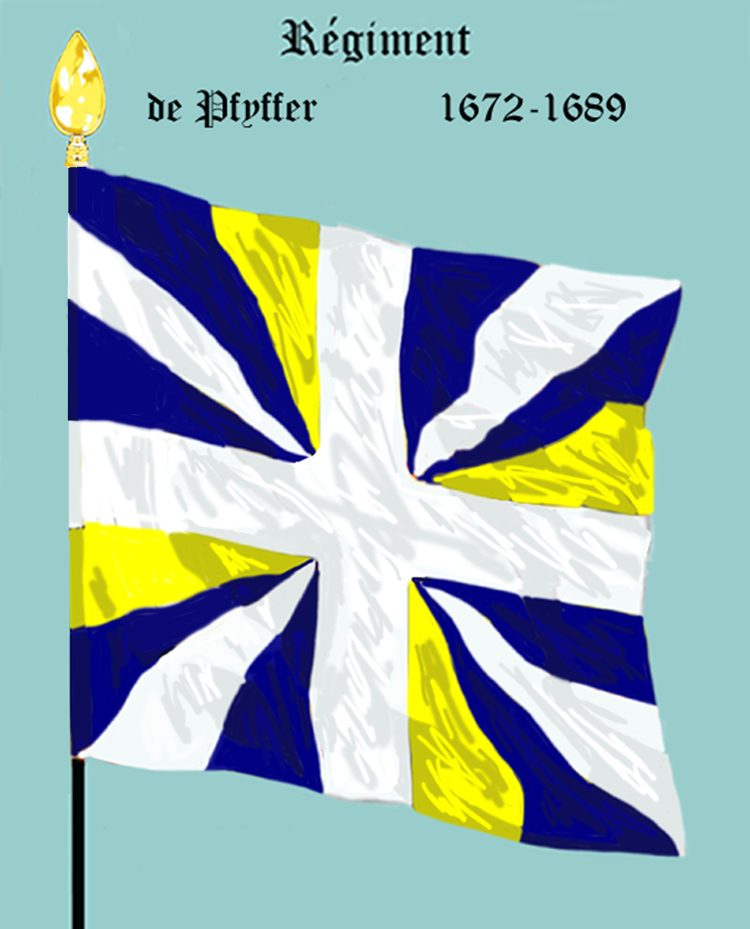
régiment de Pfyffer de 1672 à 1689
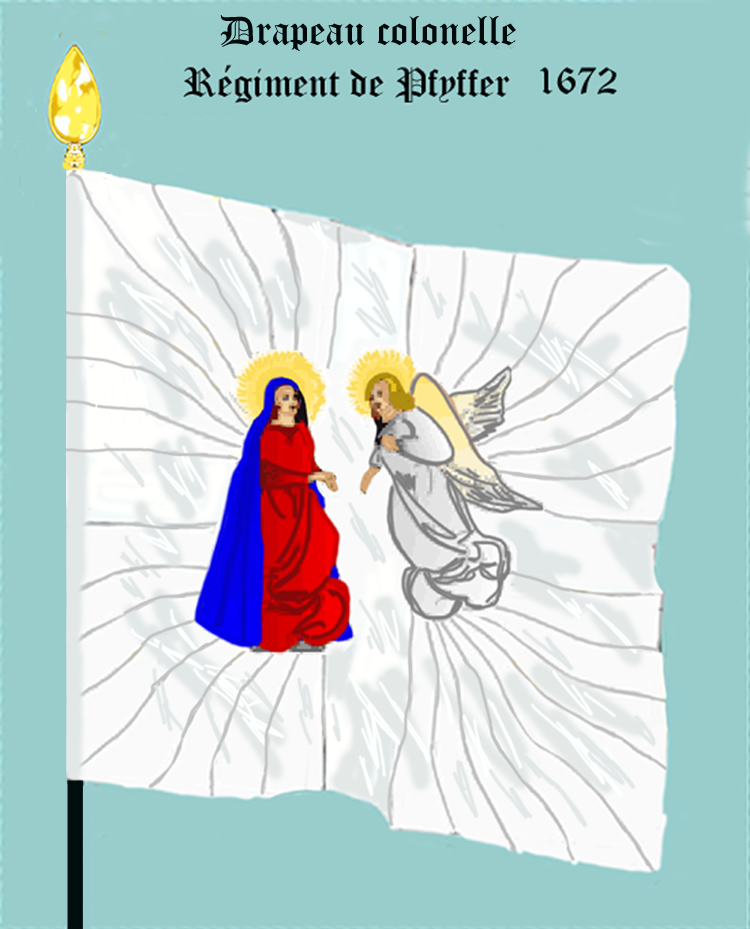
drapeau Colonel du régiment de Pfyffer de 1672 à 1689 (avers)
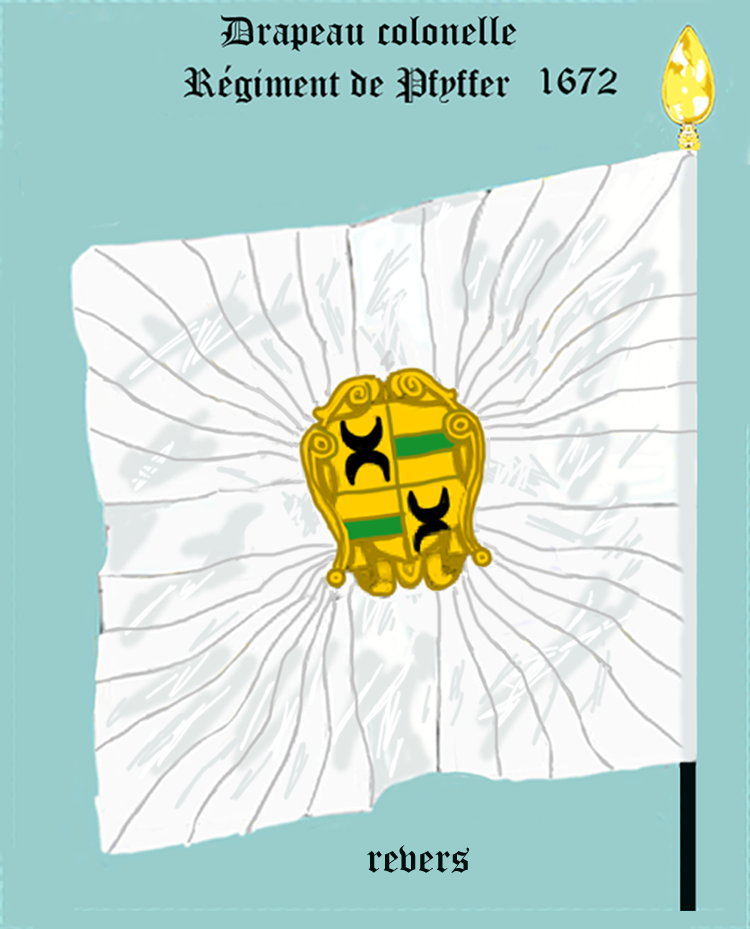
drapeau Colonel du régiment de Pfyffer de 1672 à 1689 (revers)

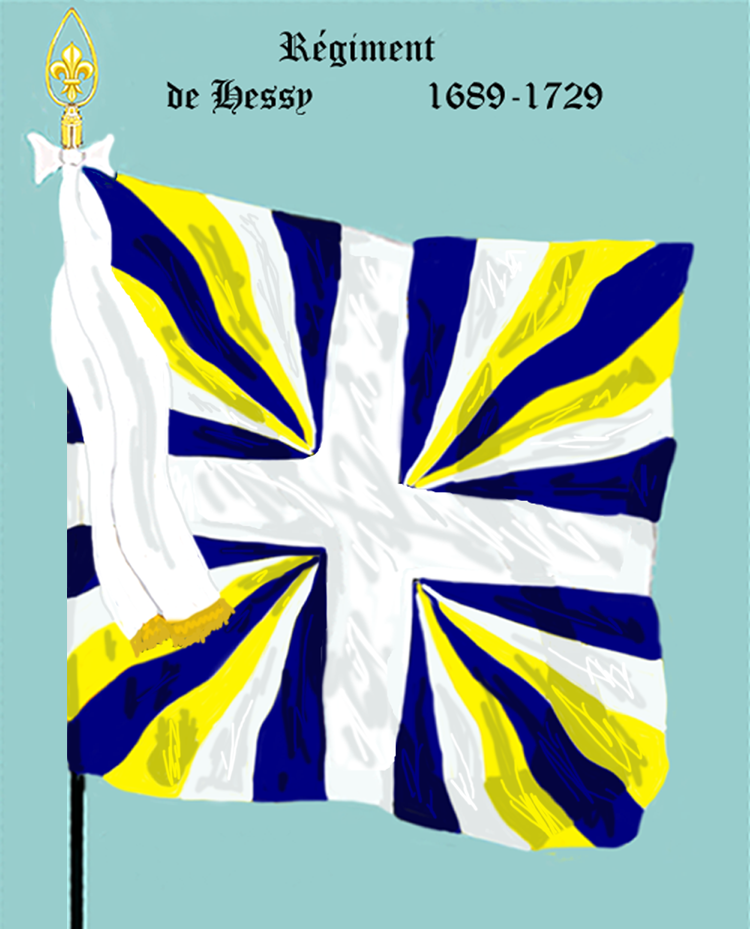
régiment de Hessy de 1689 à 1729
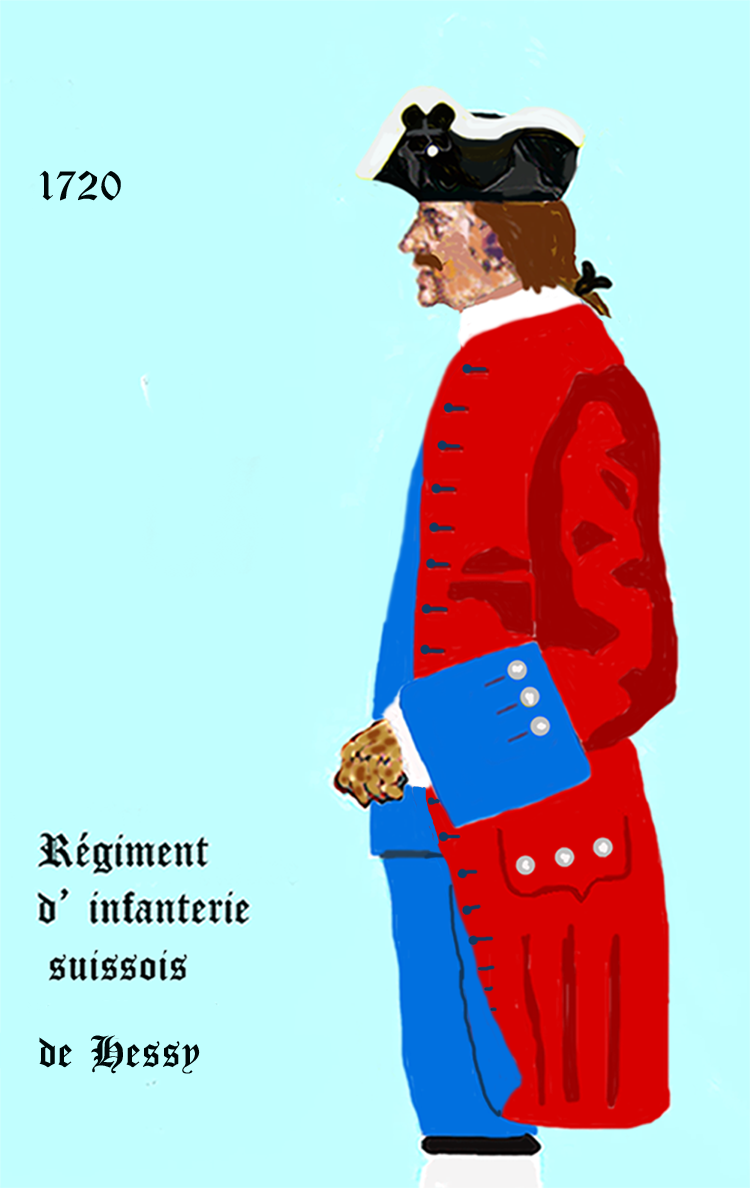
régiment de Hessy 1720 à 1729
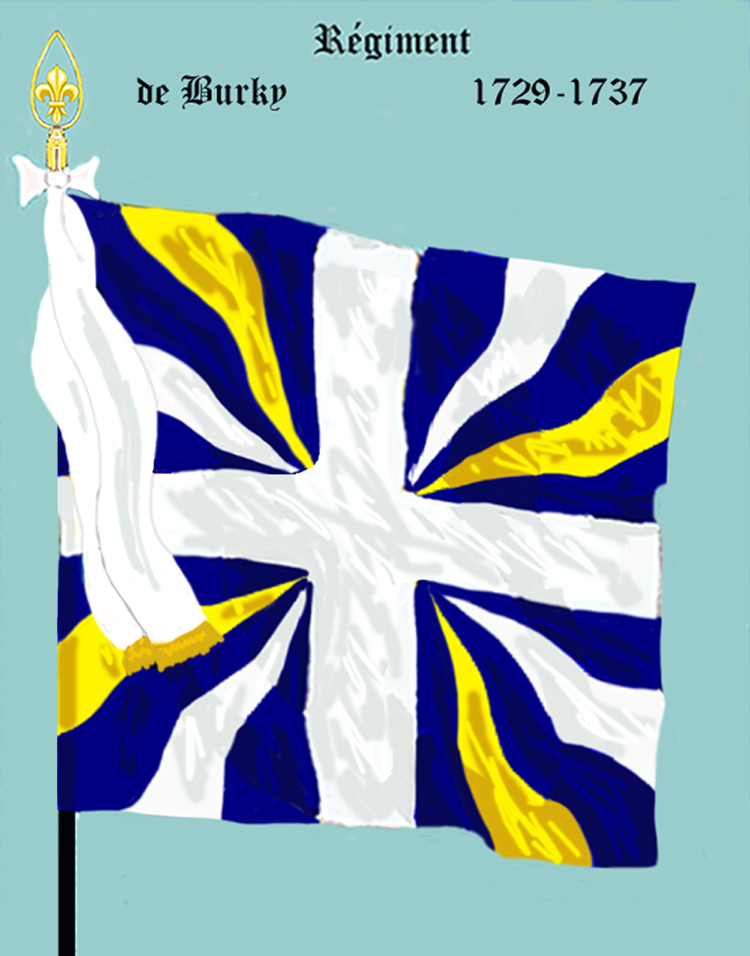
régiment de Burky de 1729 à 1737
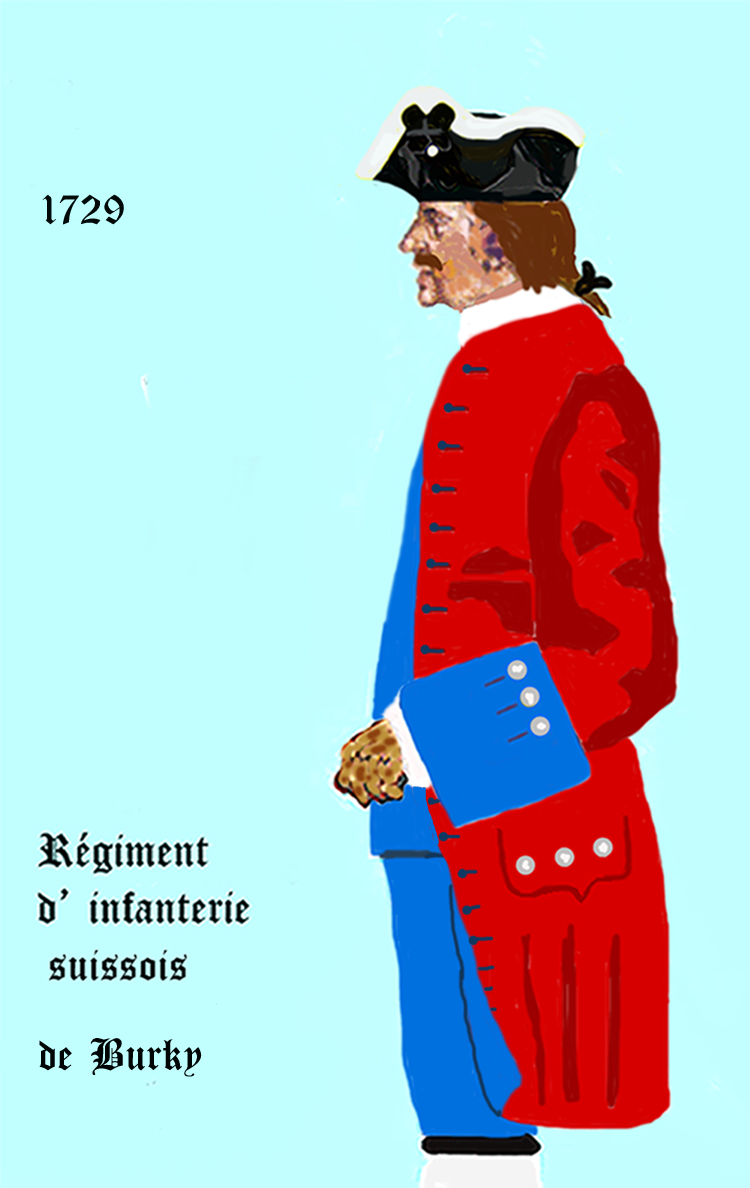
régiment de Burky de 1729 à 1734

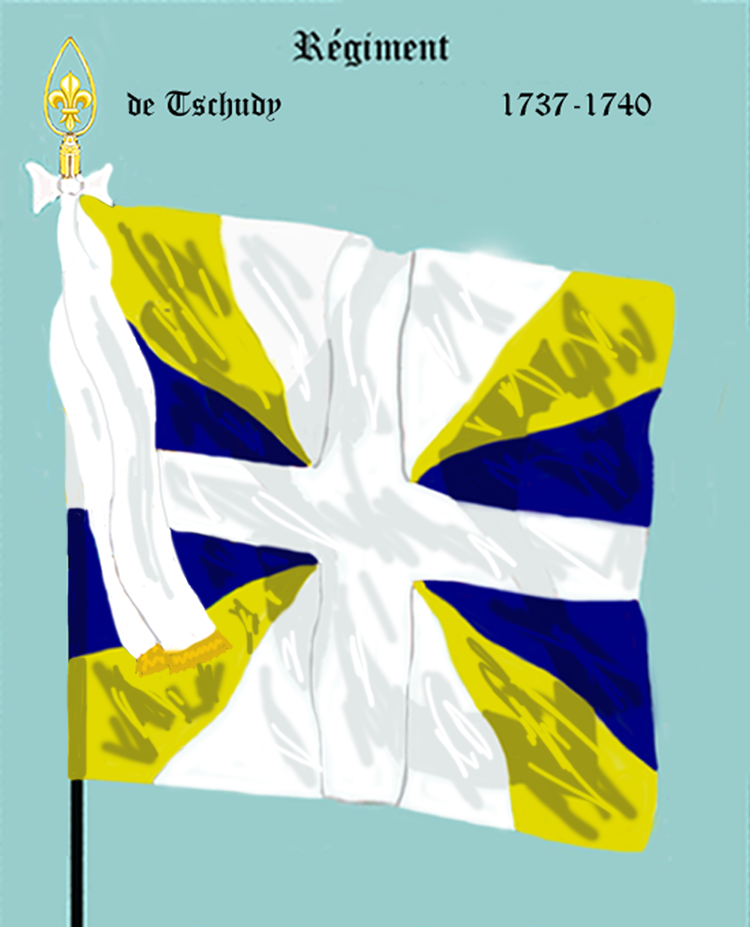
régiment de Tschudy de 1737 à 1740
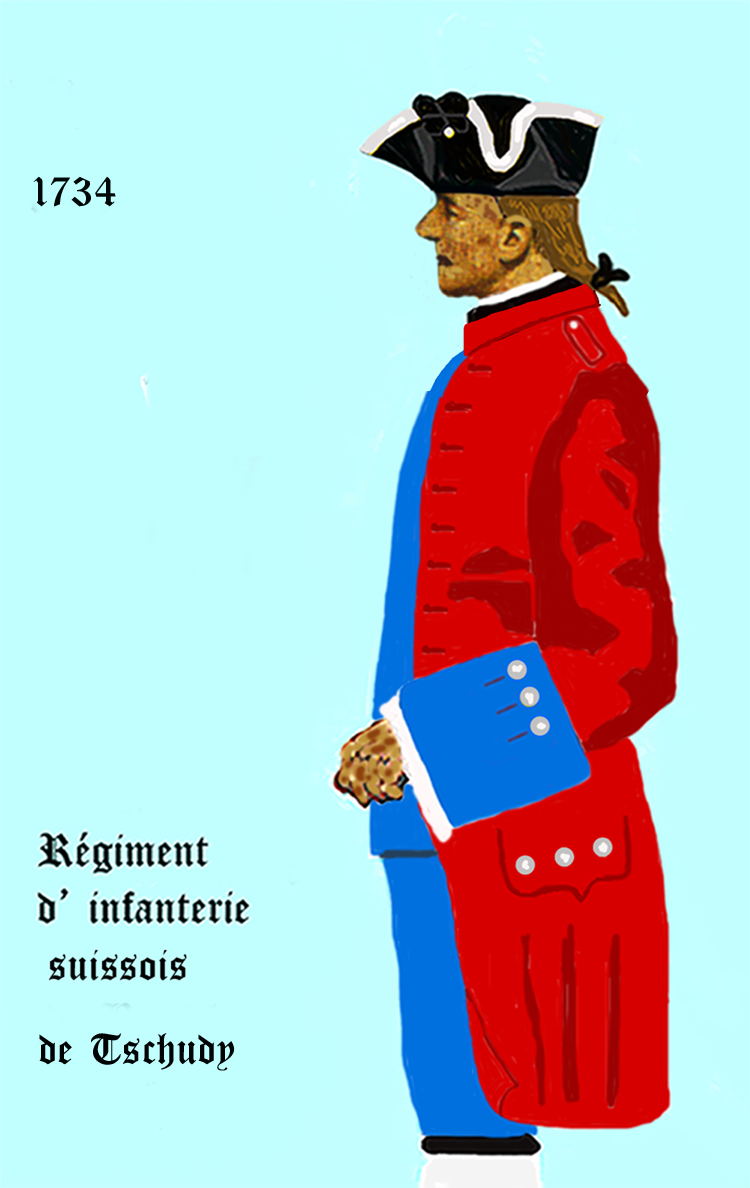
régiment de Tschudy de 1734 à 1740
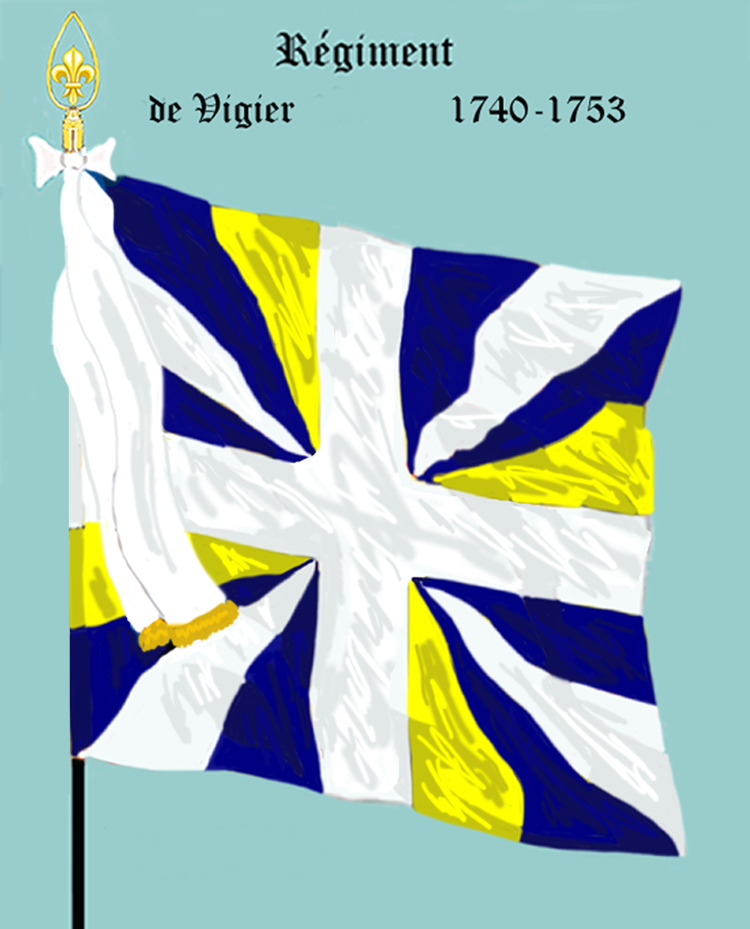
régiment de Vigier de 1740 à 1753
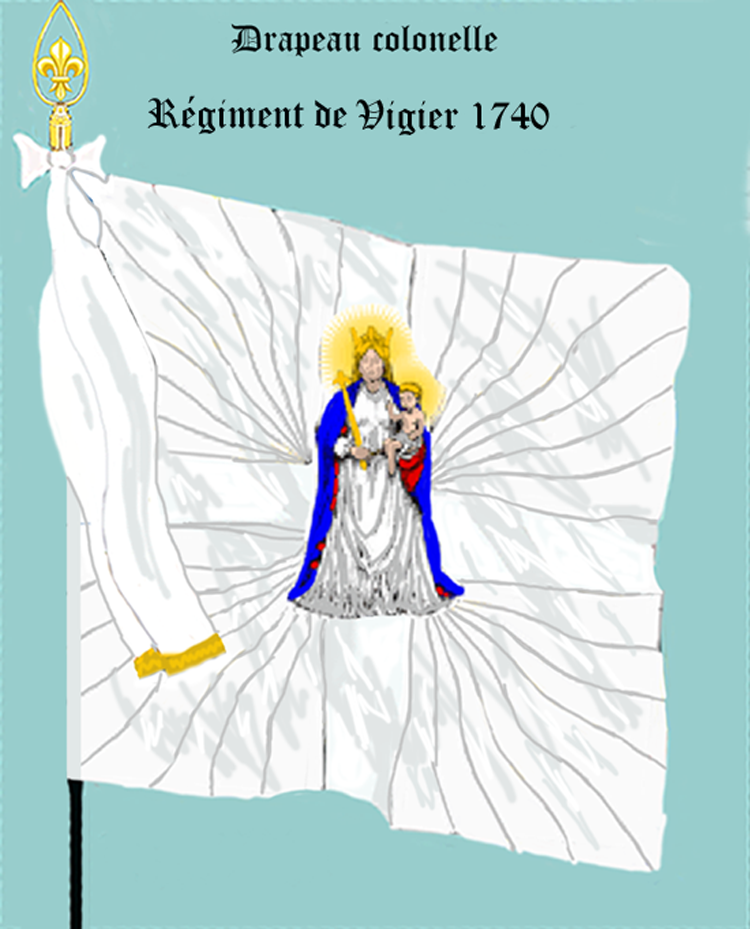
régiment de Vigier drapeau colonel 1740

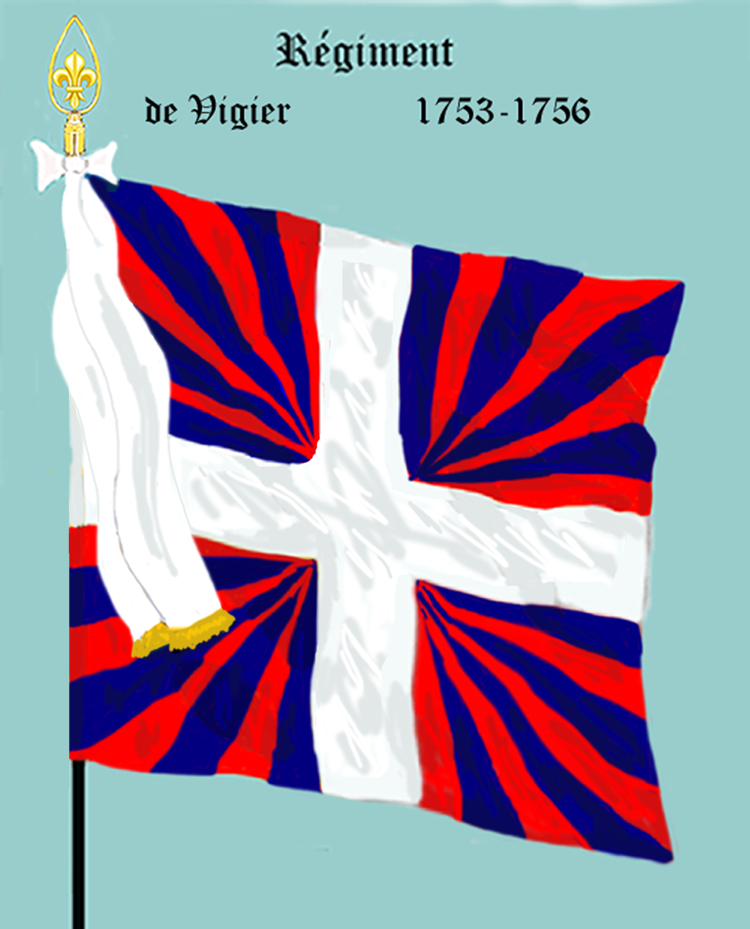
régiment de Vigier de 1753 à 1756
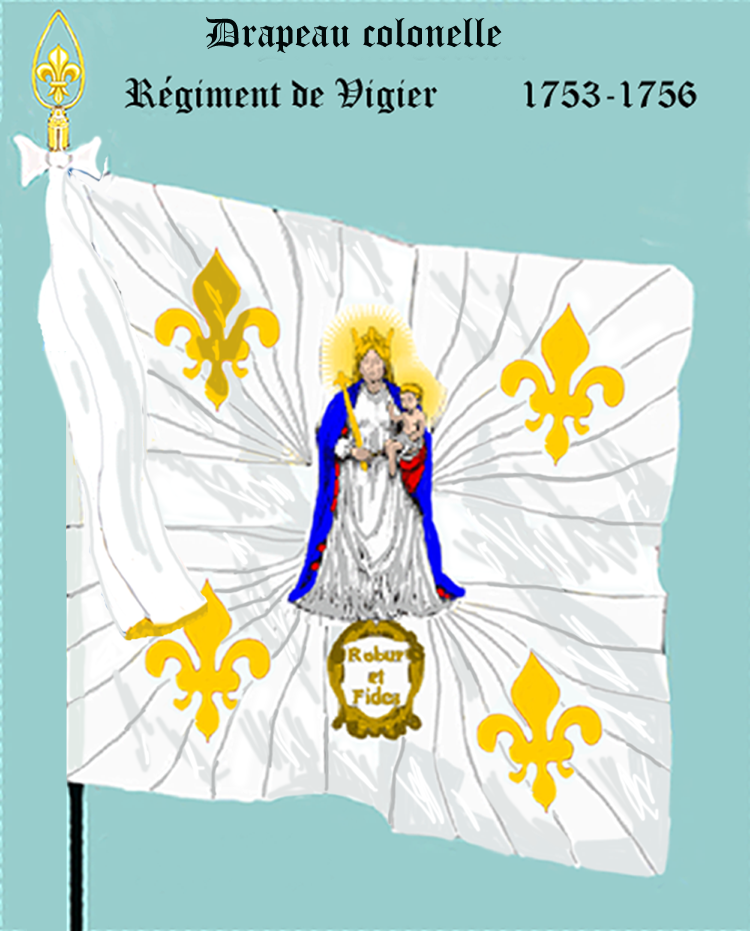
régiment de Vigier drapeau colonel 1753
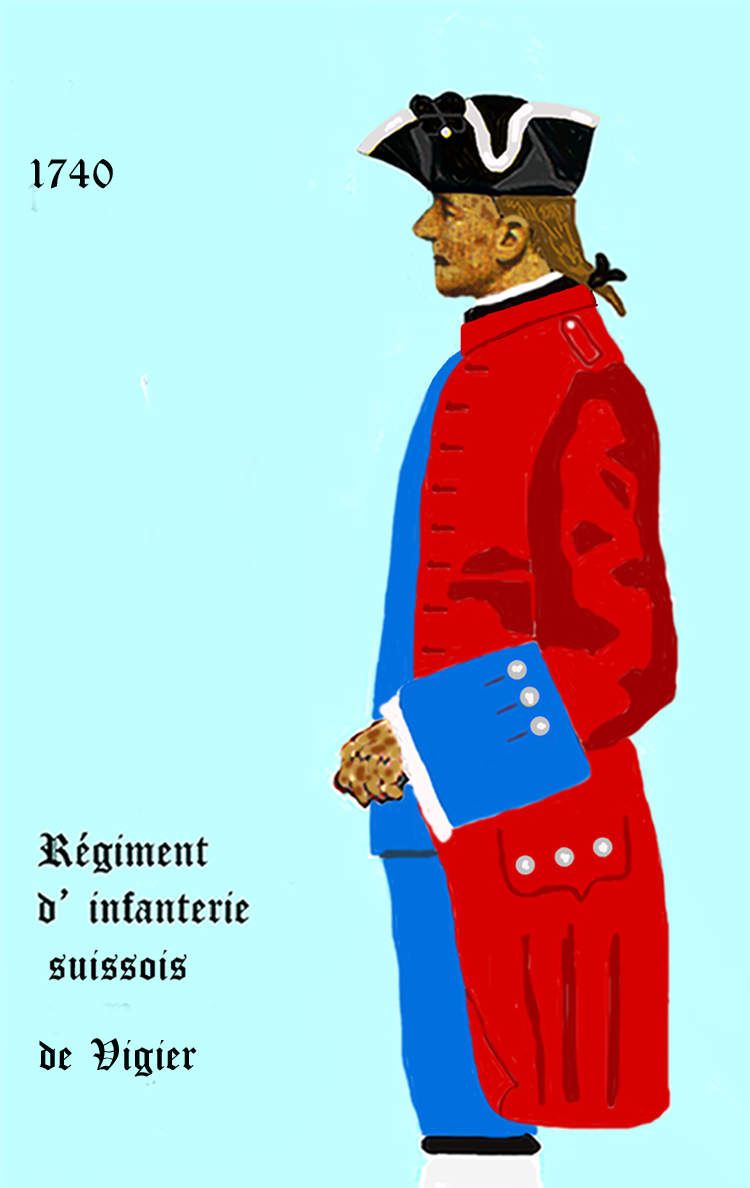
régiment de Vigier de 1740 à 1762

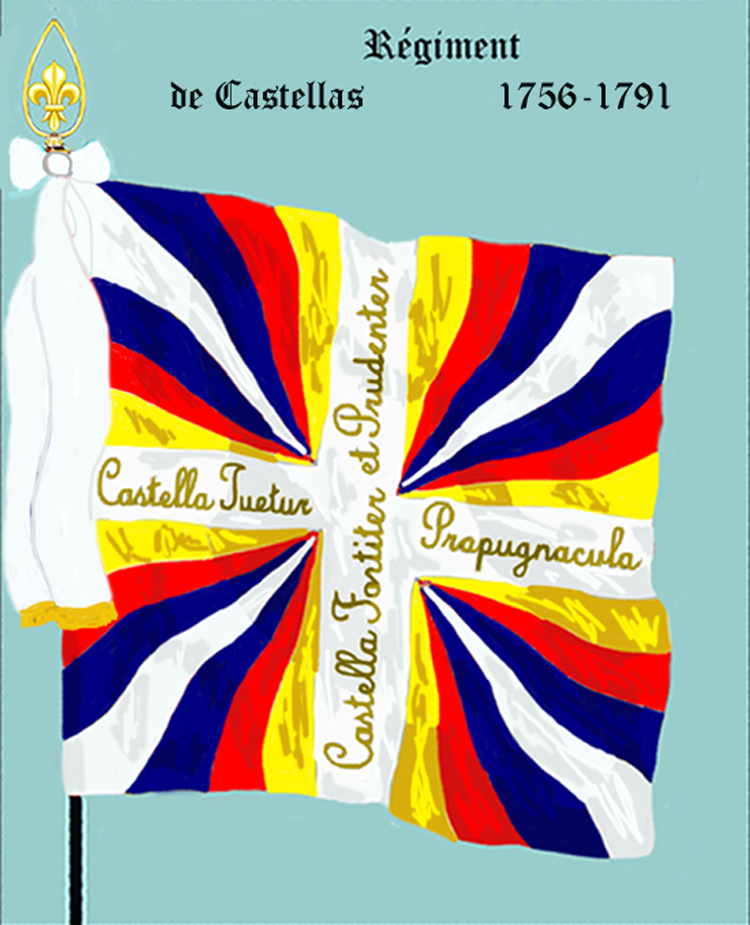
régiment de Castellas de 1756 à 1791
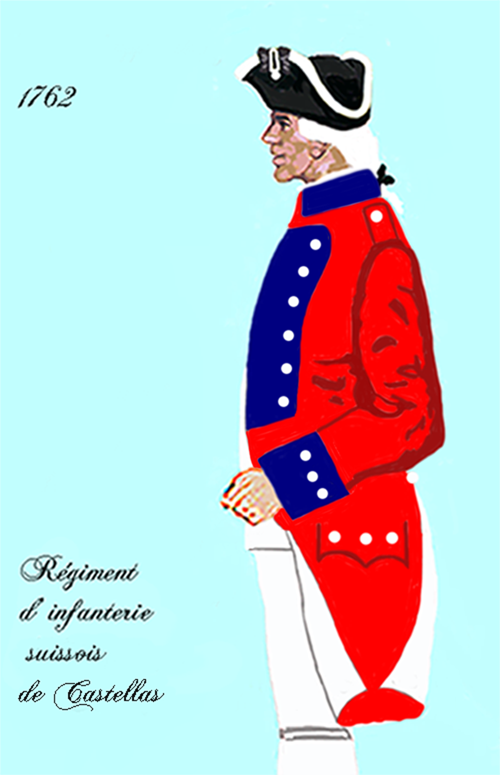
régiment de Castellas de 1762 à 1776
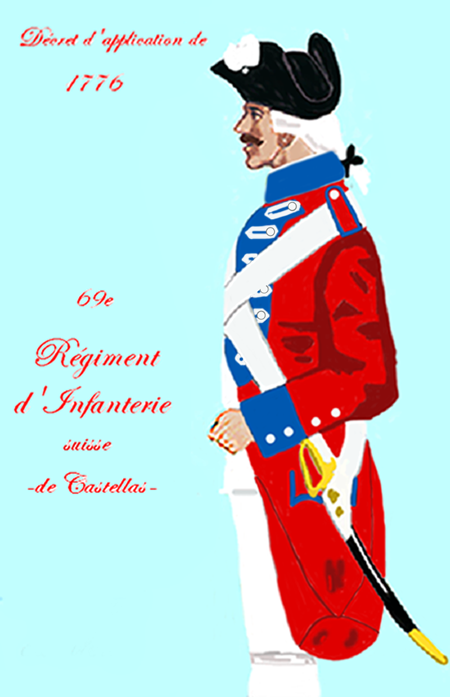
régiment de Castellas de 1776 à 1786
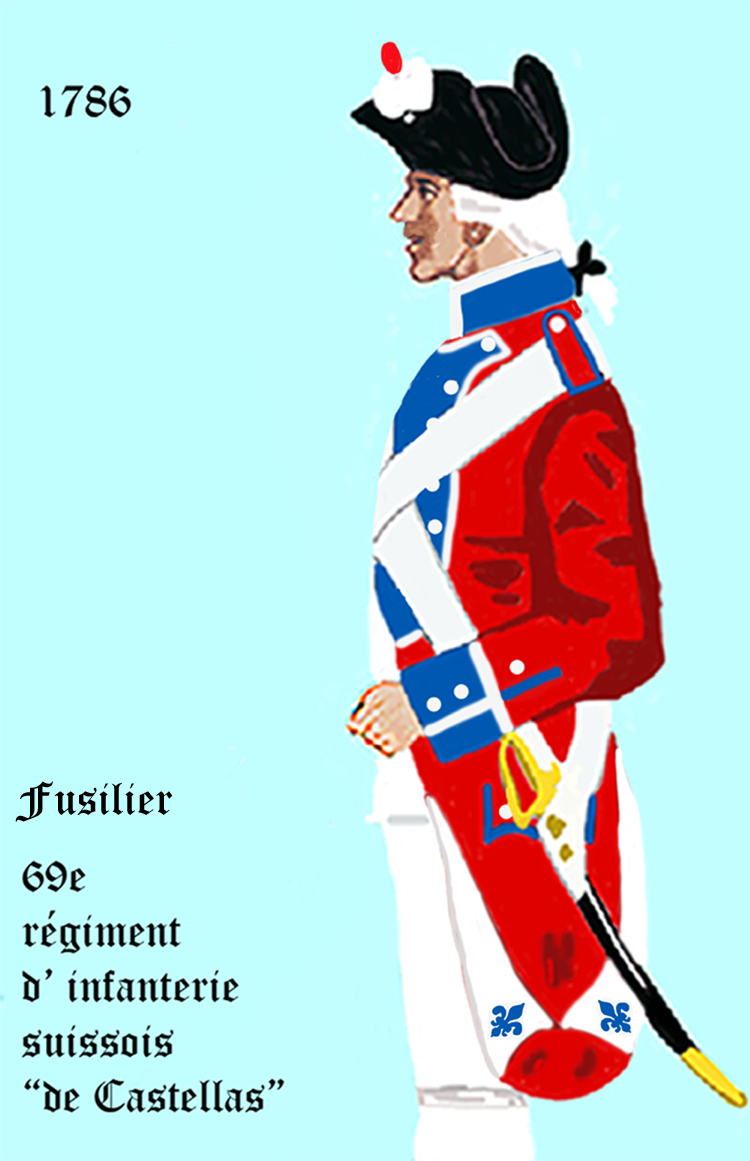
régiment de Castellas de 1786 à 1791

- grenadier du 66e régiment d’infanterie de ligne de 1791 à 1792

Régiment de Gréder

Création le 5 décembre 1673

→ 1714 : régiment d’Affry

→ 1734 : régiment de Wittmer

→ 1757 : régiment de Waldner

→ 1783 : régiment de Vigier

→ 1er janvier 1791 : 69e régiment d’infanterie de ligne

→ 26 août 1792: licencié

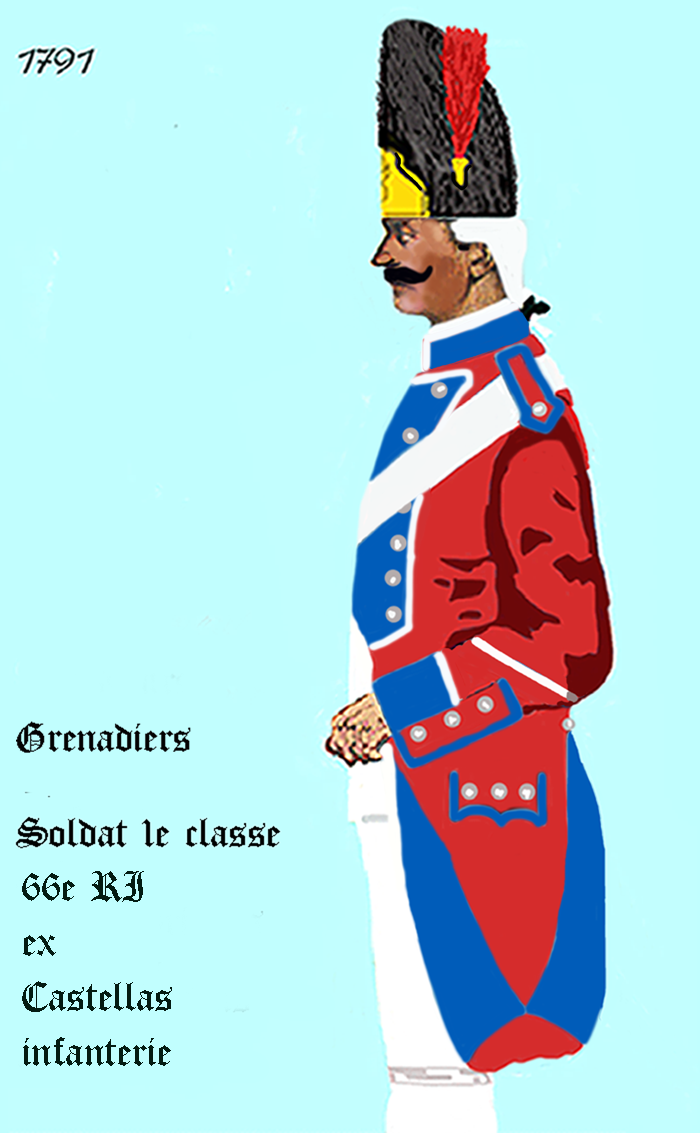
grenadier du d’infanterie de ligne de 1791 à 1792

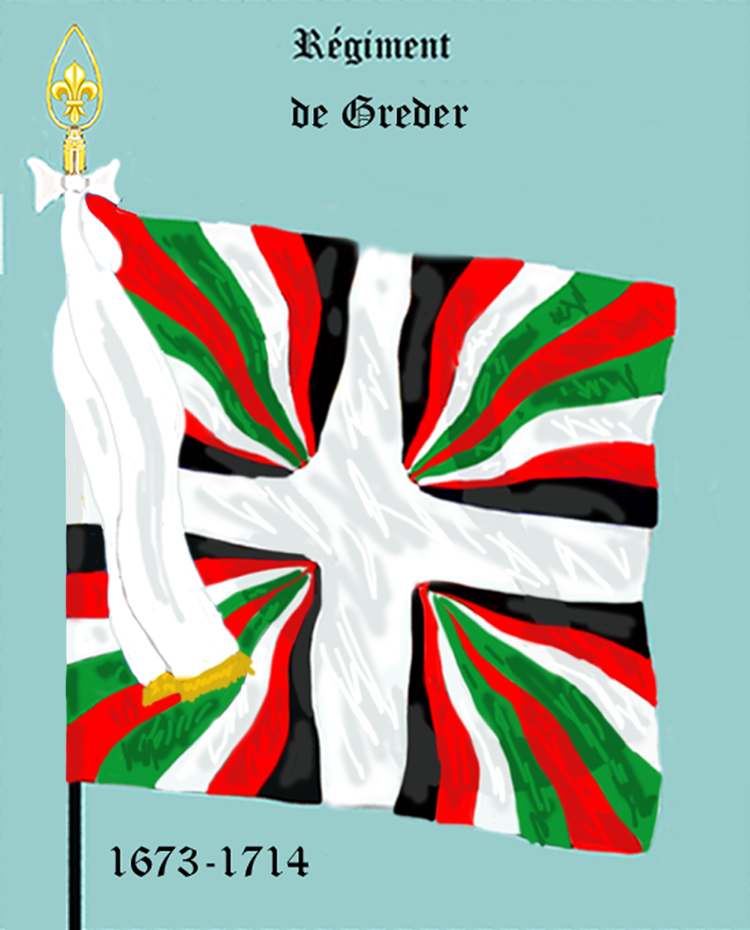
régiment de Greder de 1674 à 1714
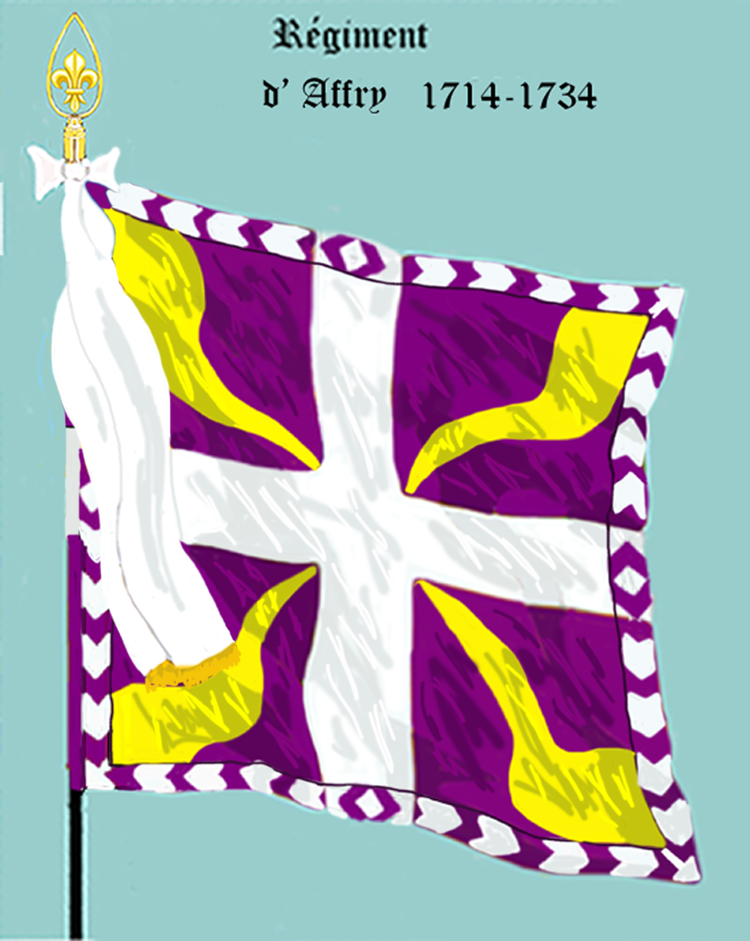
régiment d’Affry de 1714 à 1734
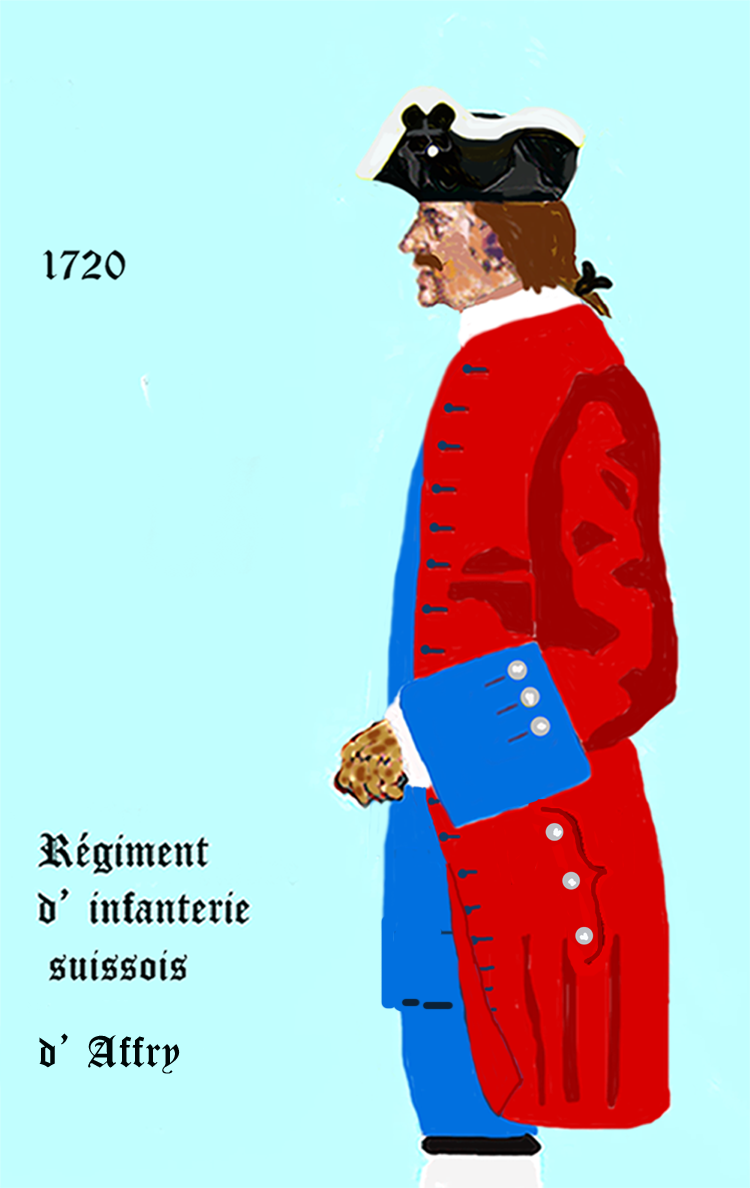
régiment d’Affry de 1720 à 1734

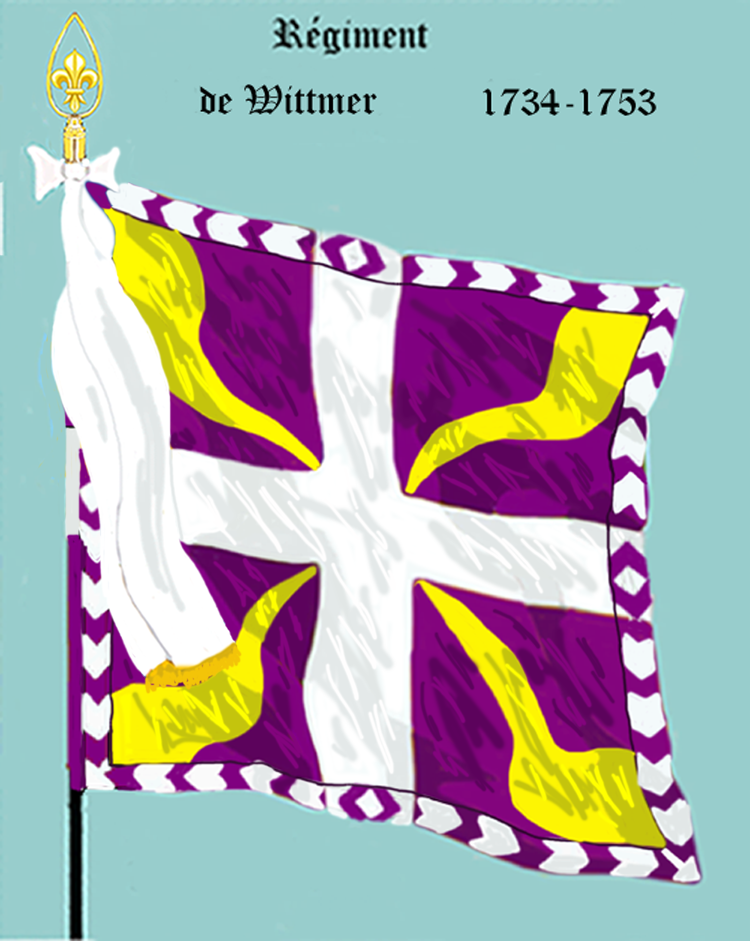
régiment de Wittmer de 1734 à 1753
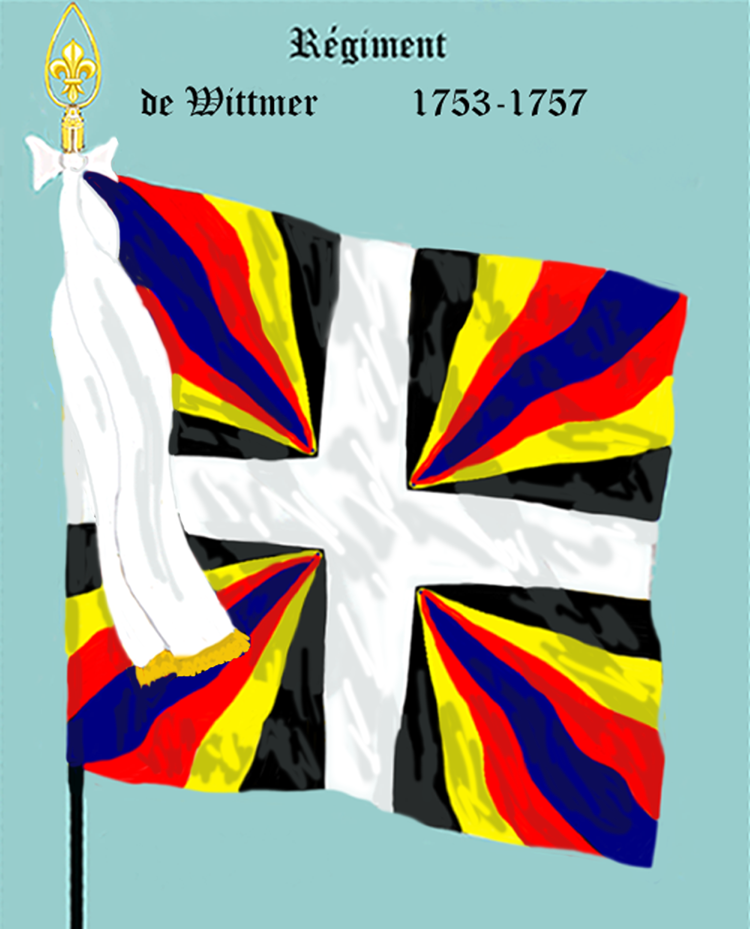
régiment de Wittmer de 1753 à 1757
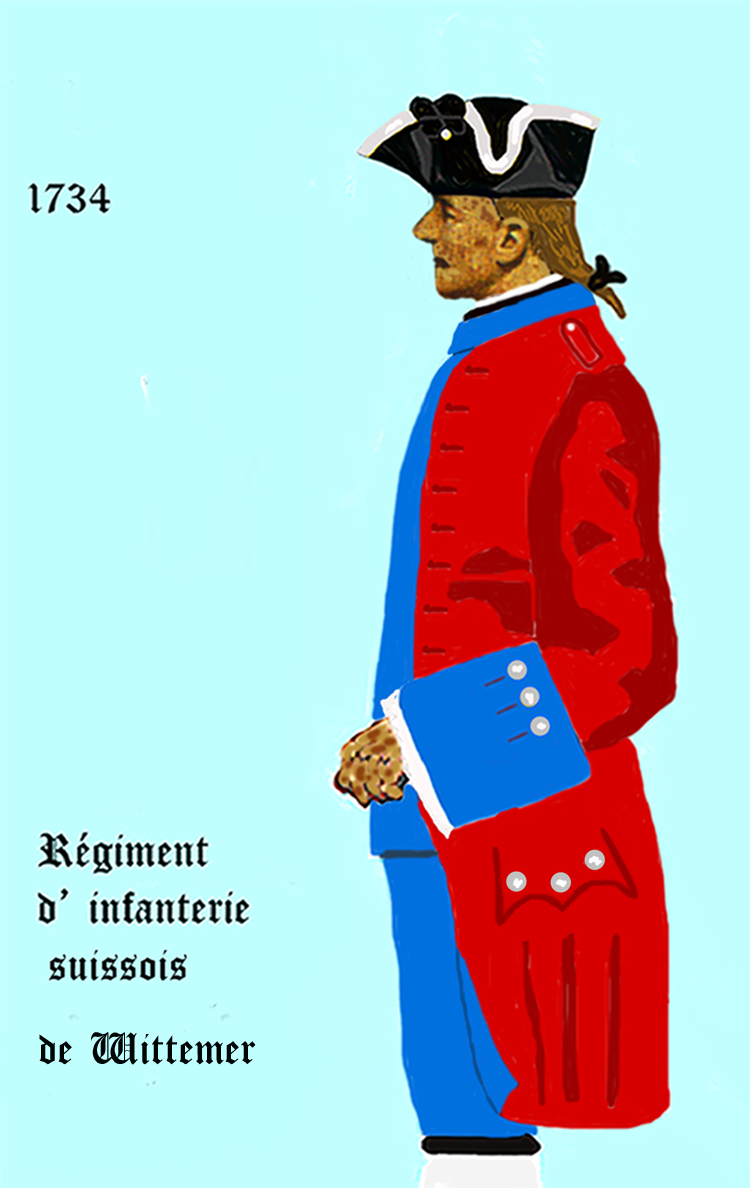
régiment de Wittmer de 1734 à 1740
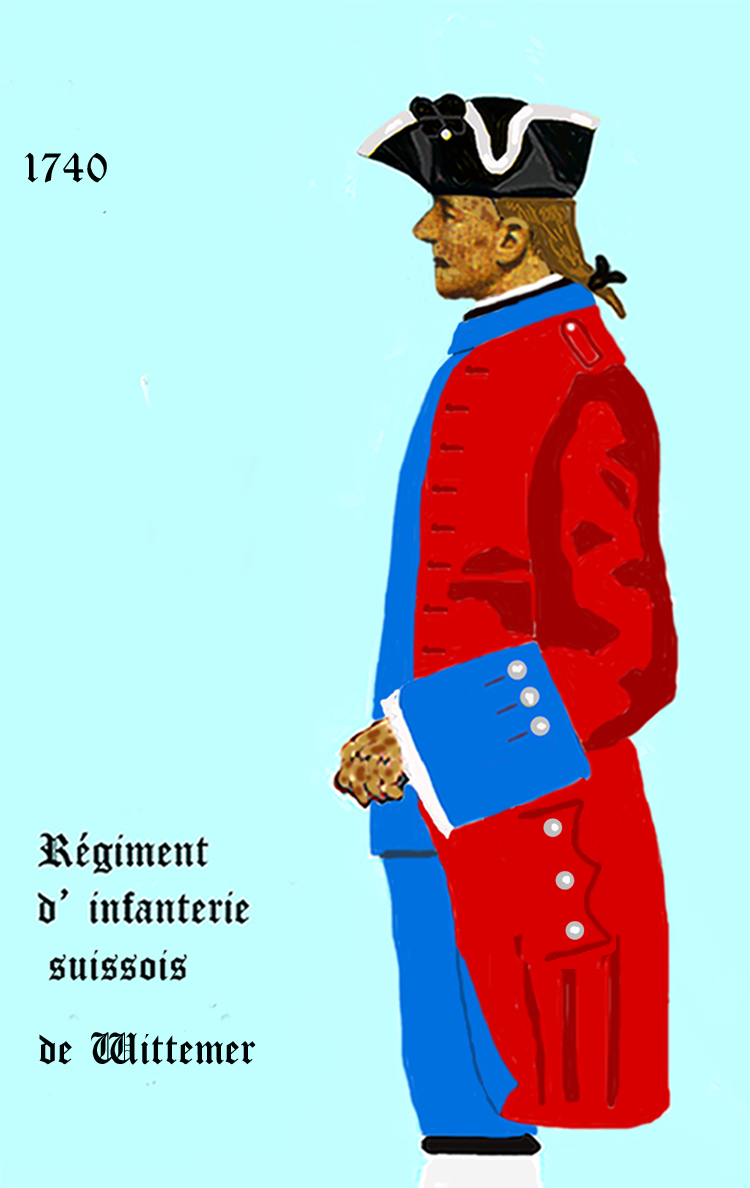
régiment de Wittmer de 1740 à 1762

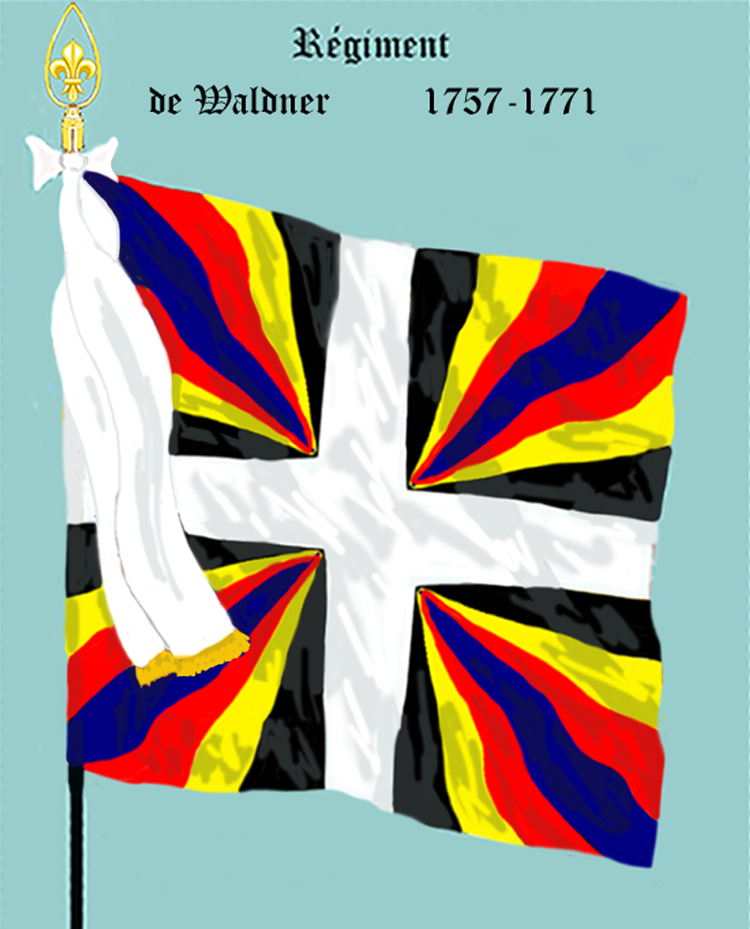
régiment de Waldner de 1757 à 1771
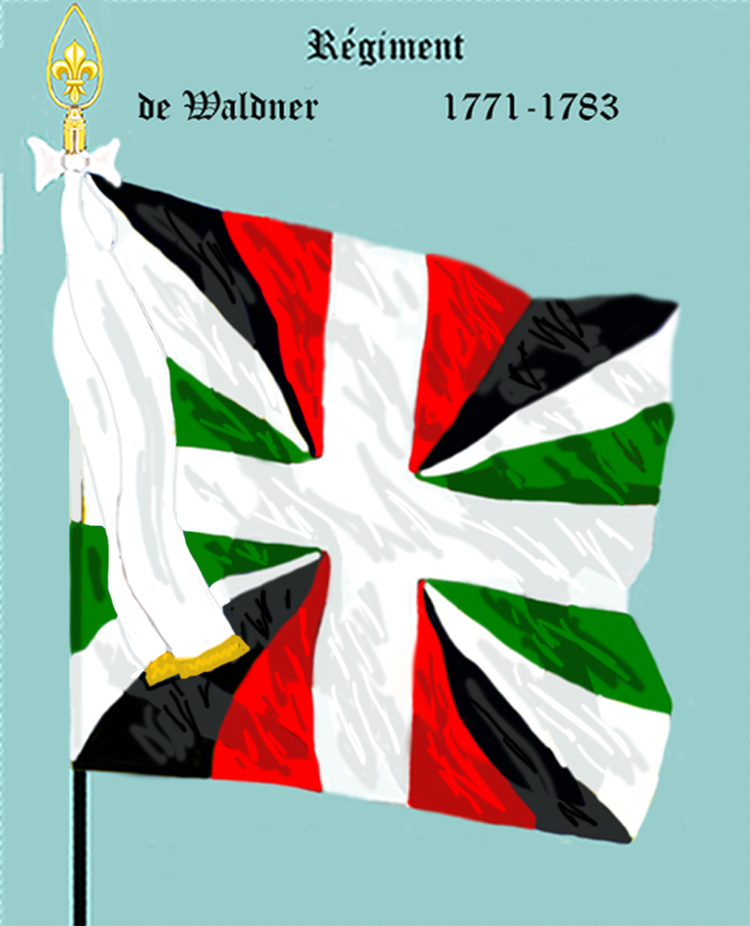
régiment de Waldner de 1771 à 1783
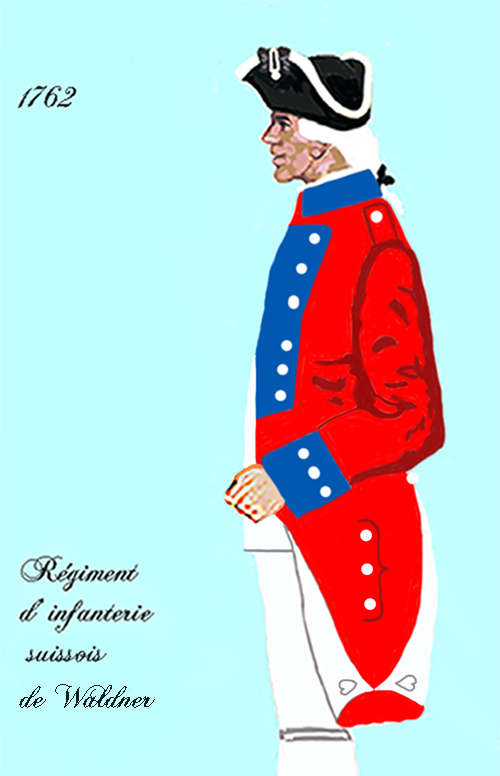
régiment de Waldner de 1762 à 1767
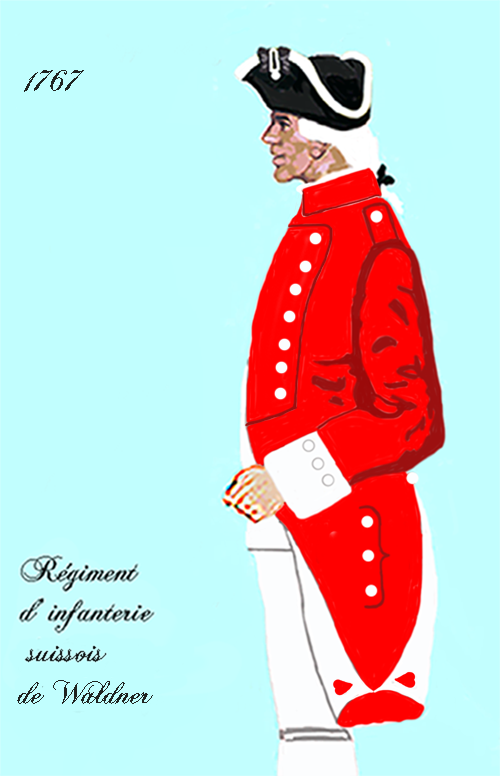
régiment de Waldner de 1767 à 1776

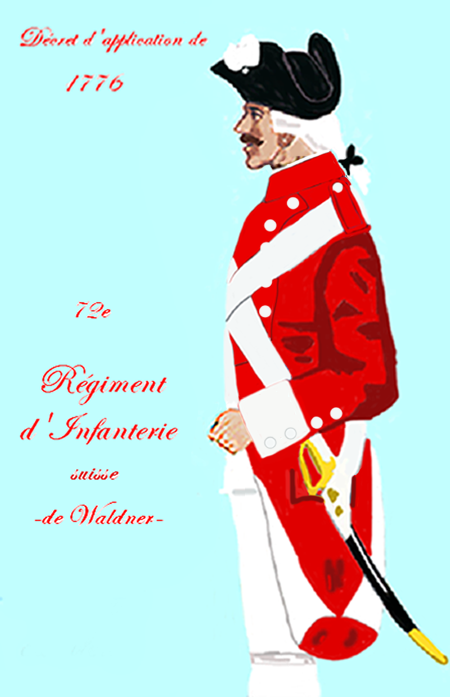
régiment de Waldner de 1776 à 1786
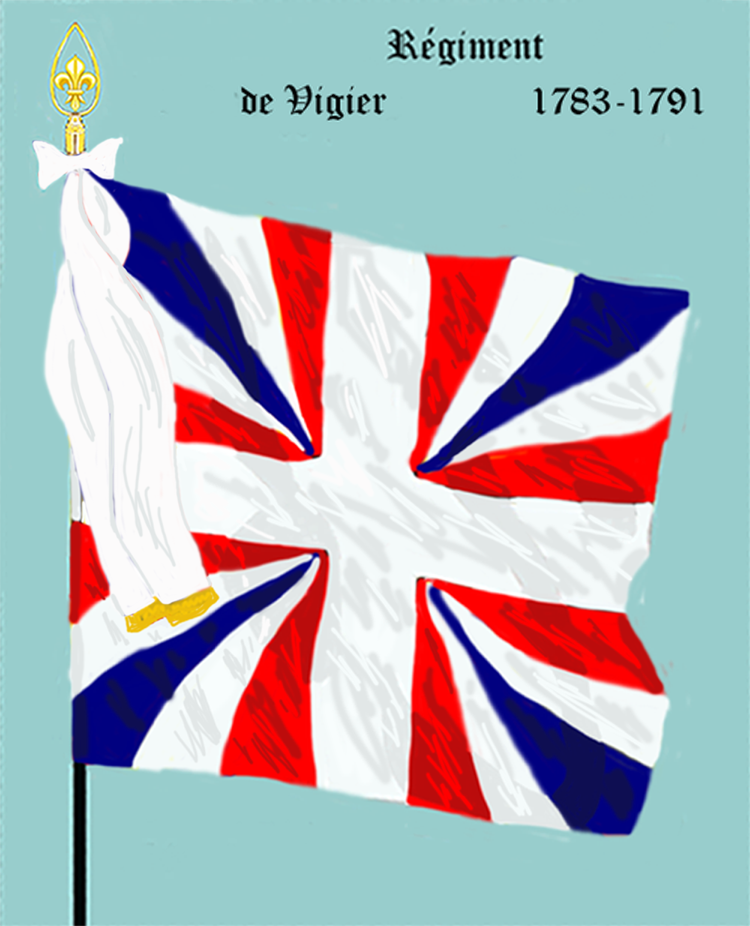
régiment de Vigier de 1783 à 1791
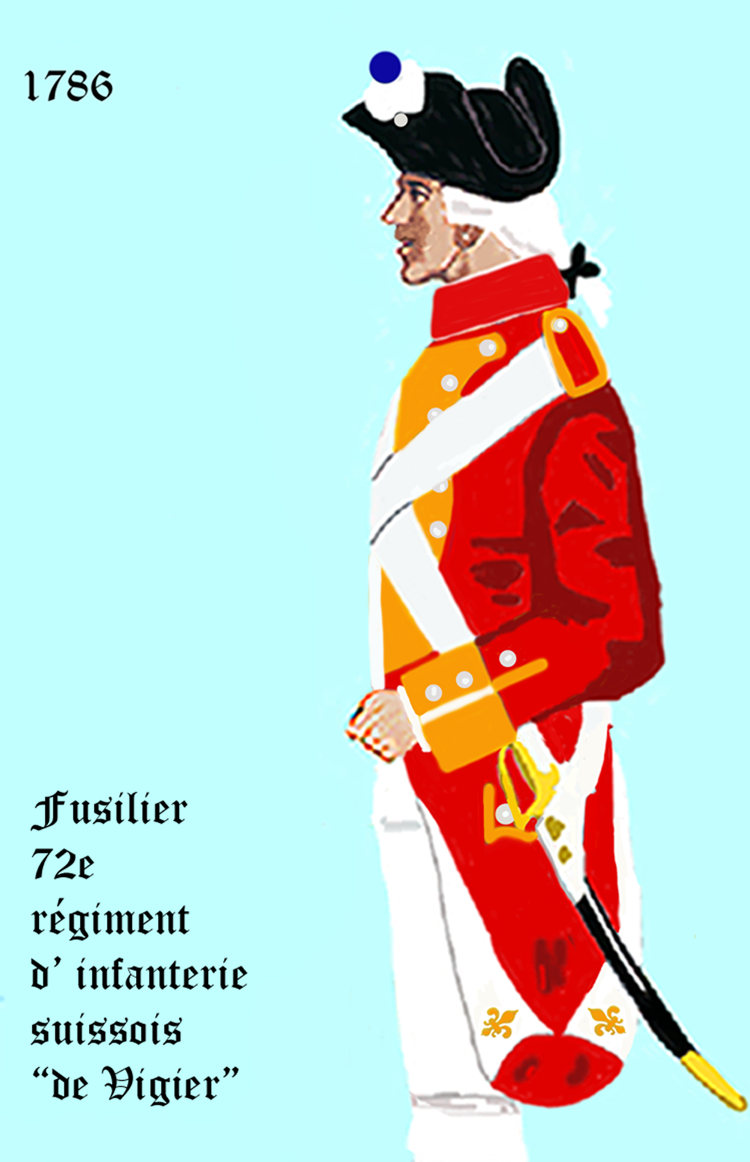
régiment de Vigier de 1786 à 1791
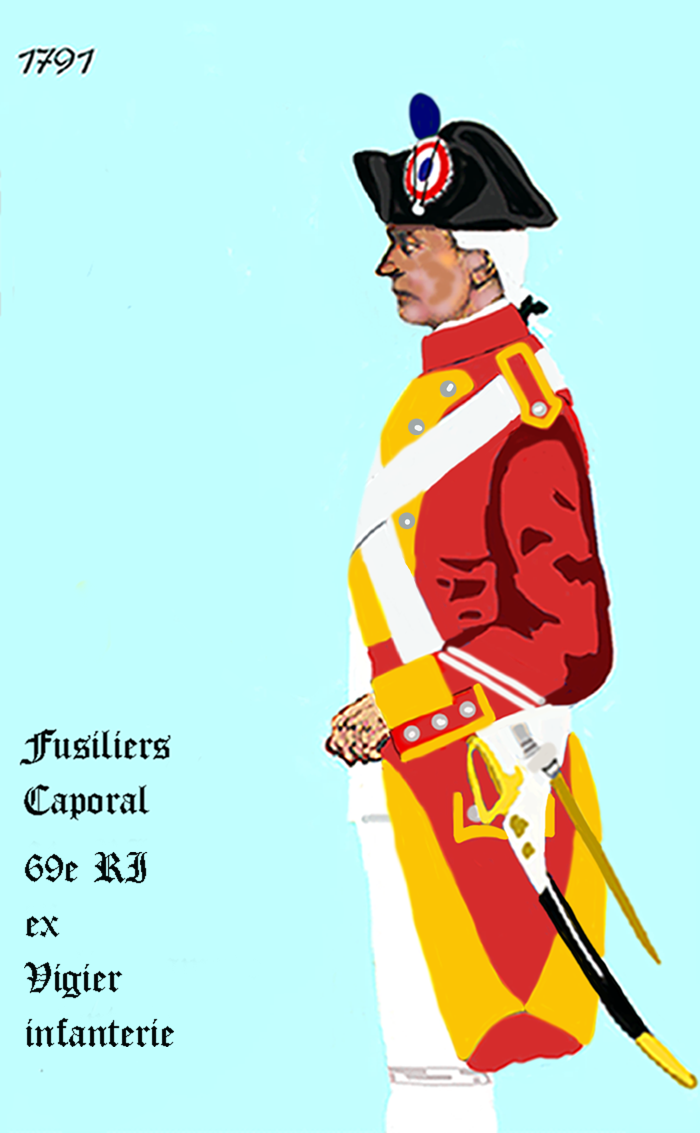
69e régiment d’infanterie de 1791 à 1792

Régiment de Stuppa le jeune

Création le 28 janvier 1677

→ 16 octobre 1692 : régiment de Surbeck

→ 8 mai 1714 : régiment d’Hemel

→ 17 mai 1729 : régiment de Besenval

→ 26 octobre 1738 : régiment de La Cour au Chantre

→ 12 mai 1748 : régiment de Granvillars

→ 15 juin 1749 : régiment de Balthazard

→ 20 janvier 1754 : régiment de Planta

→ 10 août 1760 : régiment d’Arbonnier

→ 1763 : régiment de Jenner

→ 1774 : régiment d’Aulbonne

→ 1783 : régiment de Châteauvieux (Lullin de Châteauvieux)

→ 1er janvier 1791: 76e régiment d’infanterie de ligne

→ 20 août 1792: licencié

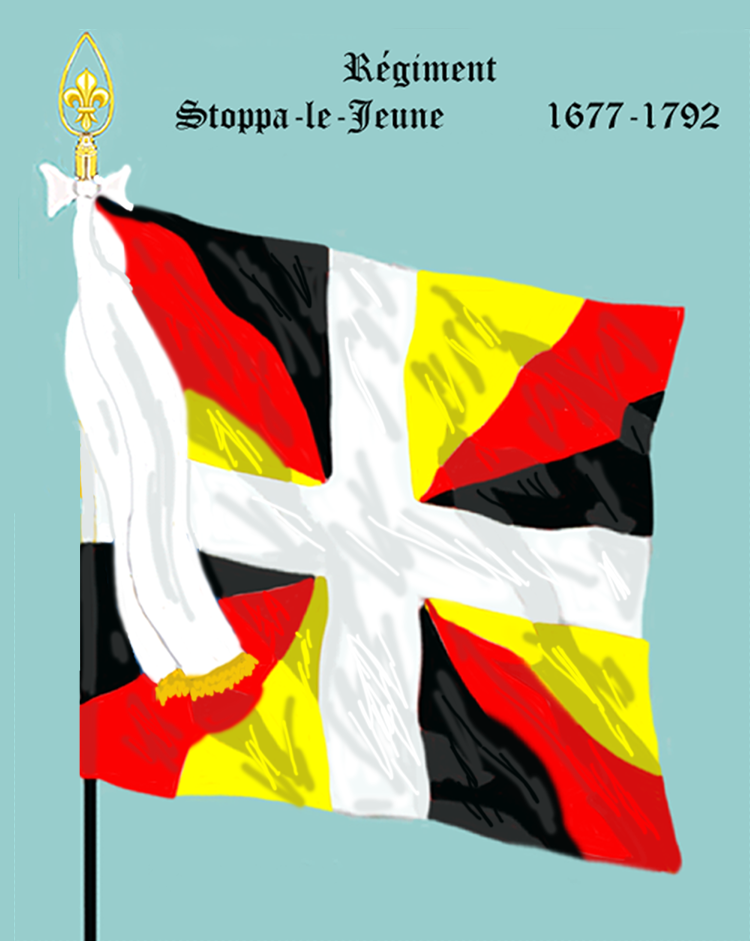
régiment de Stuppa le jeune de 1677 à 1692
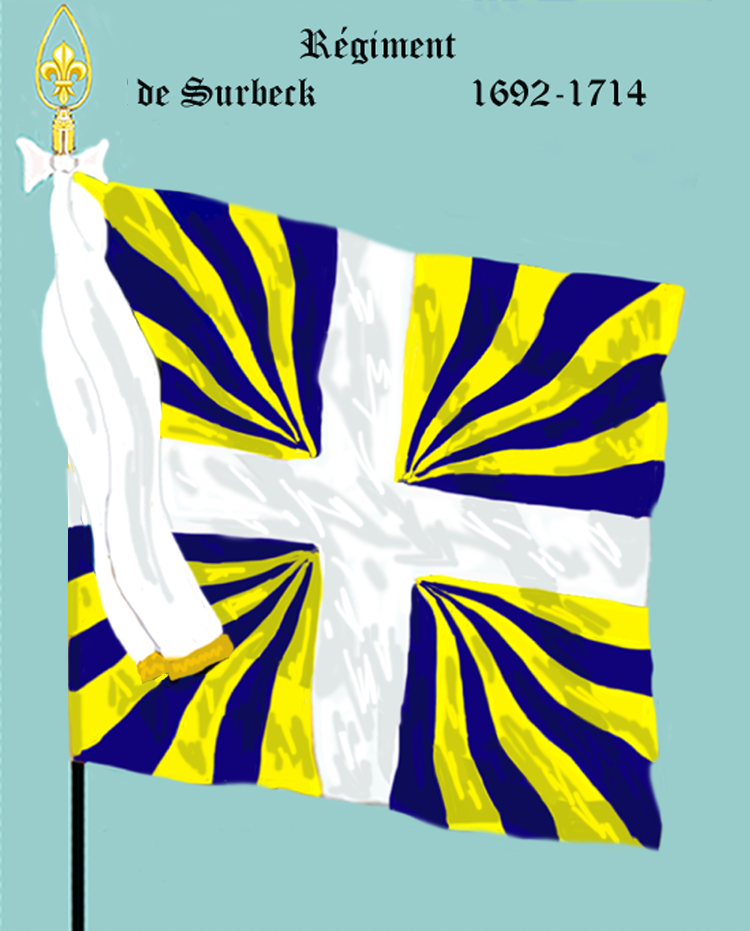
régiment de Surbeck de 1692 à 1714
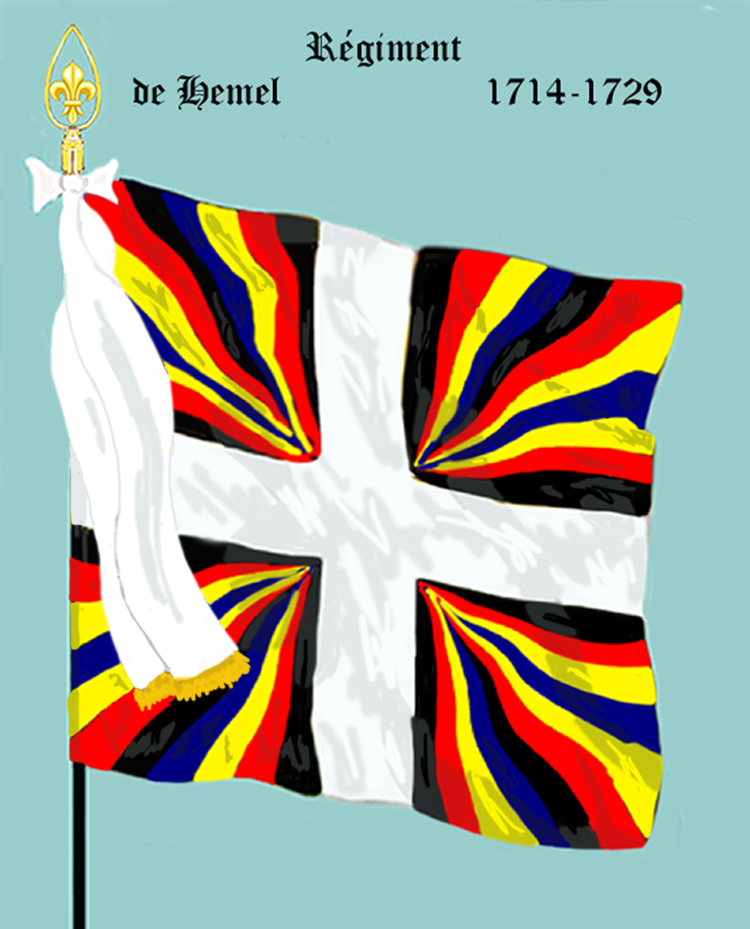
régiment d’Hemel de 1714 à 1729
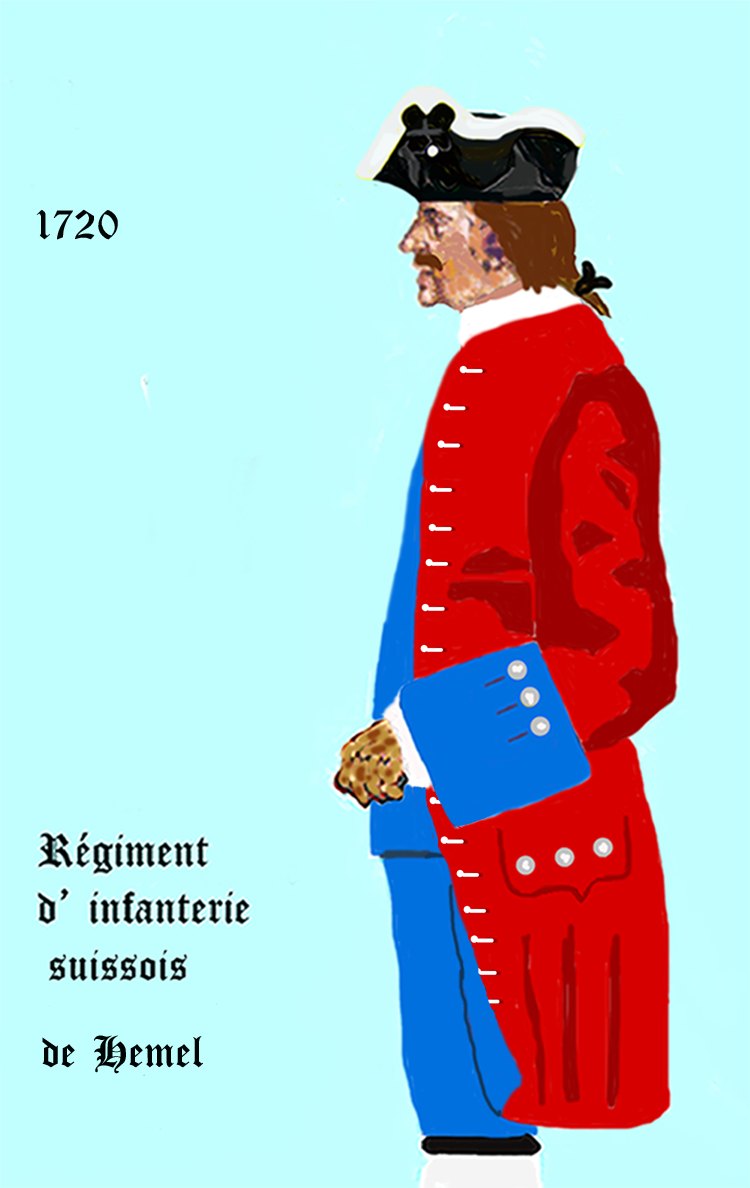
régiment d’Hemel de 1720 à 1729

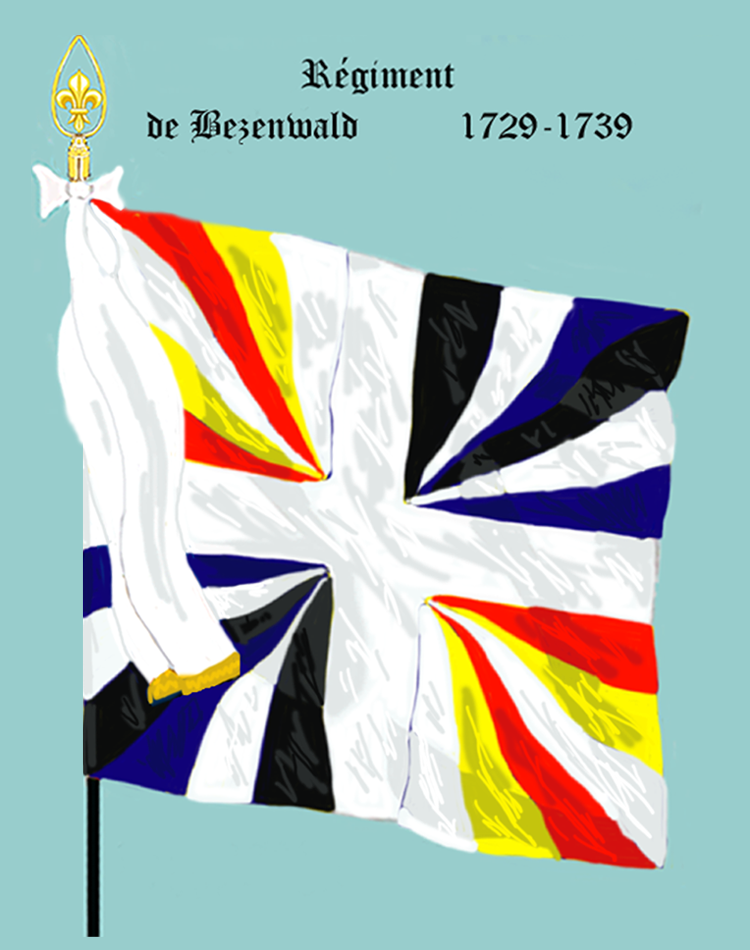
régiment de Besenval de 1729 à 1739
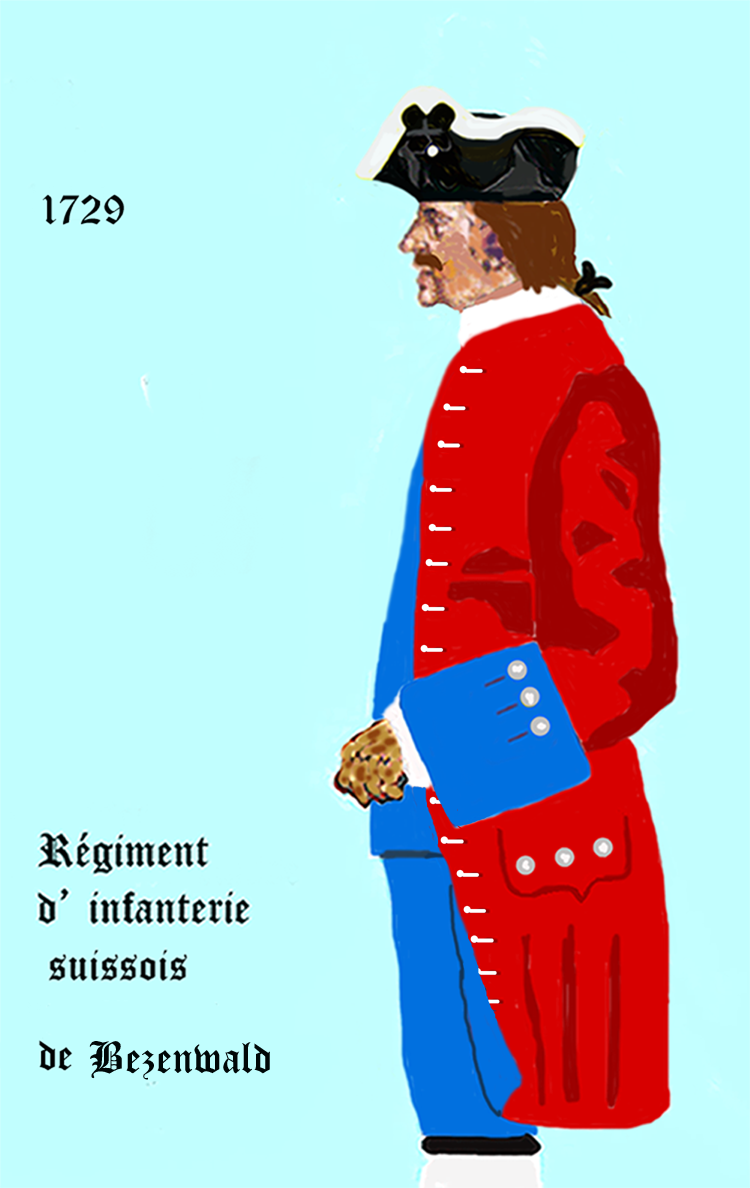
régiment de Besenval de 1729 à 1734
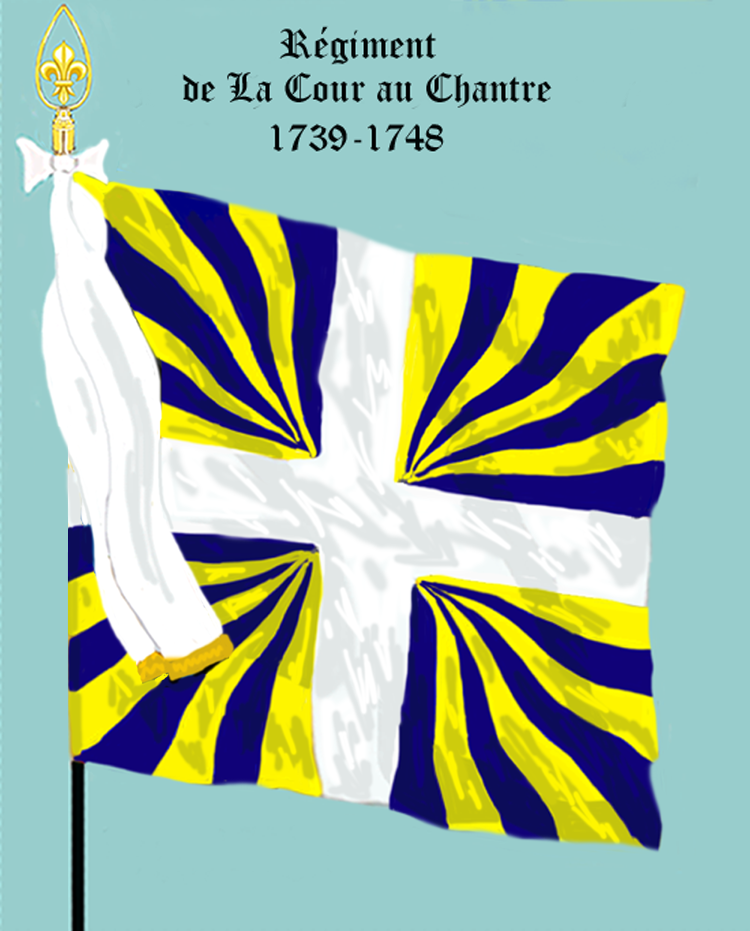
régiment de La Cour au Chantre de 1739 à 1748
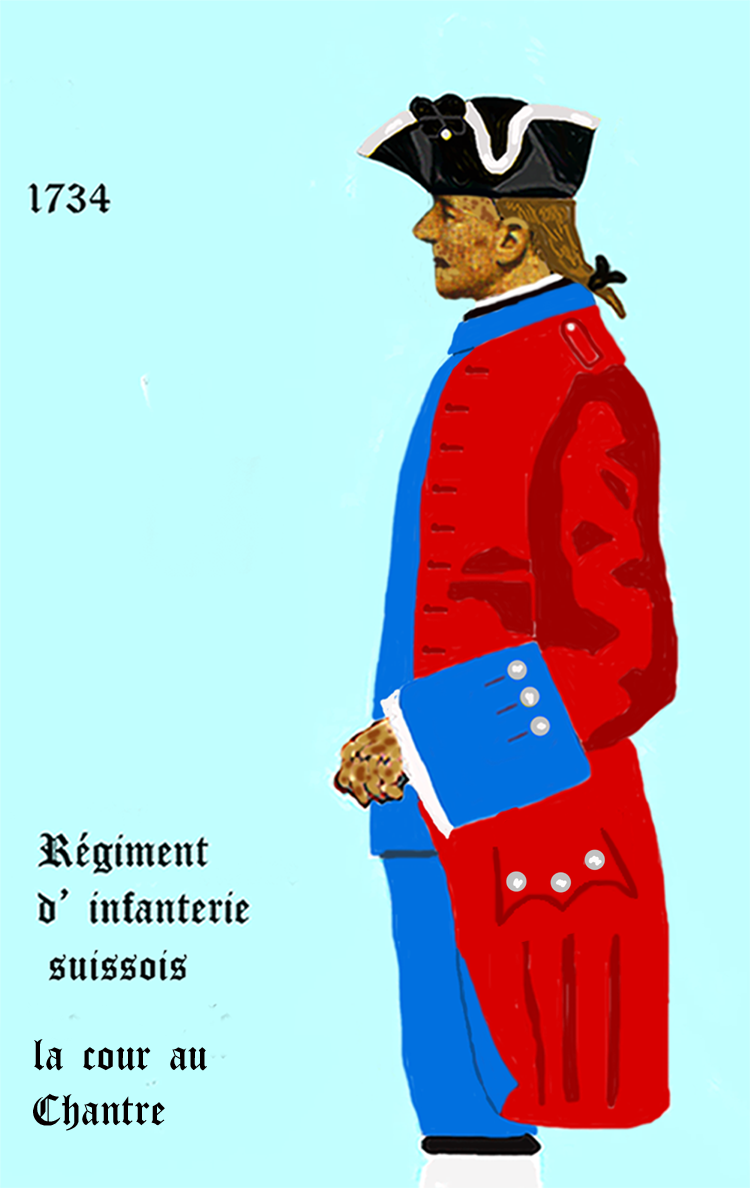
de 1734 à 1762

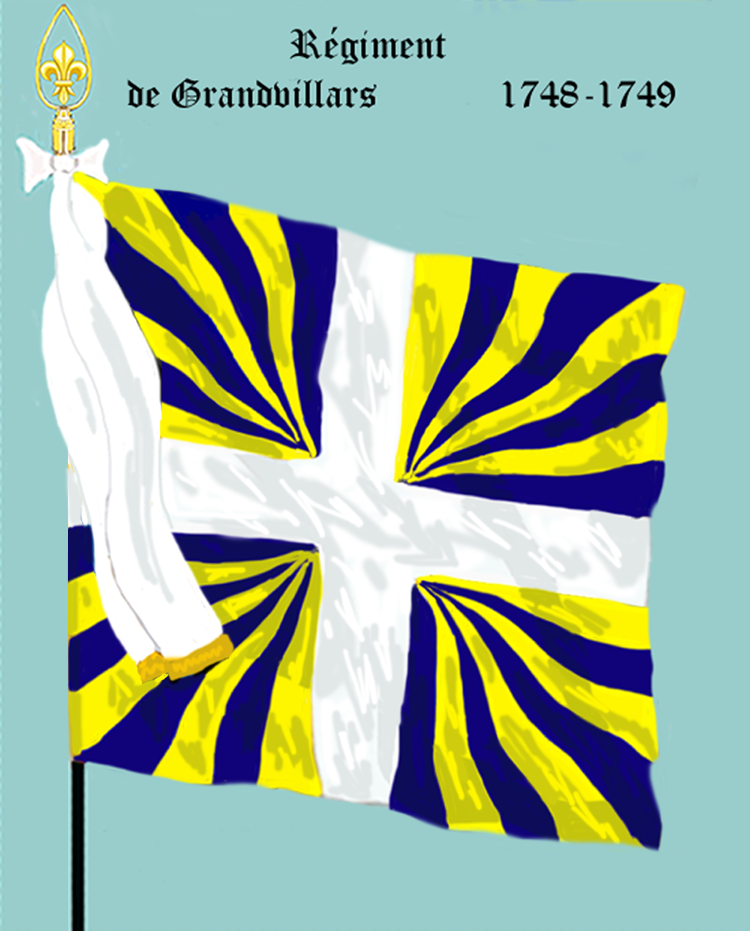
régiment de Granvillars de 1748 à 1749
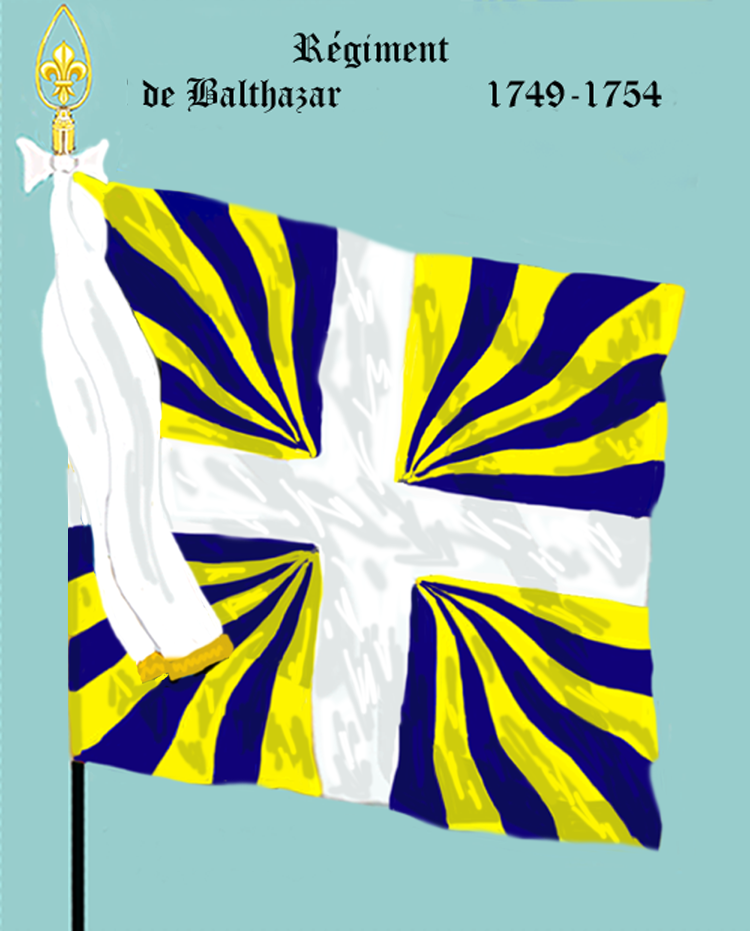
régiment de Balthazar de 1749 à 1754
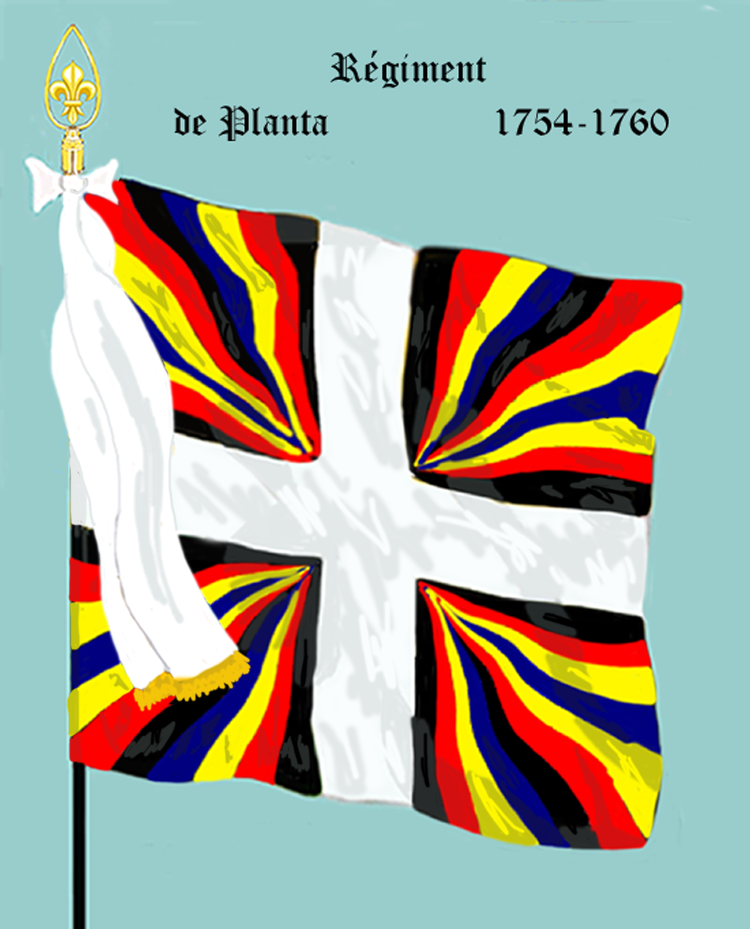
régiment de Planta de 1754 à 1760

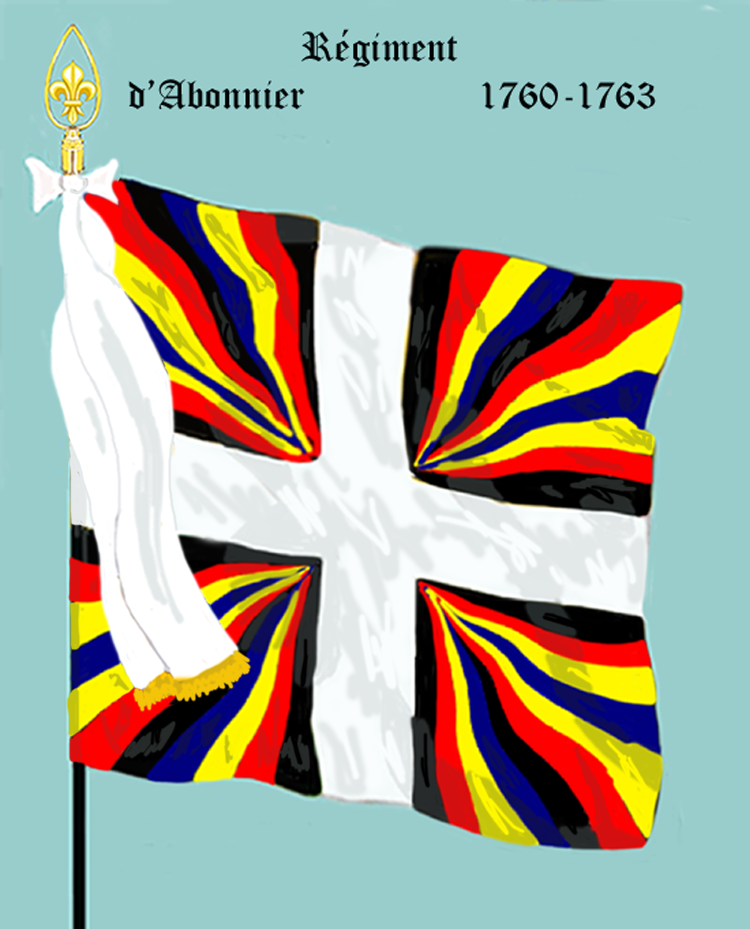
régiment d’Arbonnier de 1760 à 1763
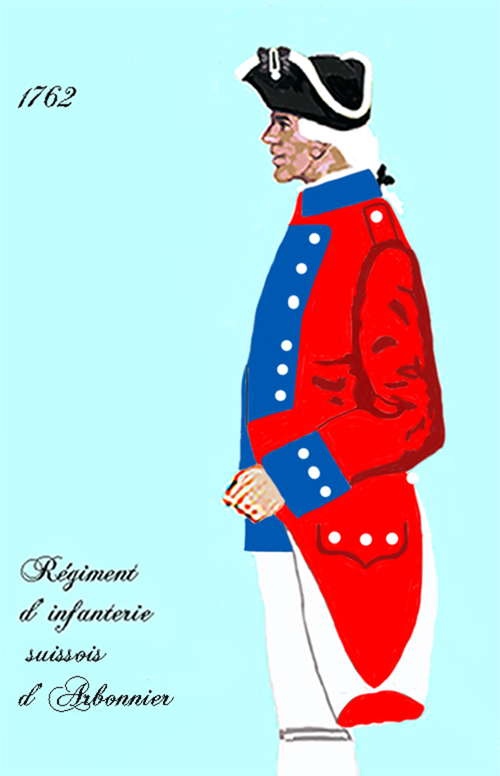
de 1762 à 1776
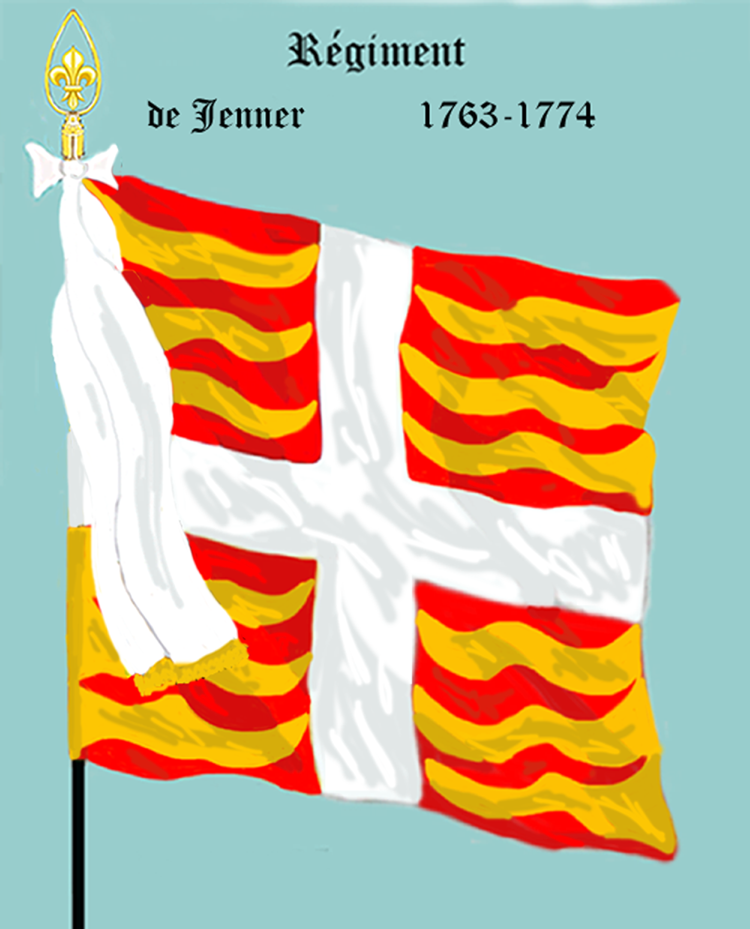
régiment de Jenner de 1763 à 1774

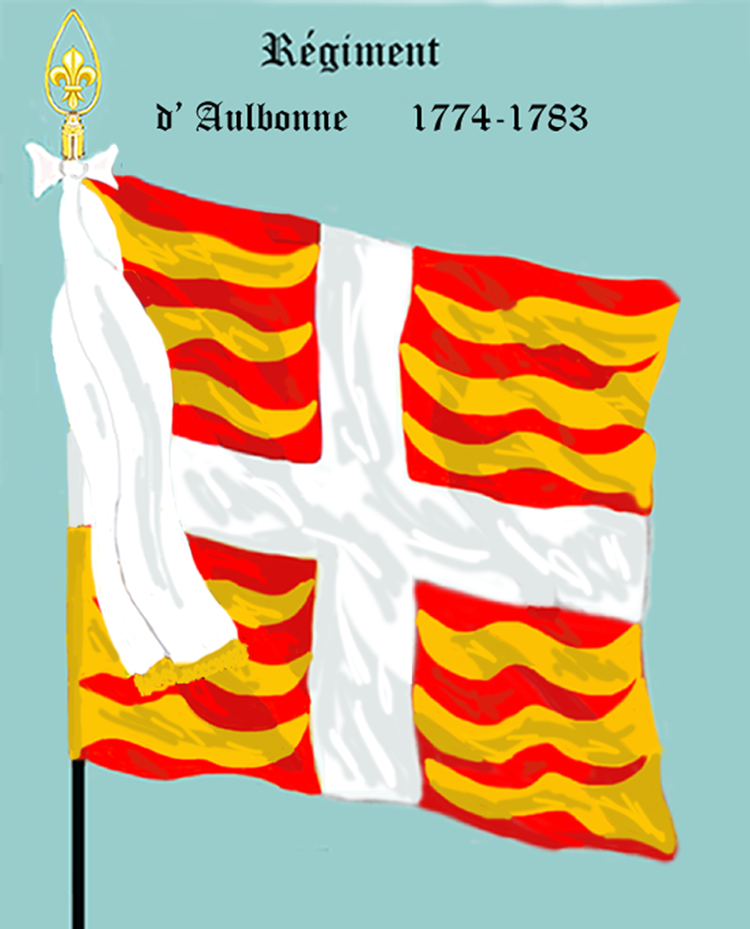
régiment d’Aulbonne de 1774 à 1783
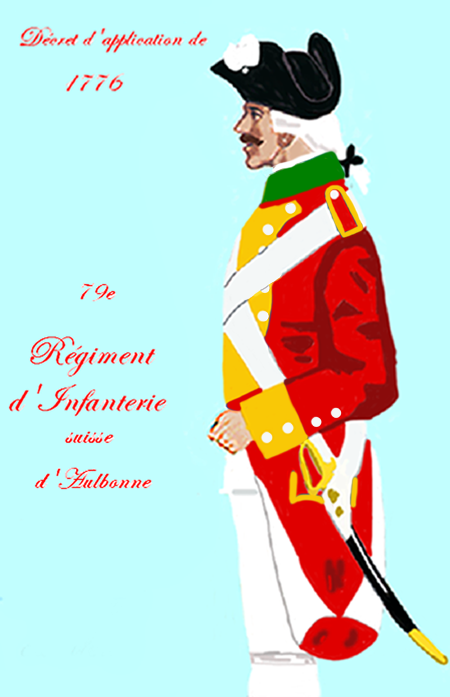
de 1776 à 1786
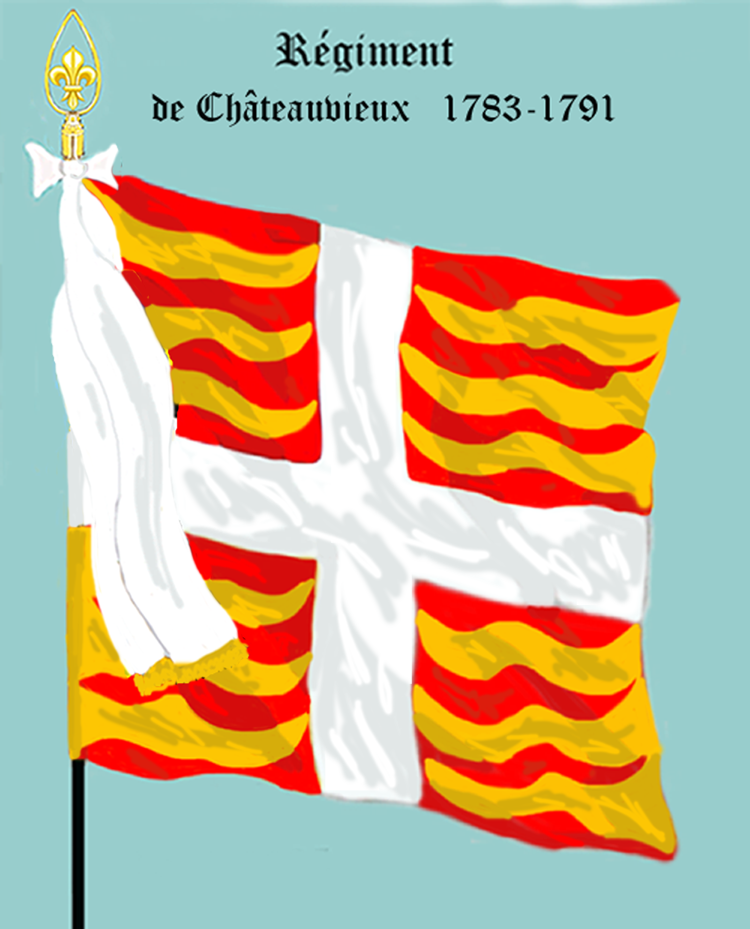
régiment de Châteauvieux de 1783 à 1791
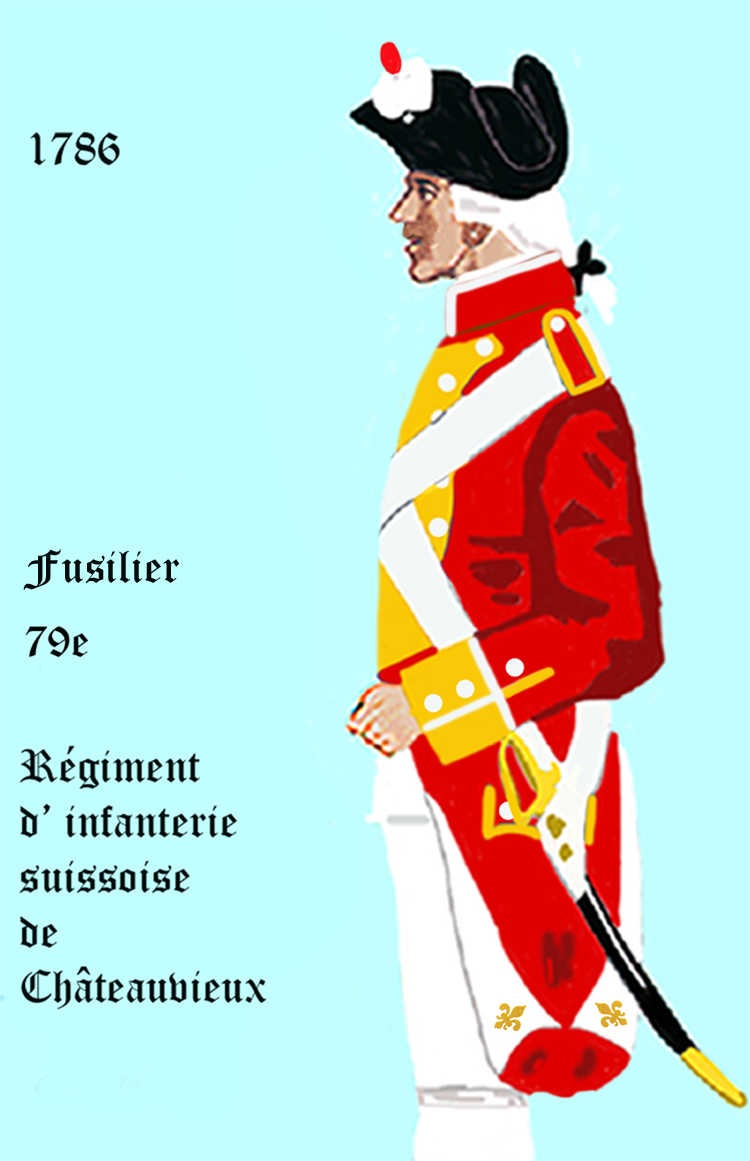
régiment de Châteauvieux de 1786 à 1791
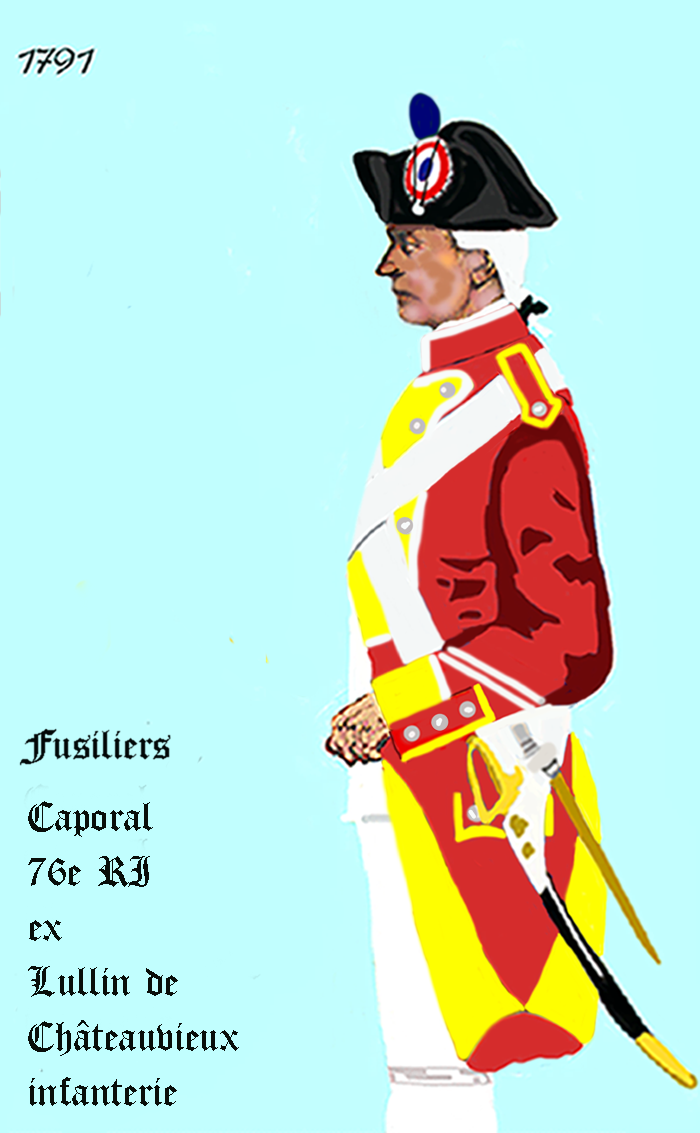
76e régiment d’infanterie de ligne de 1791 à 1792

Régiment de Salis

Création le 1er janvier 1690

→ 23 janvier 1702 : renommé régiment de Maynote 1.

→ 28 mai 1715 : renommé régiment du Buisson

→ 4 janvier 1721 : renommé régiment de Diesbach

→ 1er janvier 1791: 85e régiment d’infanterie de ligne

→ 20 août 1792: licencié

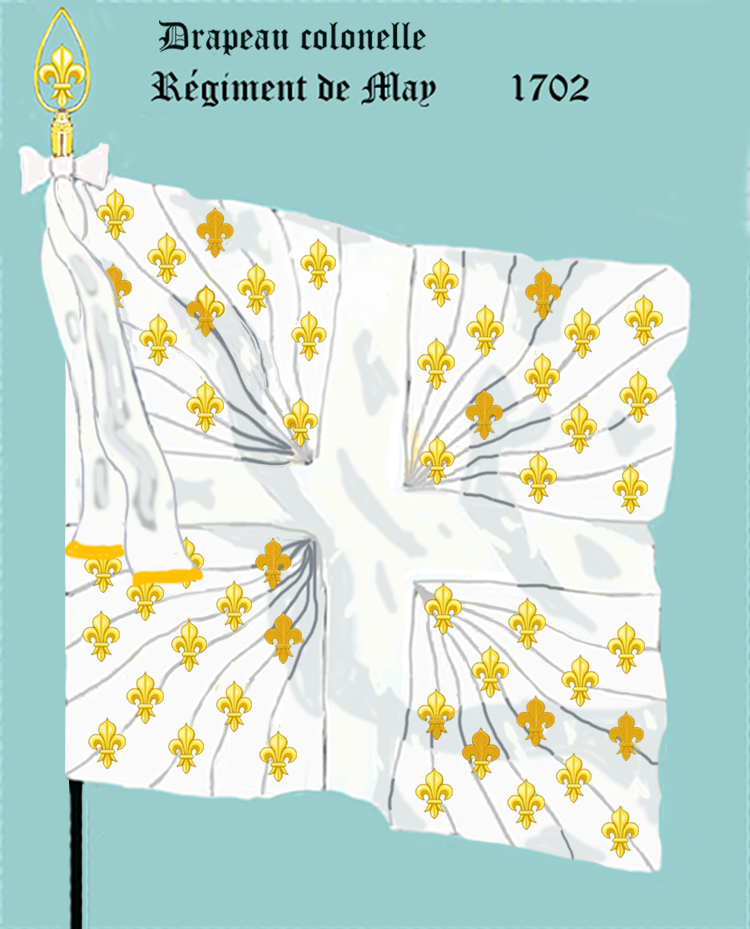
drapeau colonel du régiment de May de 1702 à 1715
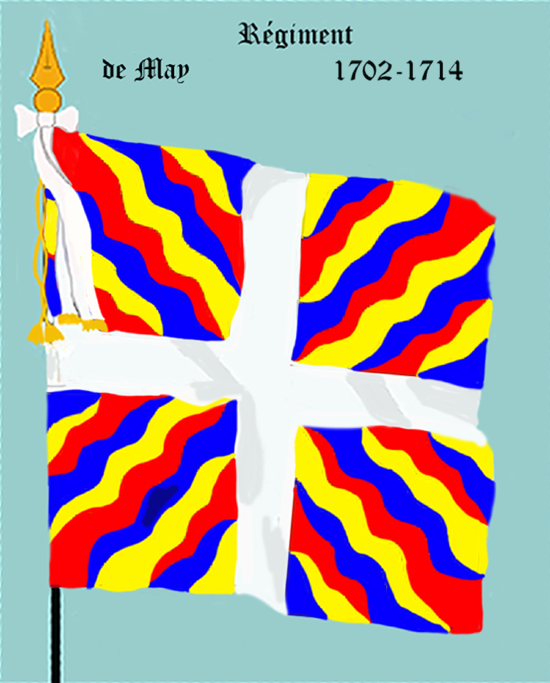
régiment de May de 1702 à 1715
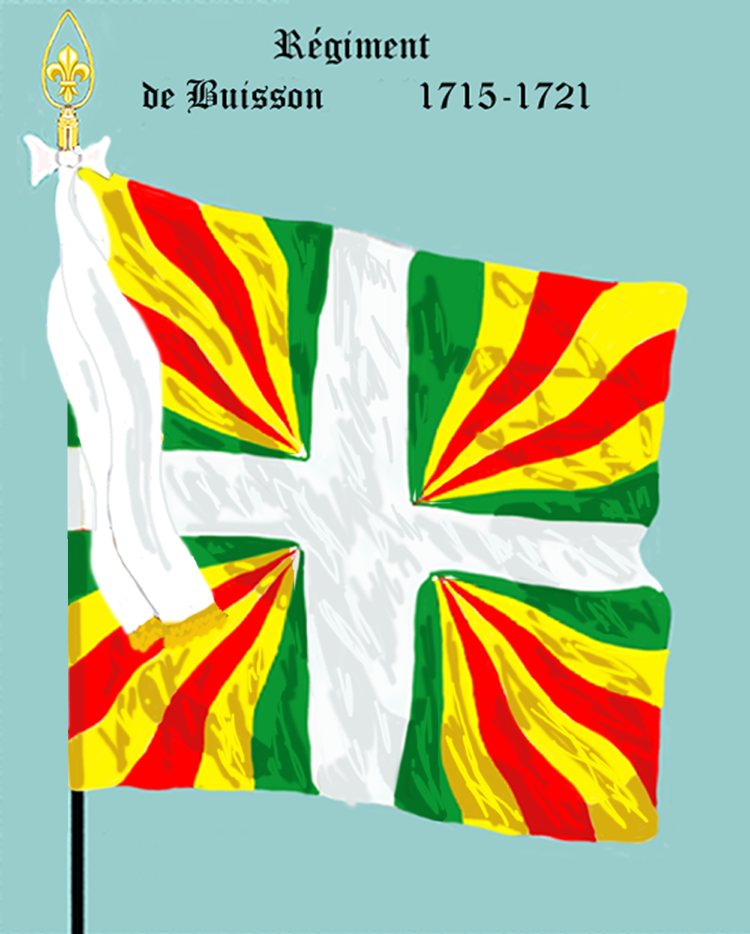
régiment du Buisson de 1715 à 1721
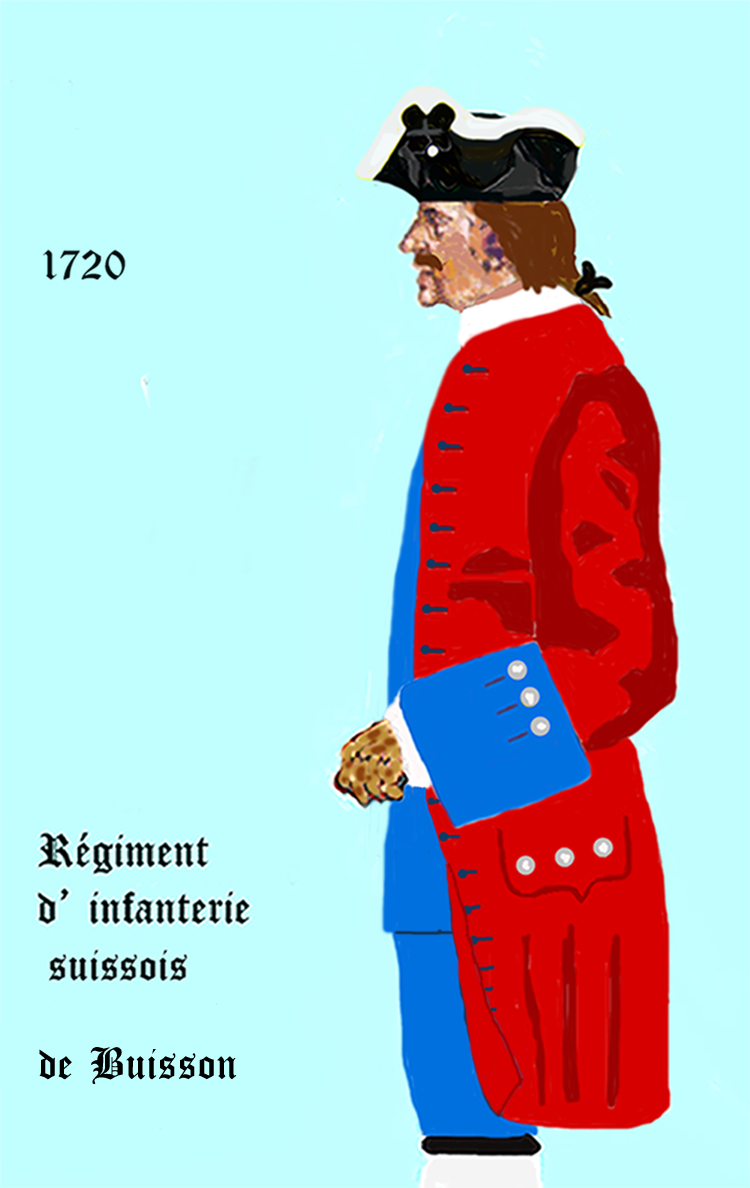
régiment du Buisson de 1720 à 1721

Régiment de Diesbach
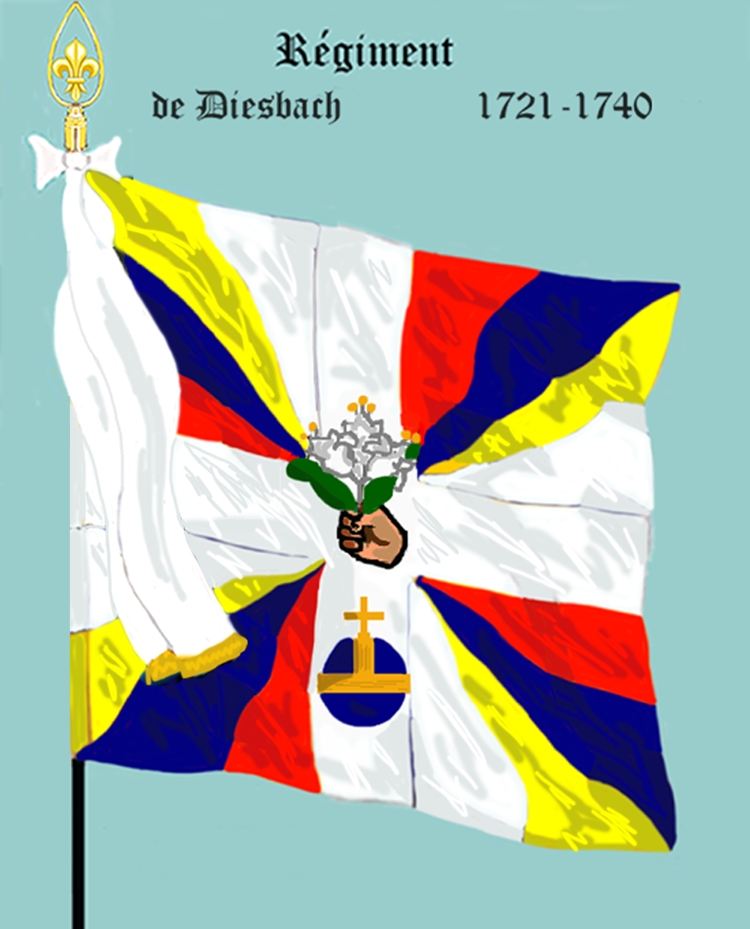
régiment de Diesbach de 1721 à 1740
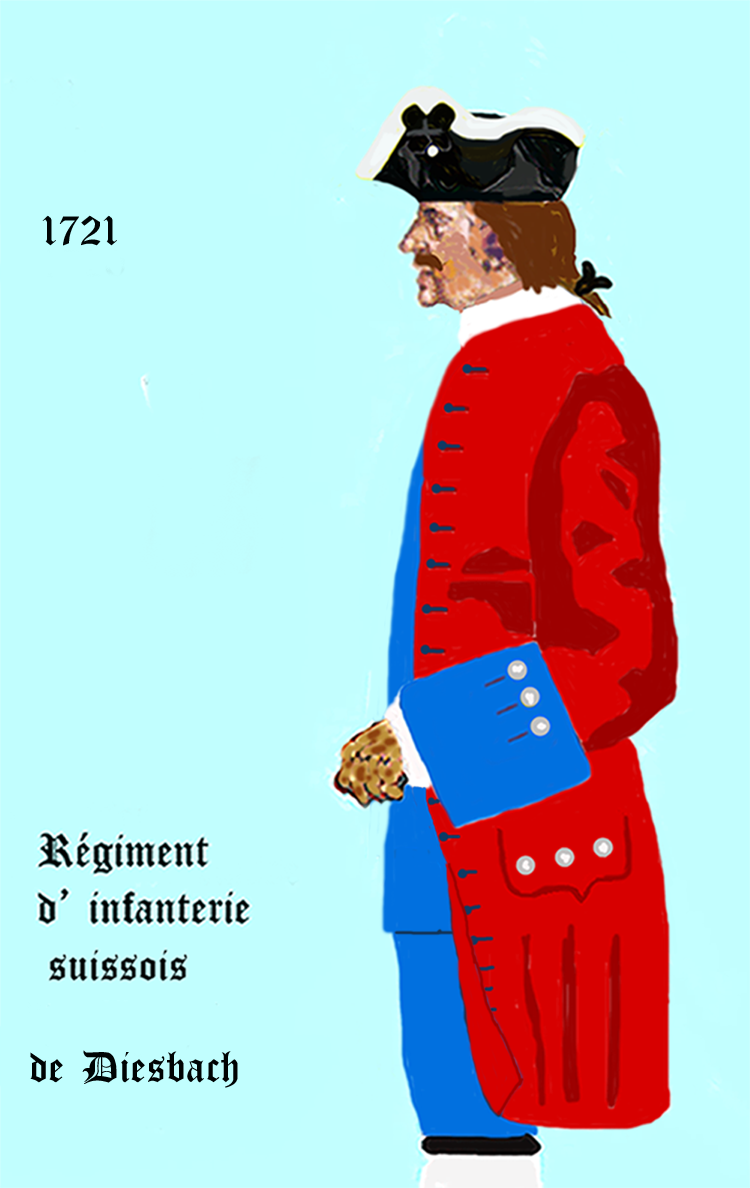
régiment de Diesbach de 1721 à 1734
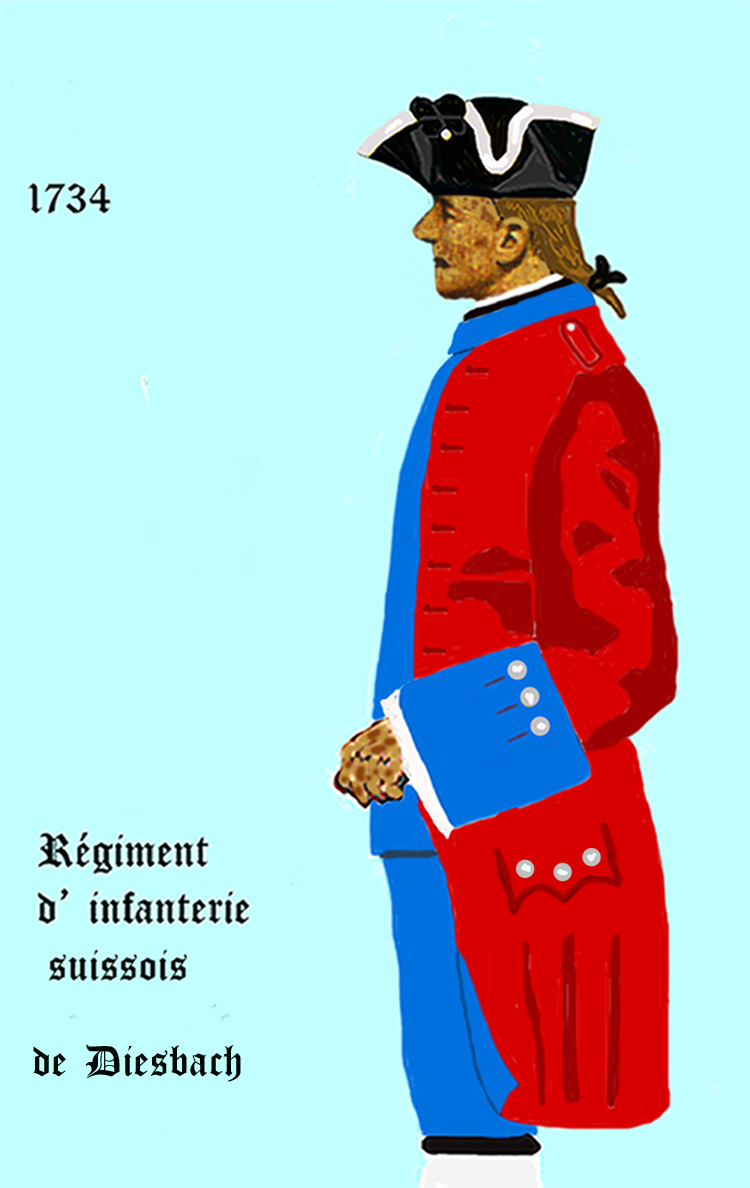
régiment de Diesbach de 1734 à 1762
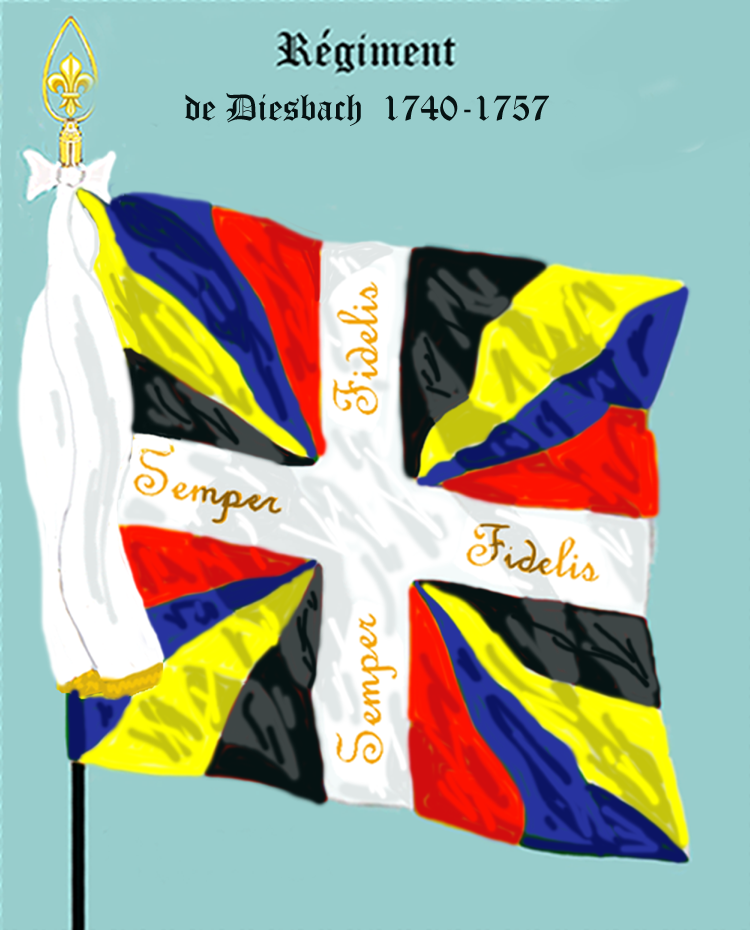
régiment de Diesbach de 1740 à 1757
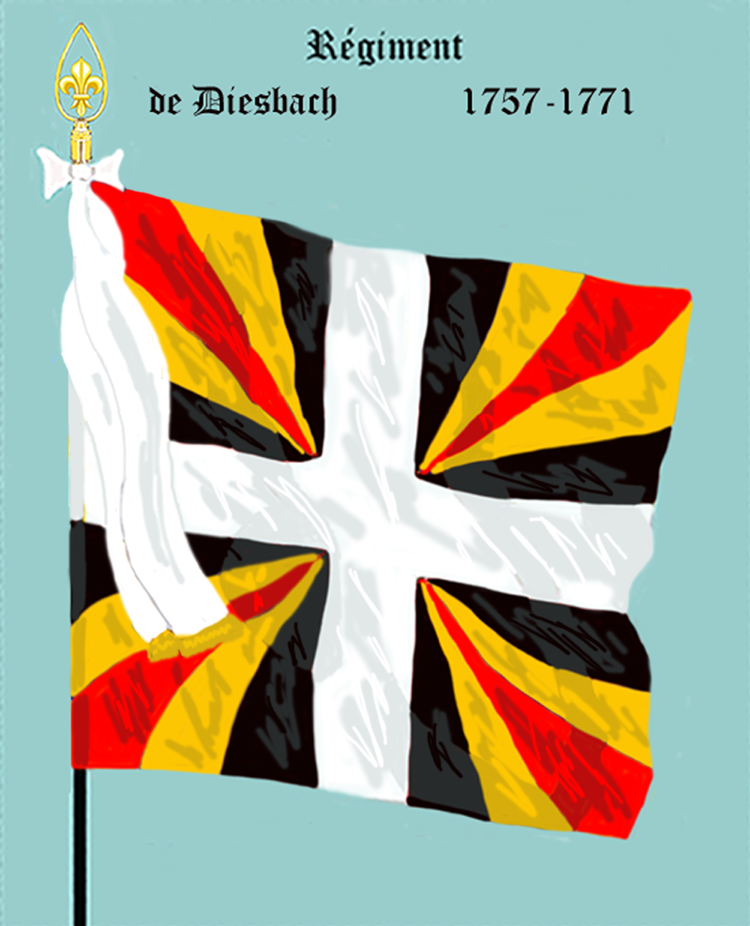
régiment de Diesbach de 1757 à 1771
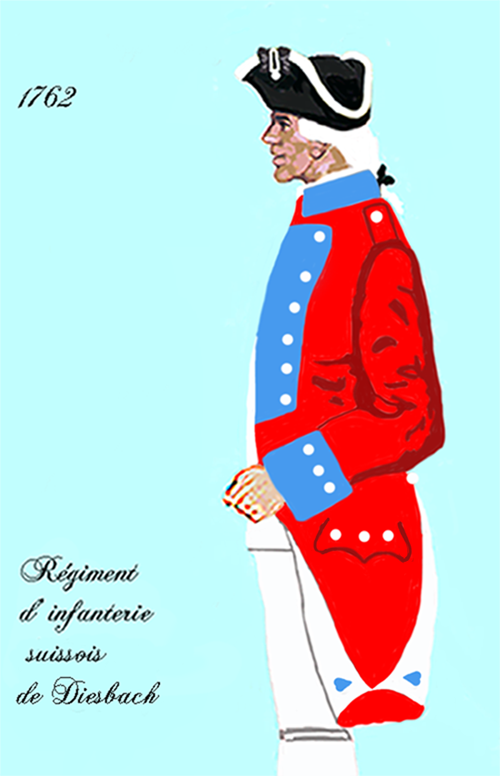
régiment de Diesbach de 1762 à 1776
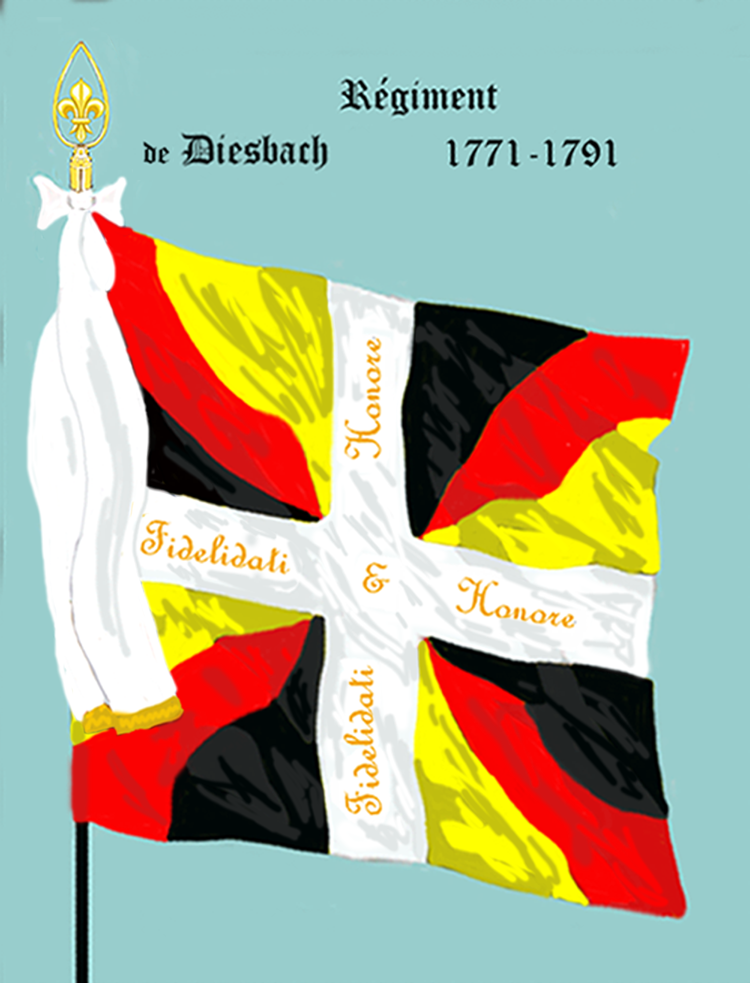
régiment de Diesbach de 1771 à 1791
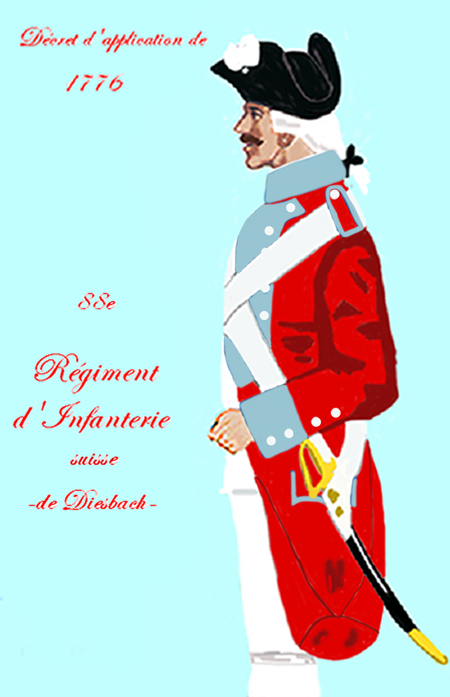
régiment de Diesbach de 1776 à 1786
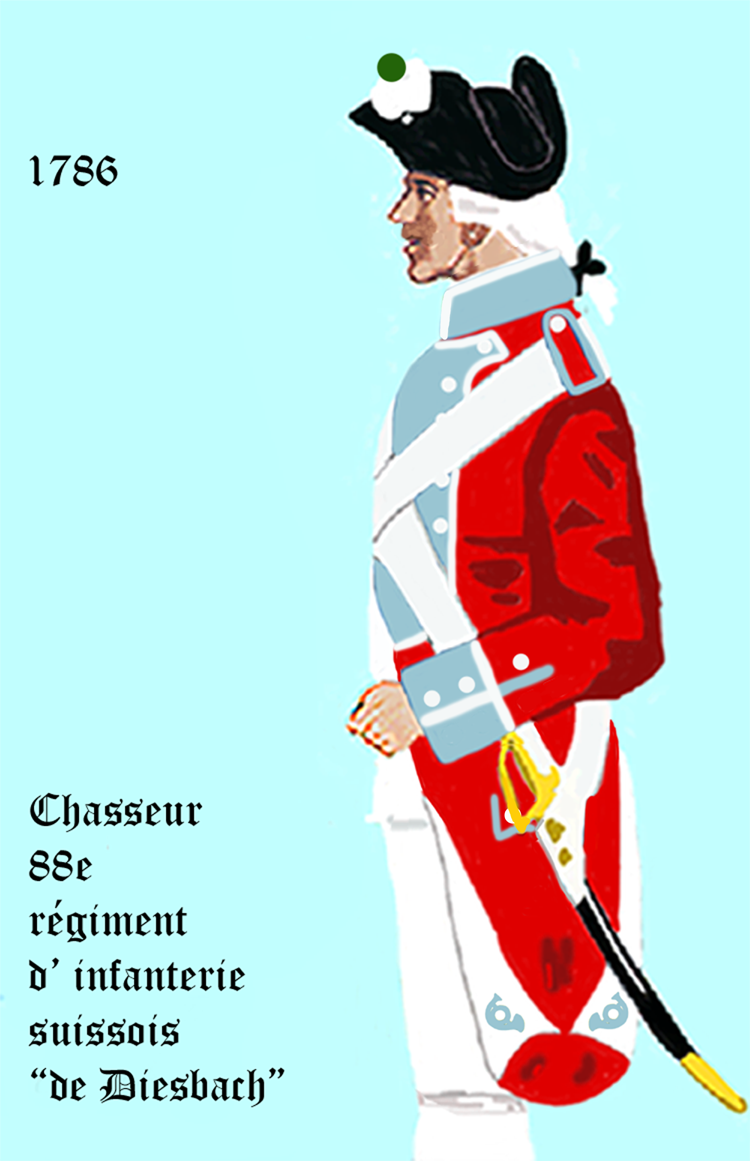
régiment de Diesbach de 1786 à 1791
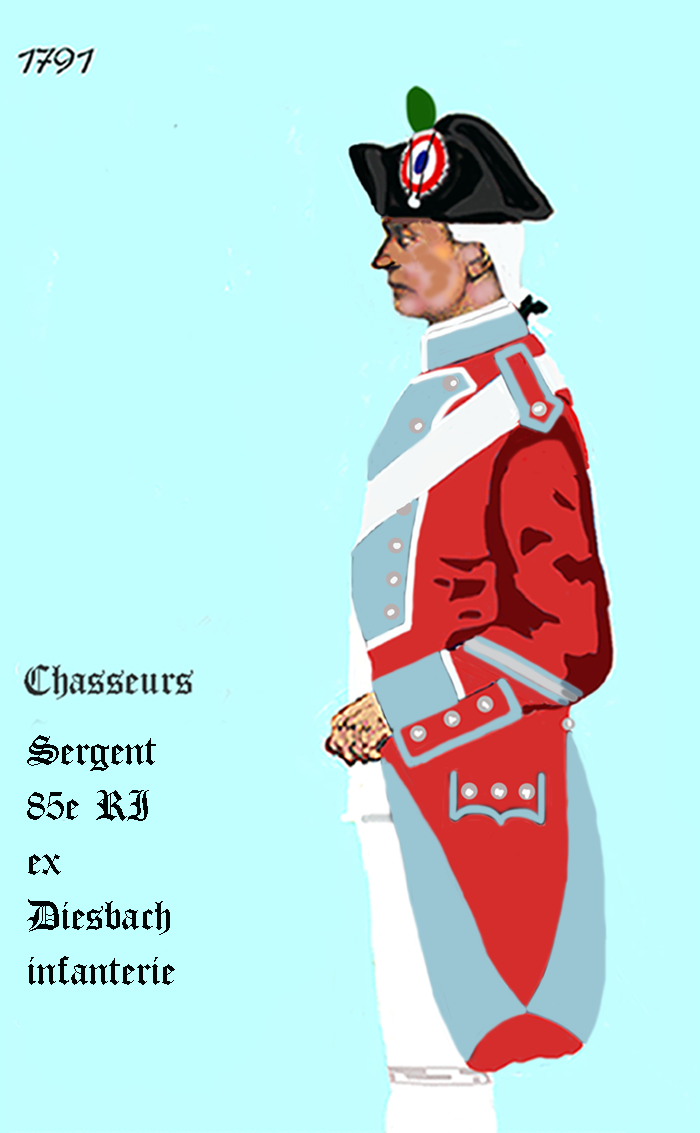
85e régiment d’infanterie de ligne de 1791 à 1792

Régiment de Courten

Création le 6 février 1690

→ 1er janvier 1791: 95e régiment d’infanterie de ligne

→ 20 août 1792: licencié

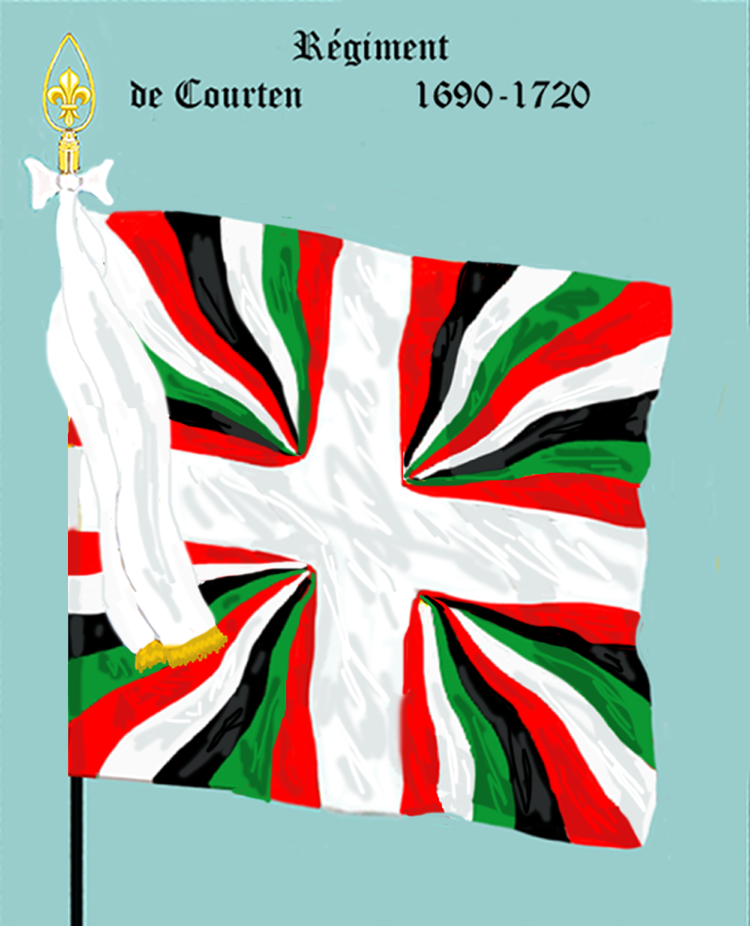
de 1689 à 1720
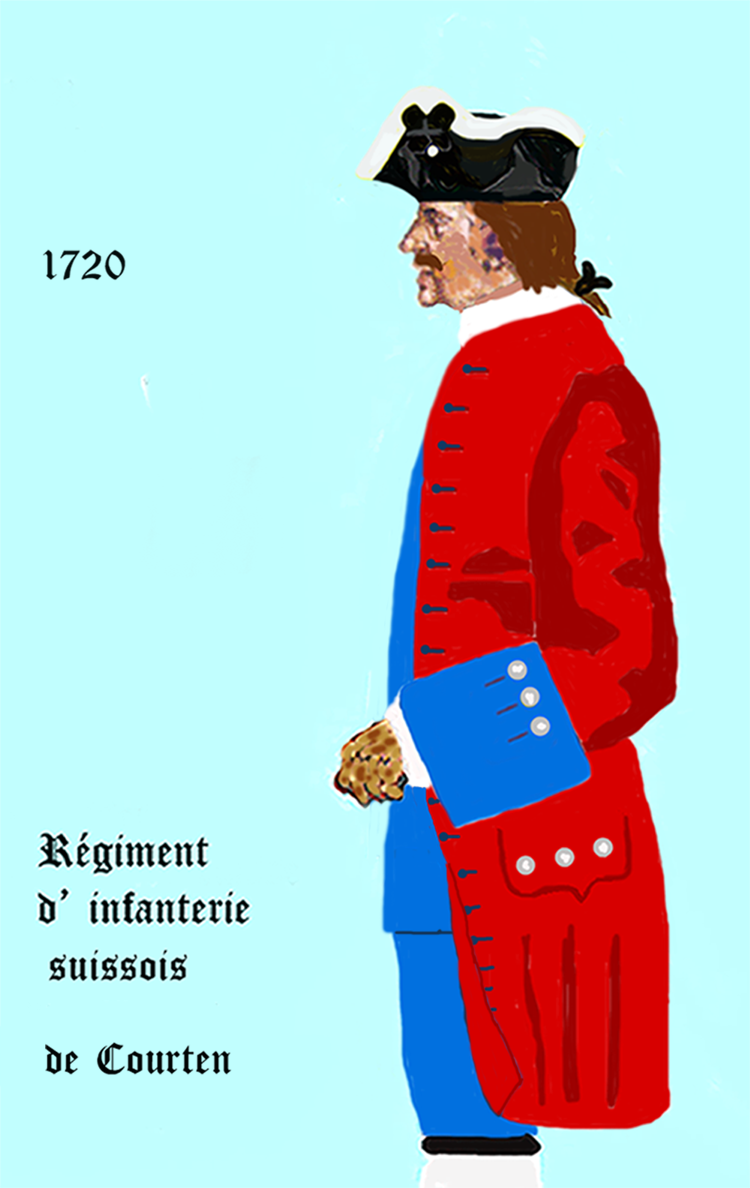
régiment de Courten de 1720 à 1734
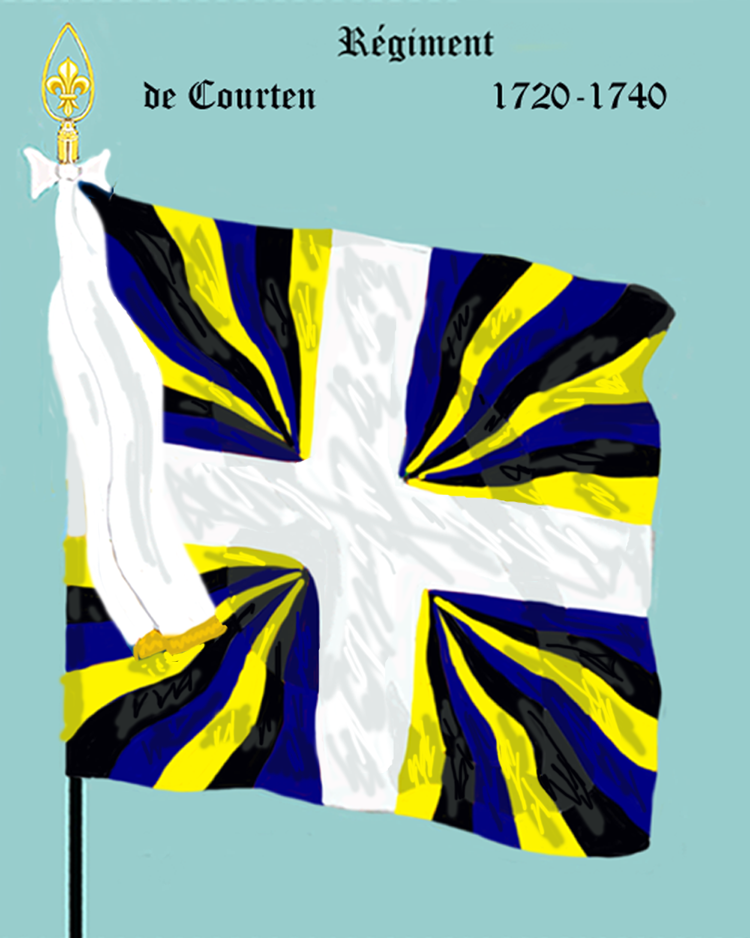
de 1720 à 1740
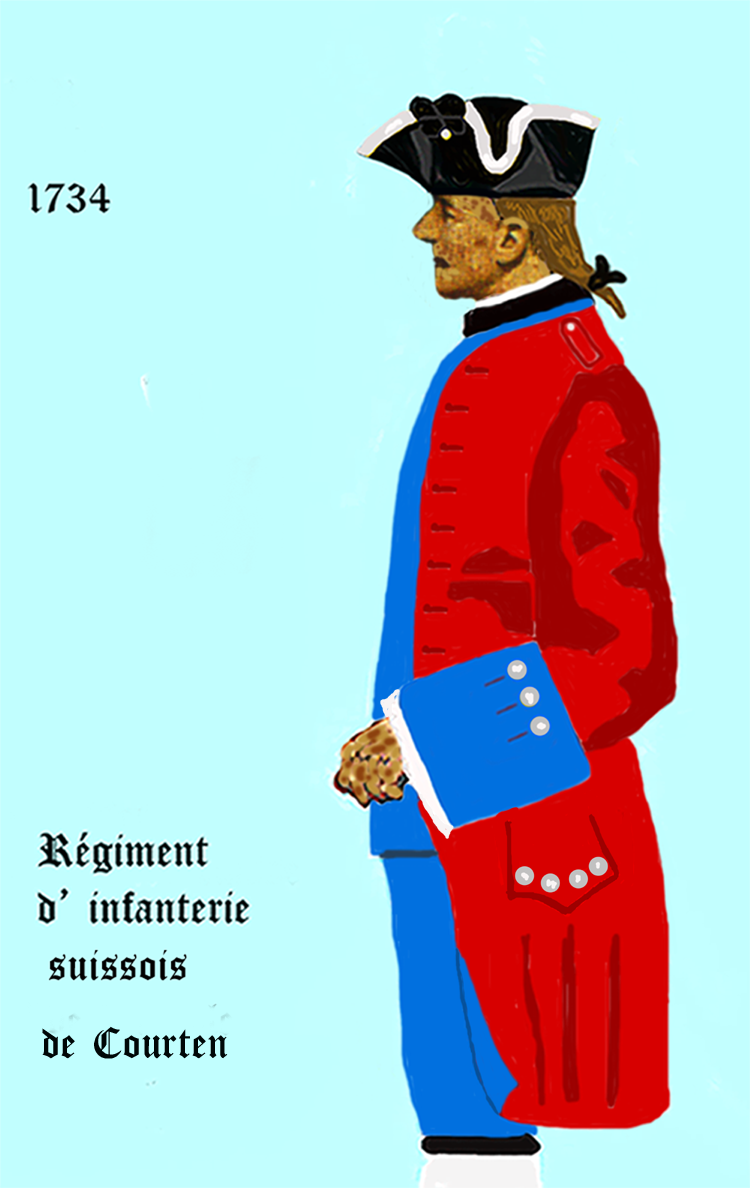
régiment de Courten de 1734 à 1762
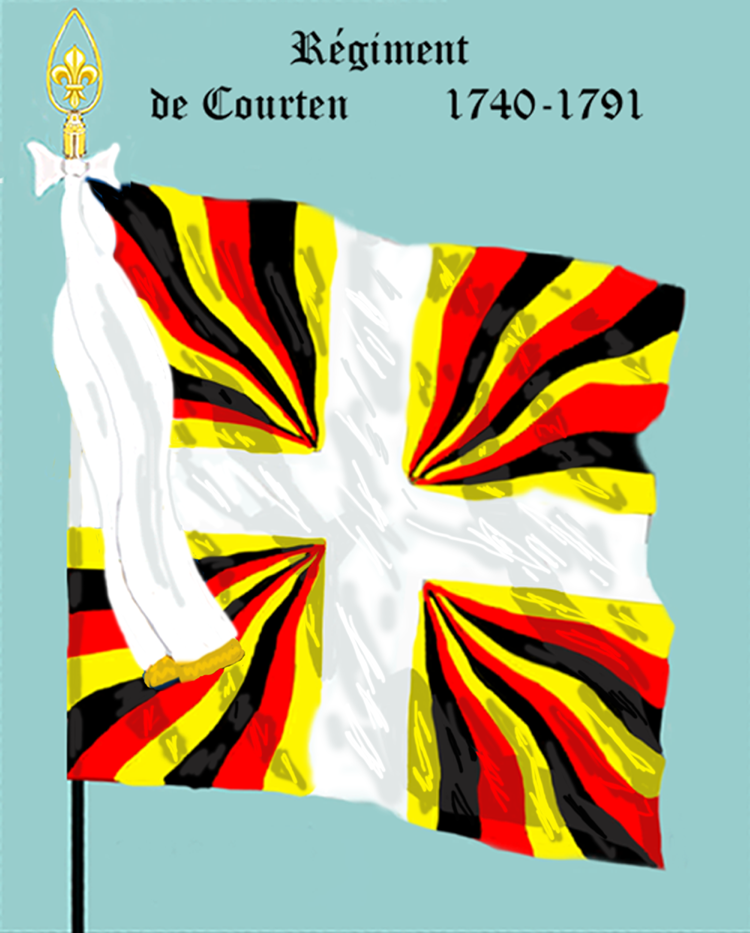
de 1740 à 1791
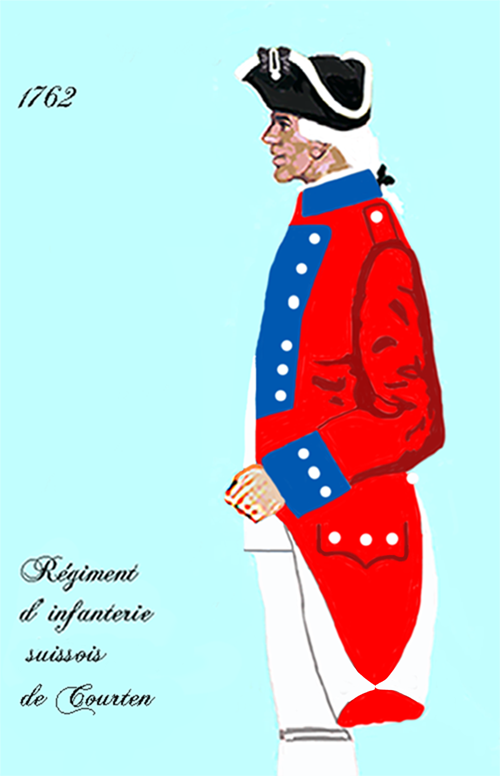
régiment de Courten de 1762 à 1767
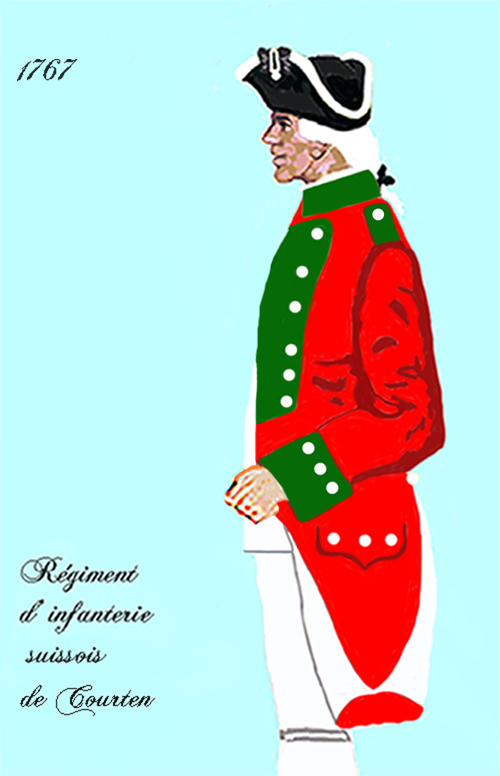
régiment de Courten de 1767 à 1776
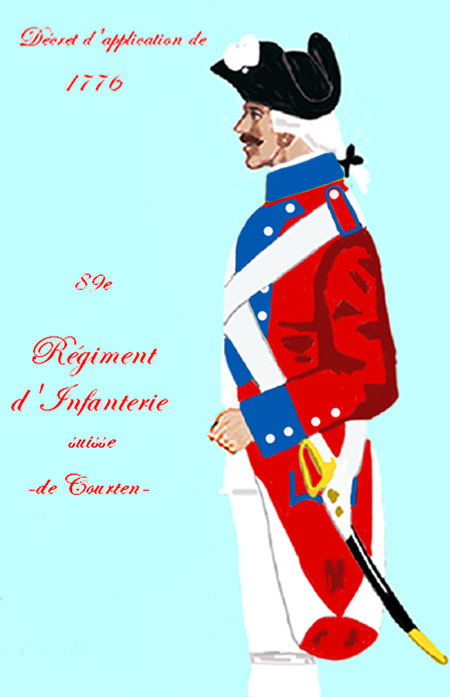
régiment de Courten de 1776 à 1786
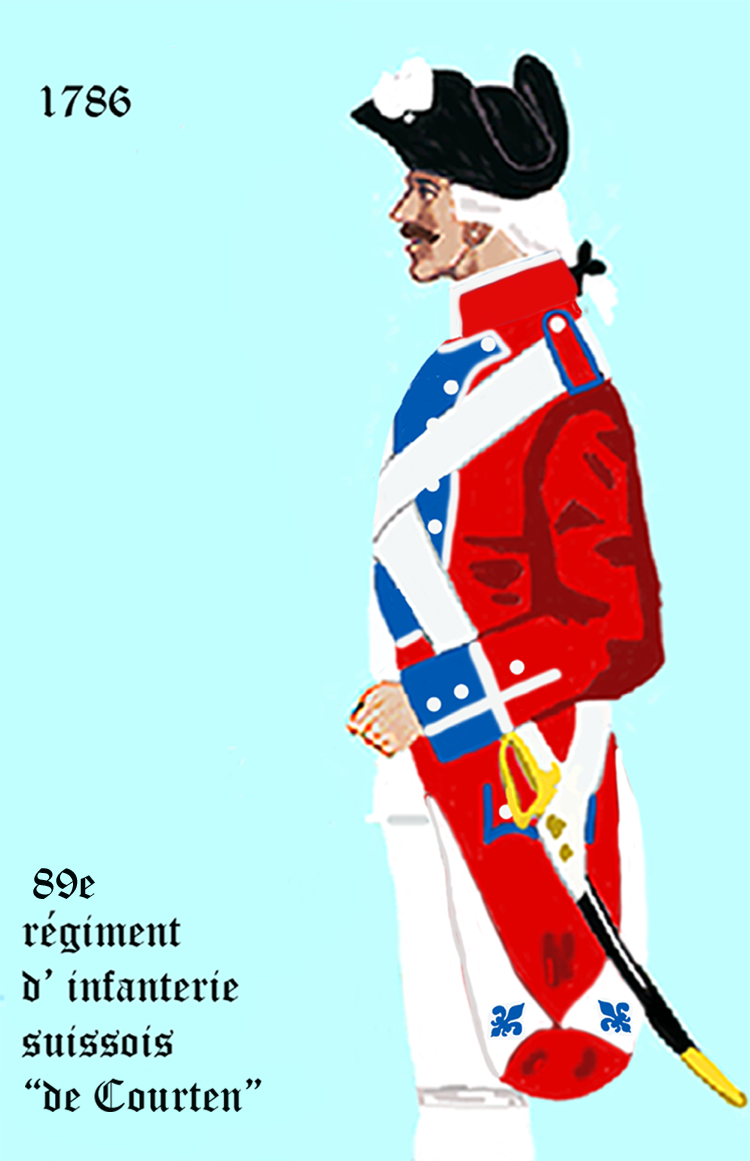
régiment de Courten de 1786 à 1791
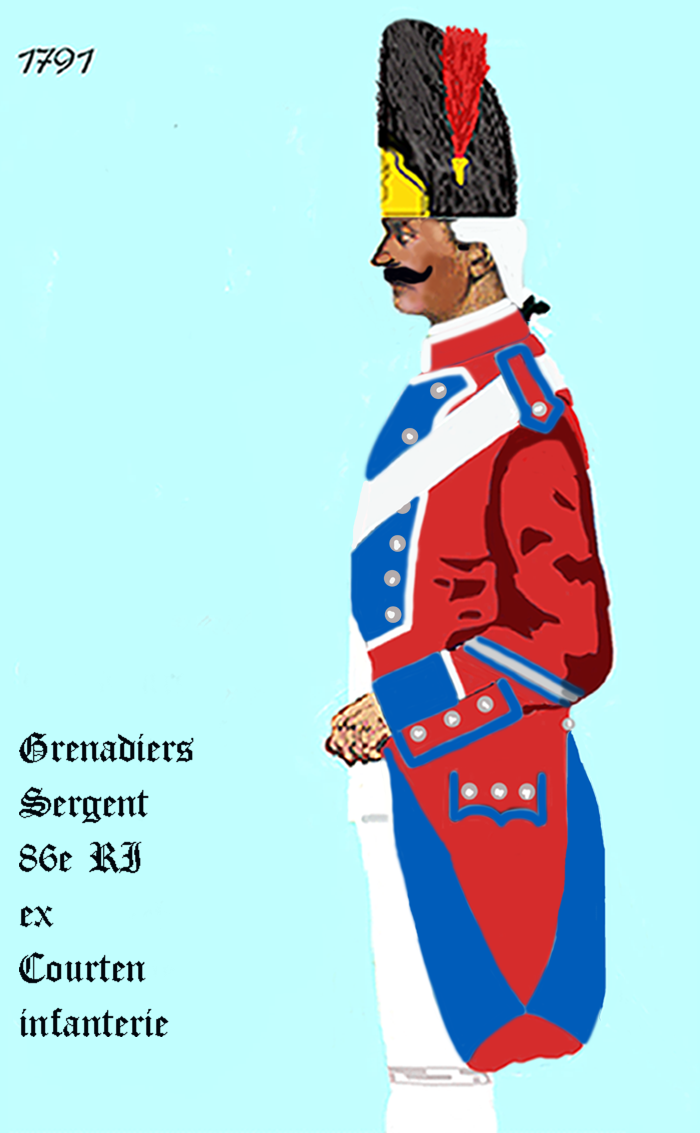
86e régiment d’infanterie de ligne de 1791 à 1792

Régiment de Travers

Création le 1er juin 1734

→ 1740 : renommé régiment de Salis(-Soglio)

→ 1744 : renommé régiment de Salis(-Mayenfeld)

→ 1762 : renommé régiment de Salis(-Marchlin)

→ 1er janvier 1791: 95e régiment d’infanterie de ligne

→ 20 août 1792: licencié

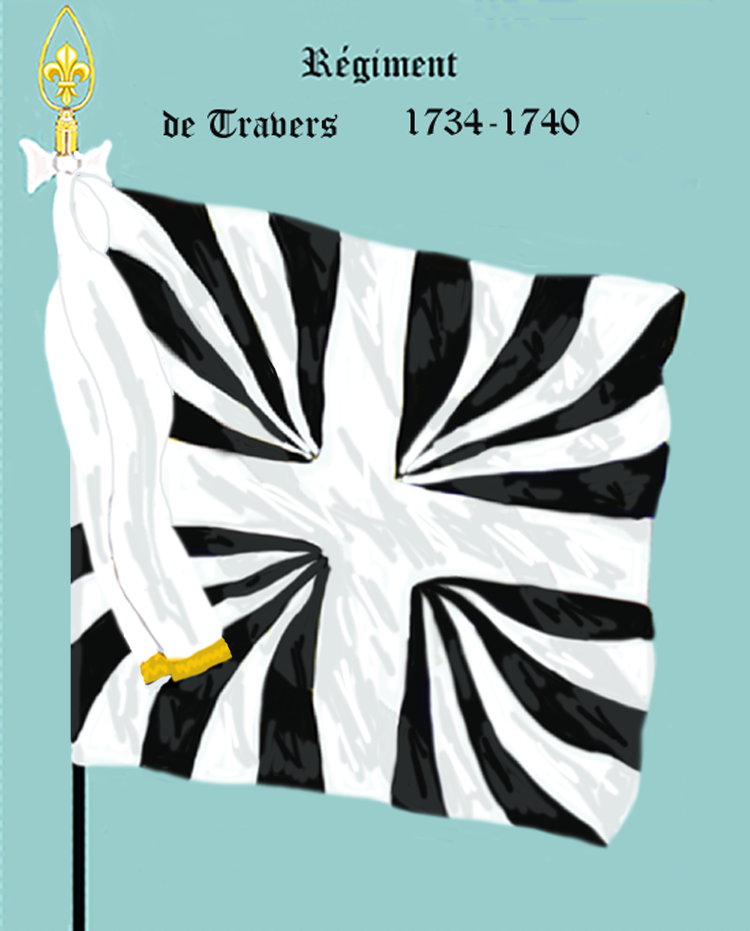
régiment de Travers de 1734 à 1740
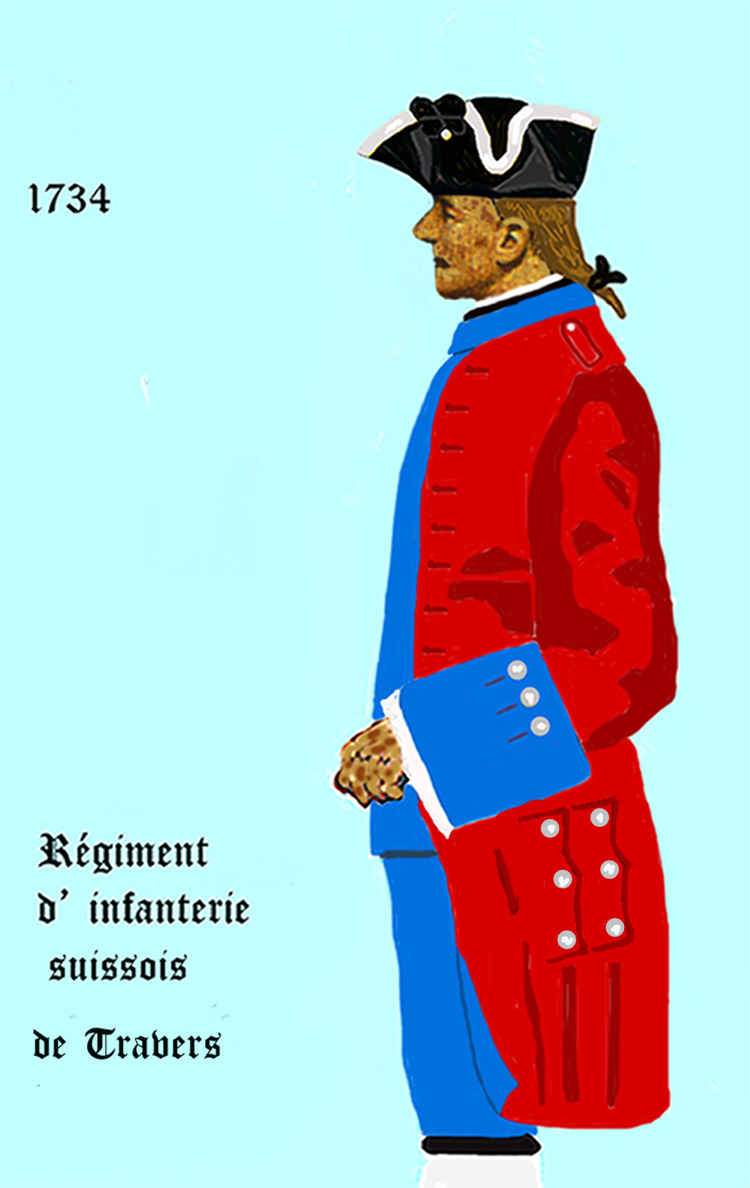
régiment de Travers de 1734 à 1740

Régiment de Salis
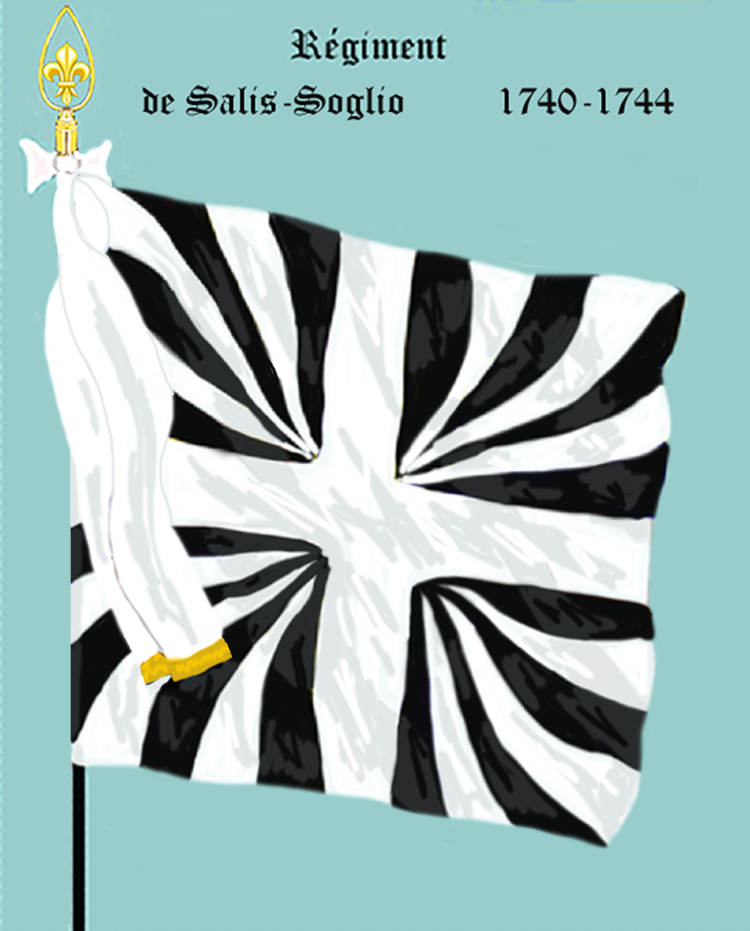
régiment de Salis-Soglio de 1740 à 1744
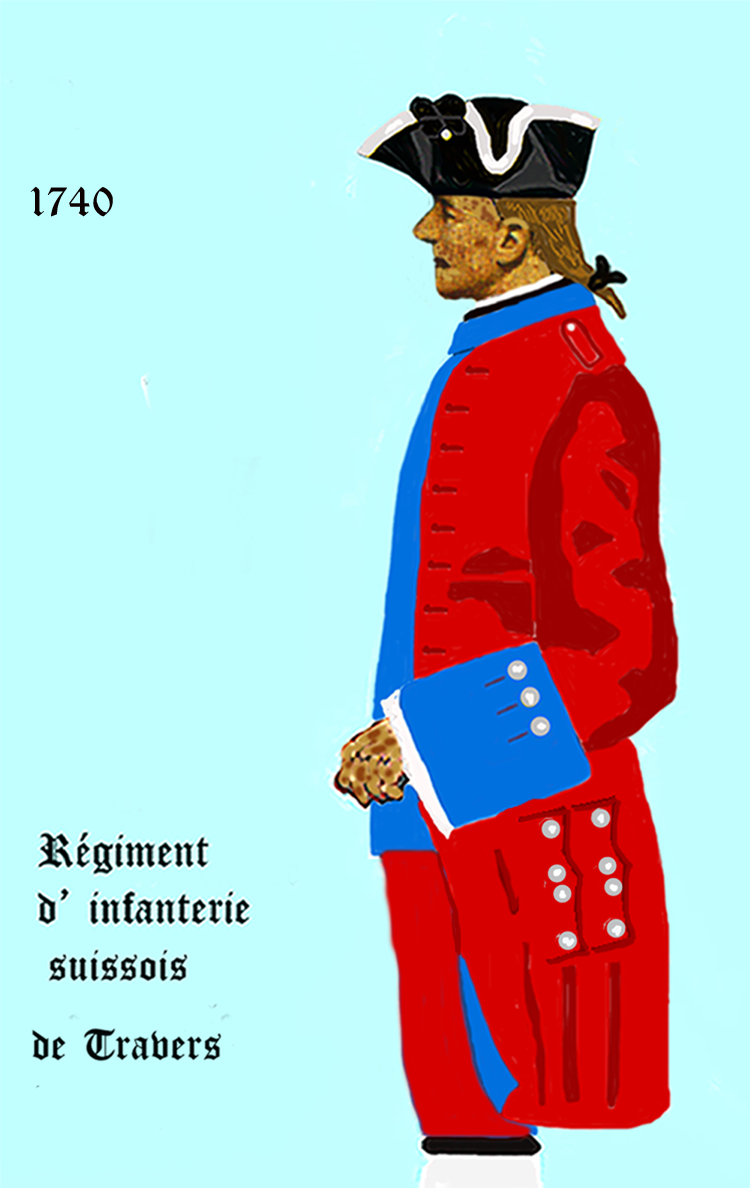
de 1740 à 1762
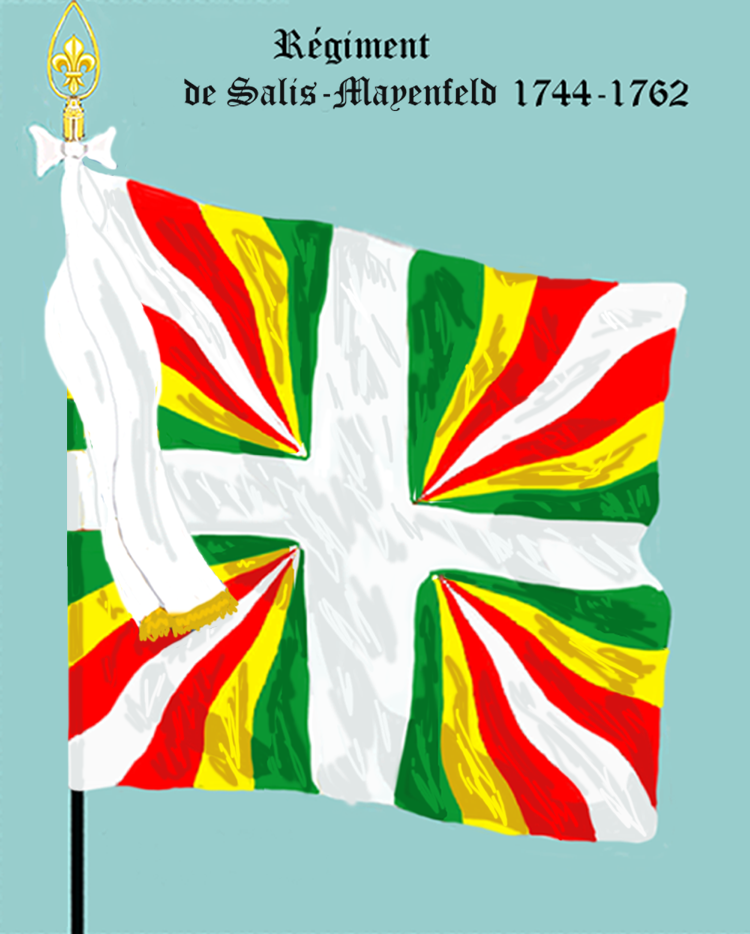
régiment de Salis-Mayenfeld de 1744 à 1762
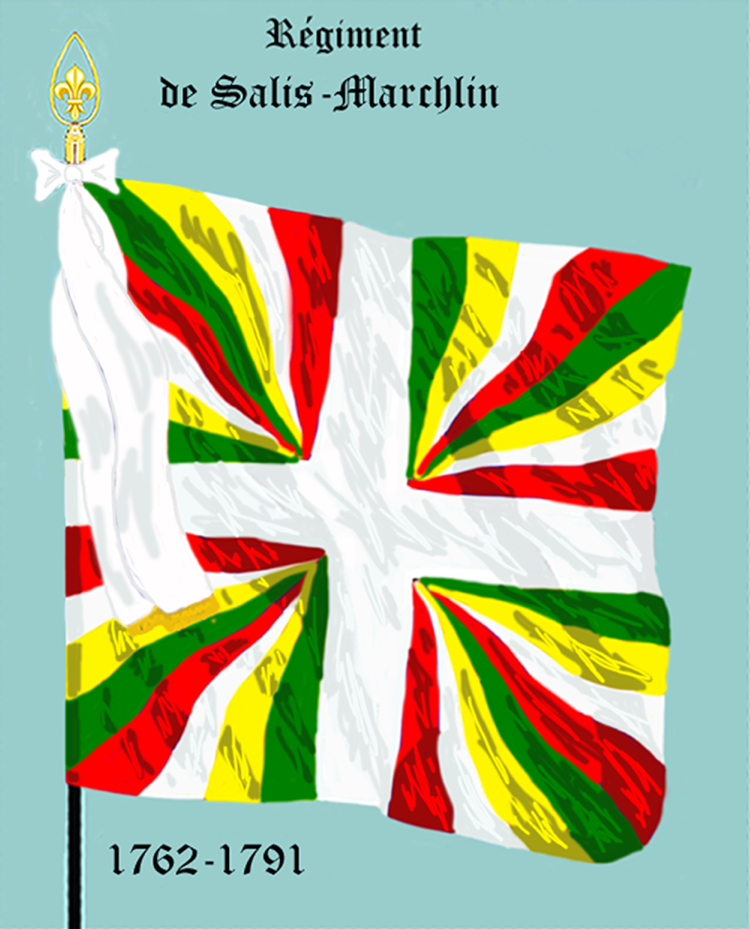
régiment de Salis-Marchlin de 1762 à 1791
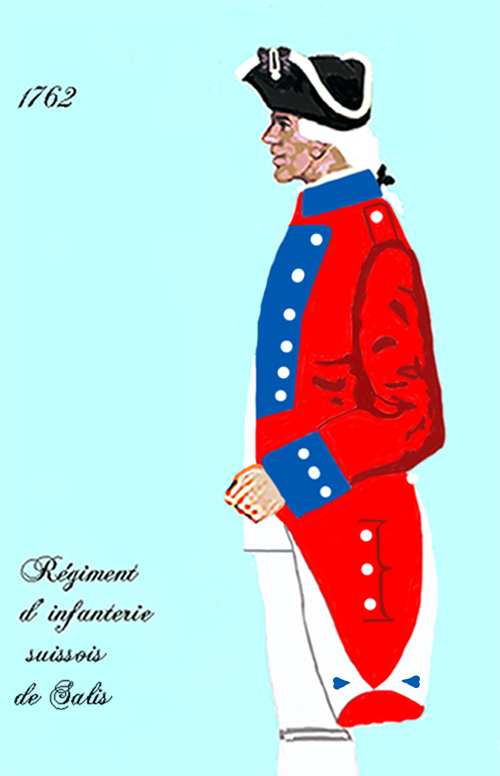
régiment de Salis de 1762 à 1776
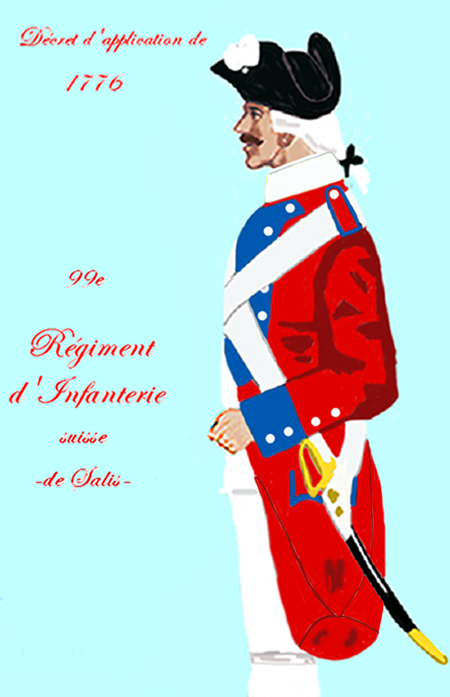
régiment de Salis de 1776 à 1786
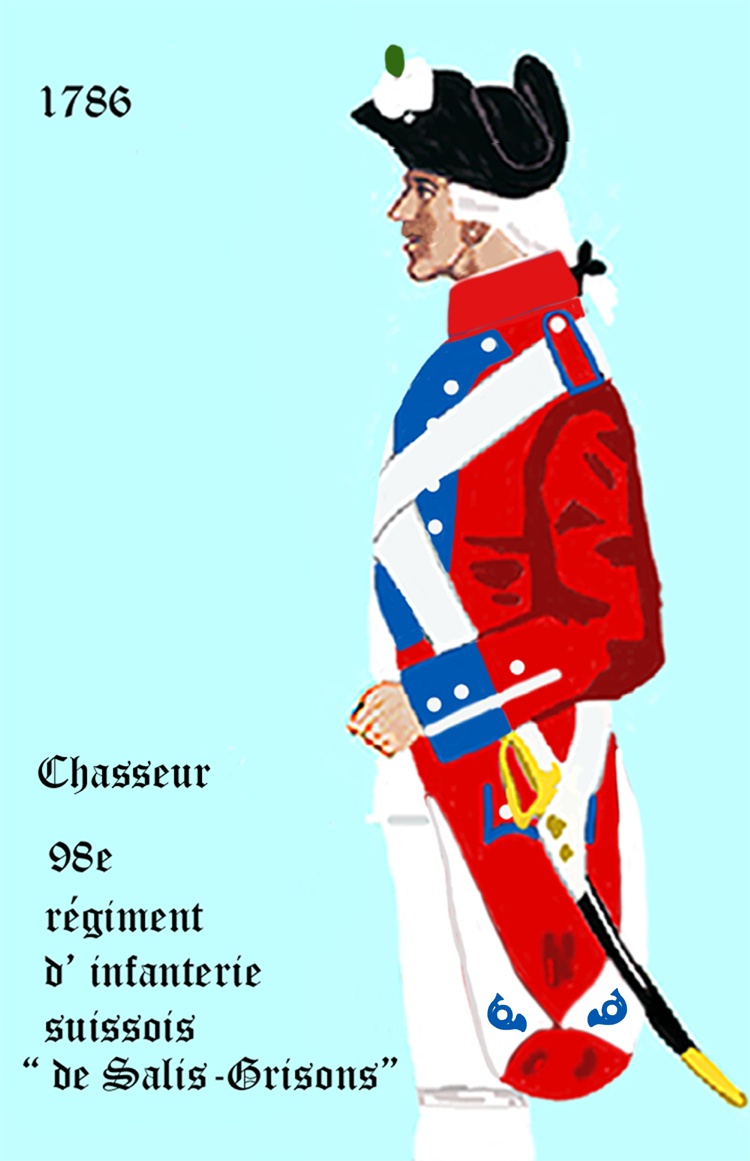
régiment de Salis de 1786 à 1791
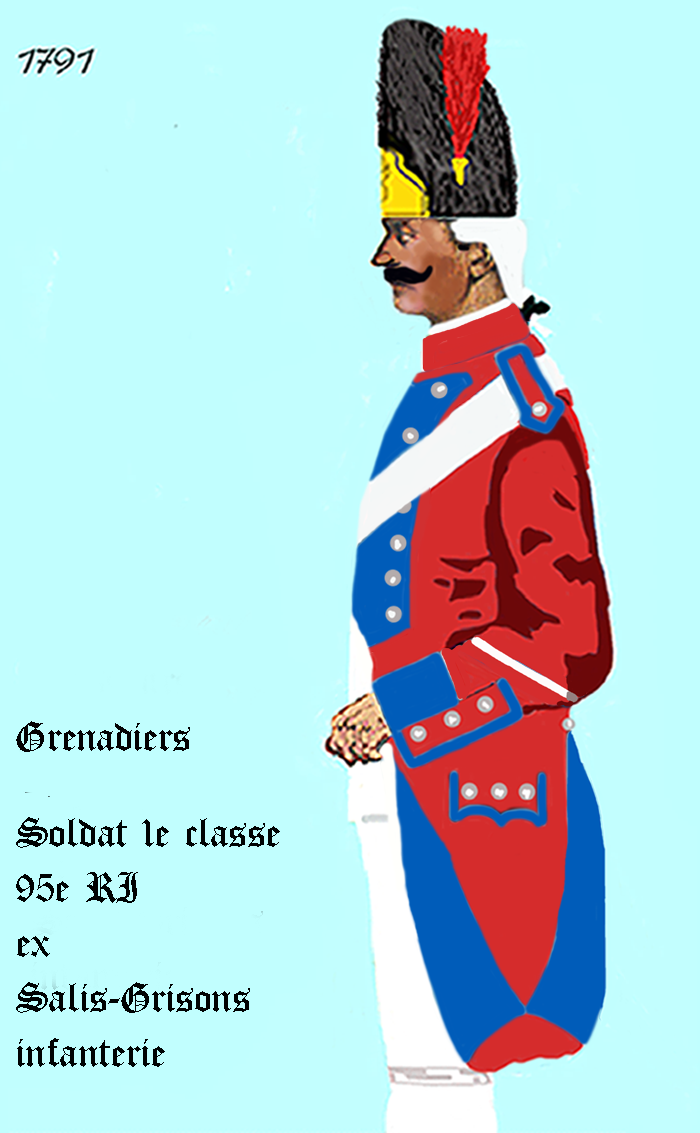
95e régiment d’infanterie de ligne de 1791 à 1792

Régiment de Lochmann

Création le 1er mars 1752

→ 28 septembre 1777 : régiment de Muralt

→ 24 novembre 1782 : régiment de Steiner

→ 1791: 97e régiment d’infanterie de ligne

→ 20 août 1792: licencié

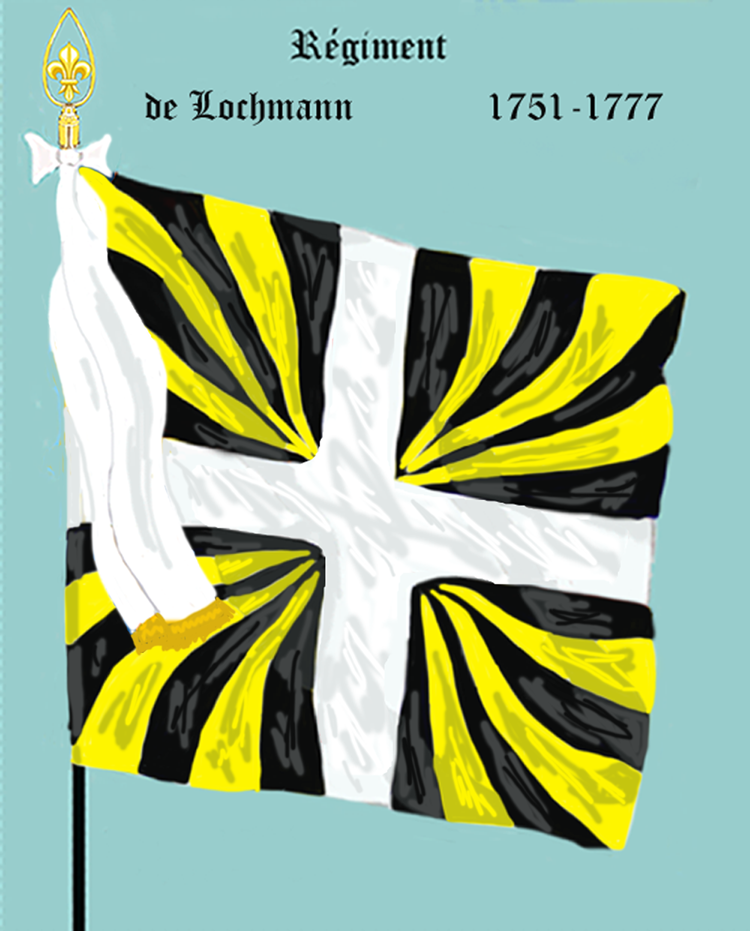
régiment de Lochmann de 1751 à 1777
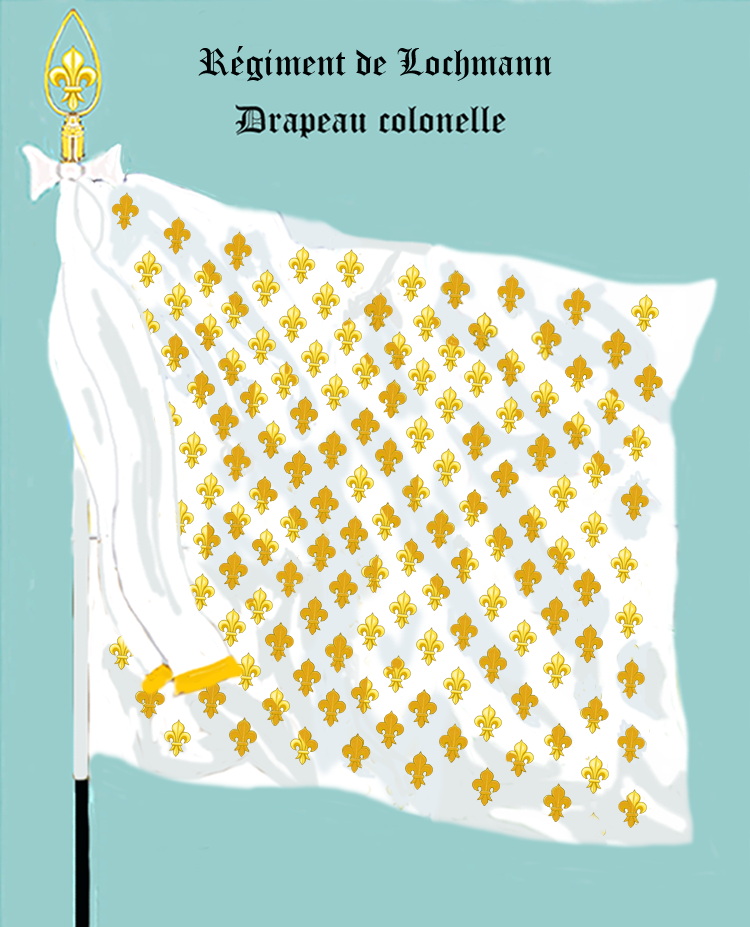
drapeau Colonel du régiment de Lochmann de 1751 à 1777
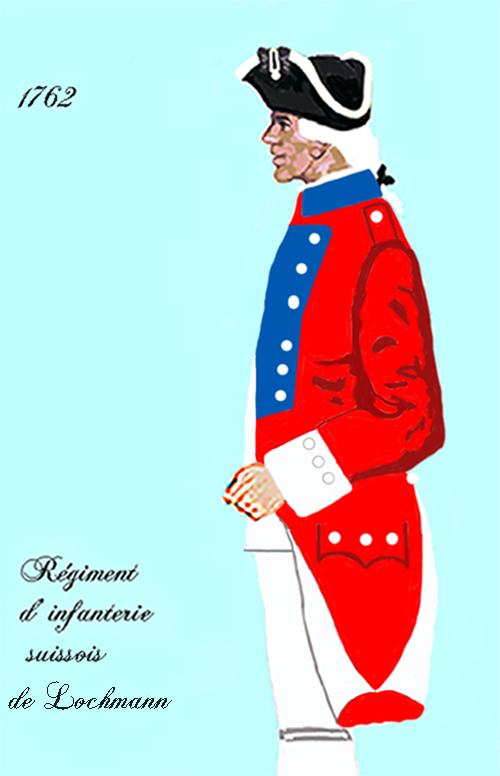
régiment de Lochmann de 1762 à 1776
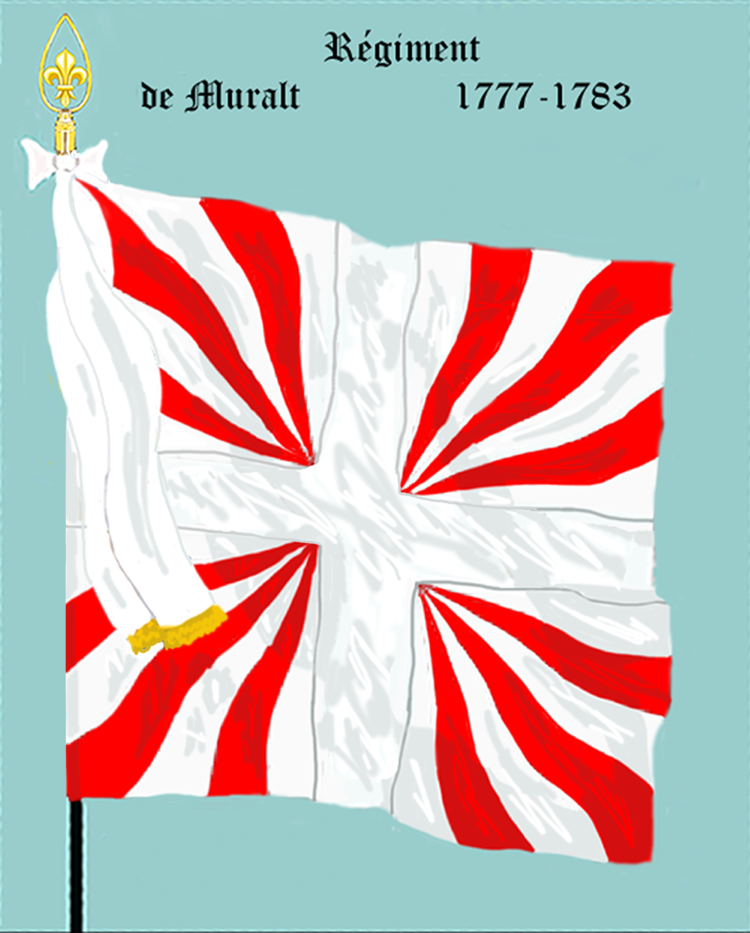
régiment de Muralt de 1777 à 1782
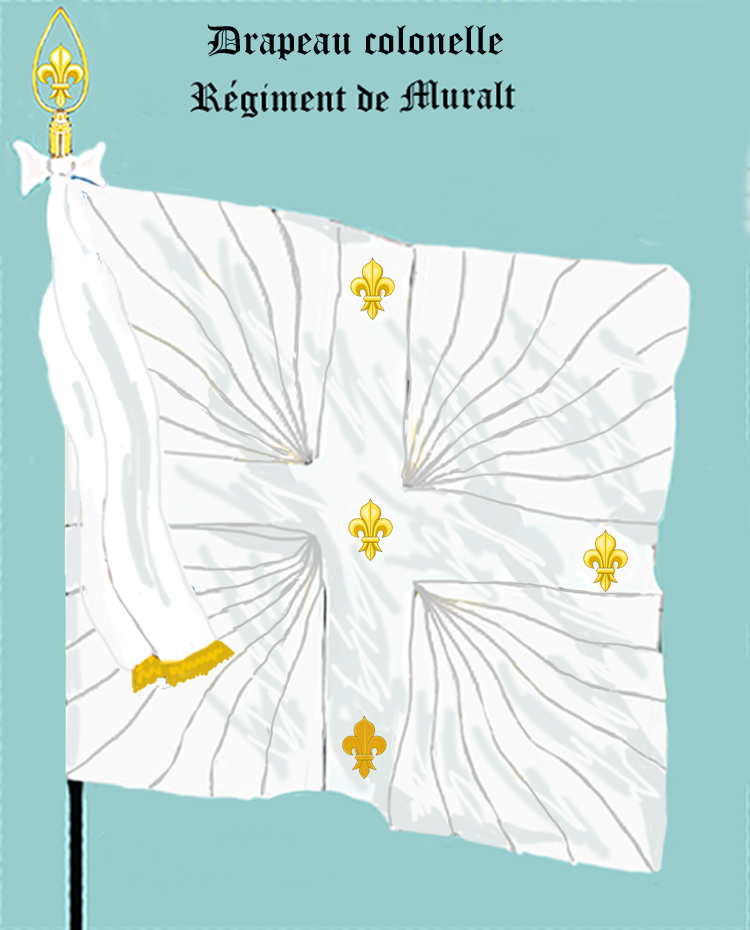
drapeau Colonel du régiment de Muralt de 1777 à 1782
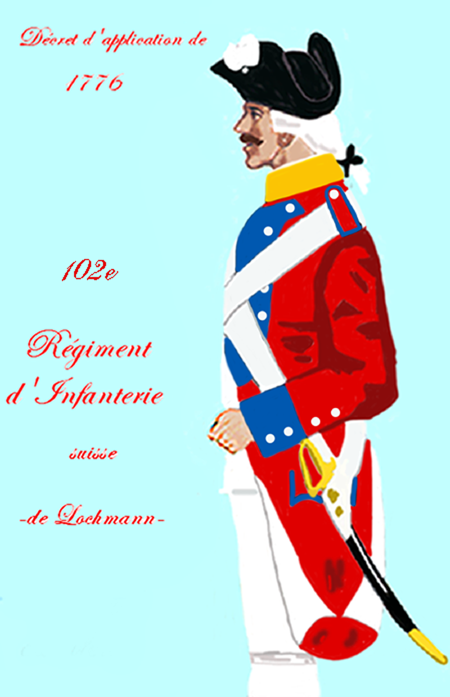
de 1776 à 1791
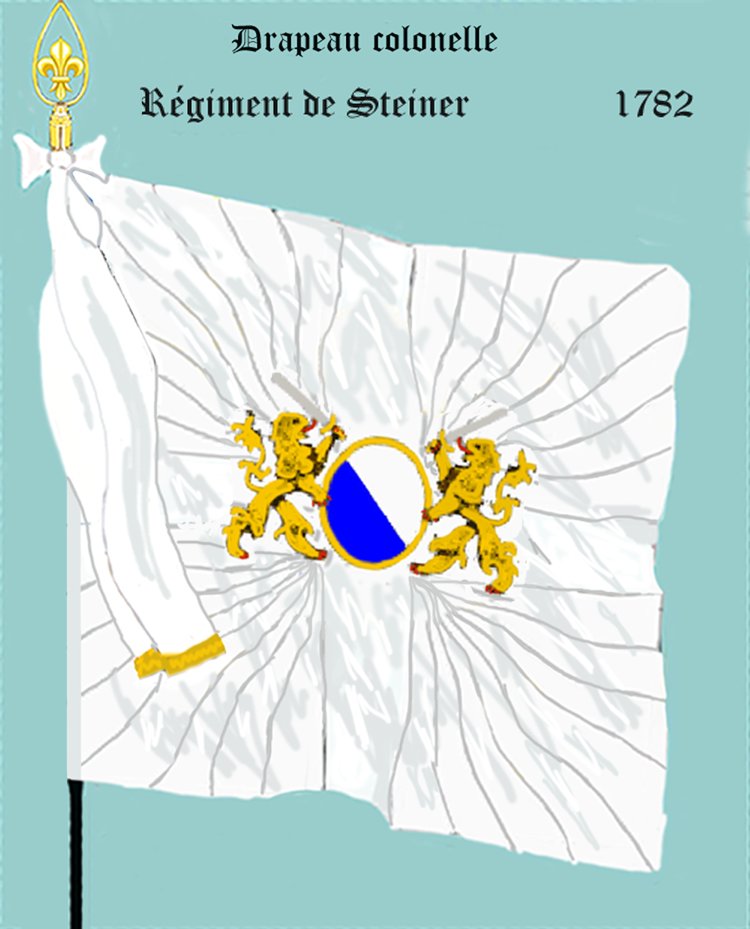
drapeau Colonel de régiment de Steiner de 1782 à 1791
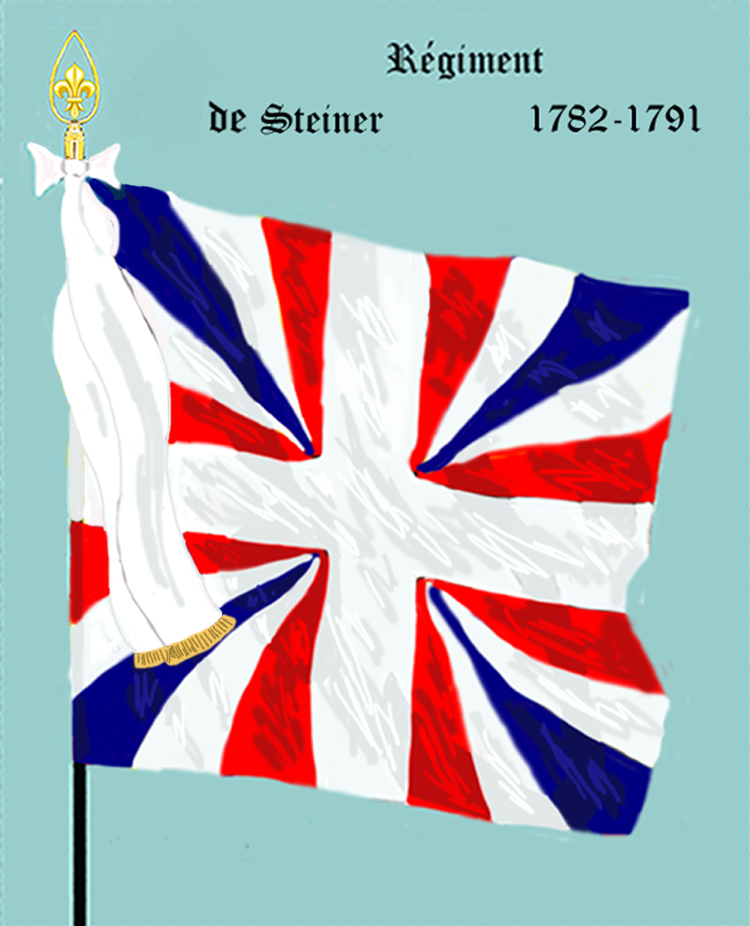
régiment de Steiner de 1782 à 1791
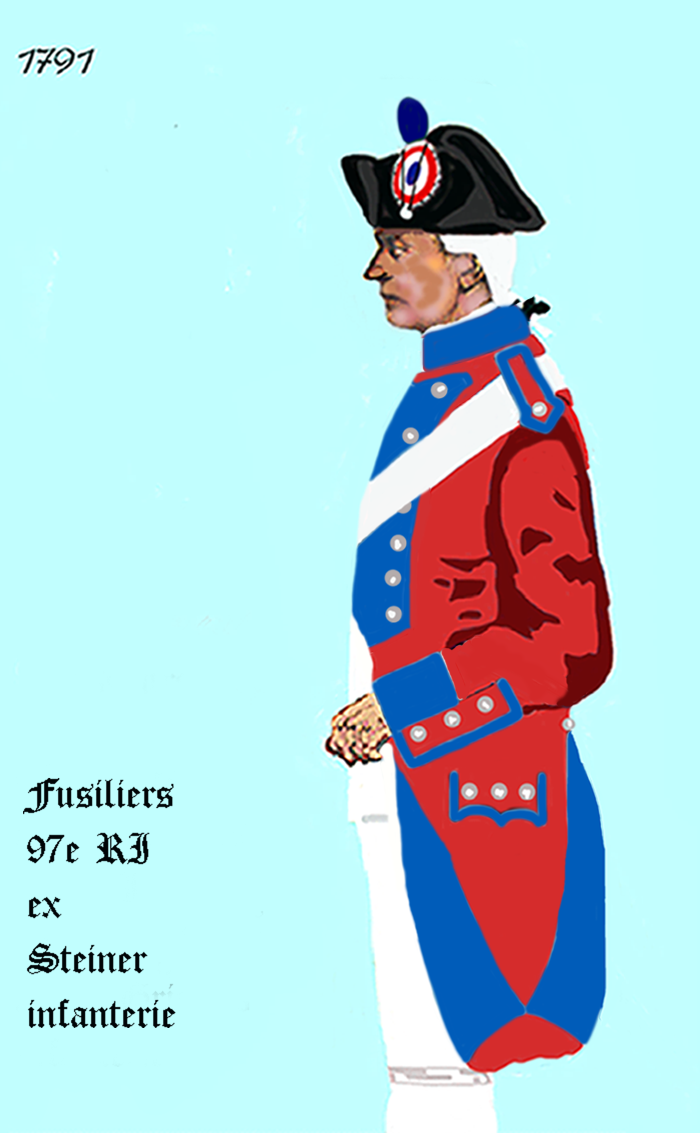
97e régiment d’infanterie de ligne de 1791 à 1792

Régiment d'Eptingen

Levé en 1758

→ 1783 : régiment de Schonau

→ 1786 : régiment de Reinach

→ 1791: 100e régiment d’infanterie de ligne

→ 1792: licencié

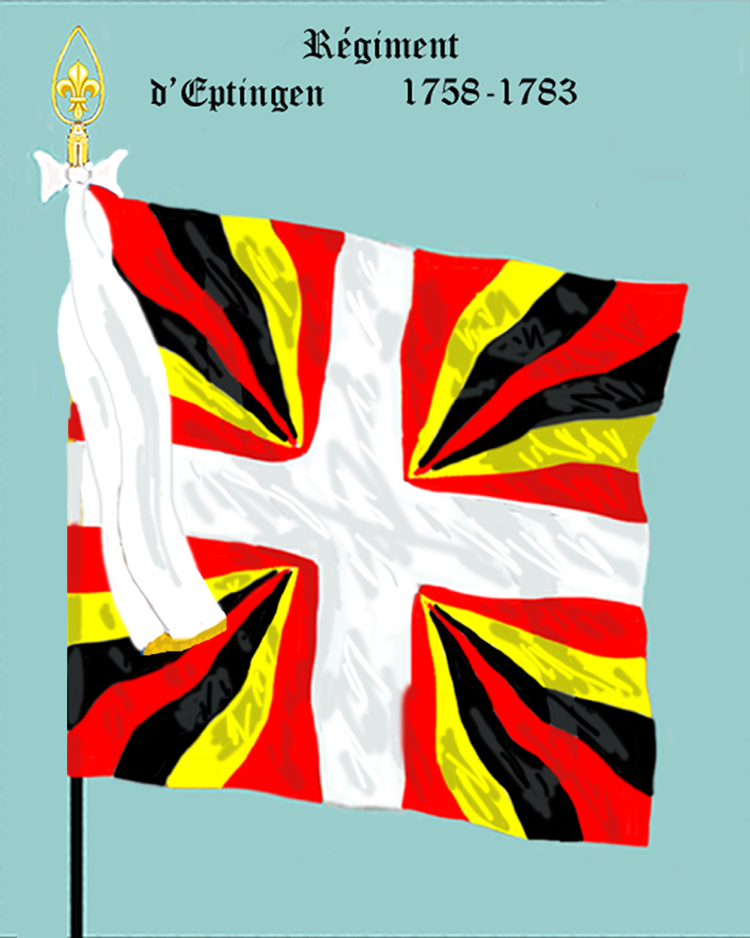
régiment d’Eptingen de 1758 à 1783
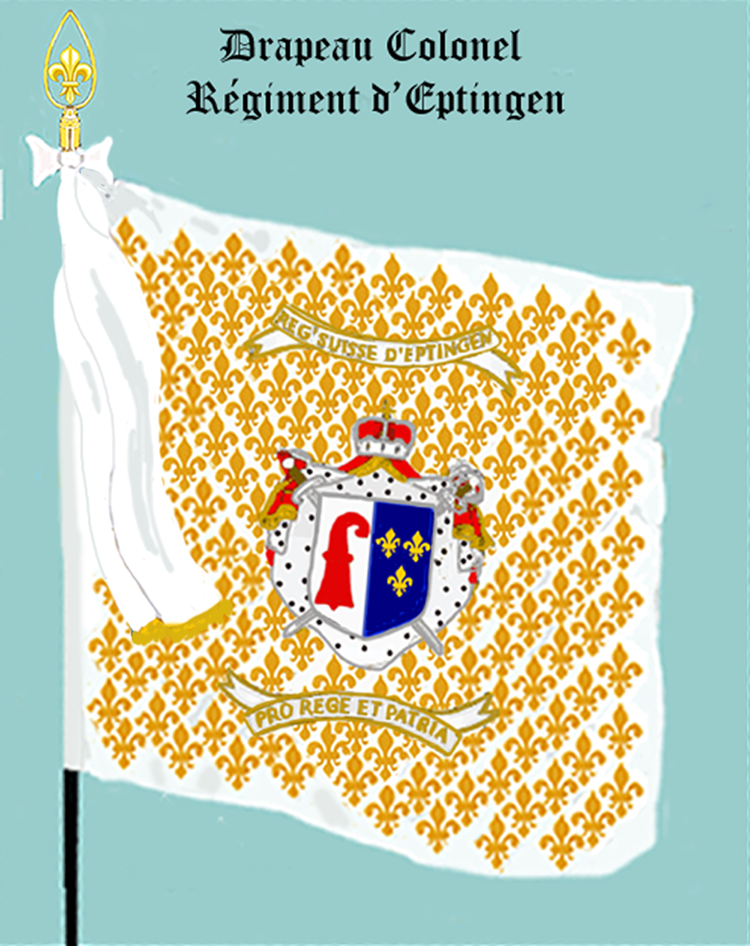
drapeau colonel du régiment d'Eptingen de 1758 à 1783
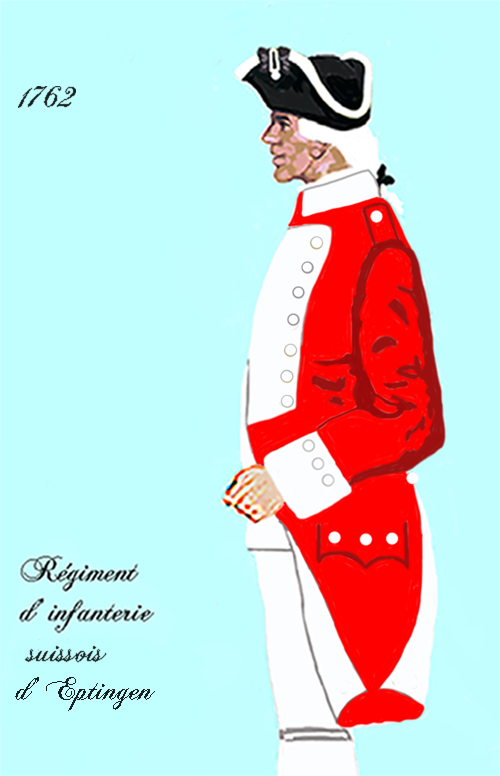
régiment d’Eptingen de 1762 à 1776
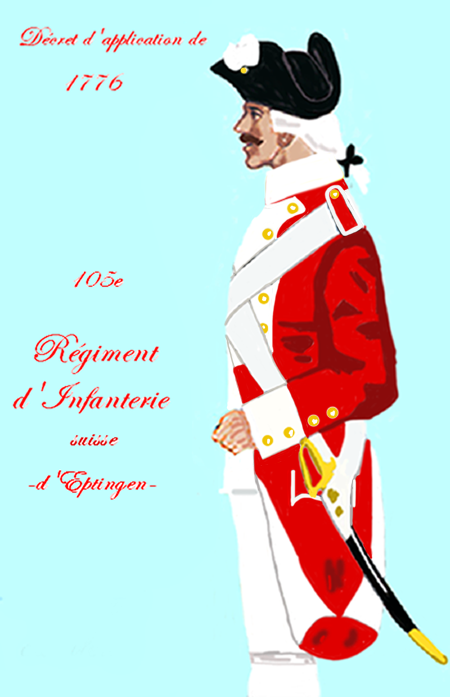
de 1776 à 1791
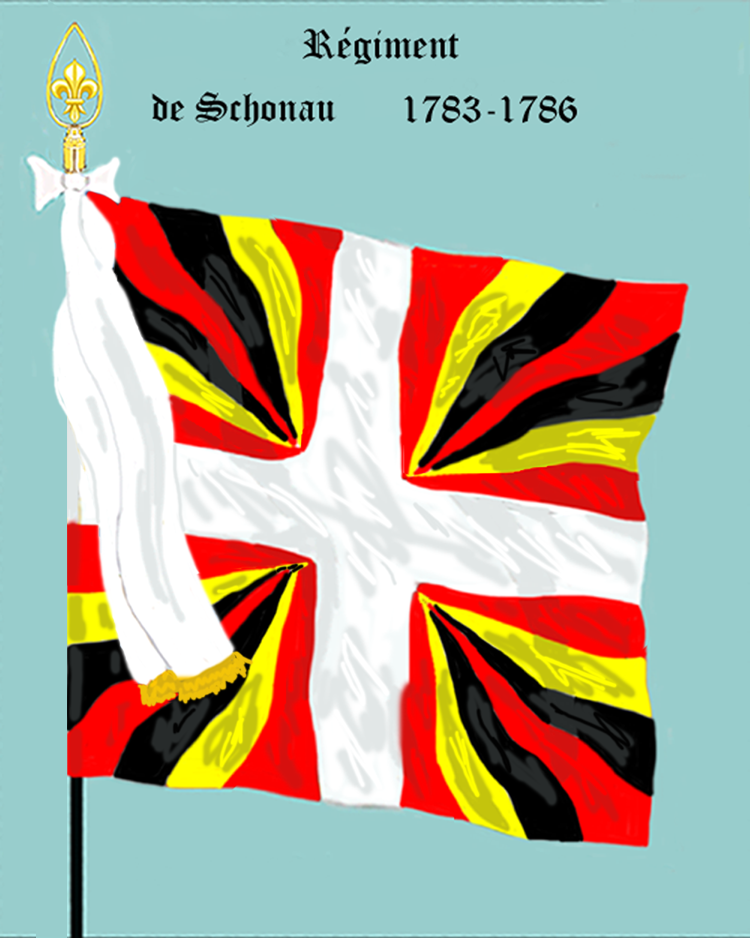
régiment de Schonau de 1783 à 1786
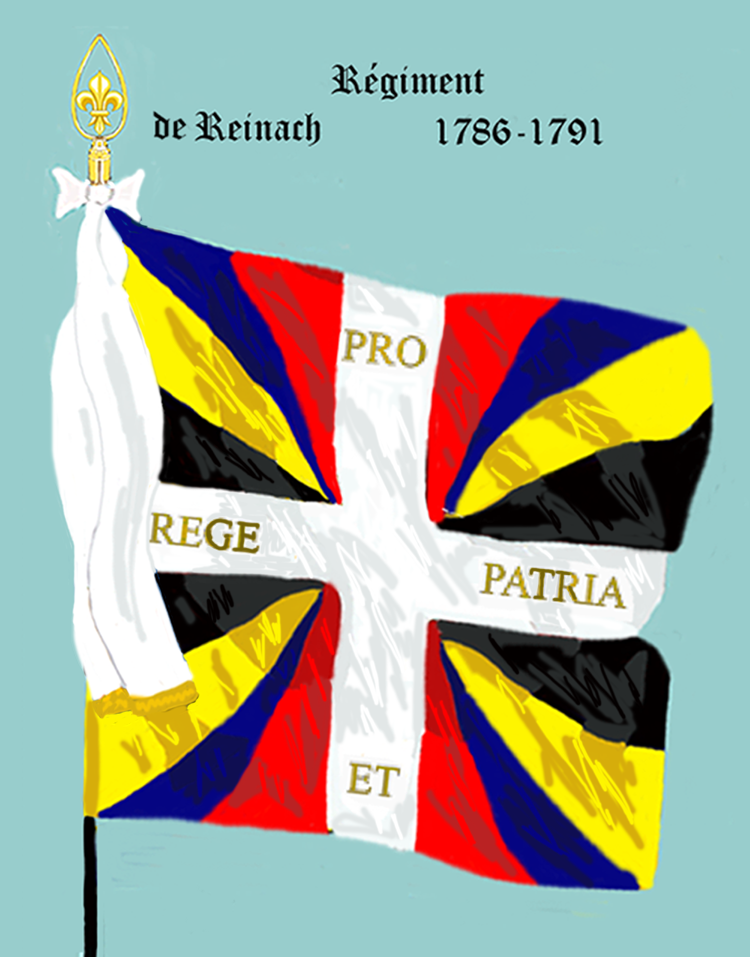
régiment de Reinach de 1786 à 1791
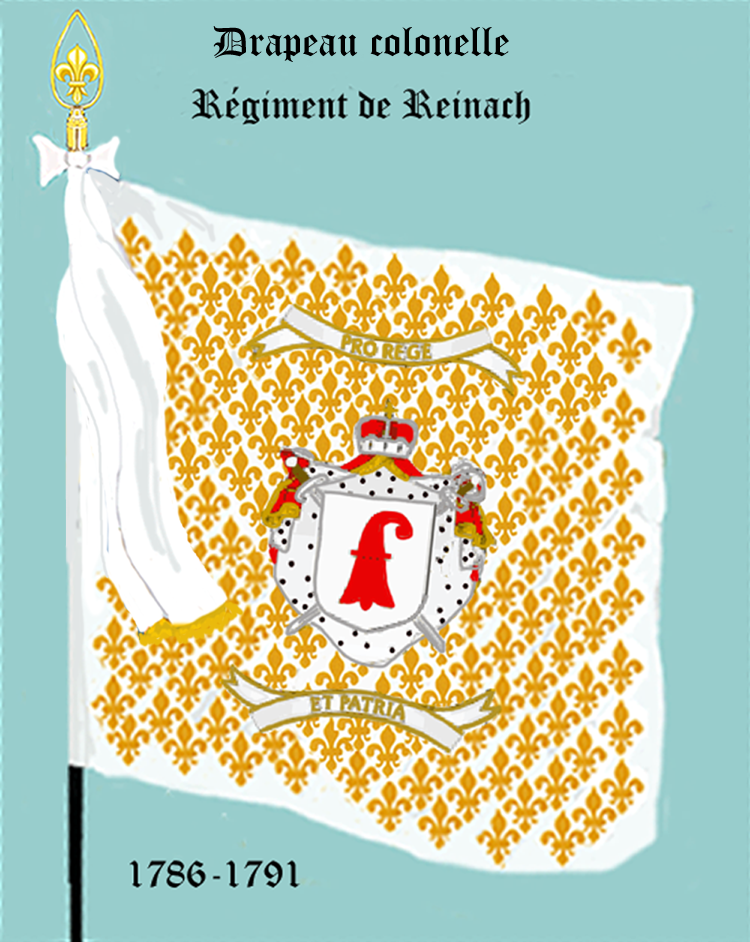
drapeau colonel du régiment de Reinach de 1786 à 1791
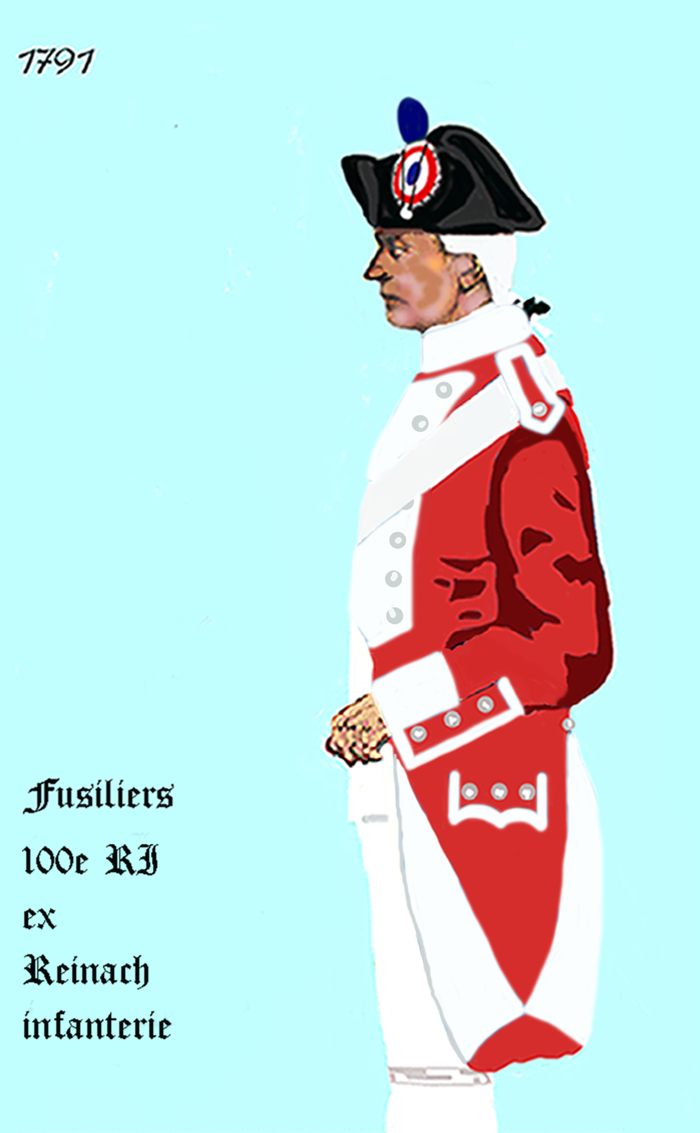
100e régiment d’infanterie de ligne de 1791 à 1792

#### Autres régiments suisses
En dehors des capitulations (traité de recrutement), il existe un régiment suisse au service de la France. Il s'agit du Régiment de Karrer (puis Hallwyl) qui est affecté au "service de mer". C'est-à-dire que ses compagnies servent outre-mer. En 1752, de ses cinq compagnies, seule la colonelle est à Rochefort. Les autres sont aux Antilles ou en Louisiane.
Levé en 1719

→ 1763 Incorporé dans le régiment de Béarn (Régiment français)

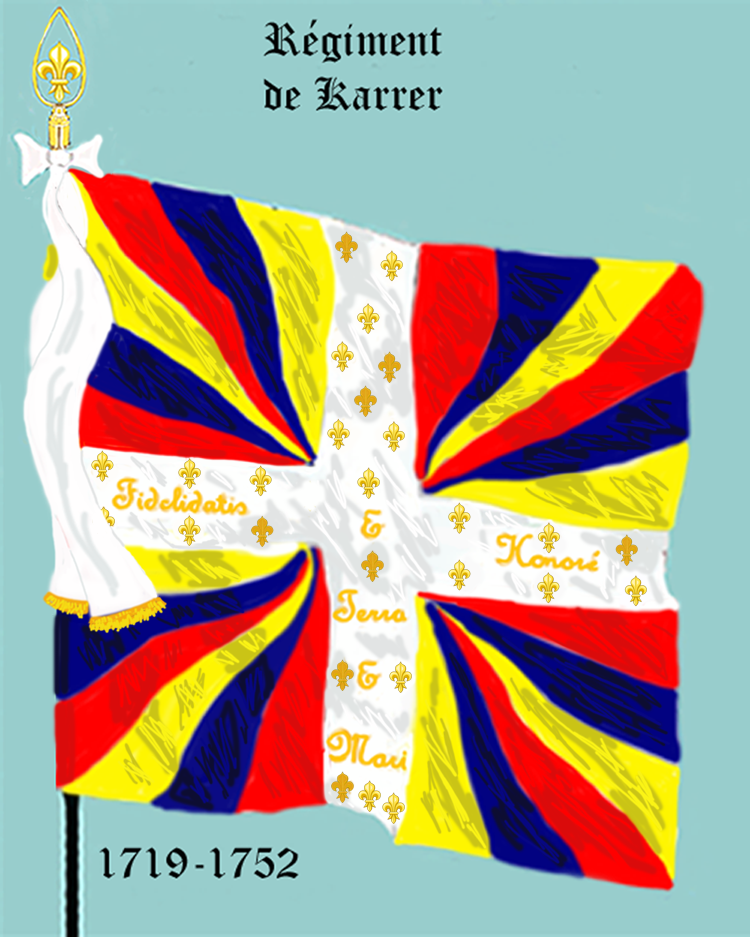
Karrer
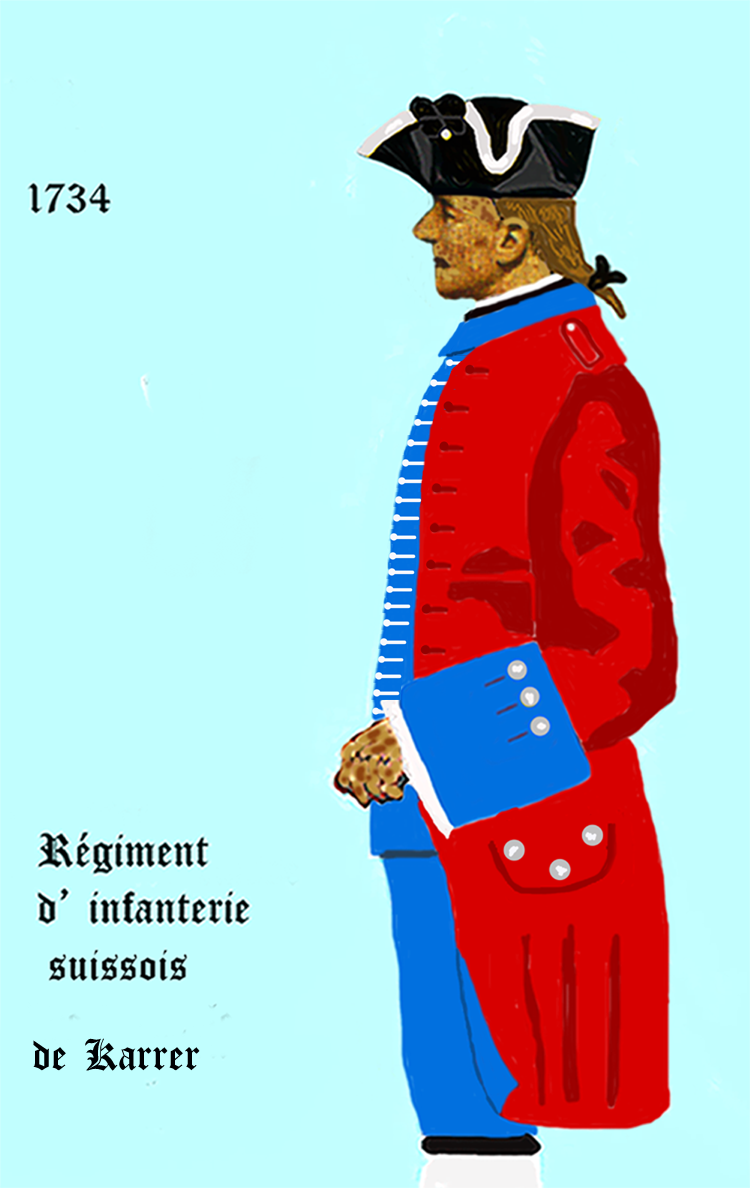
Karrer 1734
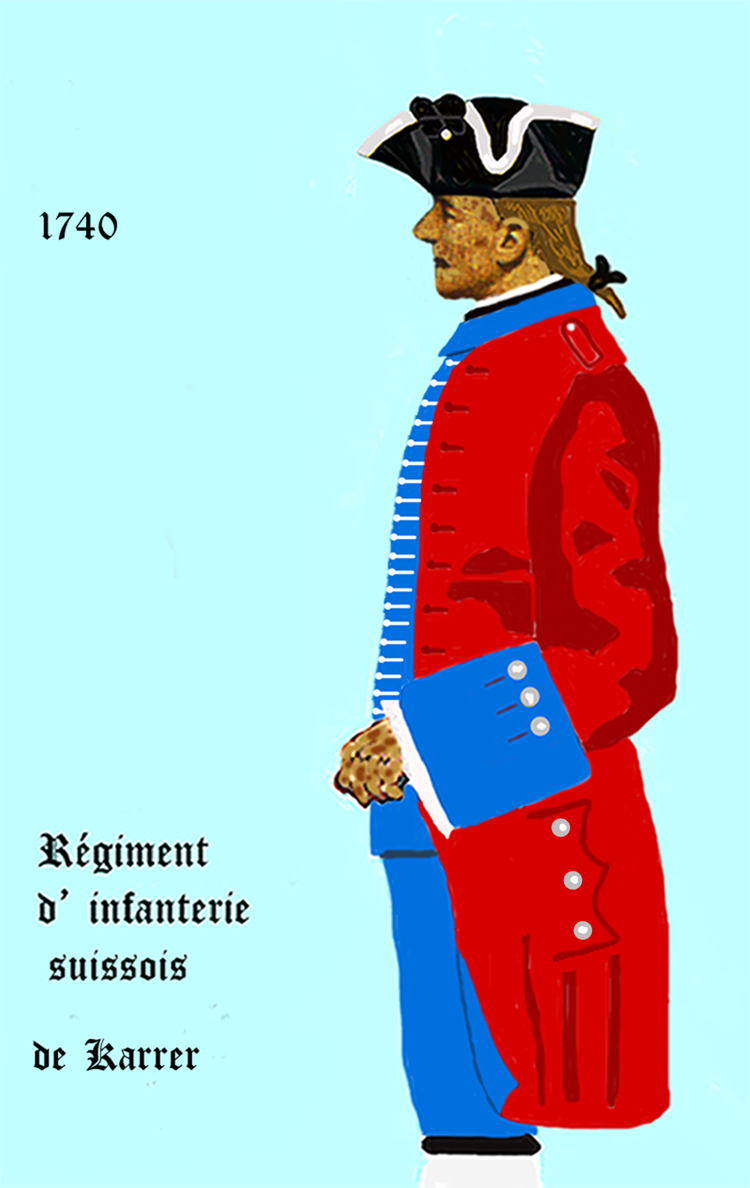
Karrer 1740

### Régiments irlandais

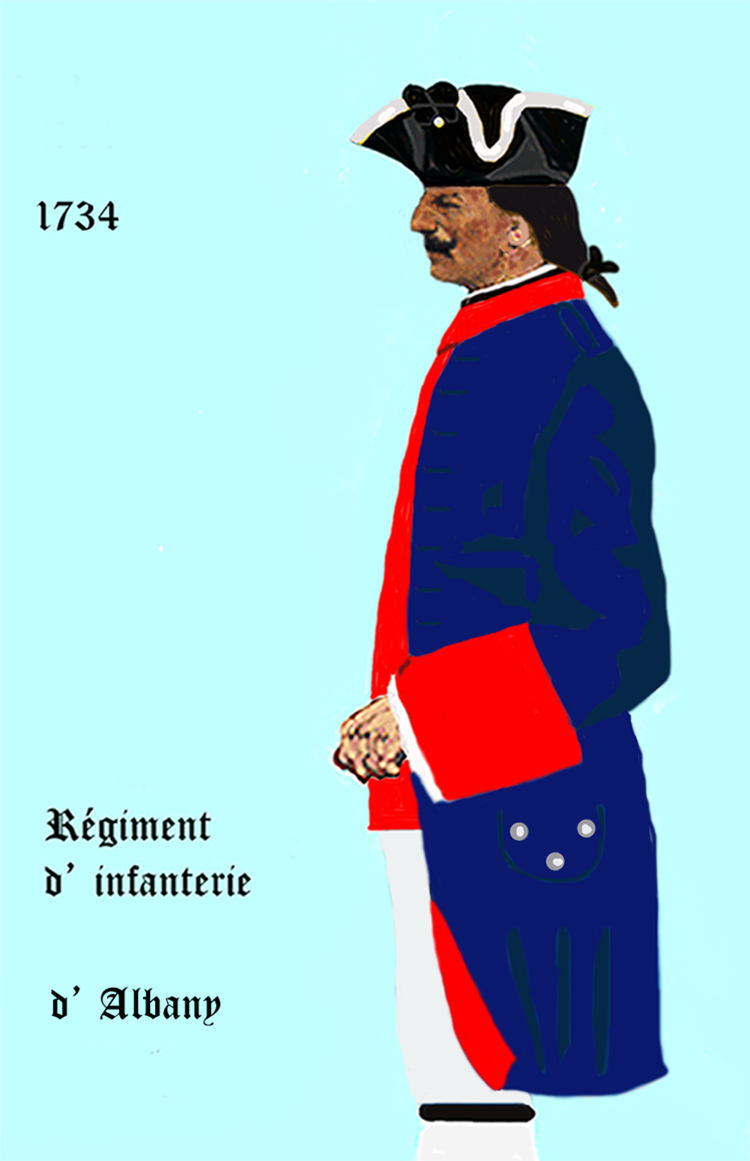
Régiment d’Albany d’infanterie de la liste de 1734
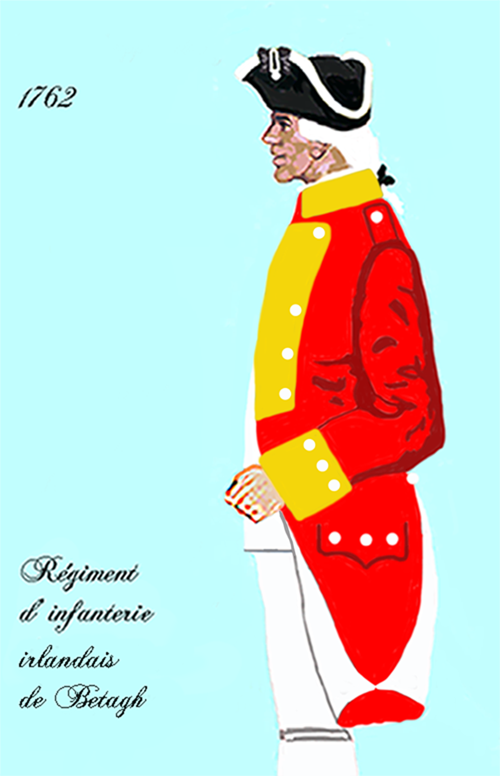
Régiment de Betagh d’infanterie de la liste de 1762

Régiment de Berwick

Levé en 1698

→ 1791: 88e régiment d’infanterie de ligne

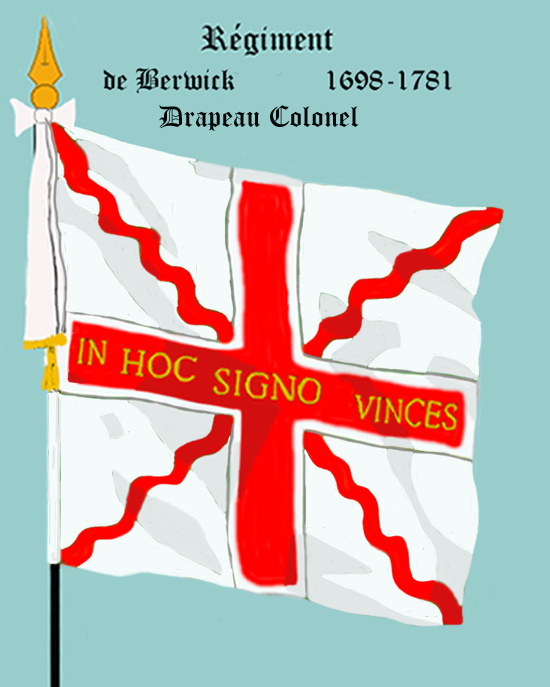
drapeau colonel de 1698
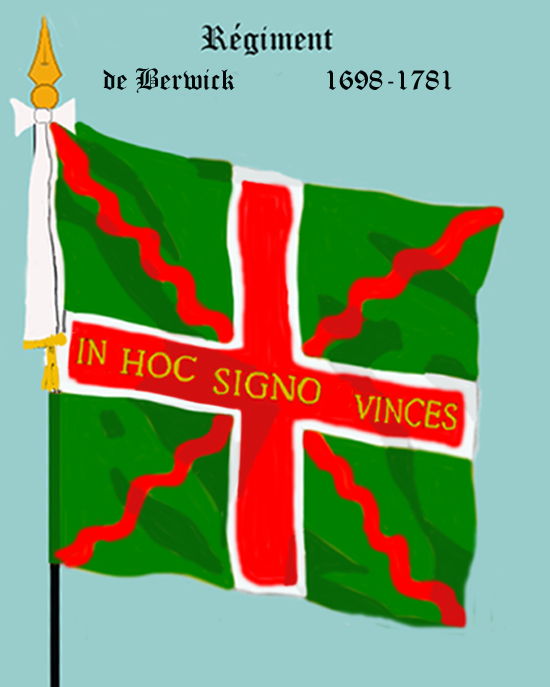
régiment de Berwick de 1698 à 1781
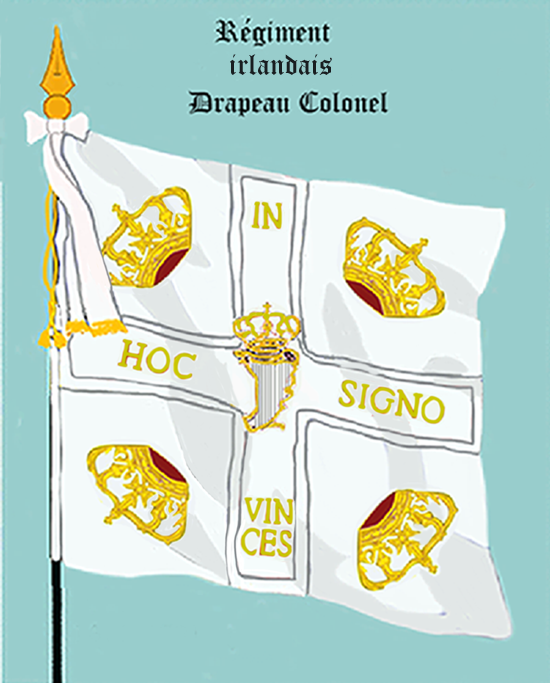
drapeau colonel de 1781
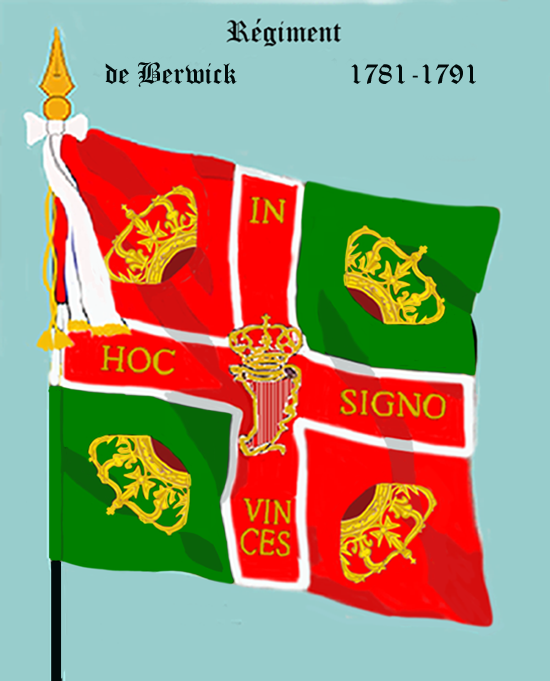
Berwick 1781
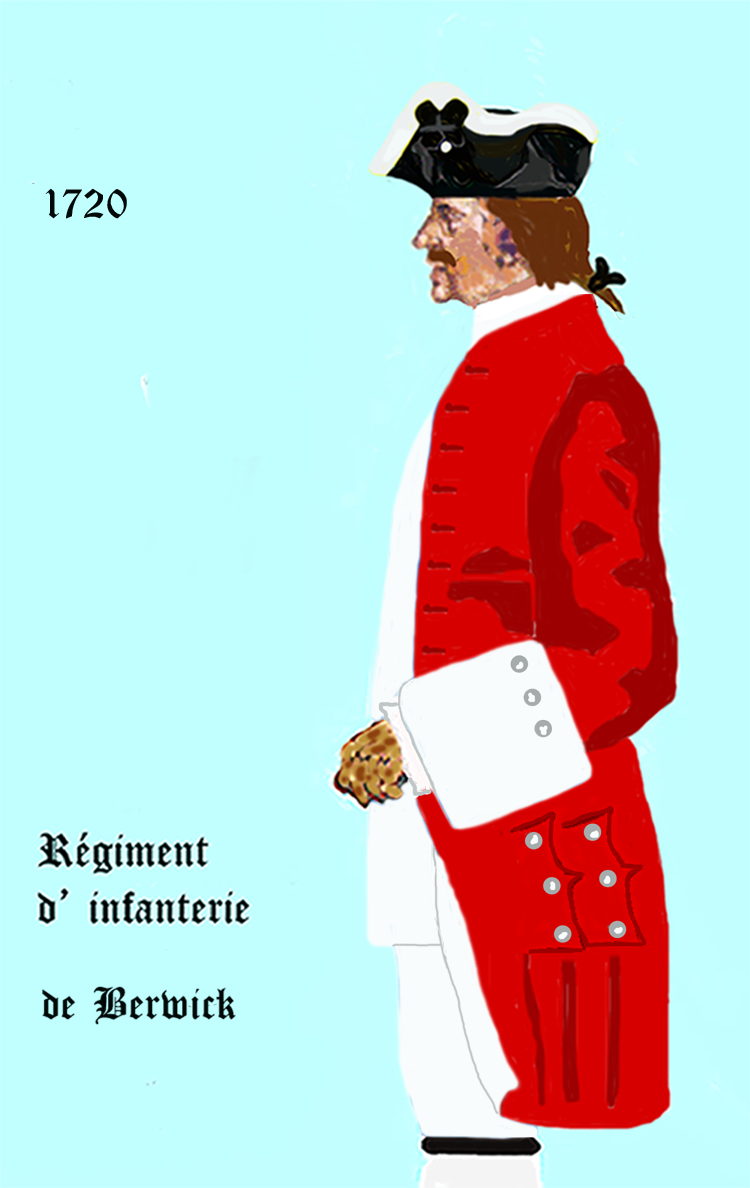
Berwick 1720
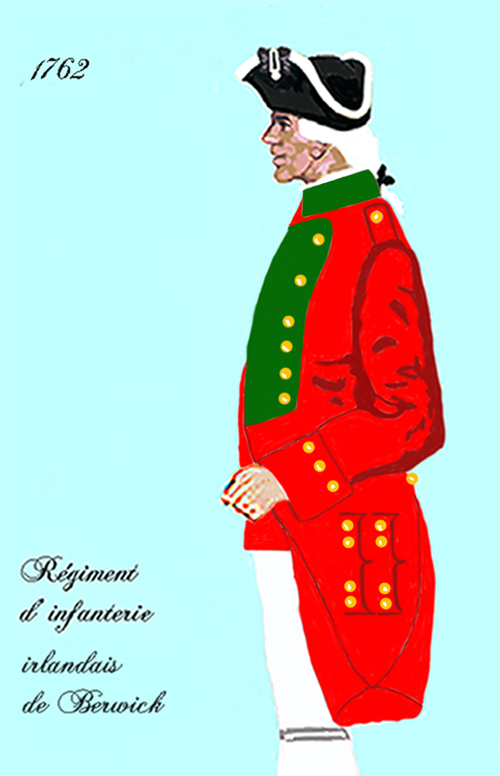
Berwick 1762
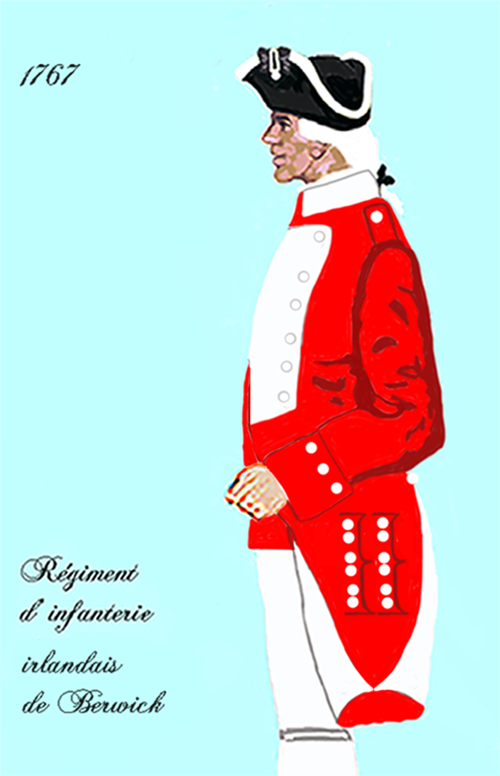
Berwick 1767
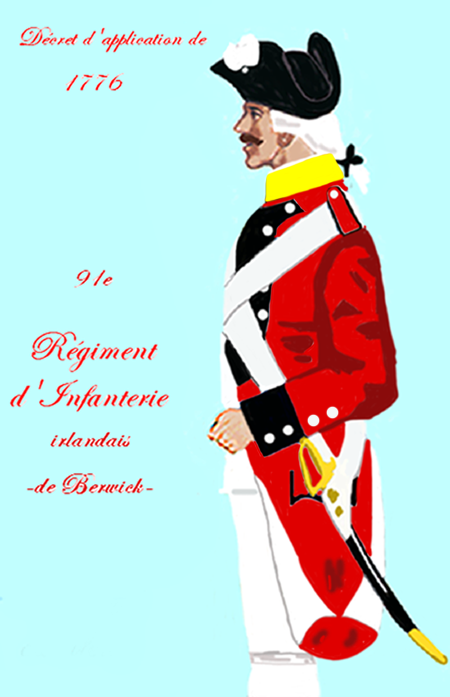
Berwick 1776

Régiment de Dillon

Levé en 1690

→ 1791: 87e régiment d’infanterie de ligne
- Dillon
- Dillon 1720
- Dillon 1734
- Dillon 1762
- Dillon 1791

Régiment d'O'Brien

Levé en 1689

→ 1691: Régiment de Clare

→ 1694: Régiment de Lee

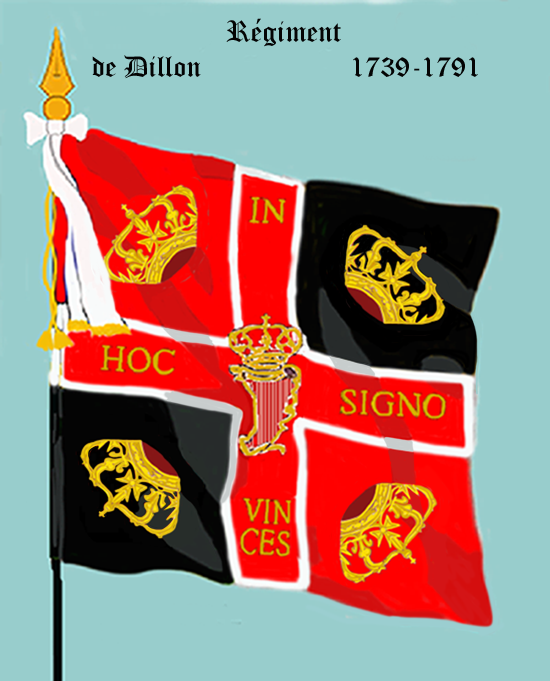
Dillon
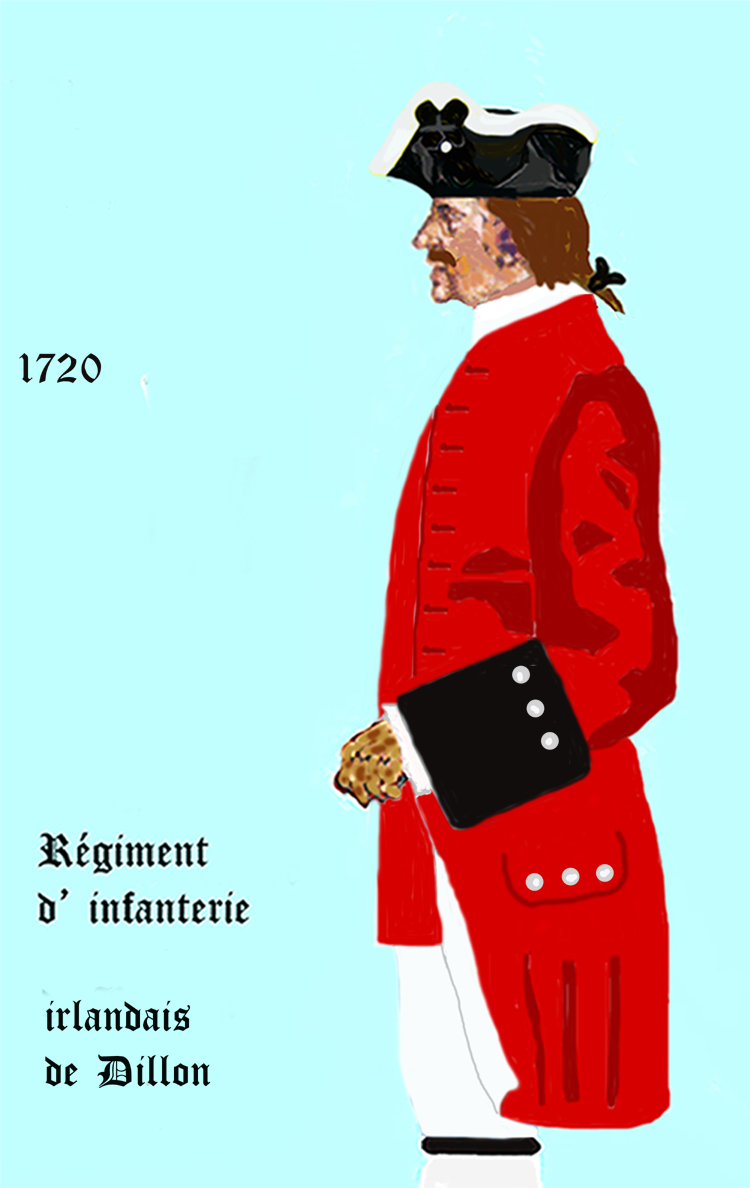
Dillon 1720
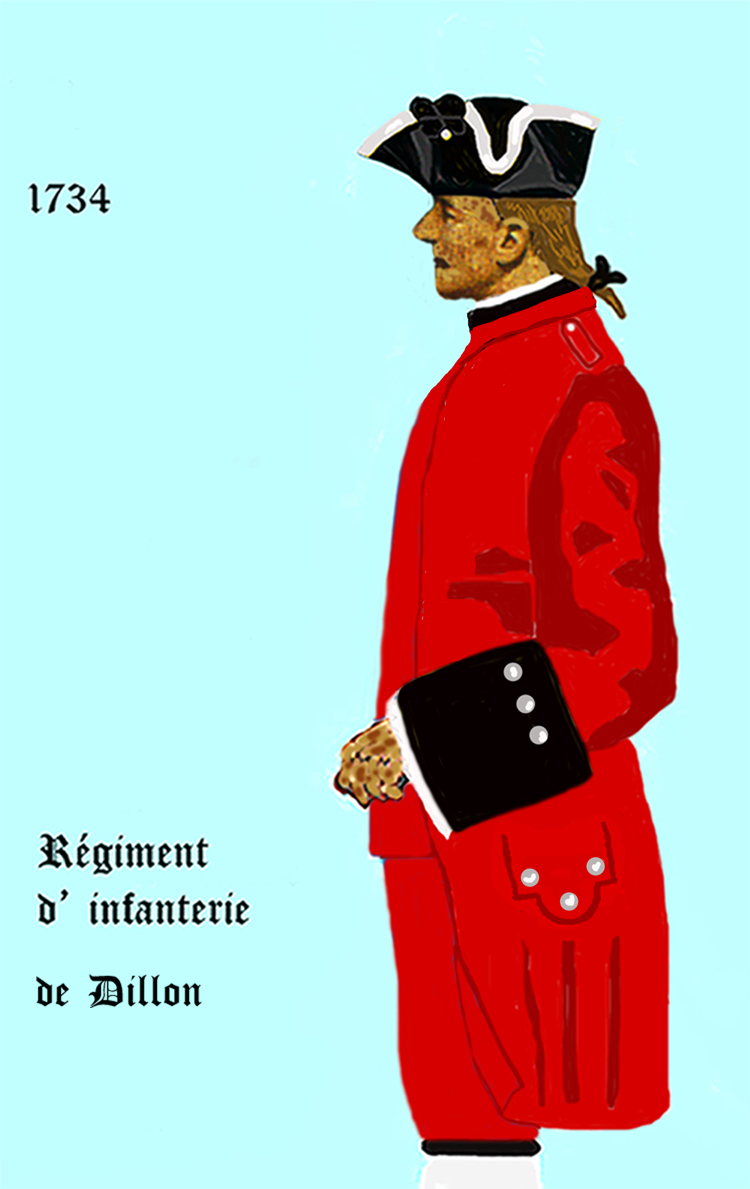
Dillon 1734
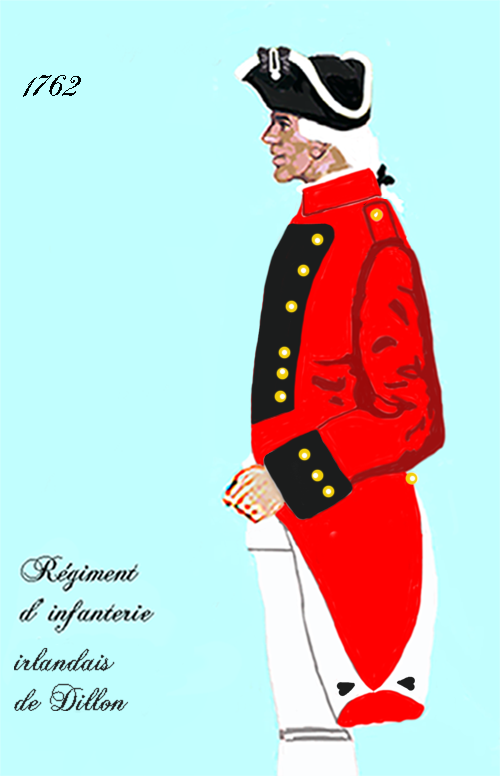
Dillon 1762
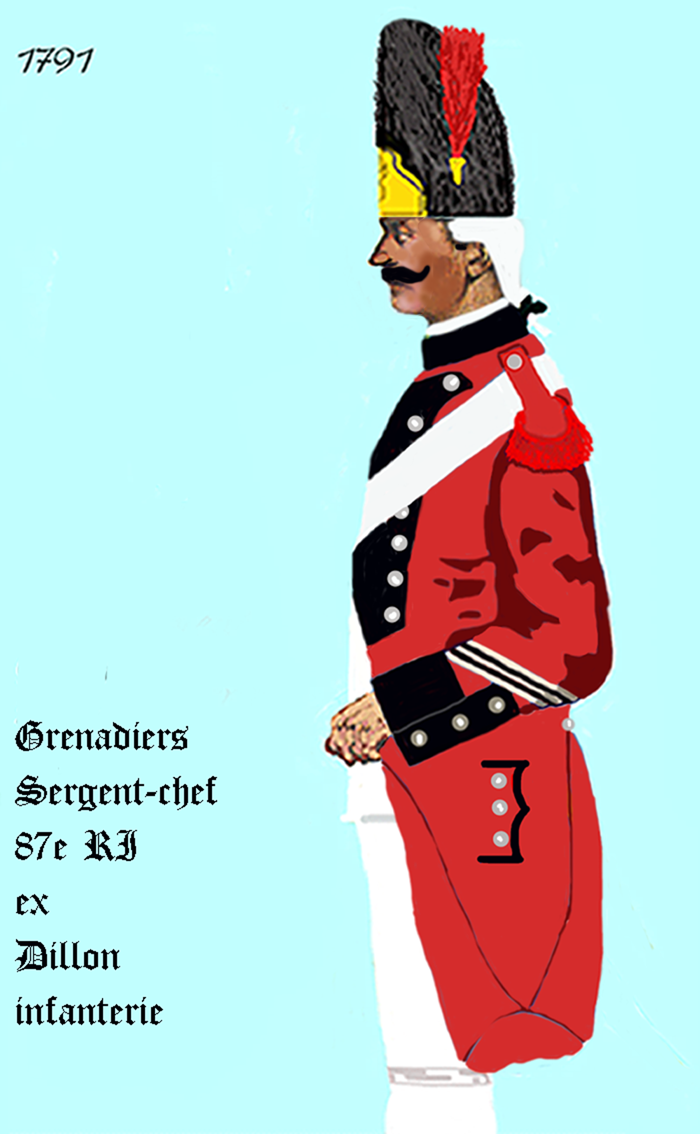
Dillon 1791

→ 1730: Régiment de Bulkeley 77e RI

→ 1775: Incorporé dans le Régiment de Dillon

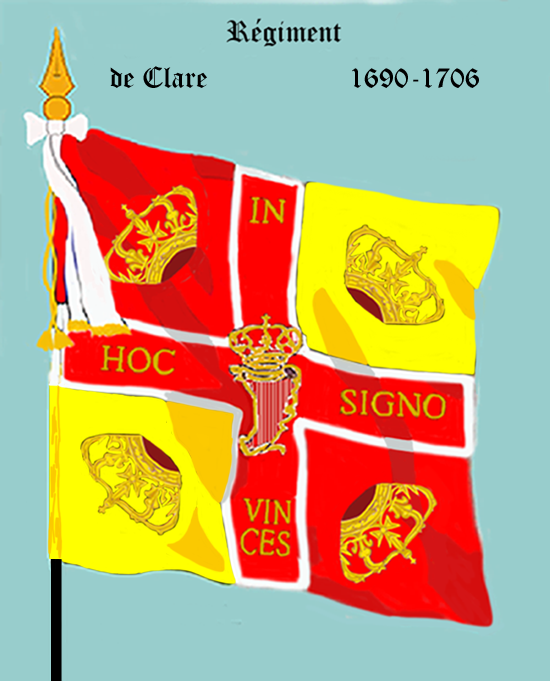
Rég O’Brien und alle Folgeverbände
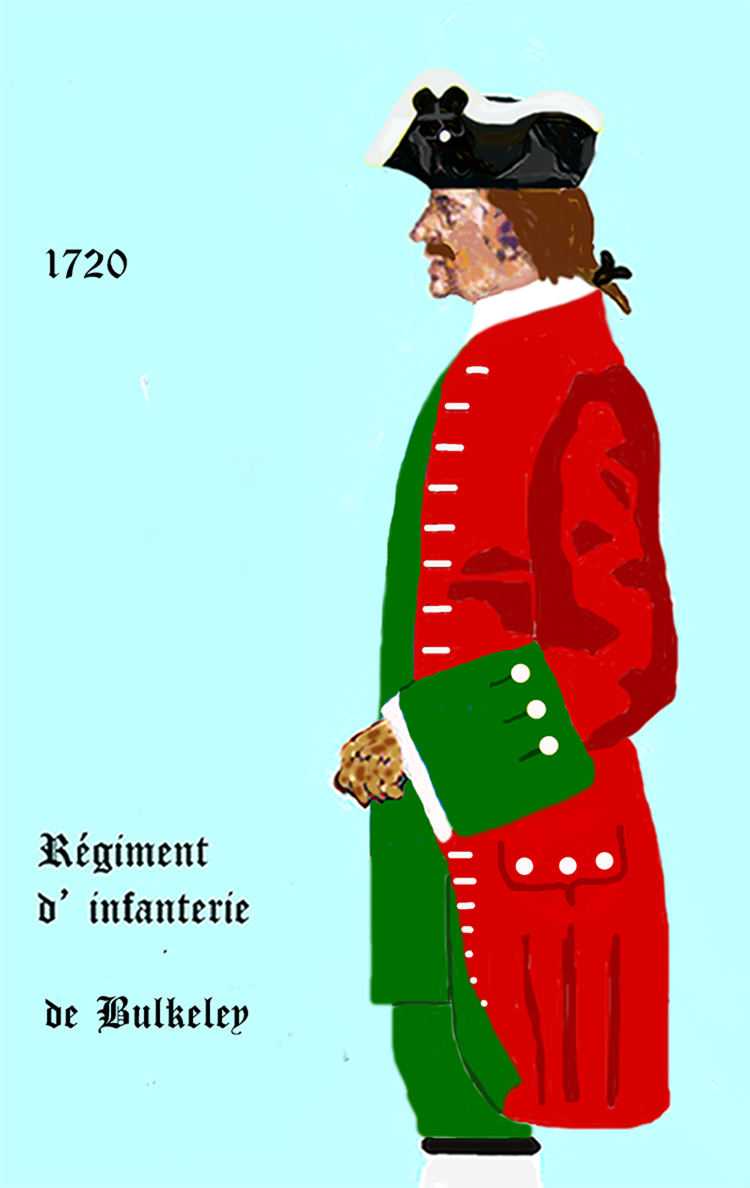
Bulkeley 1720
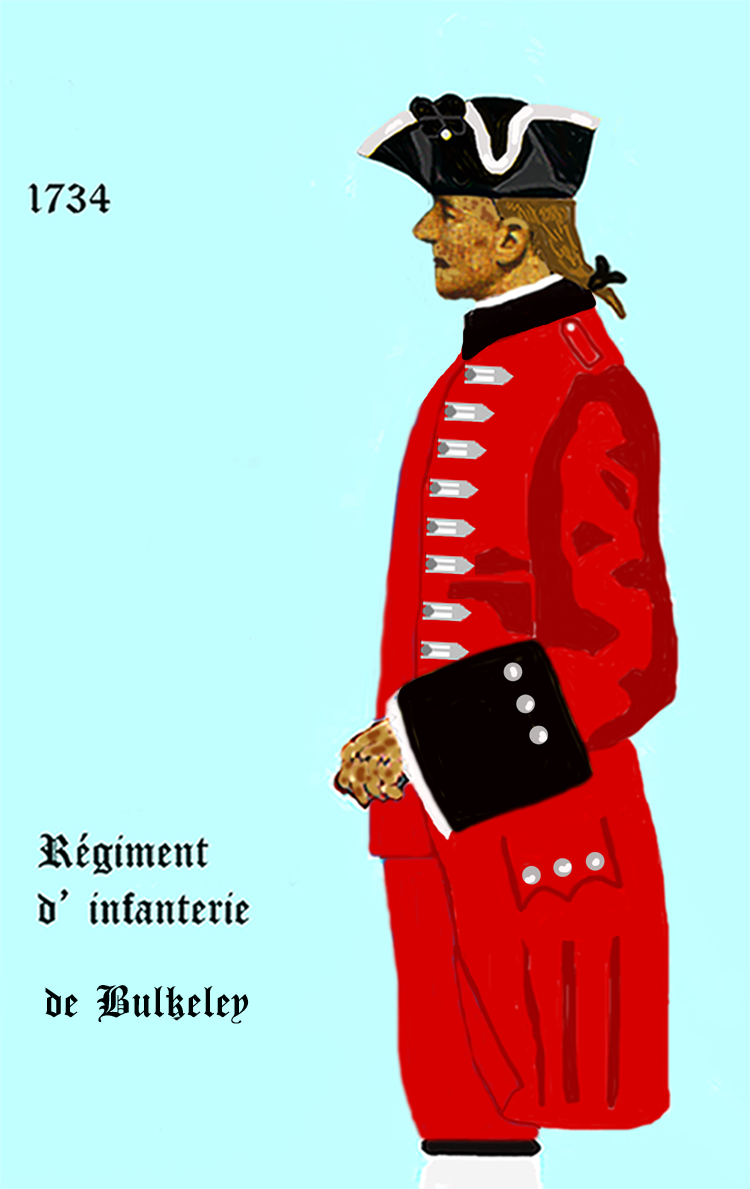
Bulkeley 1734
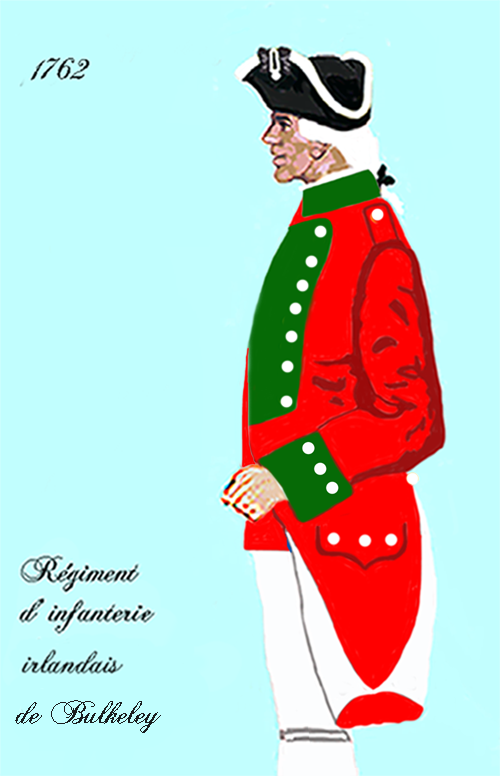
Bulkeley 1762

Régiment de Clare

Levé en 1696

→ 1706: Régiment d' O'Brien

→ 1720: Régiment de Clare 104e RI

→ 1775: Incorporé dans le Régiment de Berwick

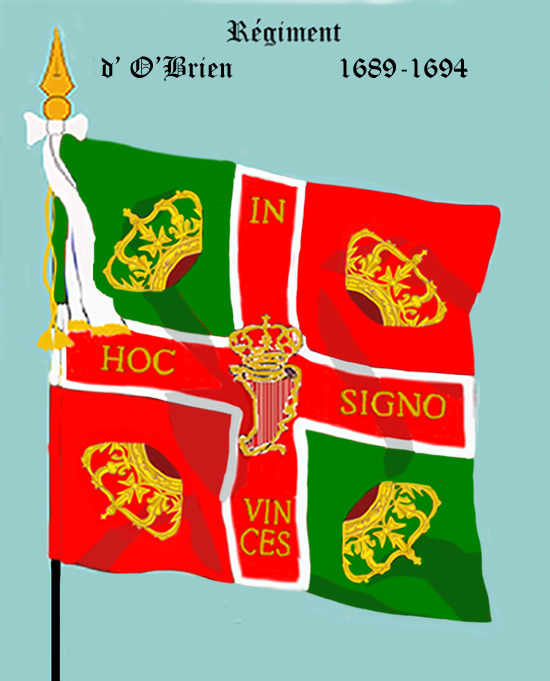
Rég d' O’Brien
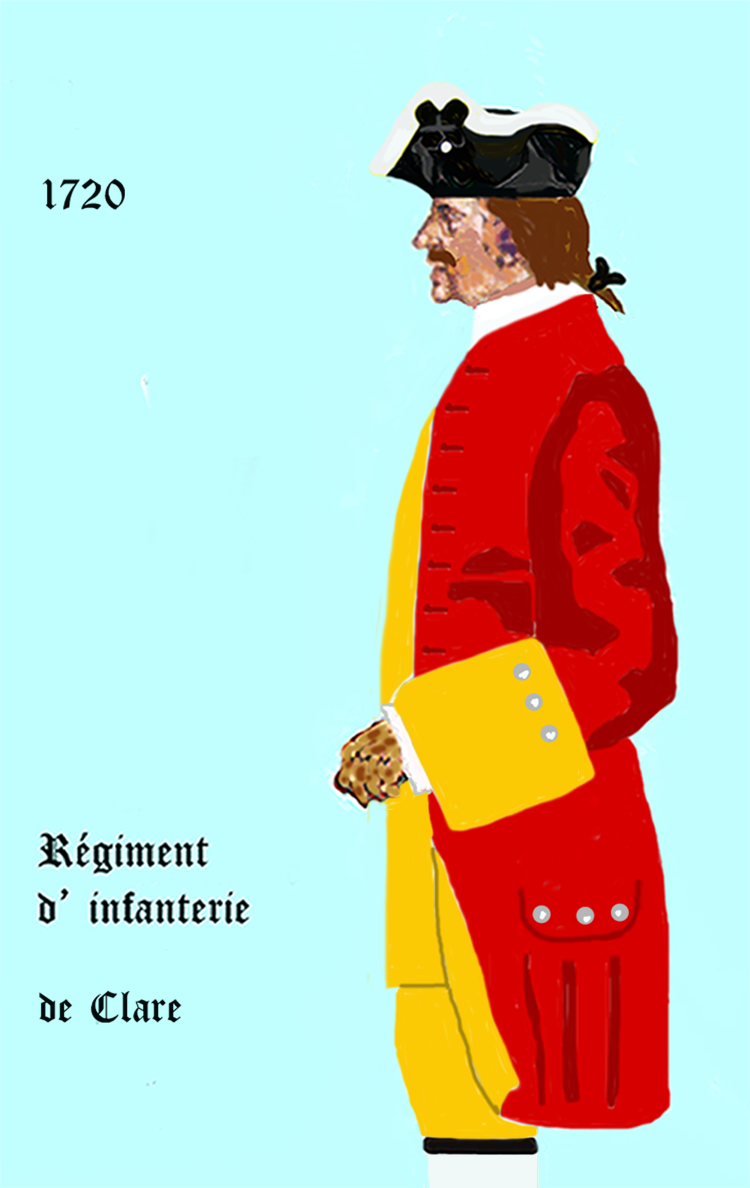
Rég Clare 1696 et 1720

Régiment de Dorrington

Levé en 1698

→ 1718: Régiment de Rooth

→ 1766: Régiment de Roscommon

→ 1770: Régiment de Walsh 95e RI

→ 1791: 92e régiment d’infanterie de ligne

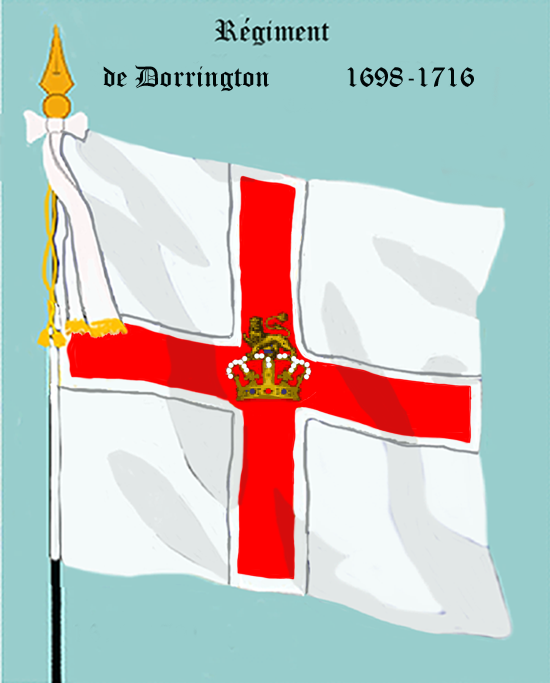
Rég de Dorrington à Rég de Walsh
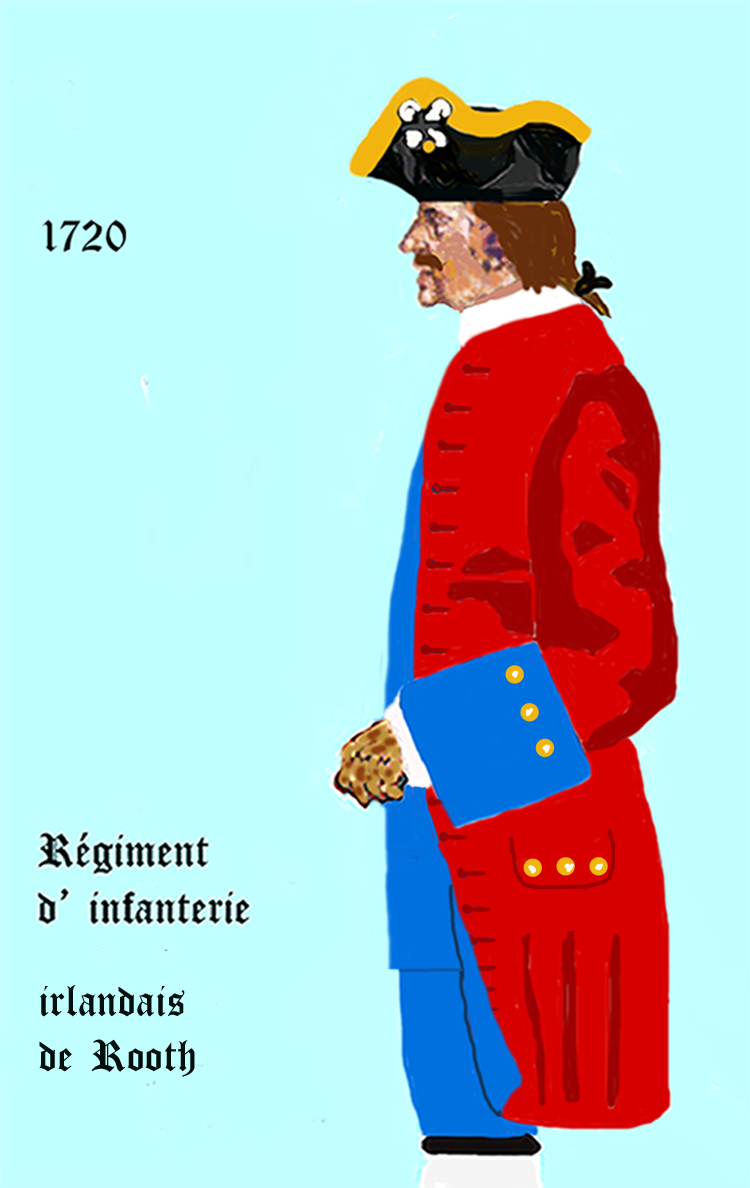
Rooth 1720
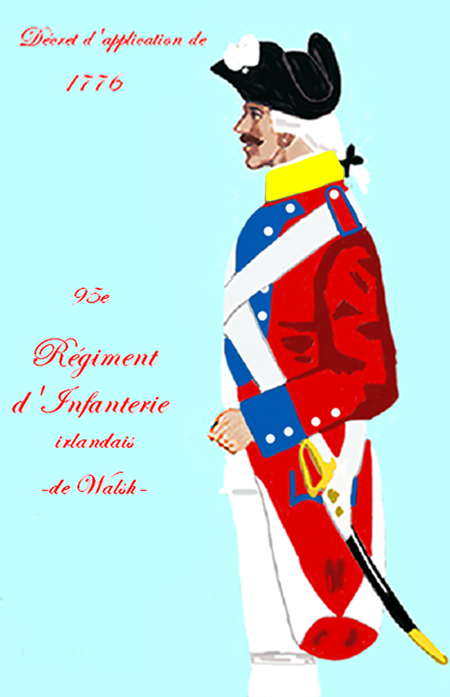
Walsh 1776

Régiment de Lally

Levé en 1744

→ 1762: Incorporé dans le Régiment de Dillon

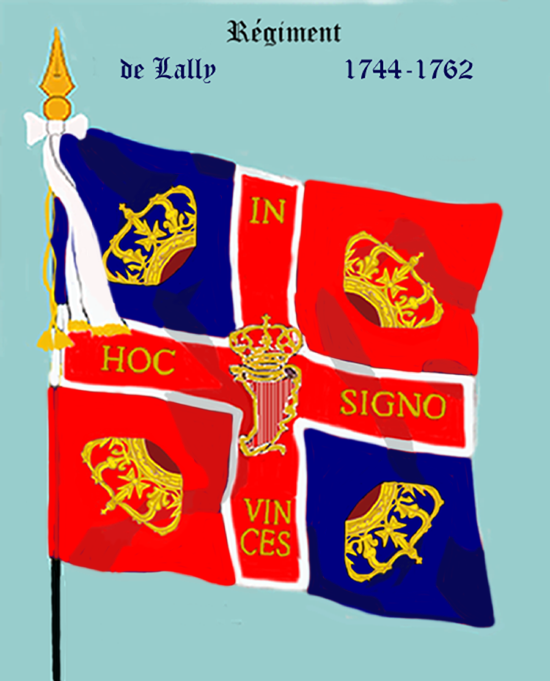
Rég de Lally
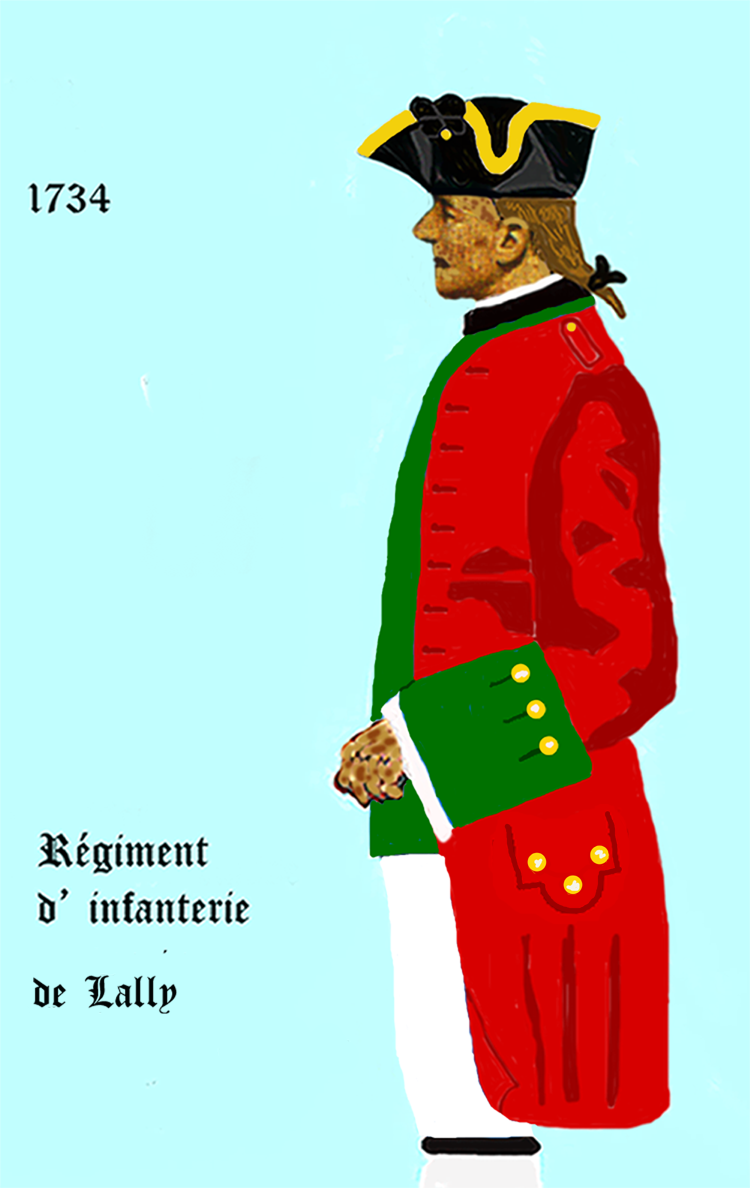
Rég de Lally 1744

Régiment d'Ogilvy

Levé en 1747

→ 1770: Incorporé dans le Régiment de Clare 104 RI

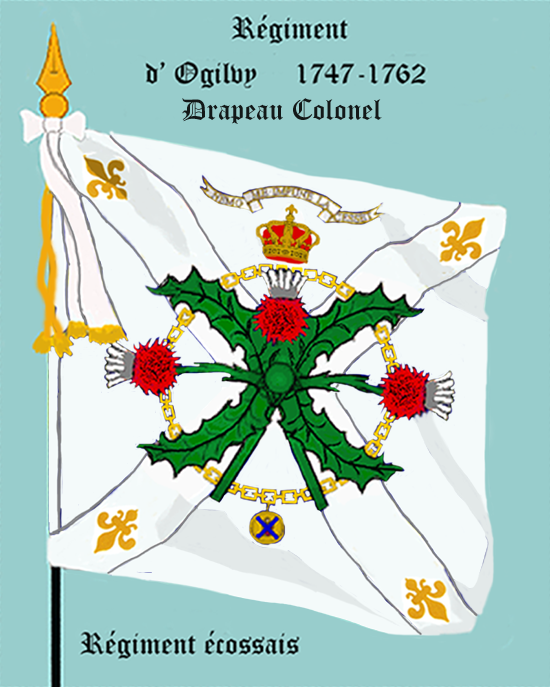
Ogilvy
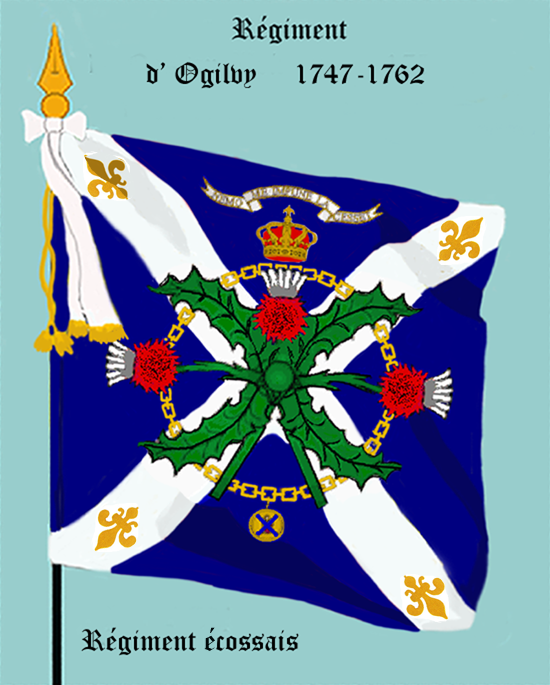
Ogilvy
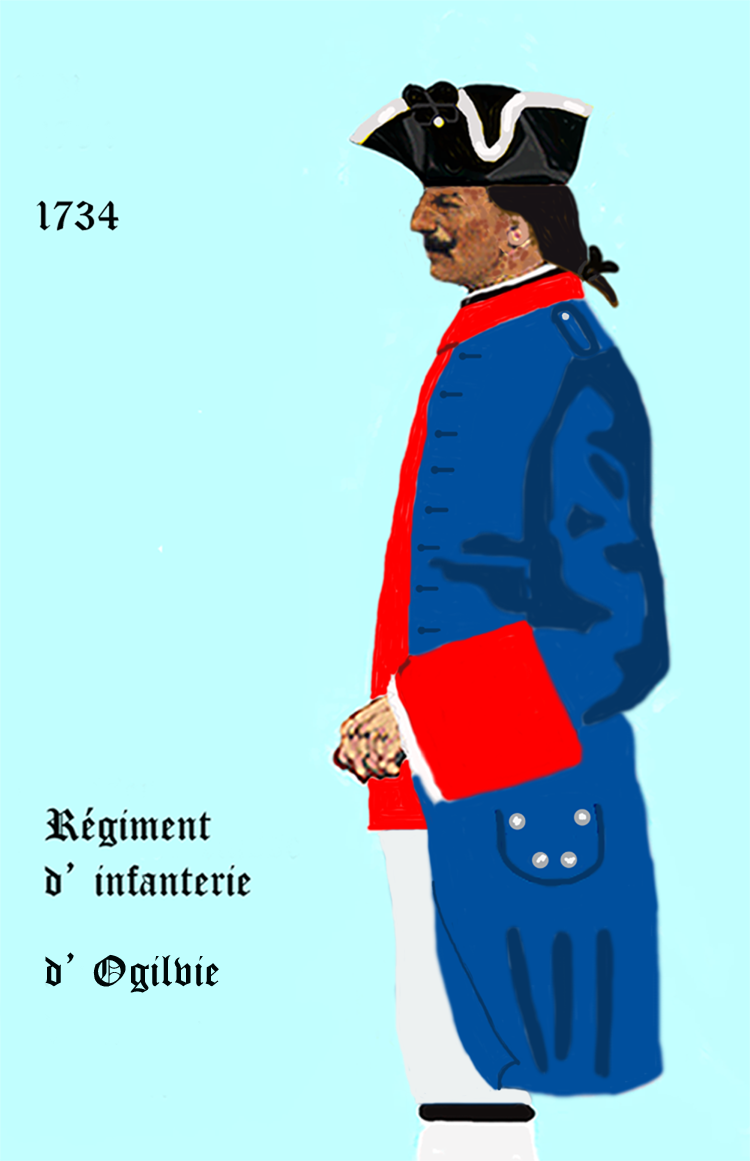
Ogilvy 1747

Autres
- Régiment d’Albany
137e régiment d’infanterie de la liste de 1734
- Régiment de Betagh
 78e régiment d’infanterie de la liste de 1762

### Régiments écossais
Régiment Royal-Écossais

Levé en 1744

→ 1762: Incorporé dans le Régiment de Bulkeley 77e RI

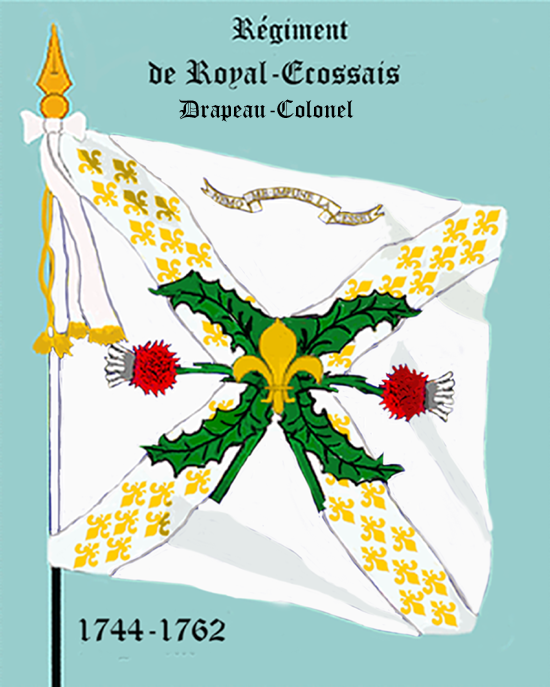
Royal Écossais - Drapeau Colonel
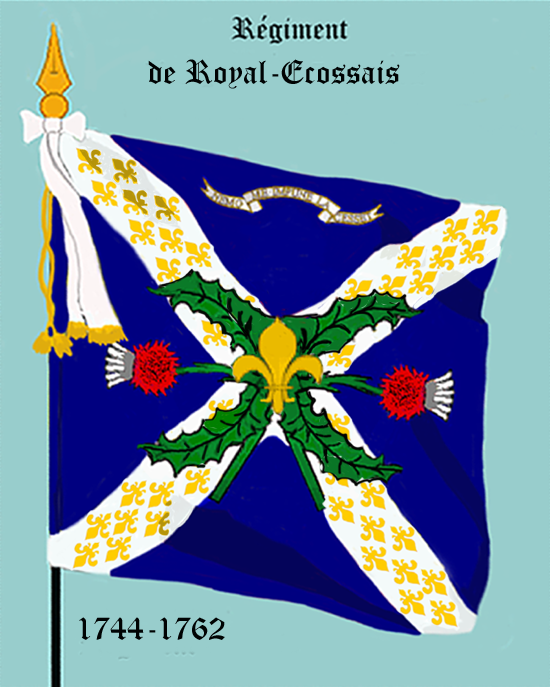
Royal Écossais
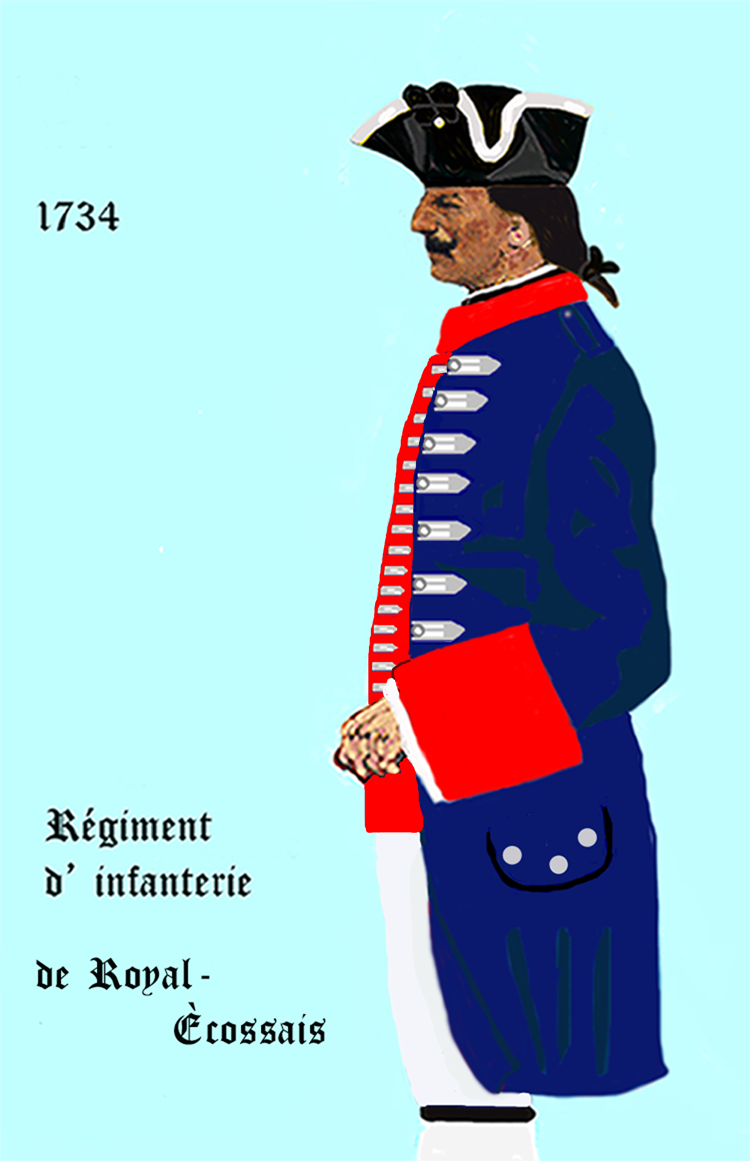
Royal Écossais 1743/44 - 1757

### Régiments allemands
Régiment de Leisler

Création 1690

→ 1694: Régiment de Sparre
→ 1714: Régiment de Lenck 

→ 1734: Régiment d’Appelgrehn 105e RI

→ 1742: Régiment Royal-Suédois

→ 1791: 89e régiment d’infanterie de ligne

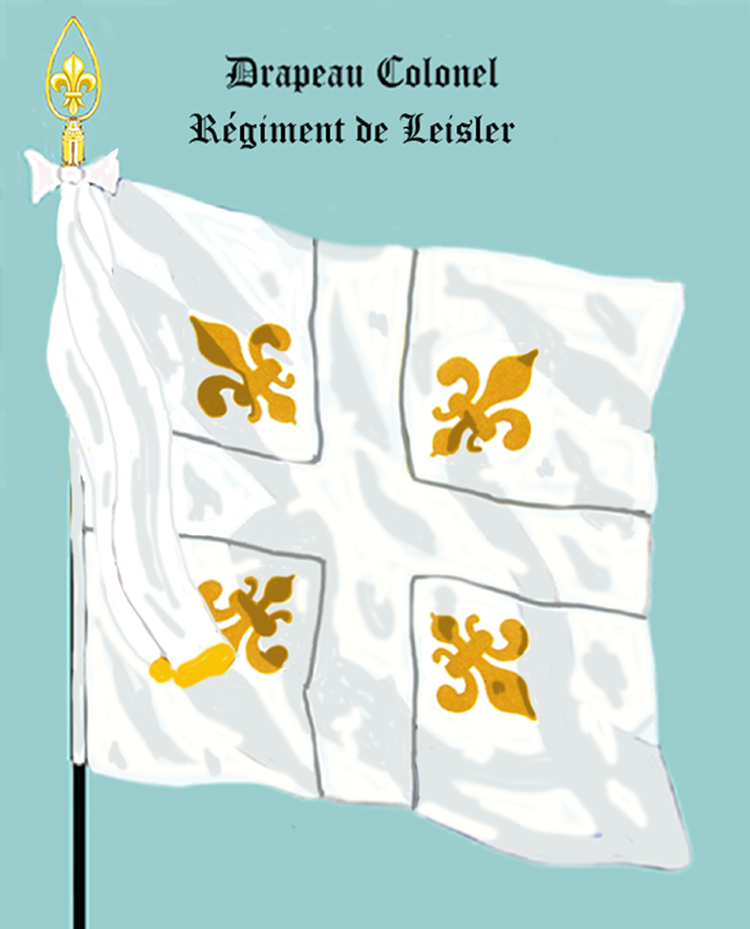
drapeau colonel
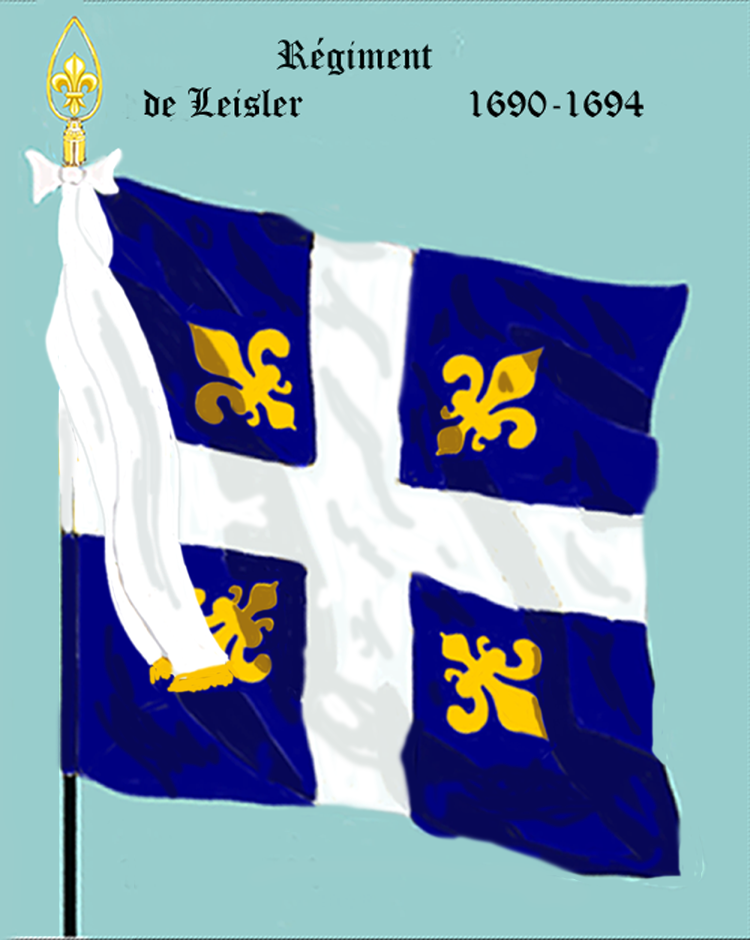
Rég Leisler, Sparre, Lenck et Appelgrehn
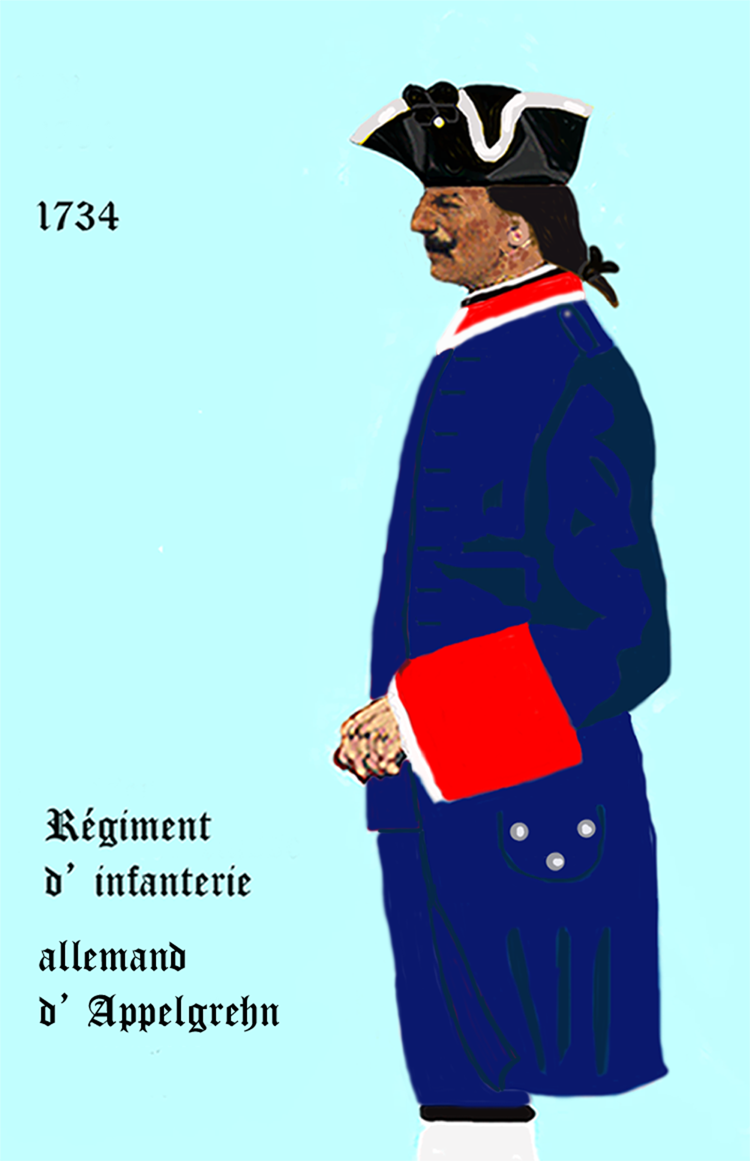
Appelgrehn
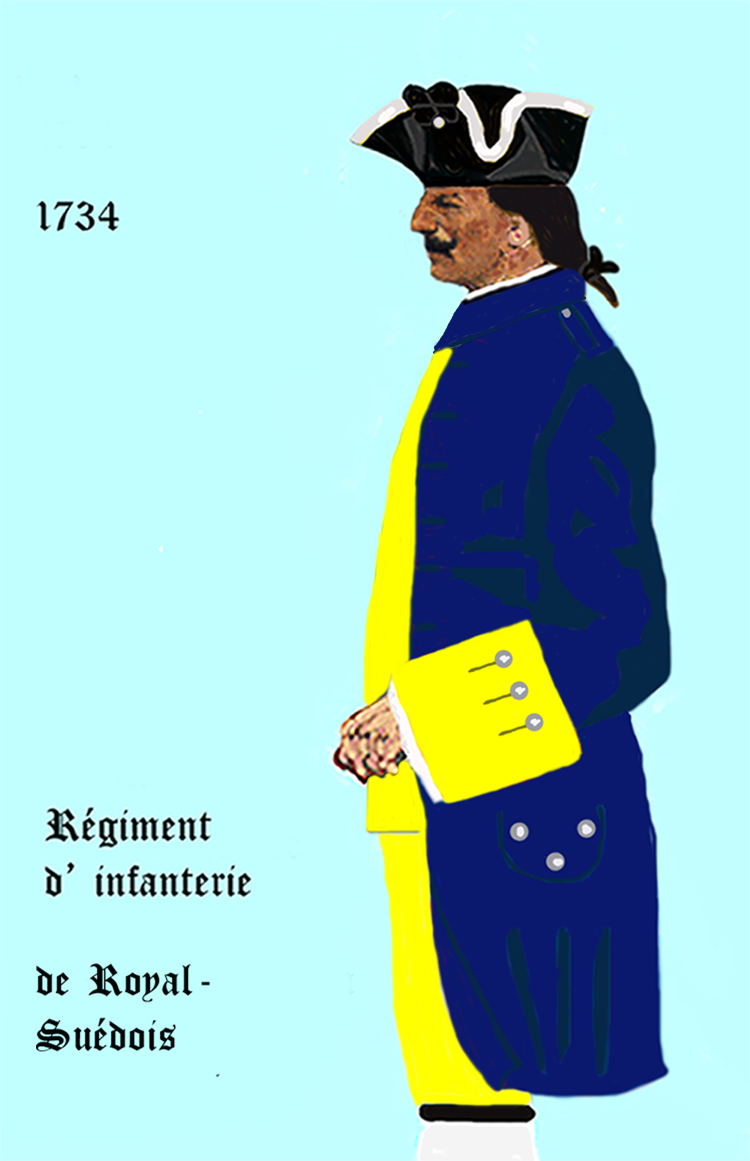
Royal Suédois
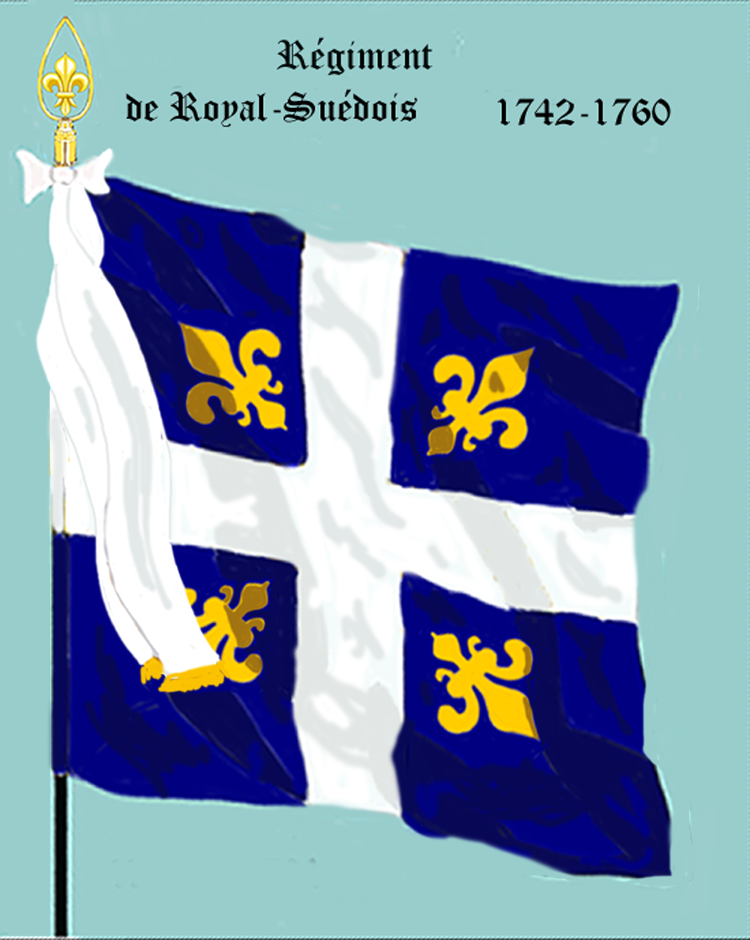
Royal-Suédois de 1742 à 1760
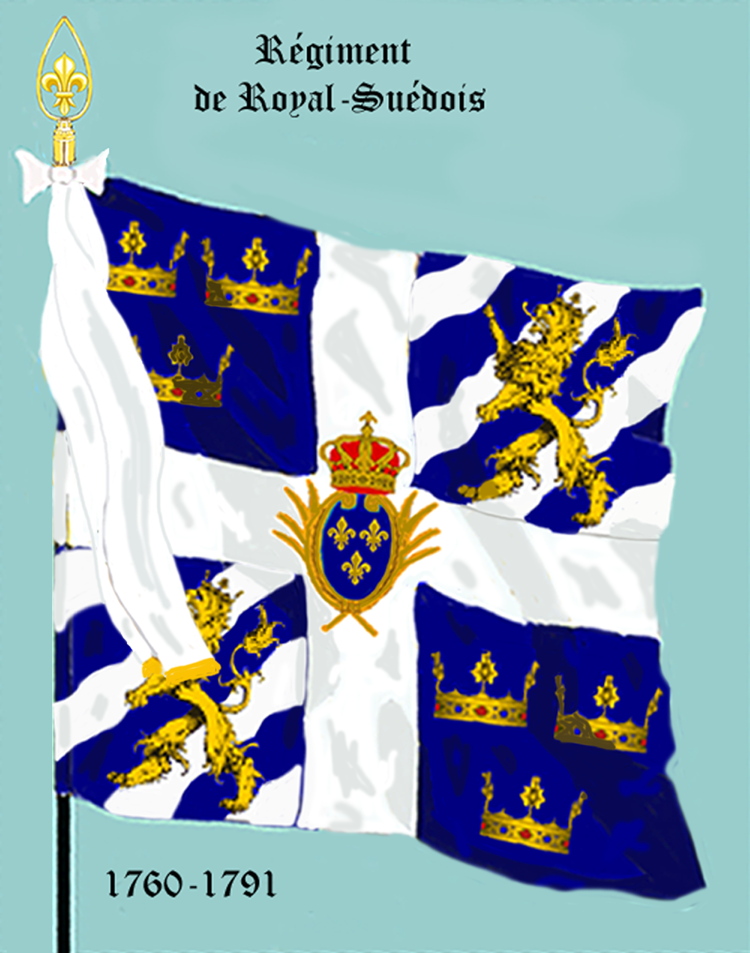
Royal Suédois de 1760 à 1791
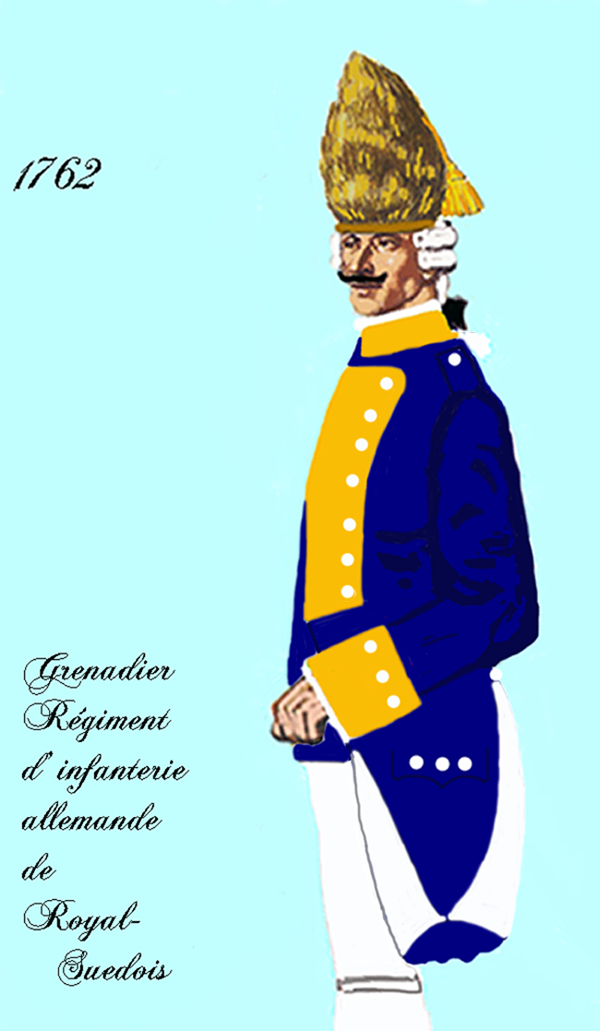
Royal Suédois

Régiment d’Alsace 36e RI

Création 1656

→ 1791: 53e régiment d’infanterie de ligne

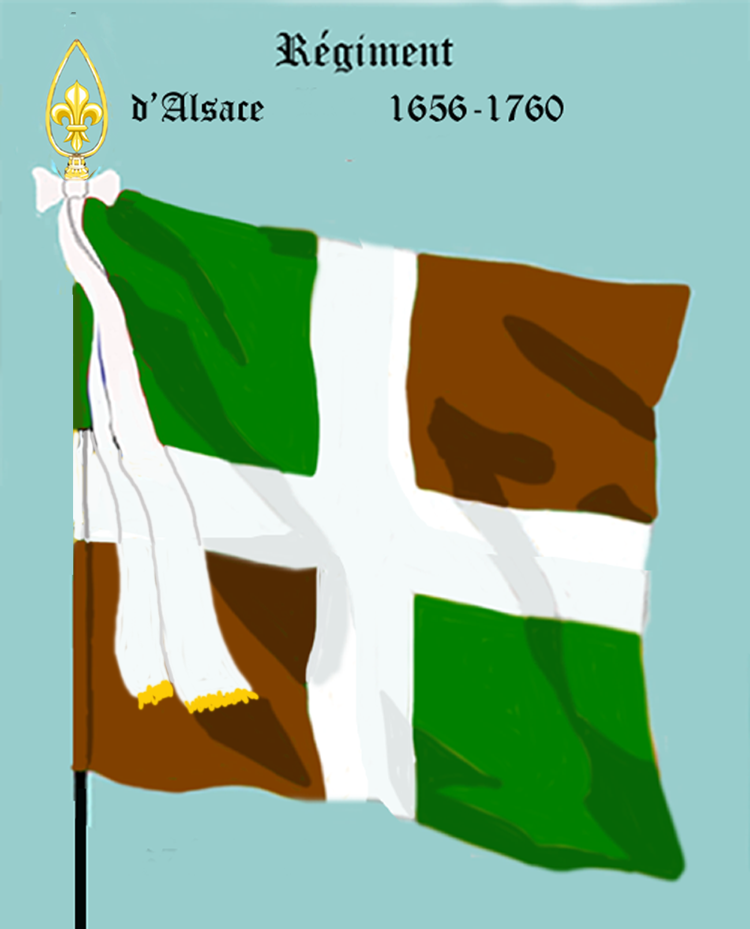
Alsace 1656-1760
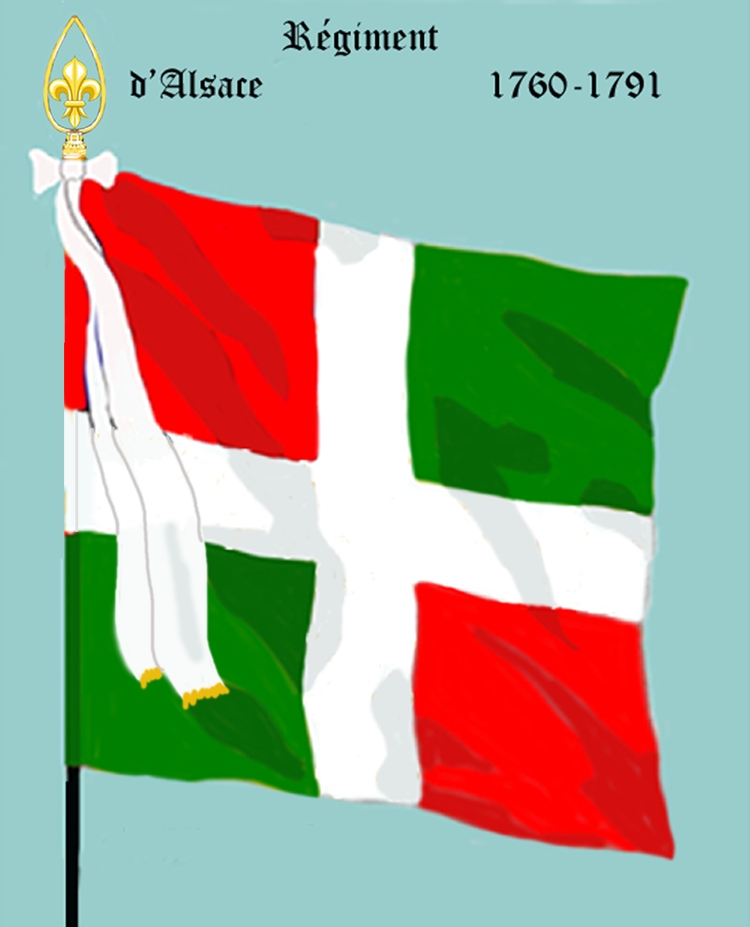
lsace 1760-1790
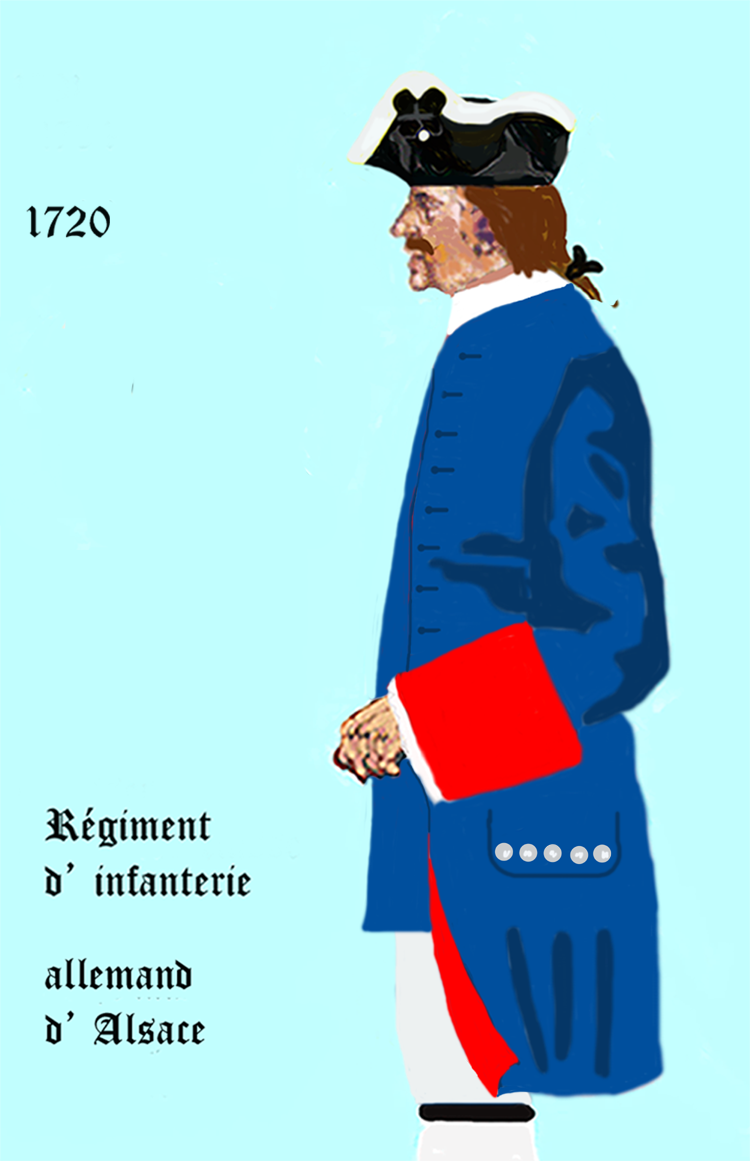
Alsace 1720
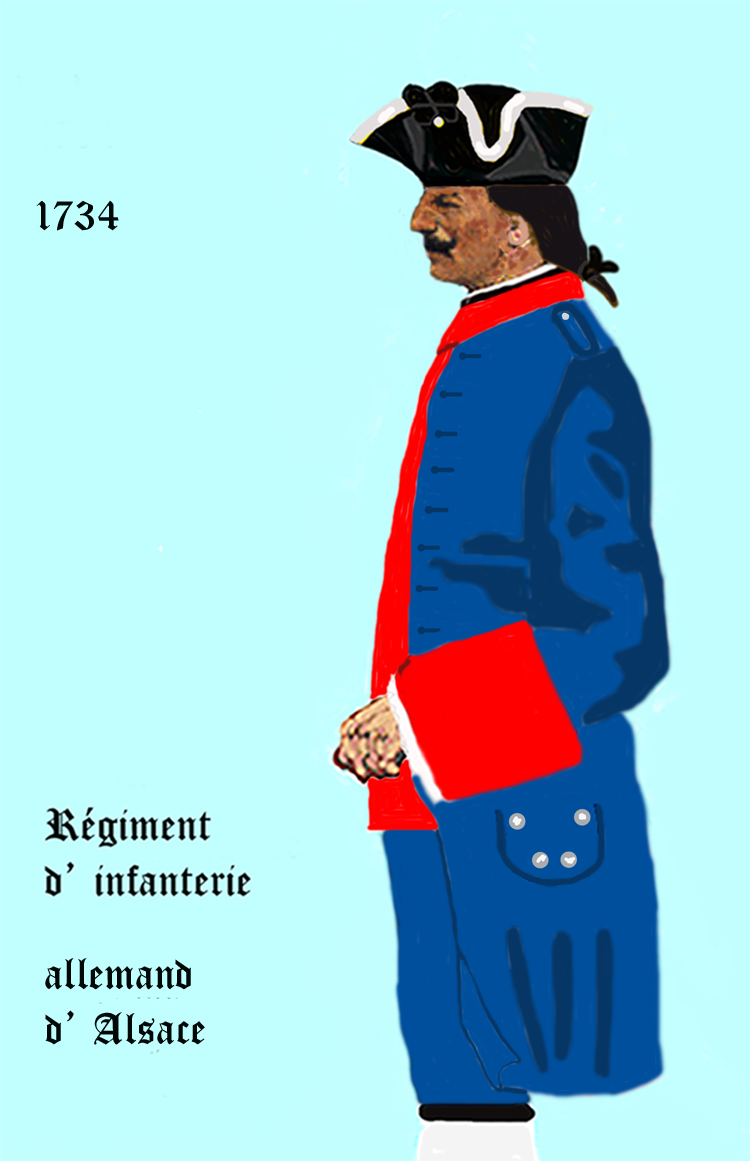
Alsace 1734
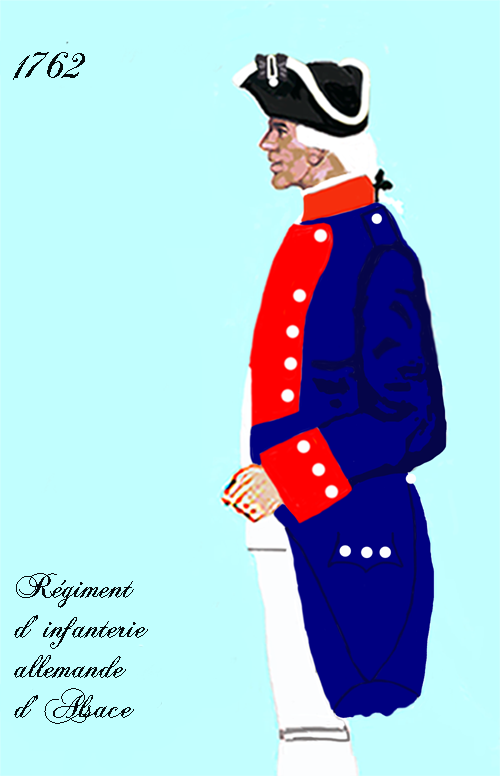
Alsace 1762-1767
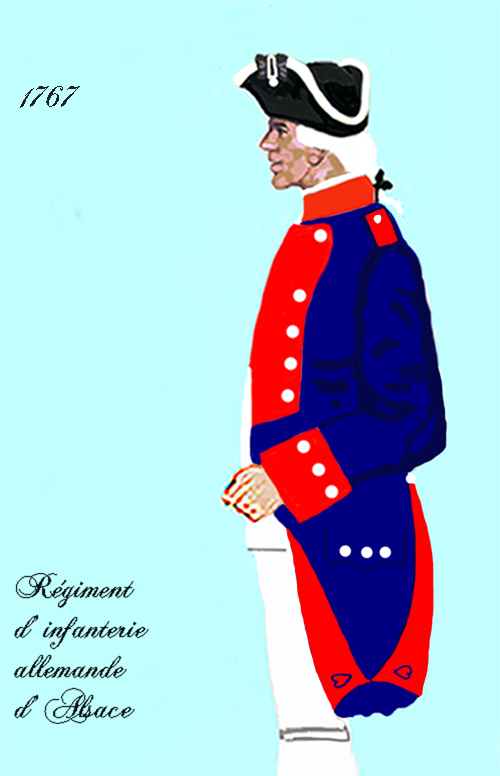
Alsace 1767-1776
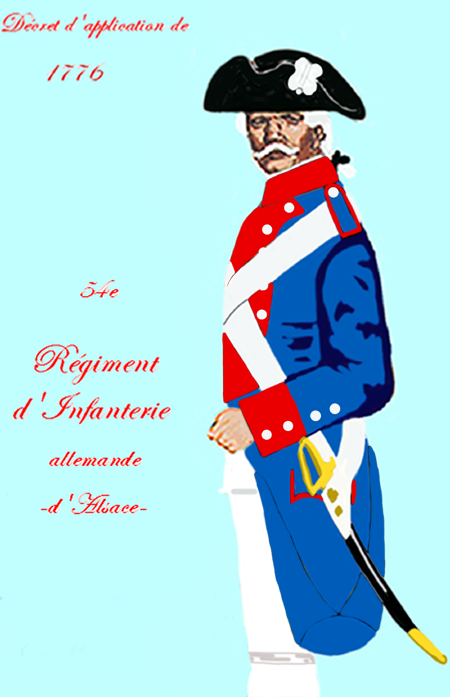
Alsace 1776-1791

Régiment de Lowendahl

Création 1743

→ 1760: Incorporé dans le Régiment d’Anhalt 46e RI

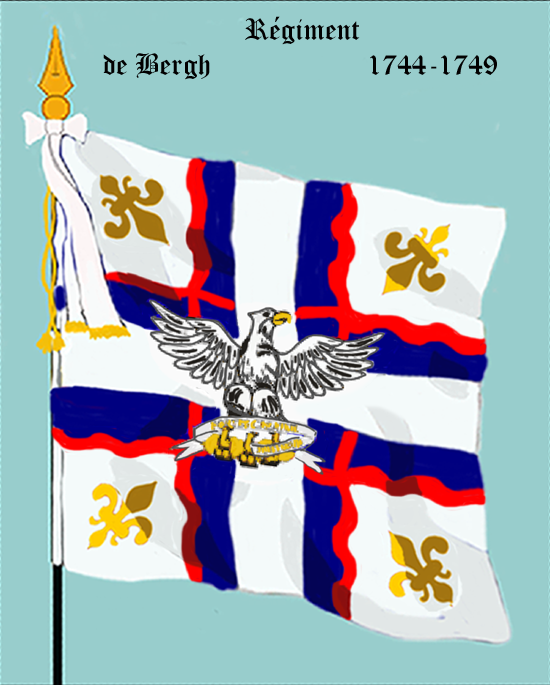
Rég de Bergh
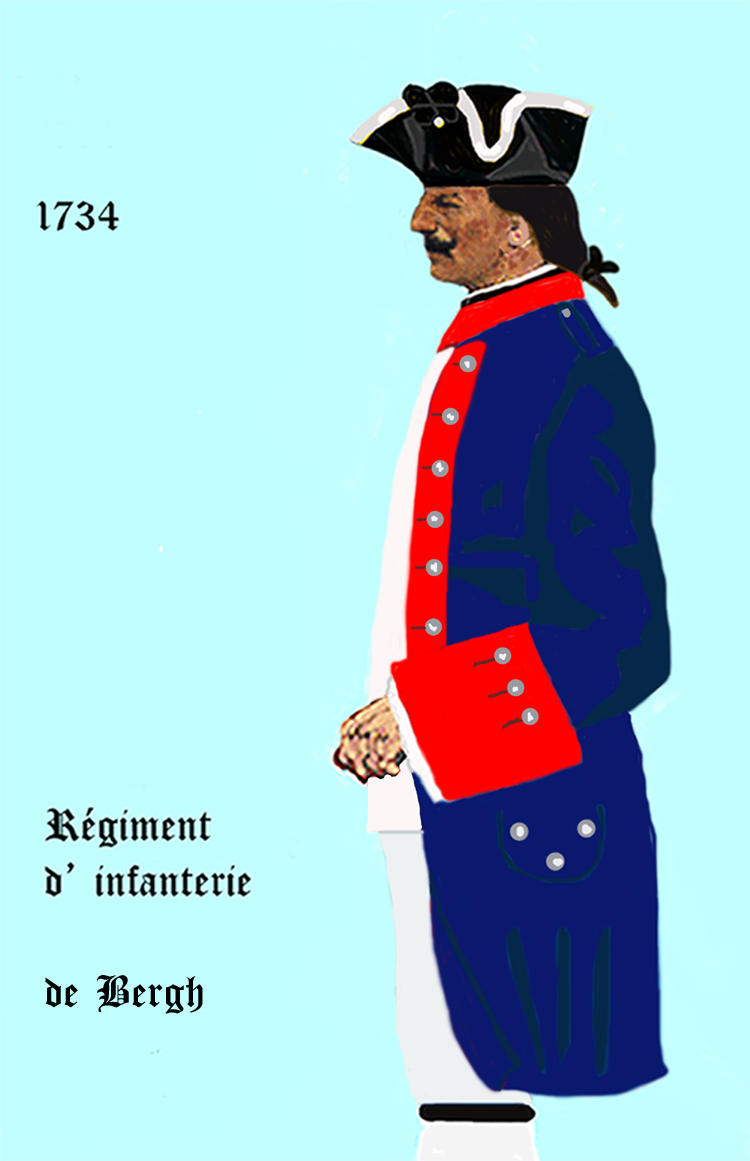
Rég de Bergh

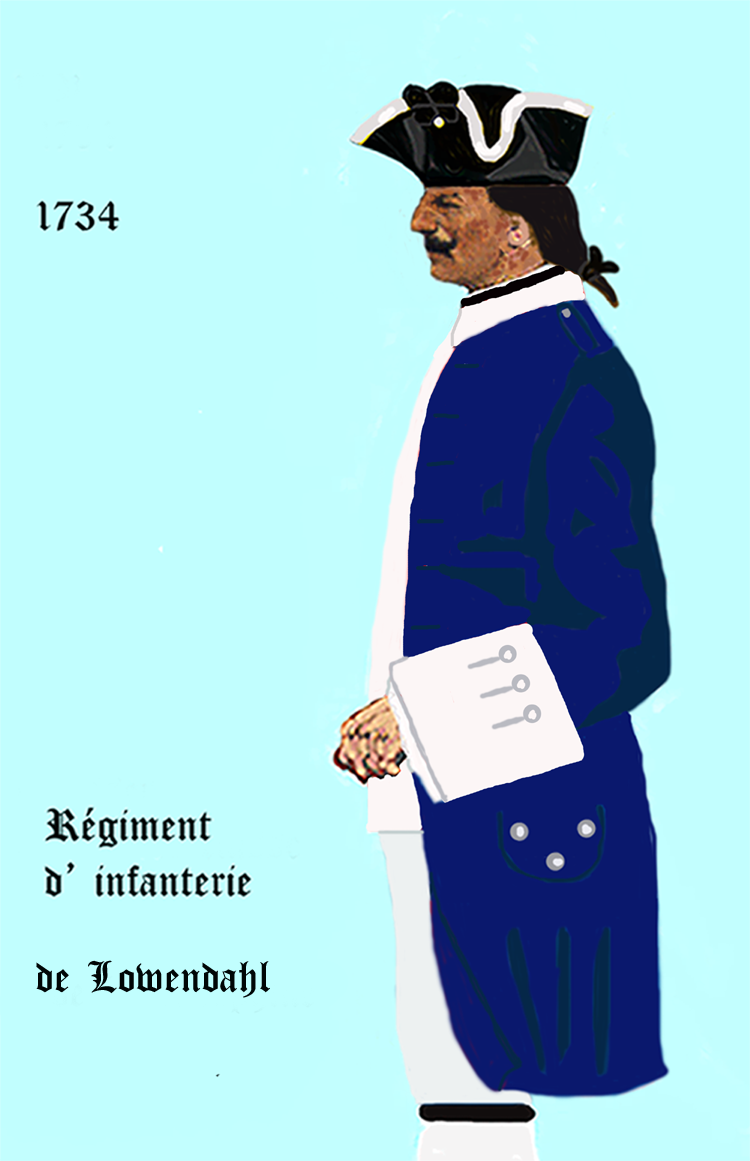
Rgt de Lowendahl

Régiment de Fürstenberg

Création 1668

→ 1686: Régiment de Greder

→ 1716: Régiment de Sparre

→ 1720: Régiment de Saxe 45e RI

→ 1751: Régiment de Bentheim 46e RI

→ 1759: Régiment d’Anhalt 46e RI

→ 1783: Régiment de Salm-Salm

→ 1791: 62e régiment d’infanterie de ligne

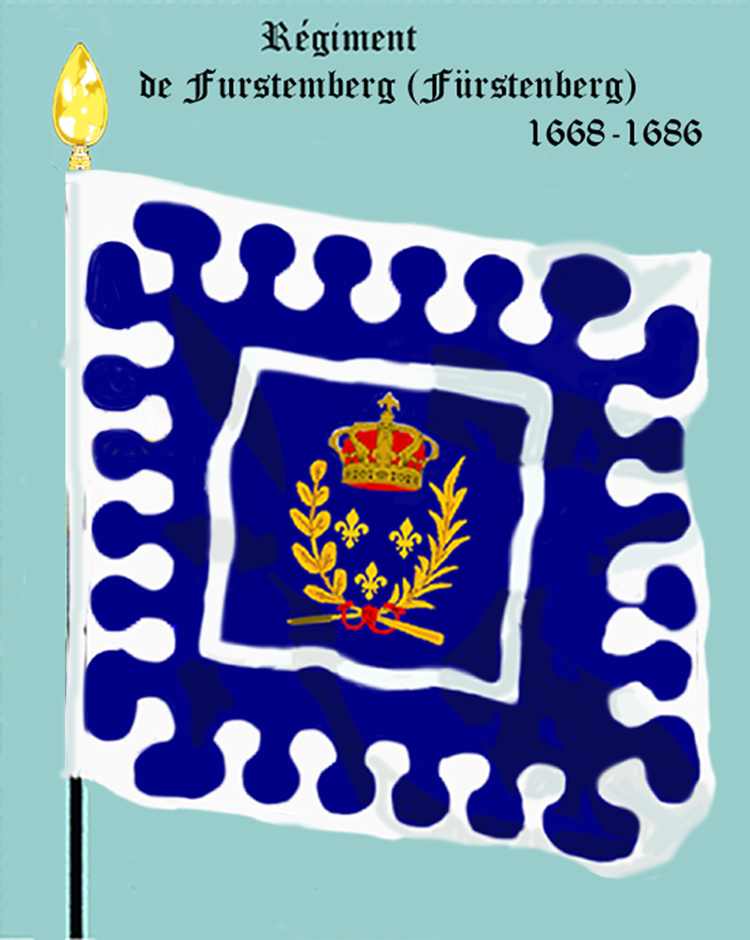
Fürstenberg
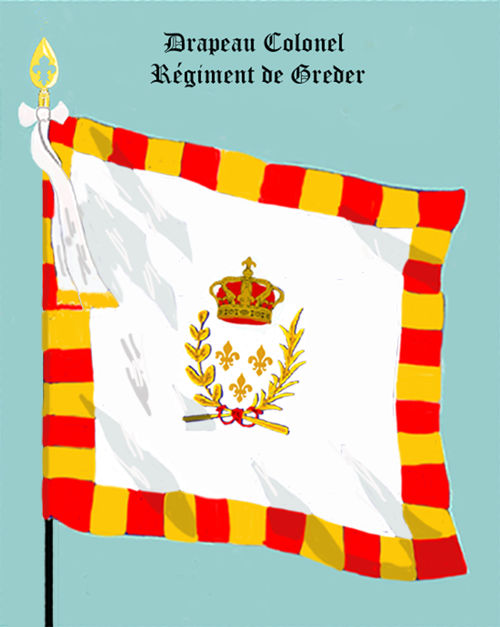
drapeau colonel
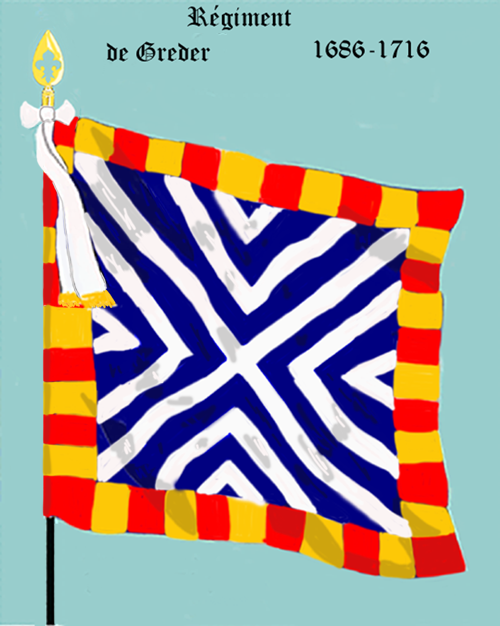
Greder 1er modèle
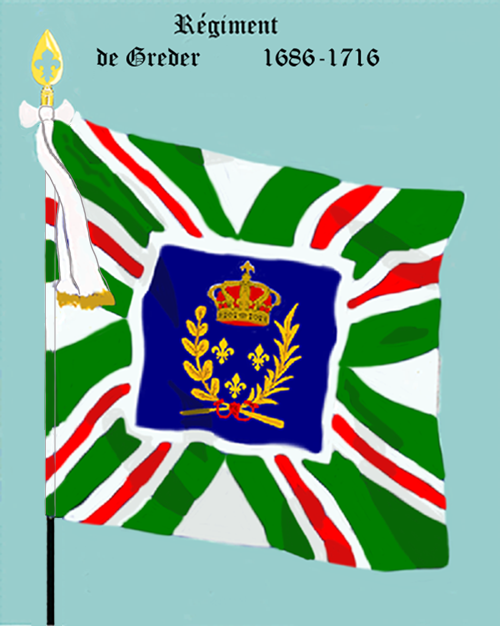
Greder 2e modèle
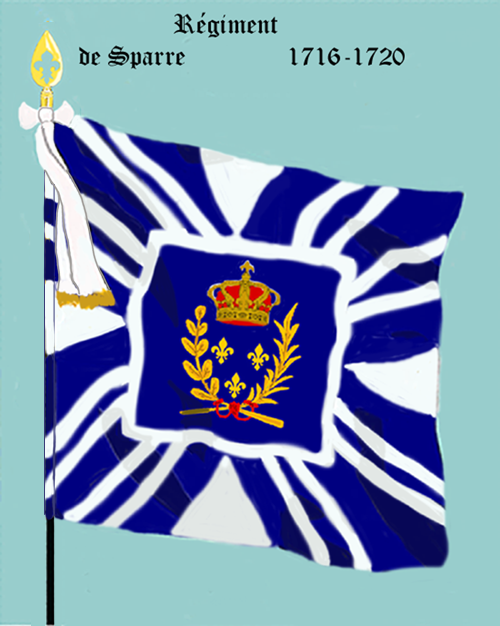
Rég Sparre, Bentheim et Salm-Salm
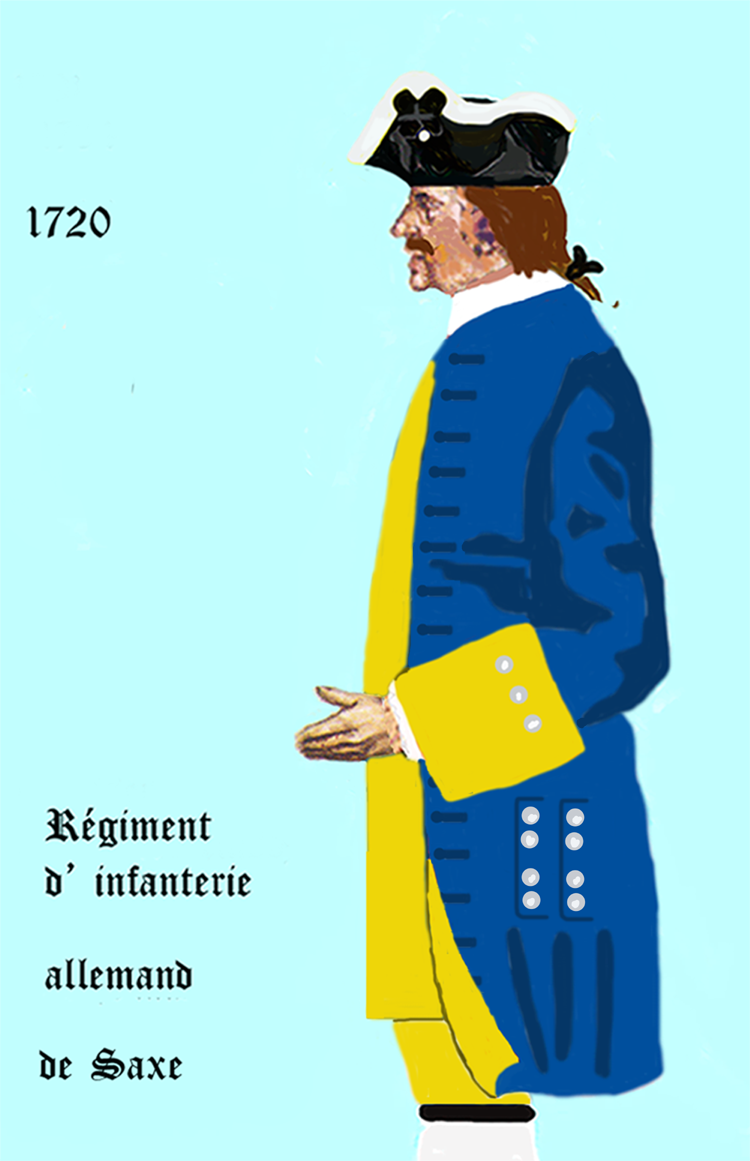
Saxe 1720
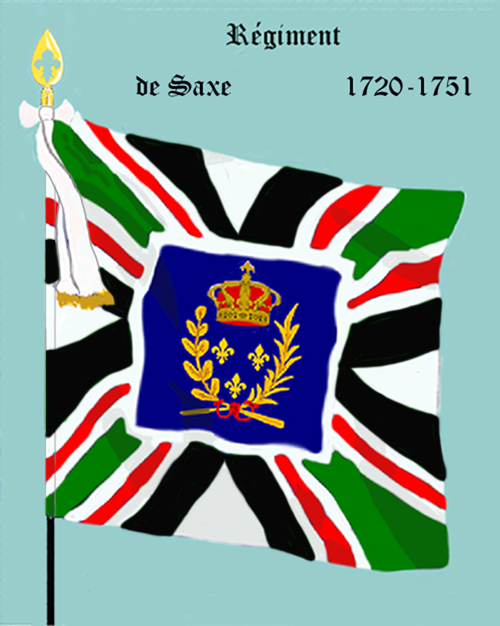
Saxe
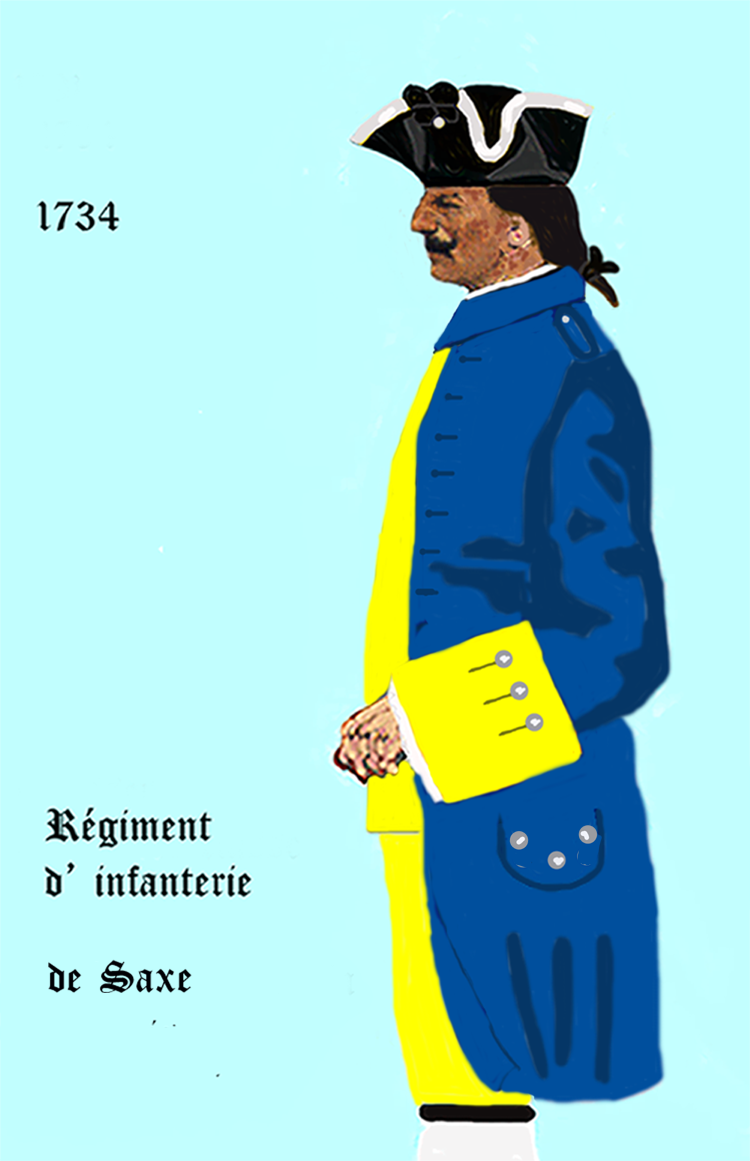
Saxe 1734
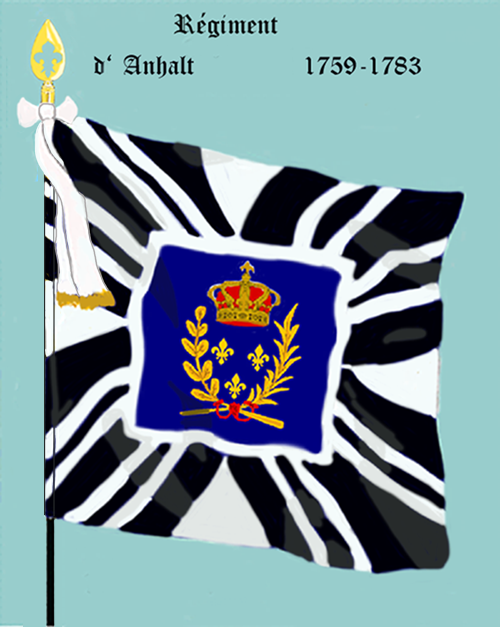
Anhalt
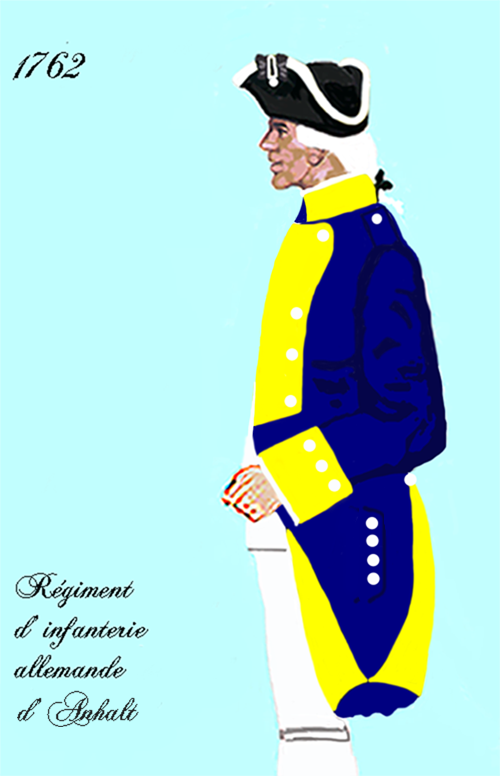
Anhalt 1762

Régiment de Bergh 125e RI

Création 1744

→ 1760: Incorporé dans le Régiment d’Alsace 36e RI
- Rég de Bergh
- Rég de Bergh

Régiment de Bouillon 103e RI

Création 1757

→ 1791: 98e régiment d’infanterie de ligne

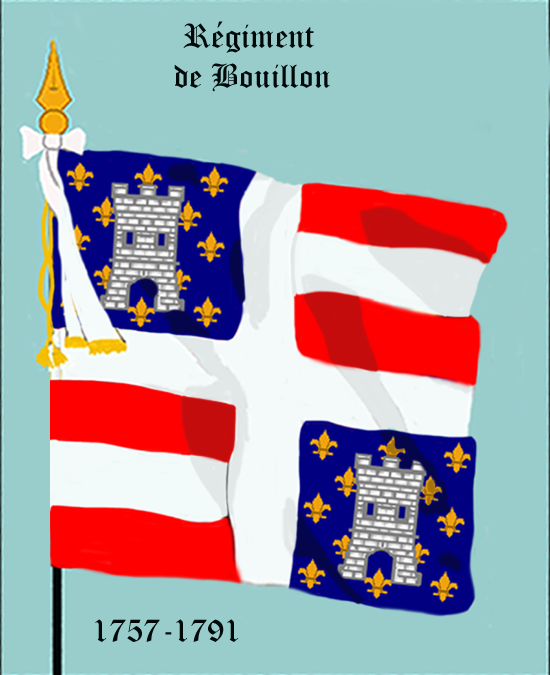
Bouillon
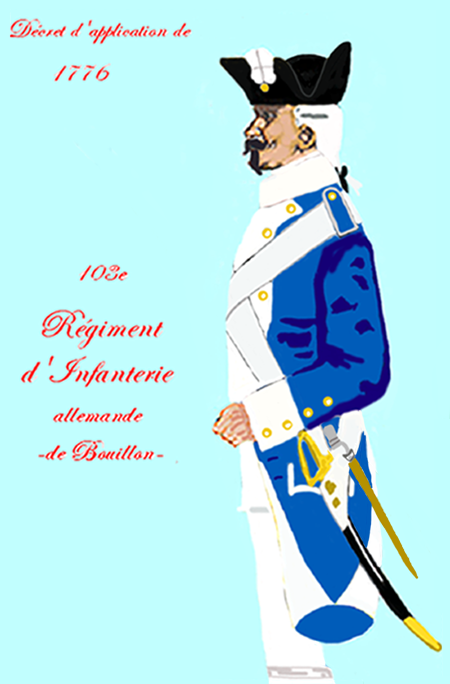
Bouillon

Régiment de Fersen 130e RI

Création 1745

→ 1754: Régiment de Nassau-Usingen 130e RI

→ 1758: Incorporé dans le Régiment de Nassau 88e RI
Régiment de Saint-Germain 134e RI
Création 1747

→ 1760: Incorporé dans le Régiment de Nassau 88e RI
Régiment de Nassau-Saarbrück 131e RI

Création 1745

→ 1758: Régiment de Nassau 88e RI 

→ 1791: 96e régiment d’infanterie de ligne

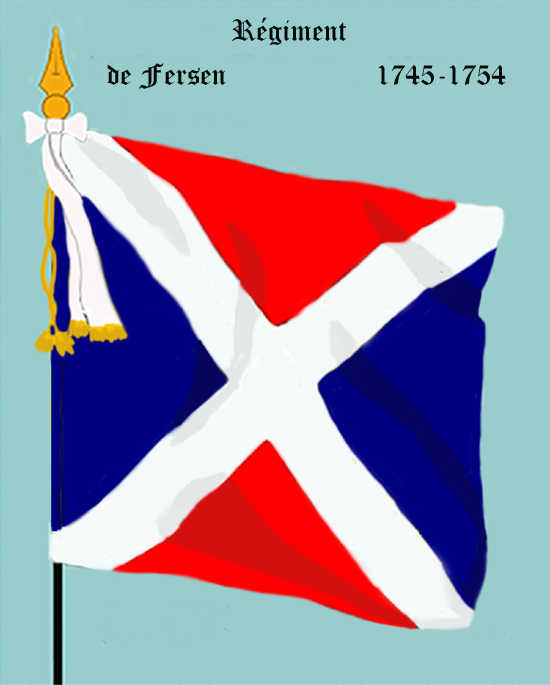
Rég Fersen et Rég Nassau-Usingen
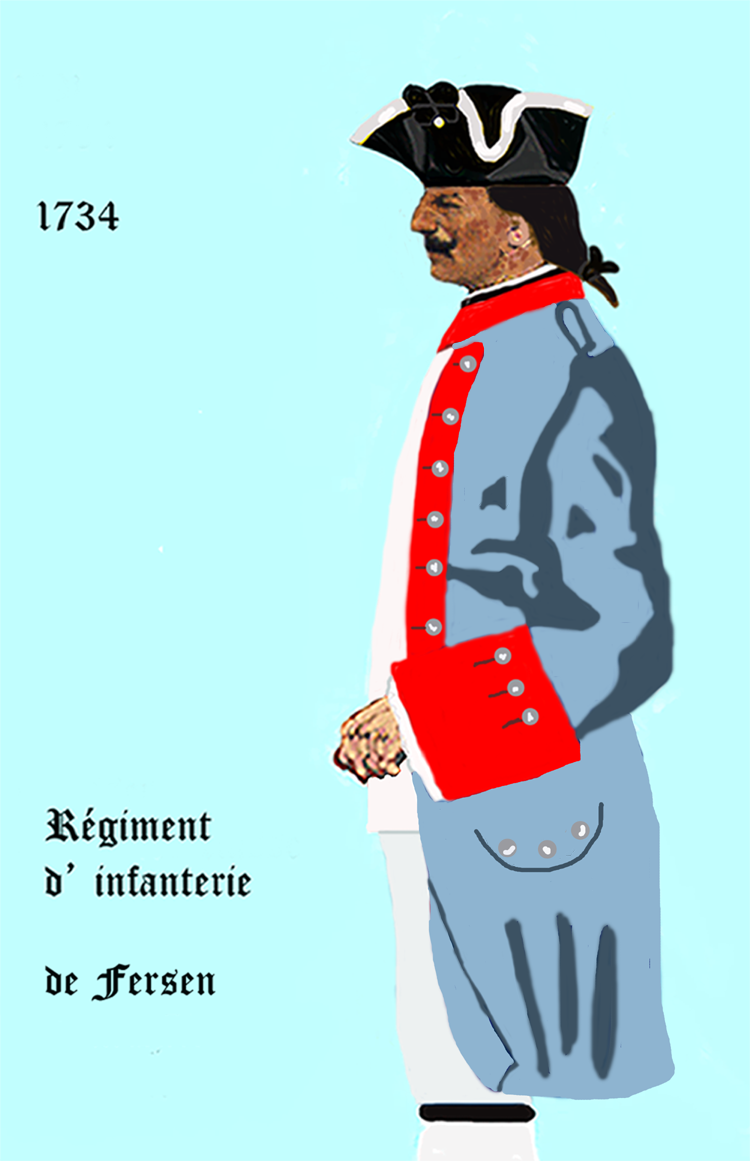
Fersen 1734
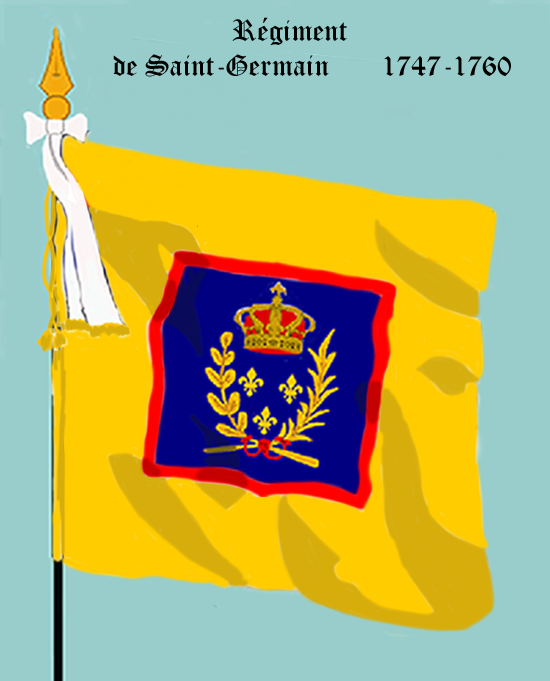
Saint Germain
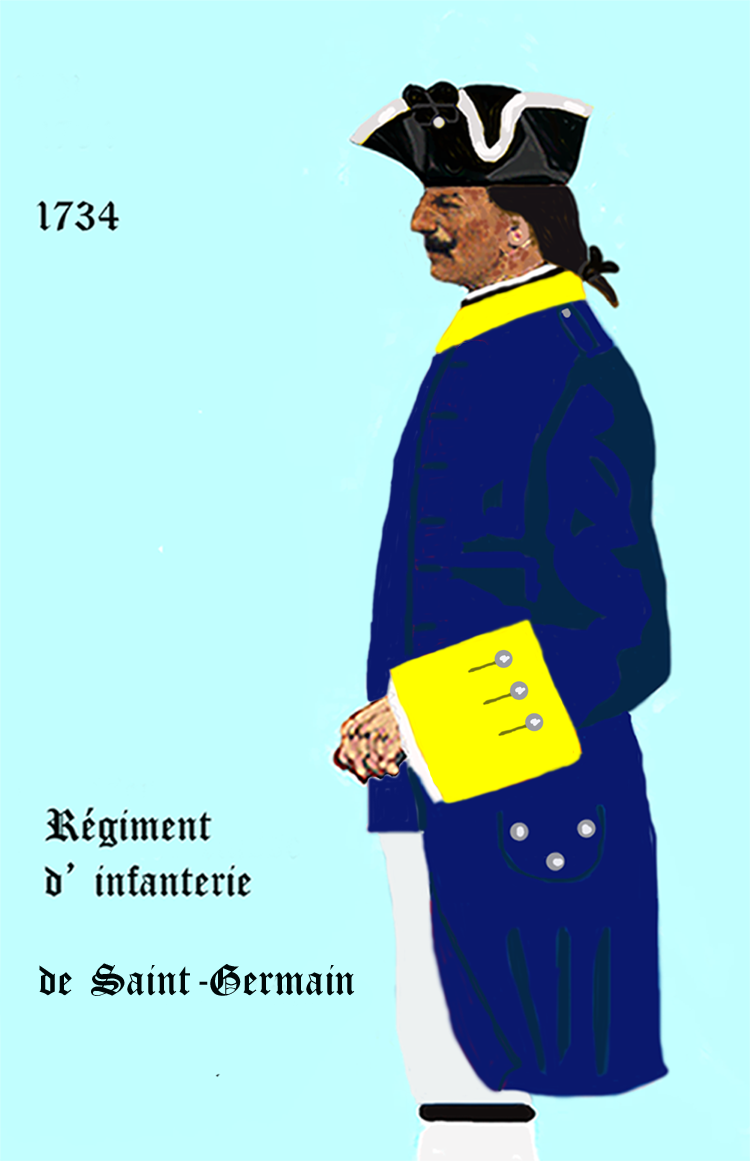
Saint Germain 1734
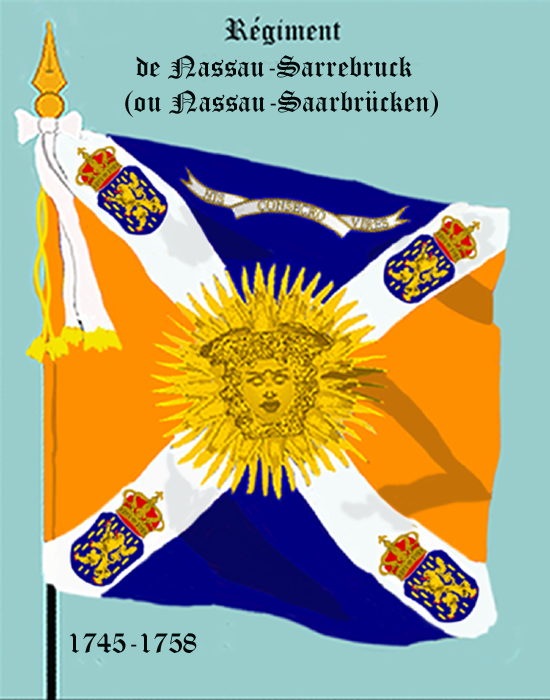
Rég de Nassau-Sarrebruck (ou Nassau-Saarbrücken en allemand) et Rég Nassau
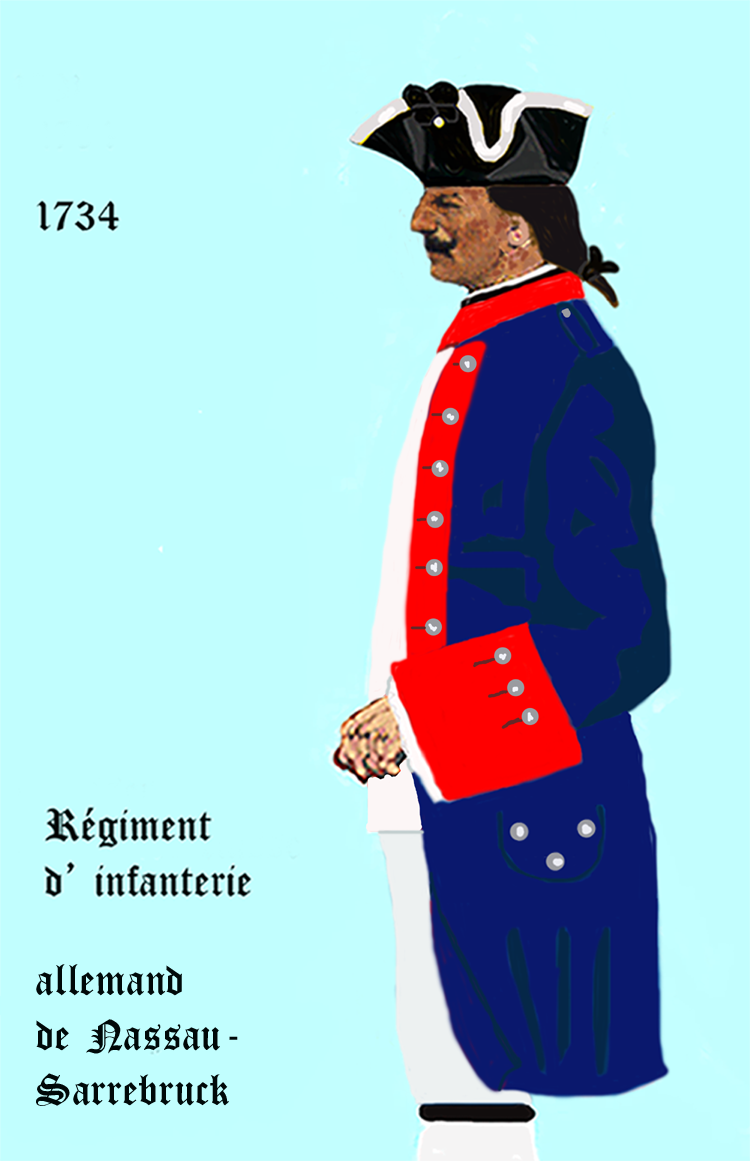
Nassau-Saarbrücken 1734
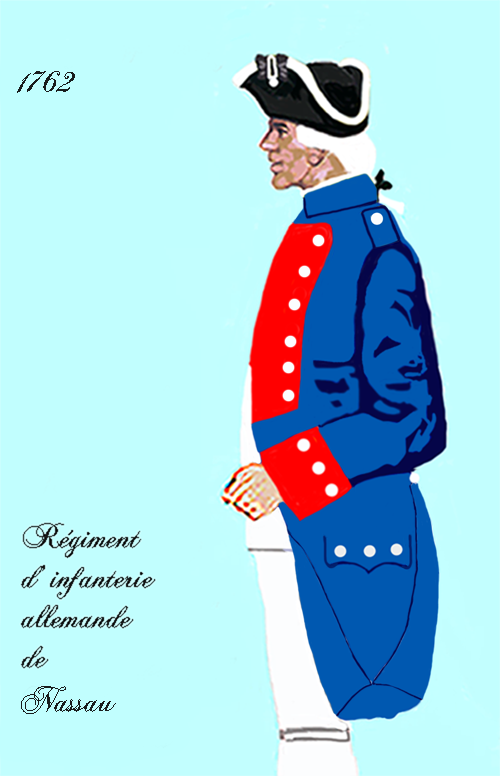
Nassau 1762-1767
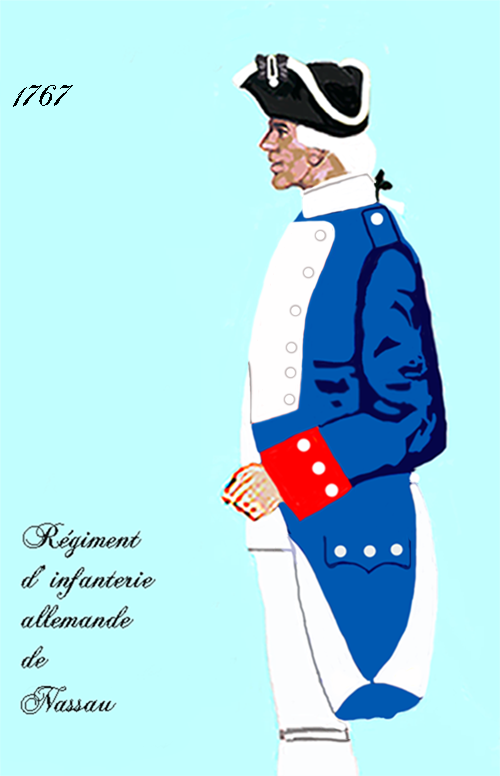
Nassau 1767-1776
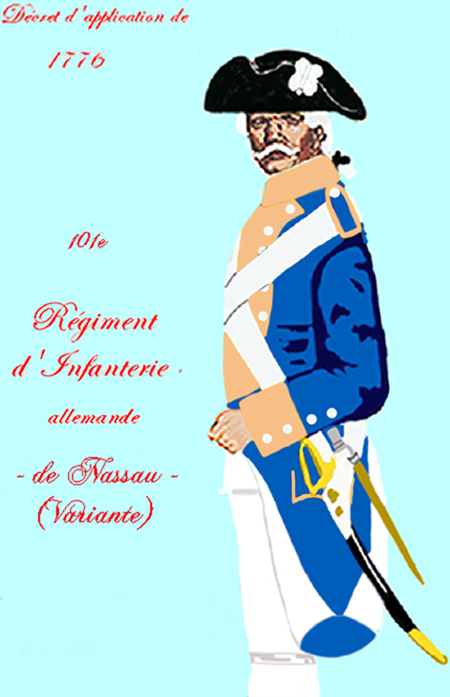
Nassau 1776
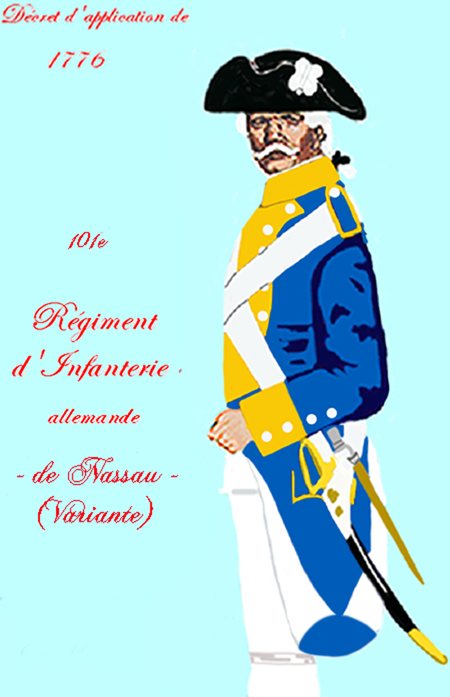
Nassau 1776

Régiment de Königsmarck (Konigsmarck) 63e RI

Création 1680

→ 1686: Régiment de Surbeck

→ 1693: Régiment de Fürstemberg (Furstemberg)

→ 1697: Régiment de La Marck

→ 1791: 77e régiment d’infanterie de ligne

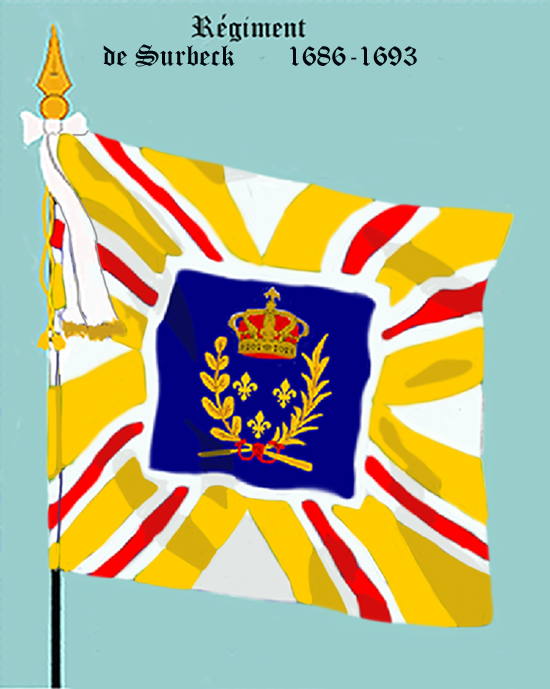
Rég de Surbeck à Rég de La Marck 1730
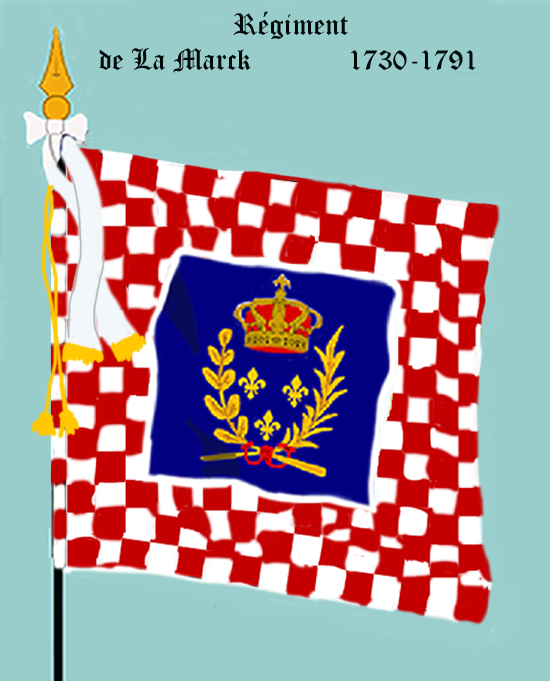
de La Marck 1730-1791
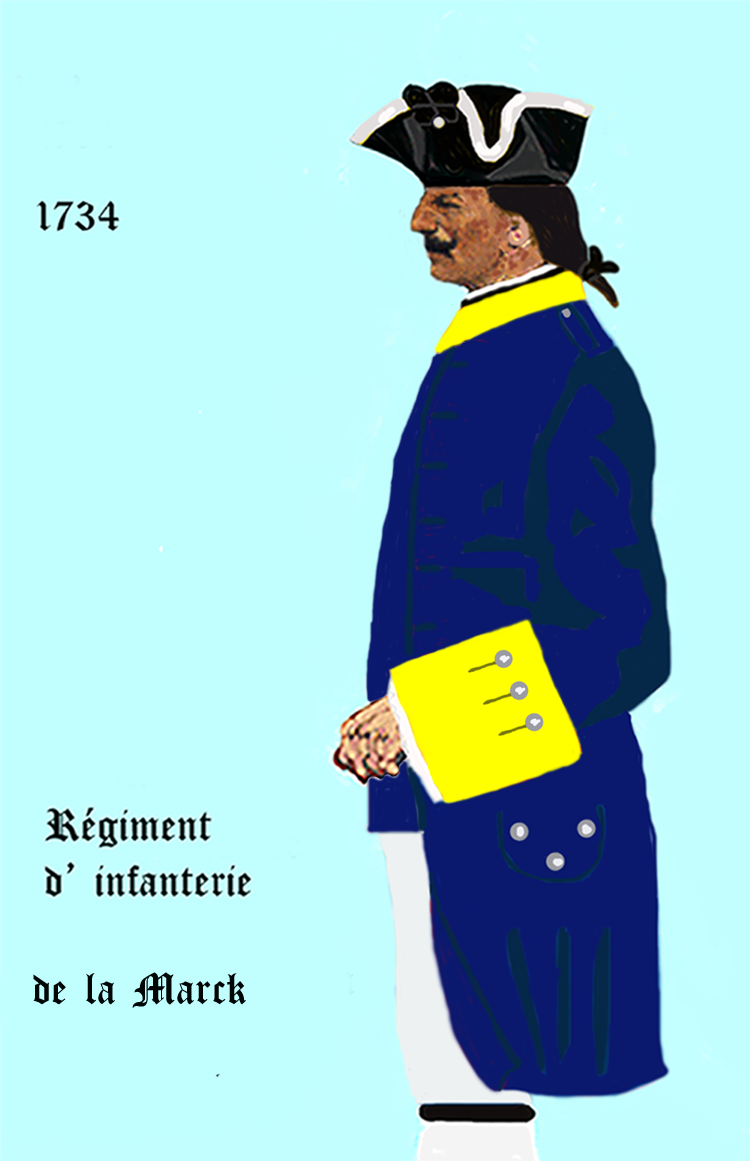
la Marck 1734
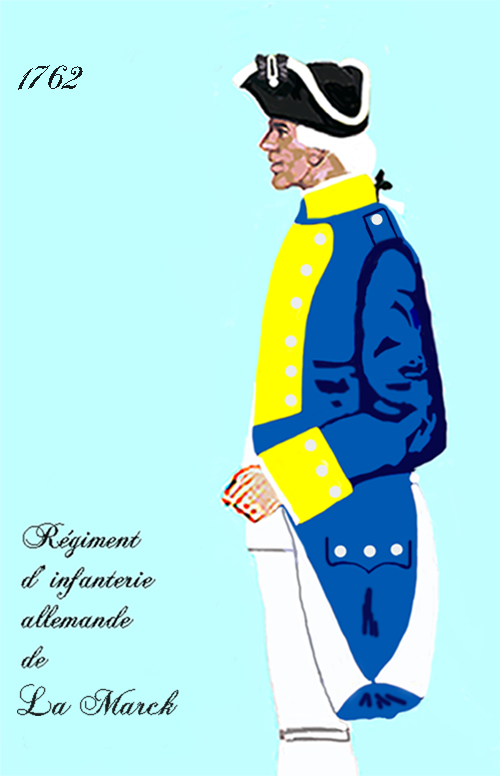
la Marck 1762-1767
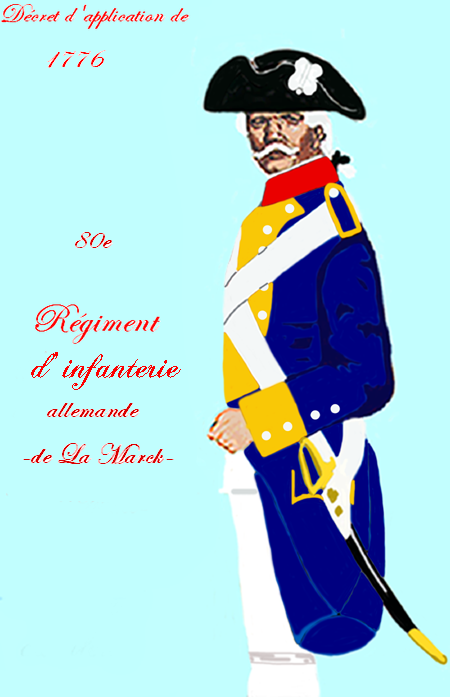
la Marck 1776-1791

Régiment de Travers 86e RI

Création 1709

→ 1780: Règiment de Royal Hesse Darmstadt 86e RI 

→ 1791: 94e régiment d’infanterie de ligne

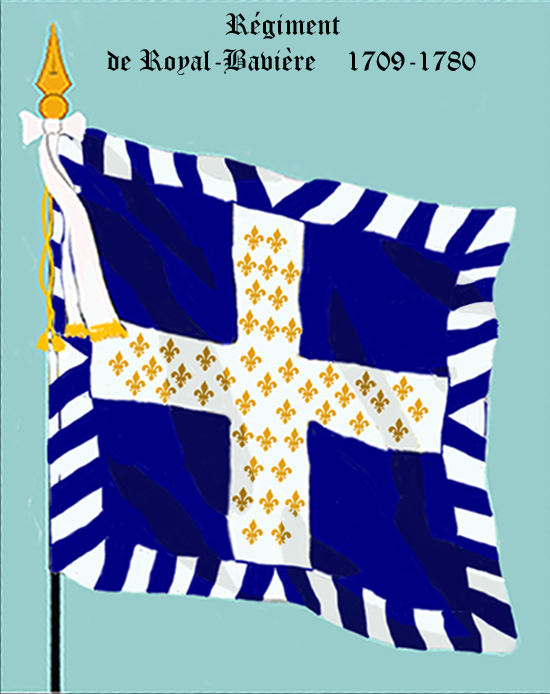
Rég Royal Bavière et Royal Hesse-Darmstadt
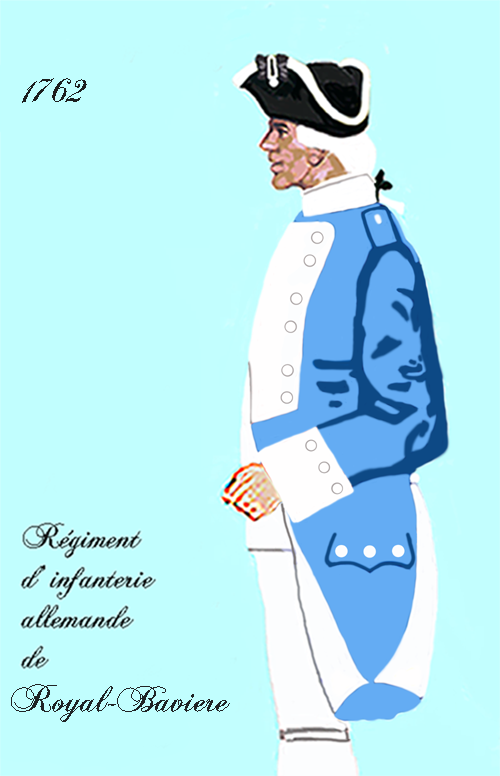
Royal Bavière

Régiment Royal-Deux-Ponts 91e RI

Création 1757

→ 1791: 99e régiment d’infanterie de ligne

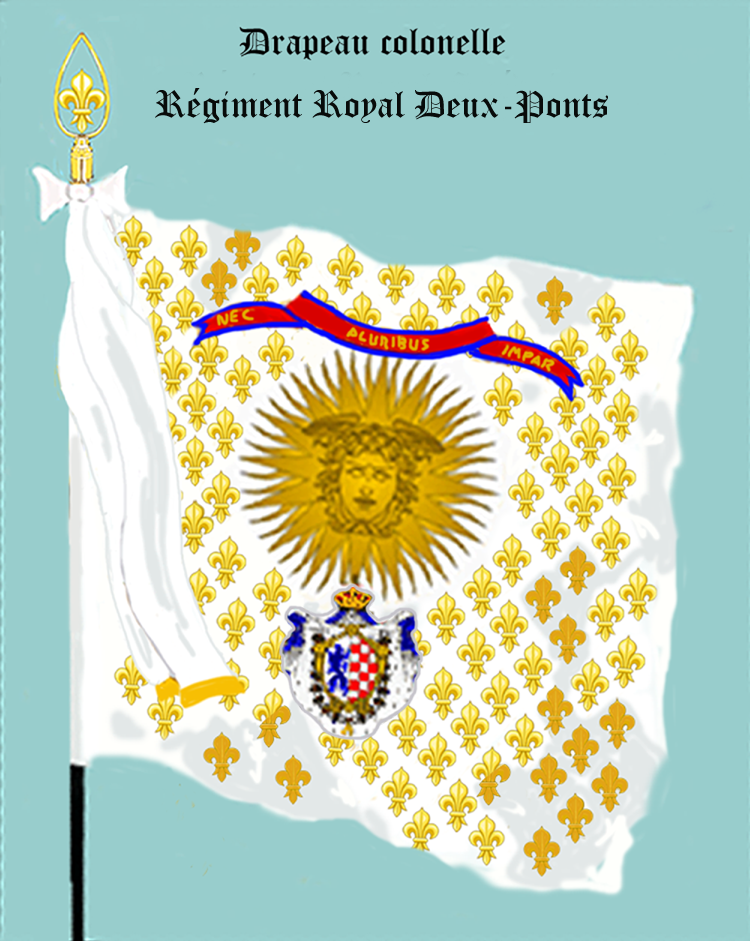
Royal Deux-Ponts drapeau colonel
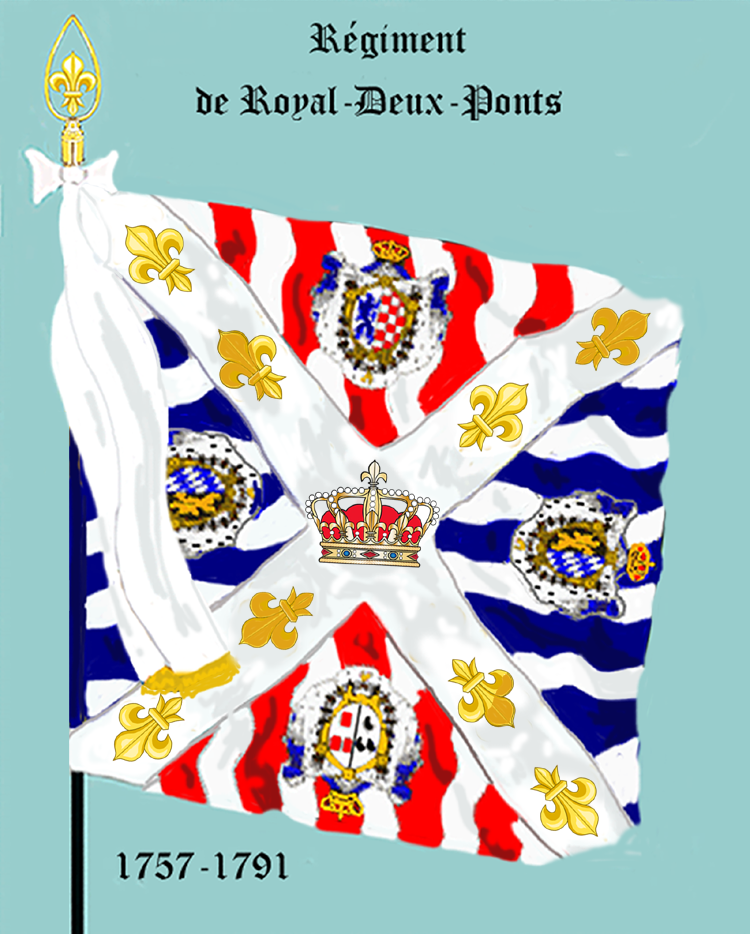
Royal Deux-Ponts drapeau d' ordonnance
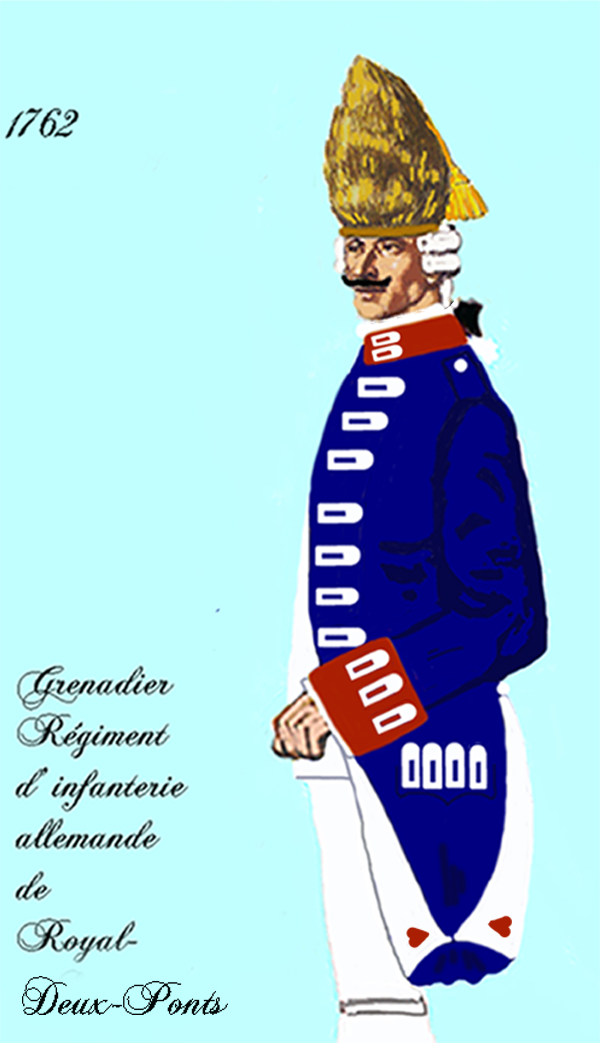
Royal Deux-Ponts 1762-1767
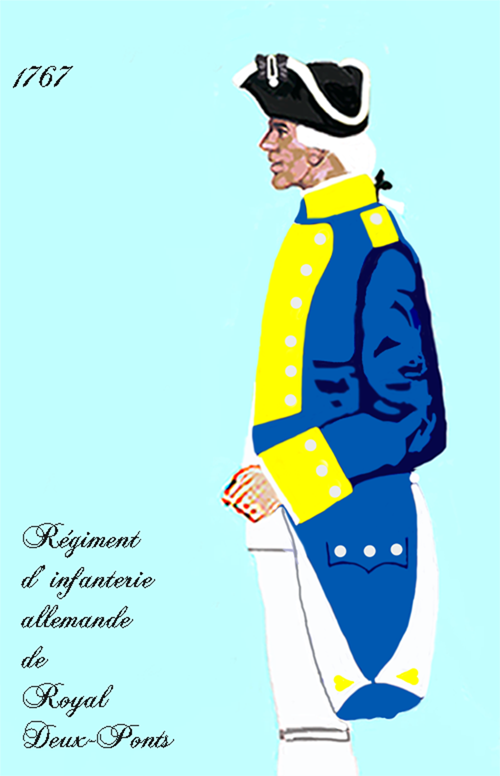
Royal Deux-Ponts 1767-1776

Régiment Royal-Pologne 136e RI
Création 1747 - Licenciement 1763

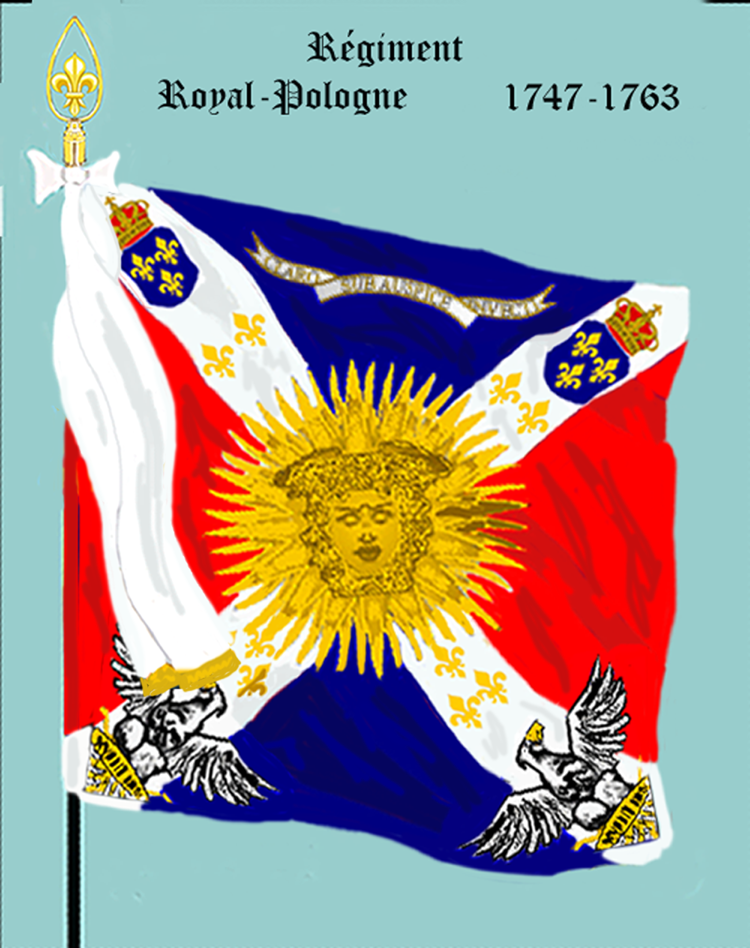
Royal Pologne
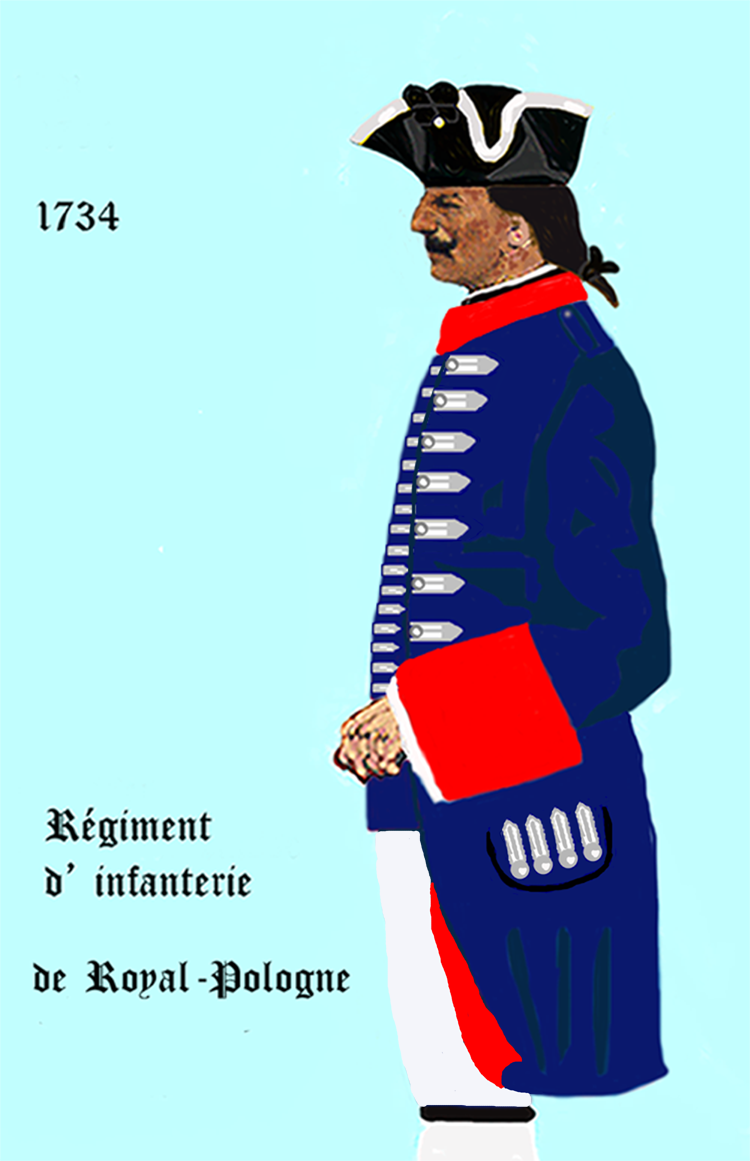
Royal Pologne 1734 -1757

### Régiments wallons

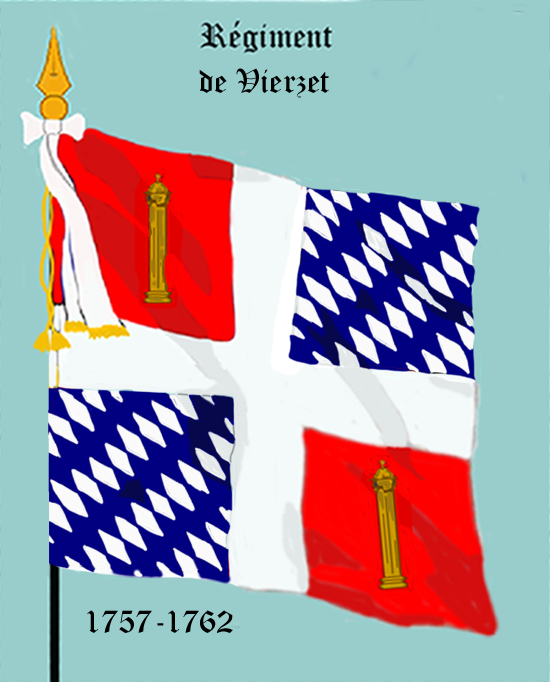
Rég de Vierzet

Régiment de Solre

Création 1698

→ 1711: Régiment de Beaufort

→ 1721: Régiment de Boufflers 98e RI

→ 1727: Régiment de La Valliére 98e RI

→ 1741: Régiment de Guise 98e RI

→ 1747: Régiment d’Escars 98e RI

→ 1749: Incorporé dans le régiment de Tournaisis (Régiment français)

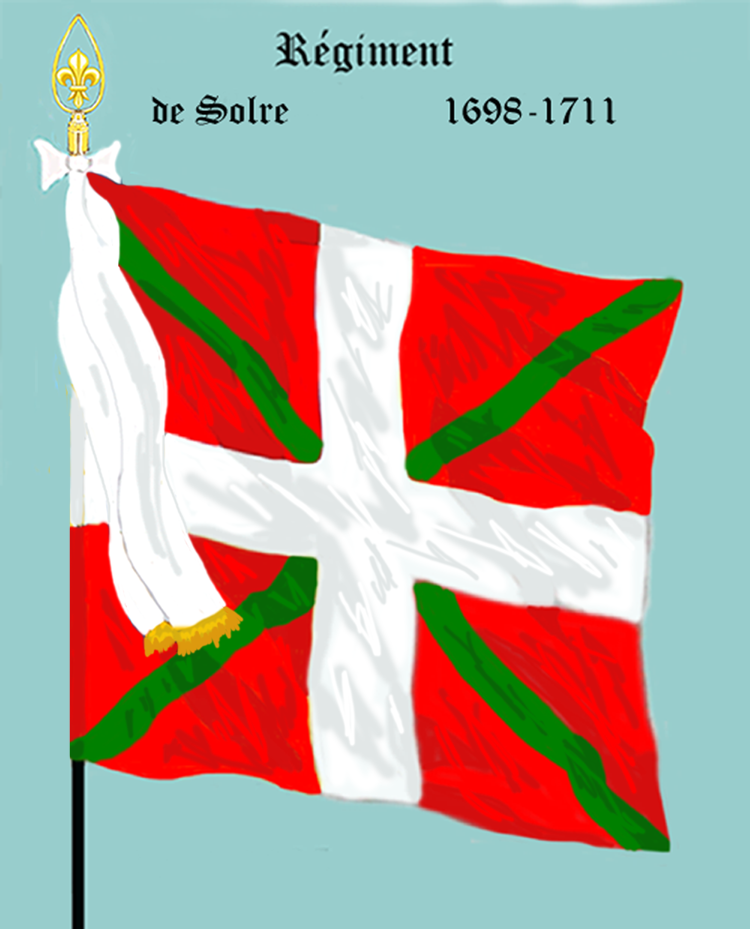
Rég Solre á Rég La Valliére
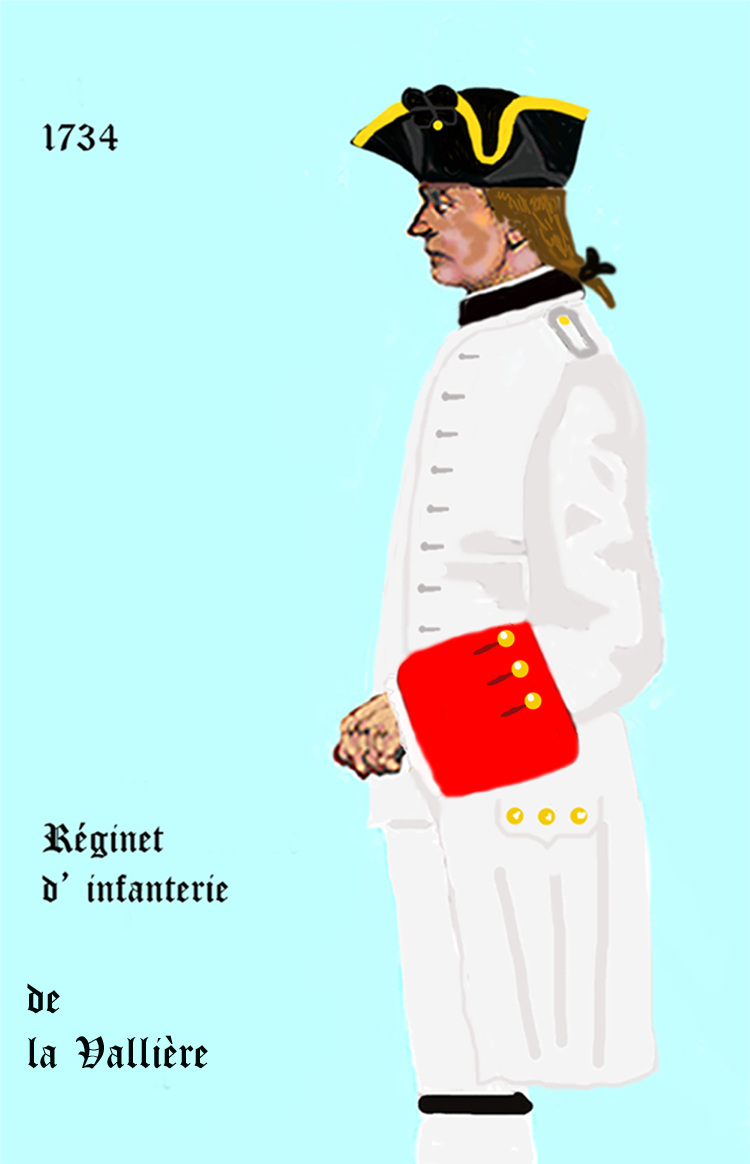
Régiment la Valliére
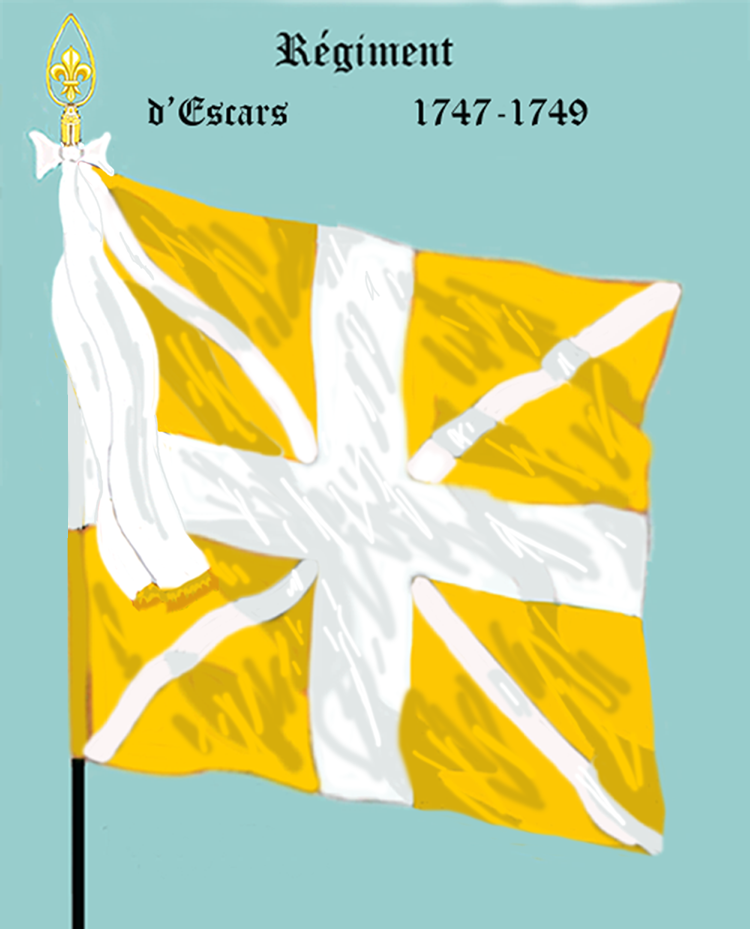
Rég Guise et Rég Escars

Régiment de Boufflers-Wallon

Création 1744: 128e RI (1748 dissous)

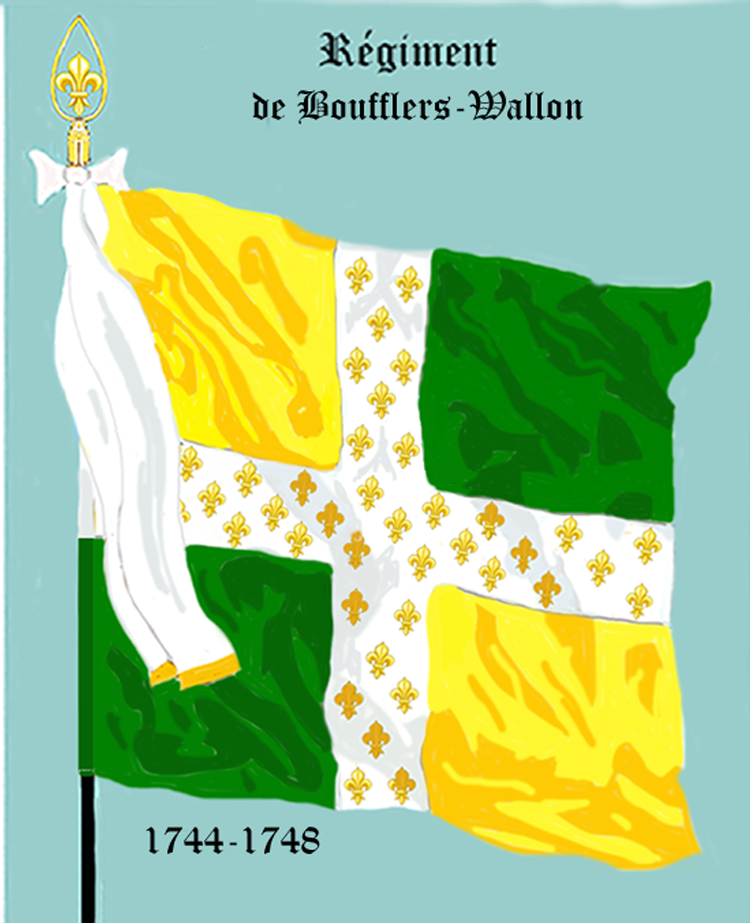
Boufflers-Wallon
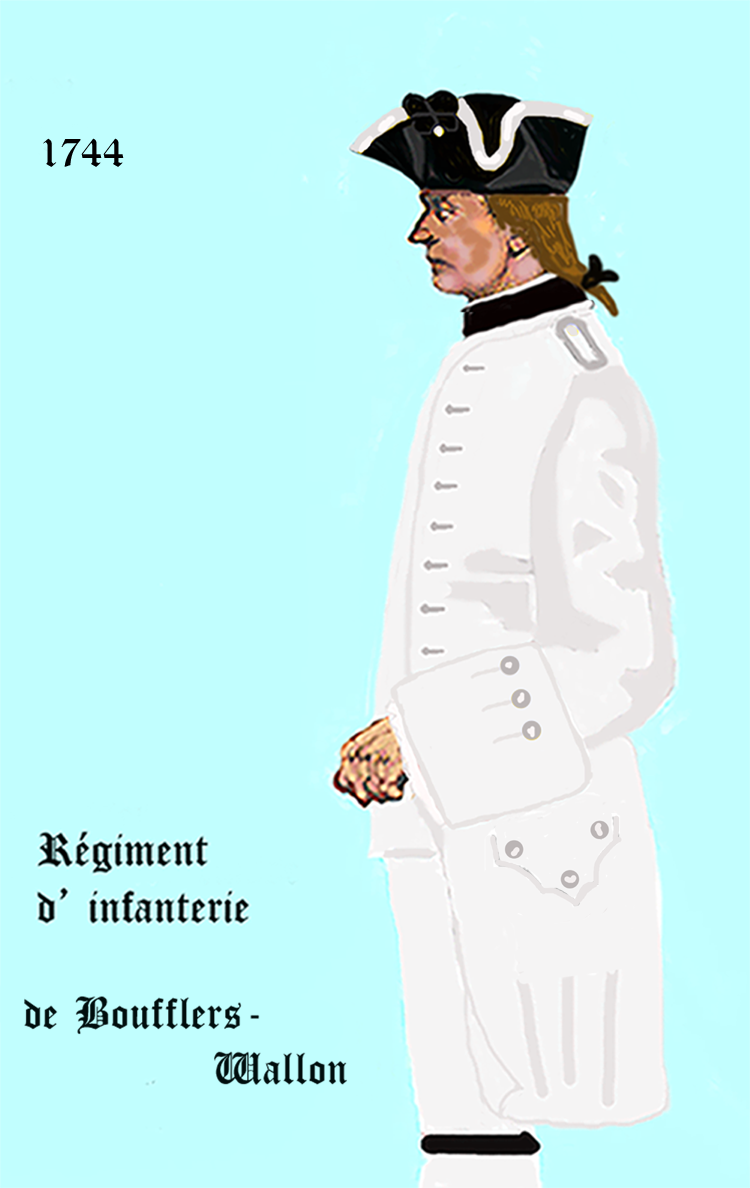
Boufflers-Wallon 1744
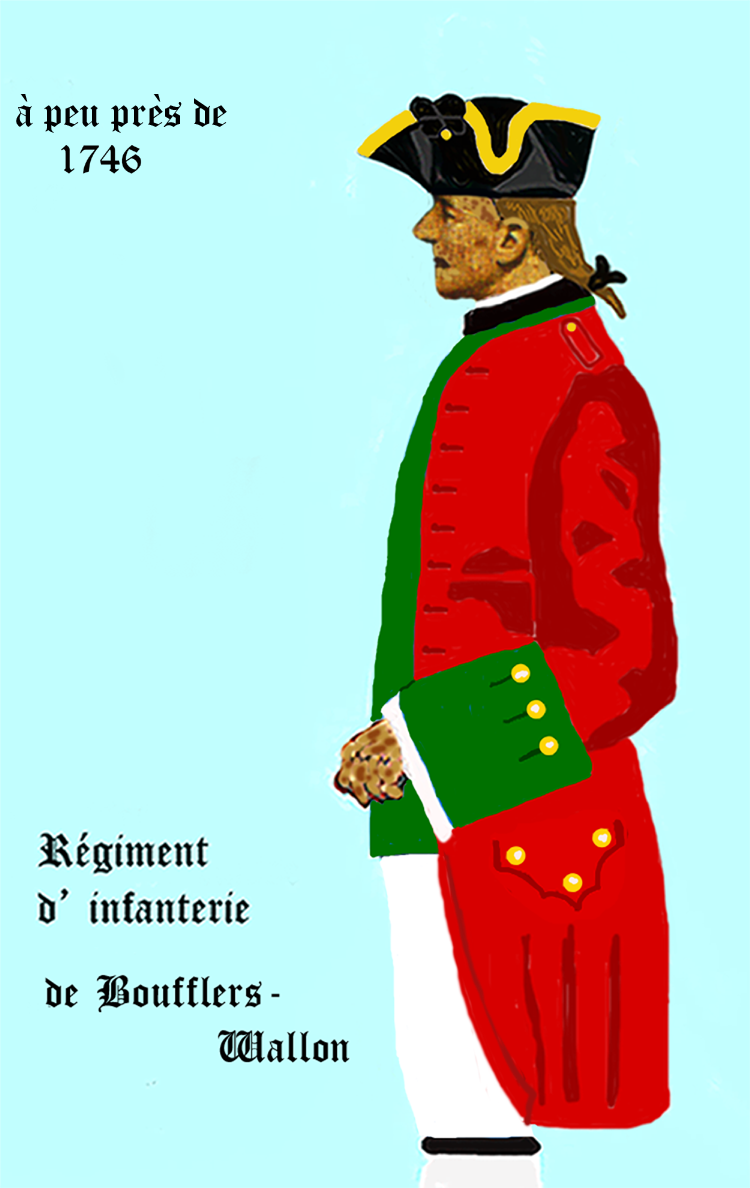
Boufflers Wallon à peu près de 1746

Régiment de La Bloquerie (liégeois)

Création 1629

→ 1661 Rég de Grammont (Régiment français)

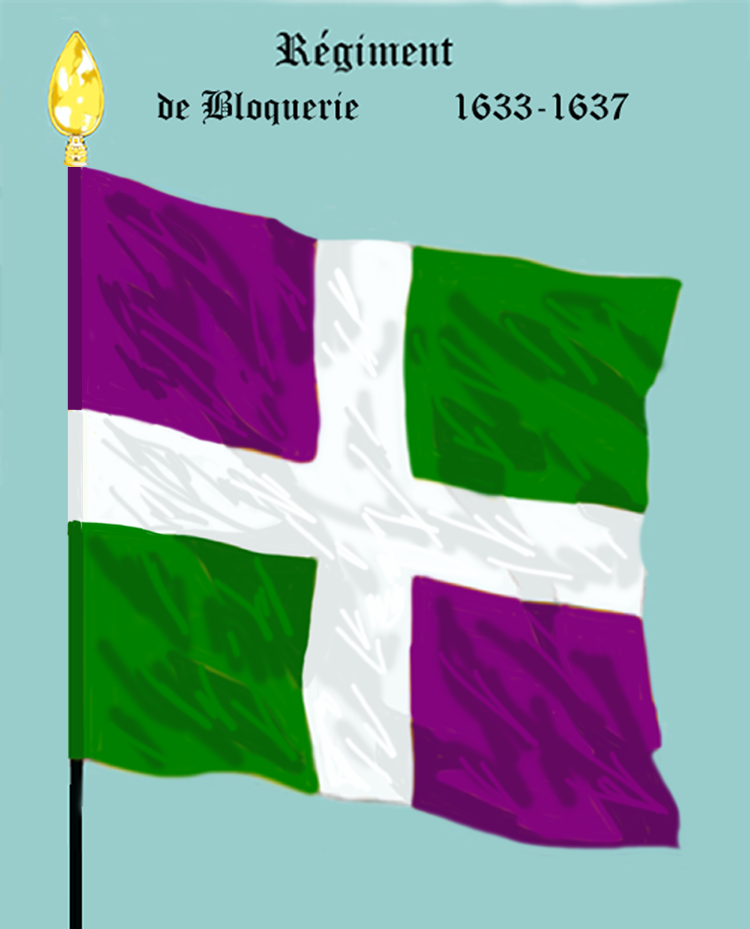
Régiment de La Bloquerie (liégeois)

Régiment d'Horion

Création 1757 – Licenciement: 1762

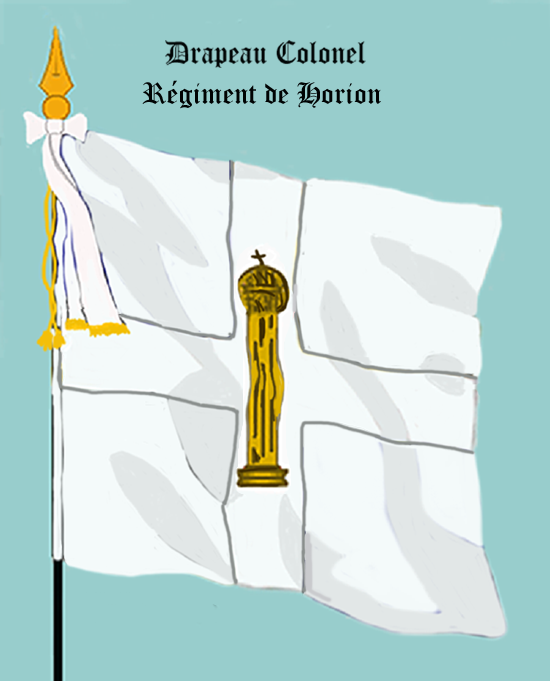
drapeau colonel
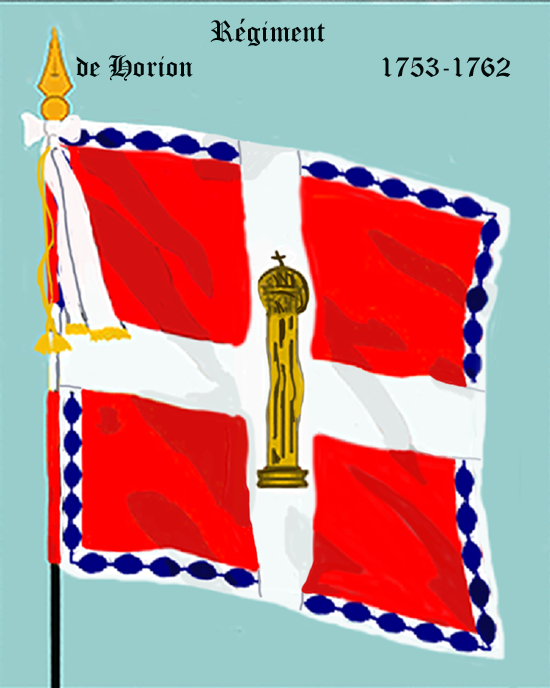
drapeau d'ordonnance

Régiment de Miromesnil

Création: 1664 – Licenciement: 1714

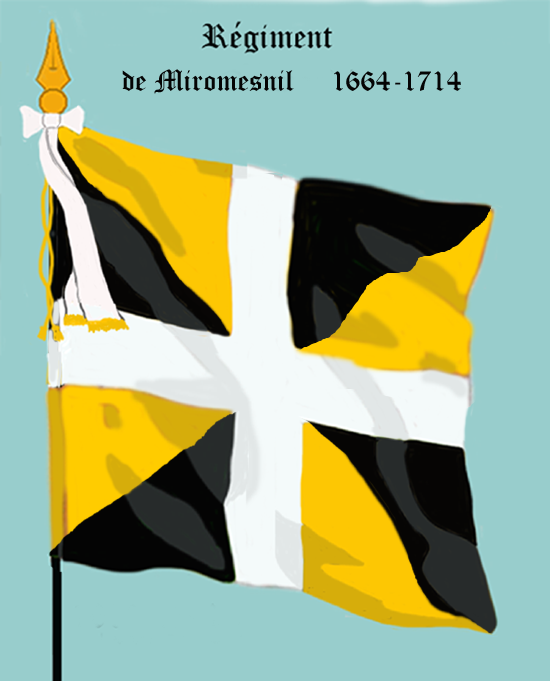
Rég de Miromesnil

Régiment Royal-Liégeois

Création: 1787

→ 1791101e régiment d’infanterie de ligne

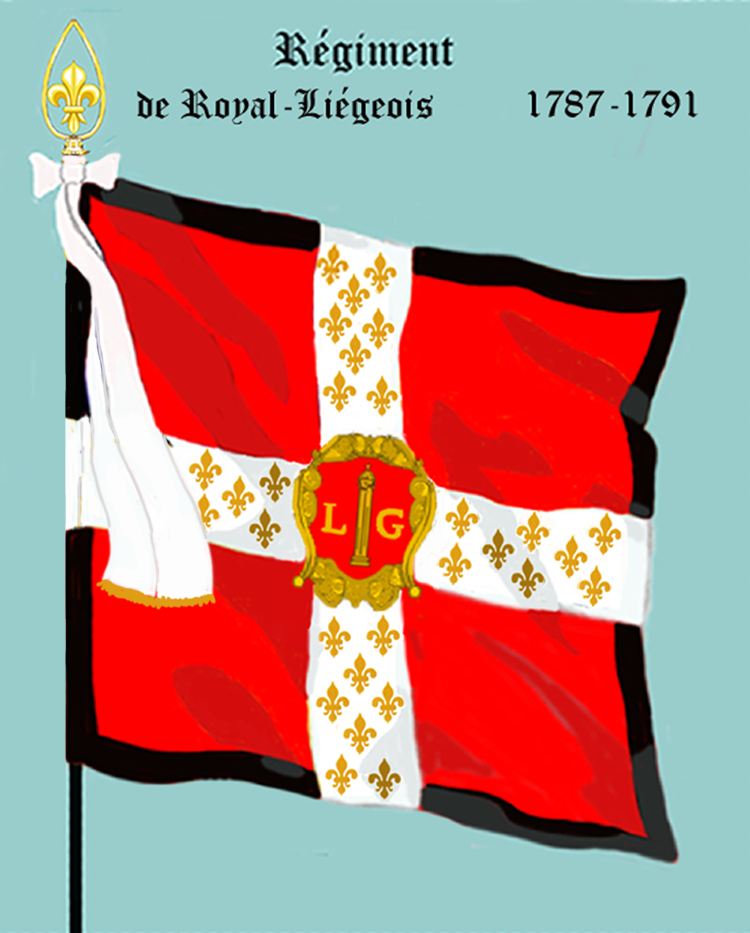
R´rg Royal Liégeois

Régiment de Vierzet (liégeois)

Création: 1757 – Licenciement: 1762
- Rég de Vierzet

Régiment Royal-Wallon

Création 1734127e RI - Licenciement 1748

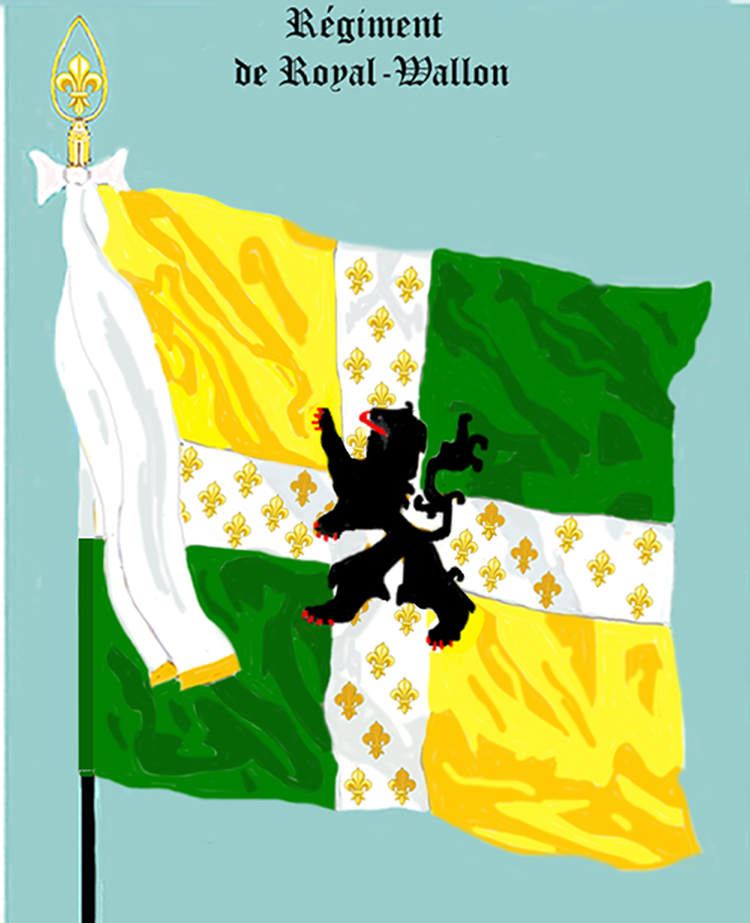
Royal Wallon
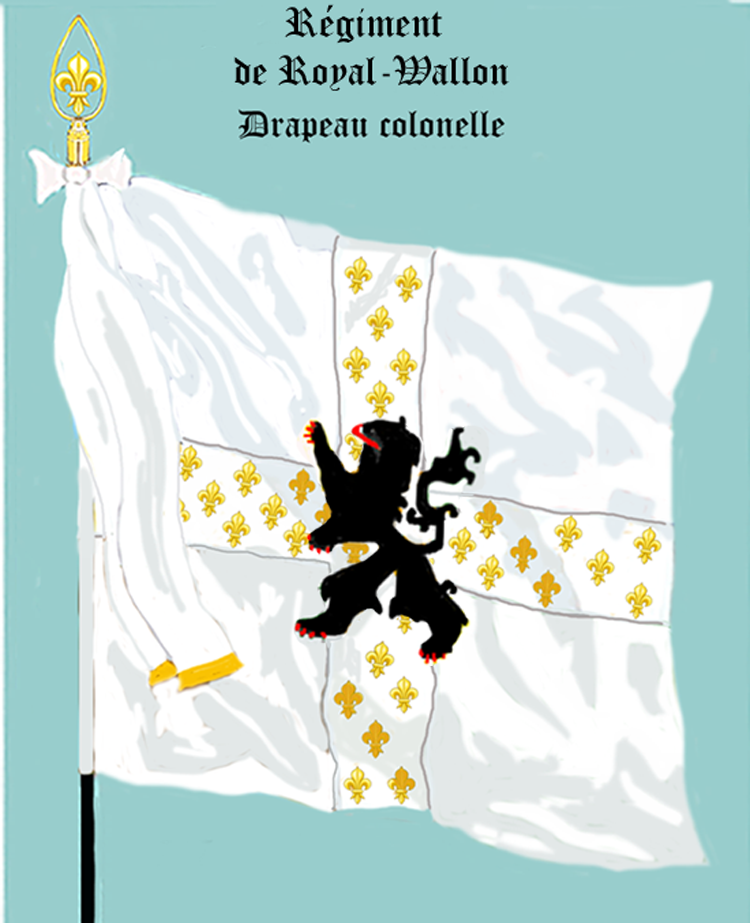
Royal Wallon drapeau colonel
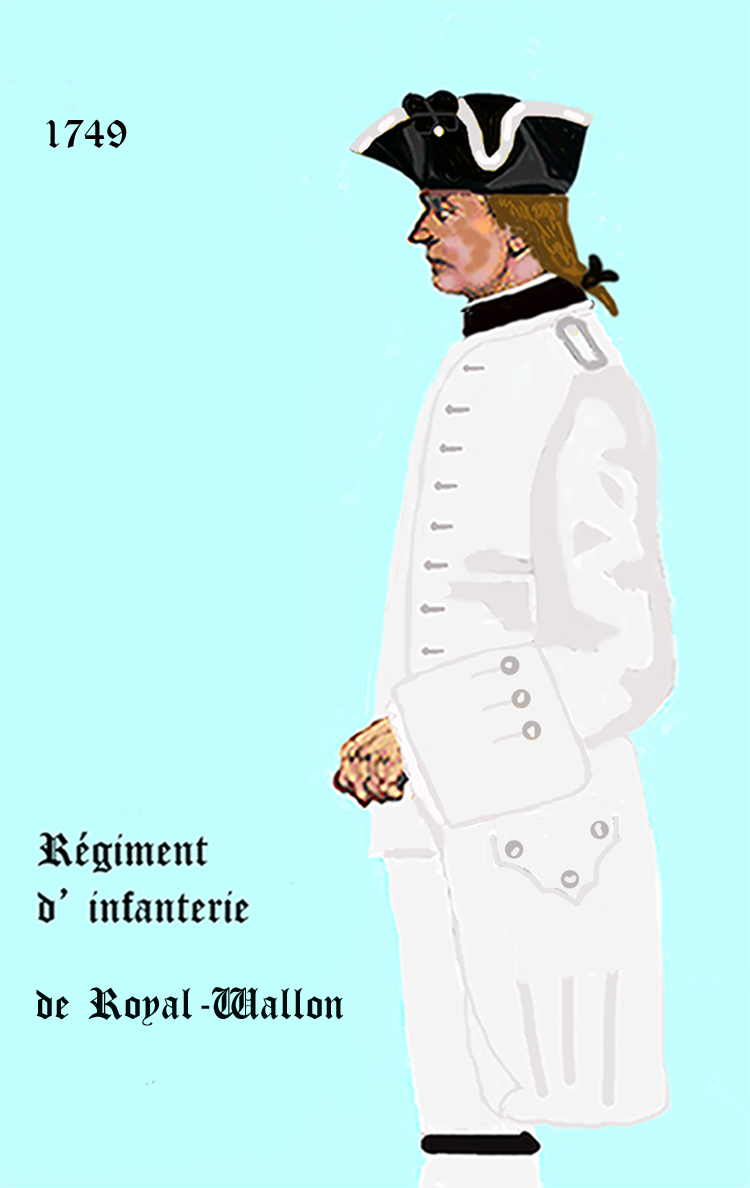
Royal Wallon 1734
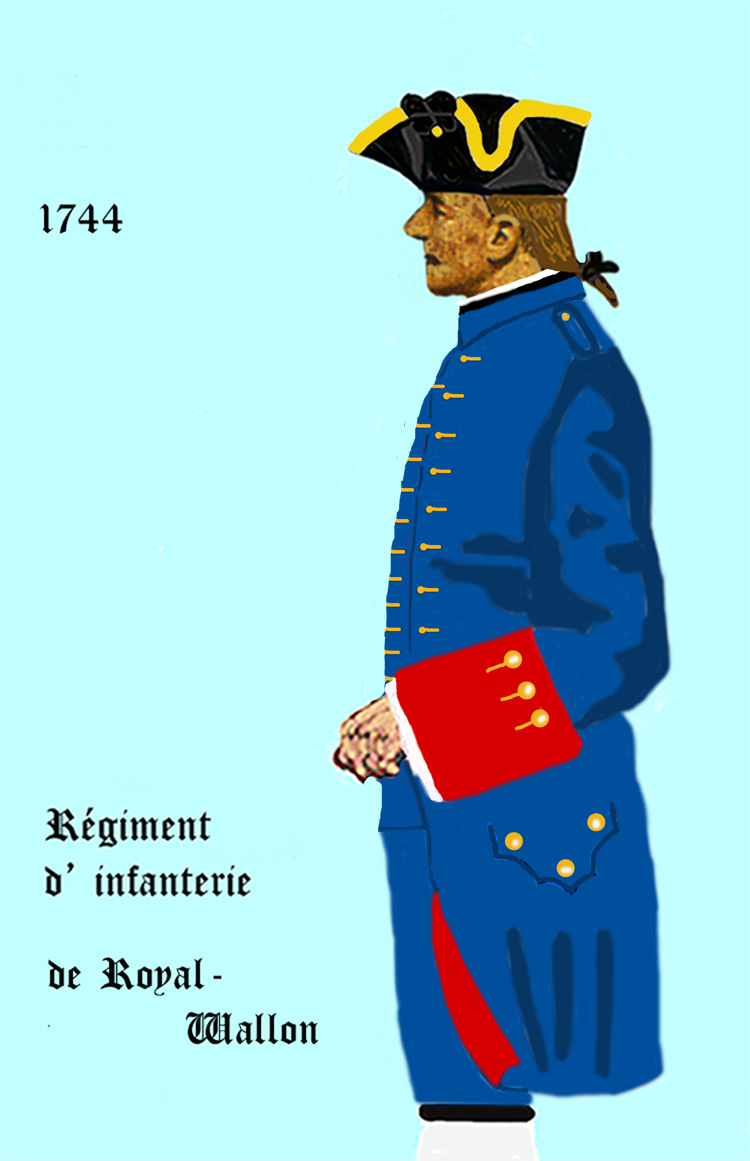
Royal Wallon 1744 - 1748

### Régiments danois
Régiment de Yoel

Création 1690
→ 1692: Régiment Royal Danois (1698 licenciement)

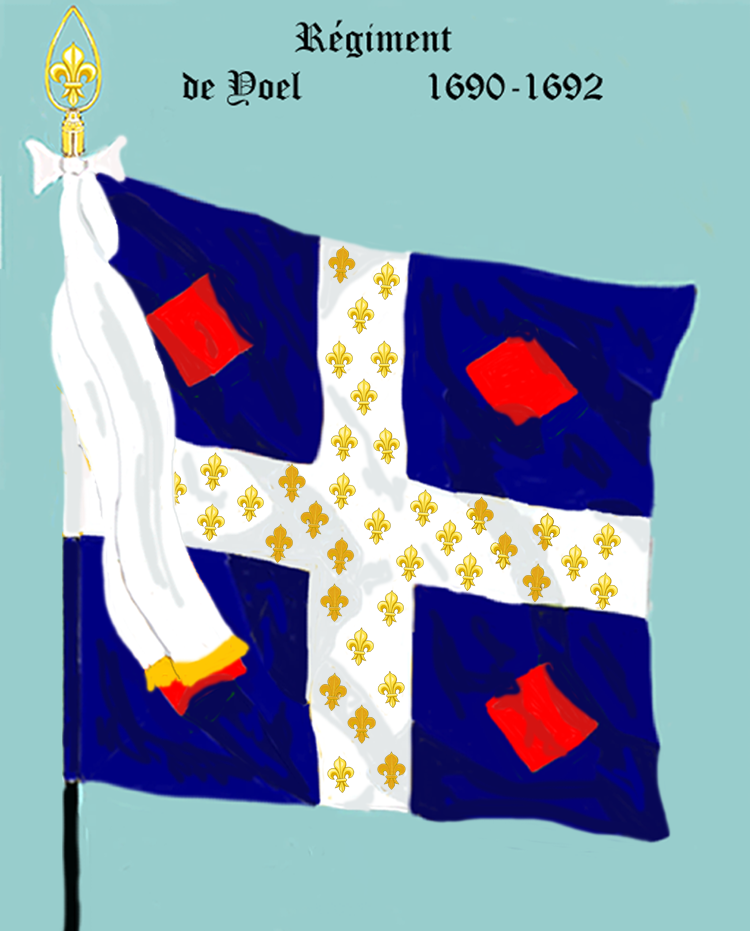
Rég Yoel et Rég Royal Danois

### Régiments italiens
Régiment Royal-Italien

Création 1671

→ 1698 licenciement

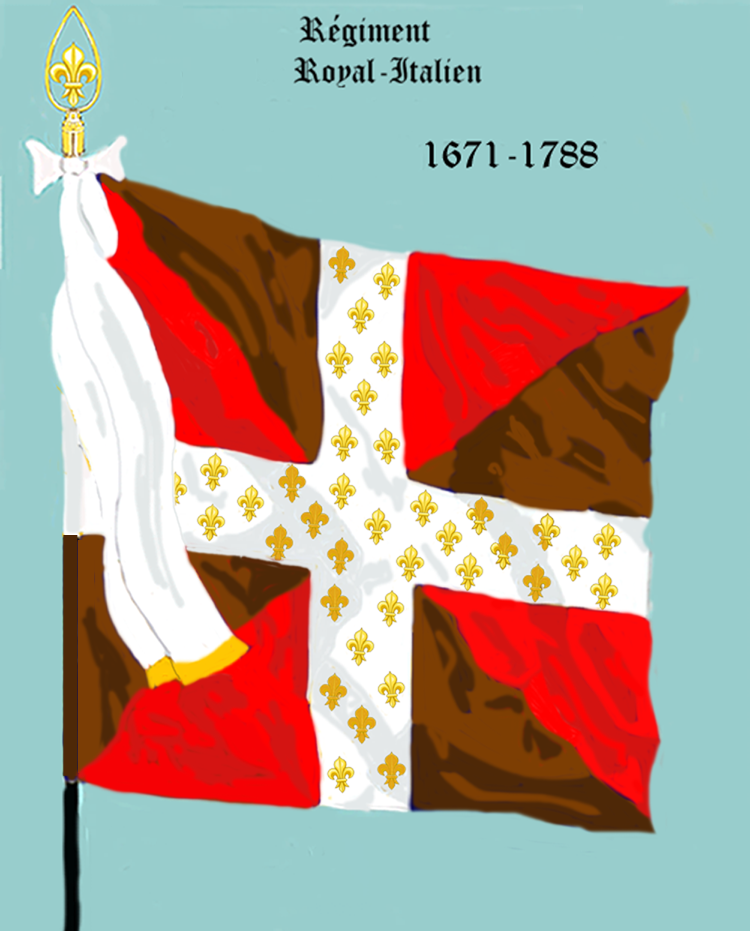
Rég de Royal-Italien

L'armée du Roi-Soleil comprend plusieurs régiments à recrutement italien. Mais ils accepteront de plus en plus de recrues françaises. En 1737, seul subsiste le Royal-Italien dont le colonel et tous les officiers doivent être italiens de naissance. Licencié en 1782, il n'a plus d'italien que le nom.
En 1739, apparaît le régiment Royal-Corse composé de natifs de l'Île de Beauté.

## Cavalerie

### Régiments allemands
Régiment de Nassau-Sarrebruck

Régiment Royal-Allemand cavalerie

### Régiments hongrois et croates
Régiment Royal-Cravates cavalerie

Hussards

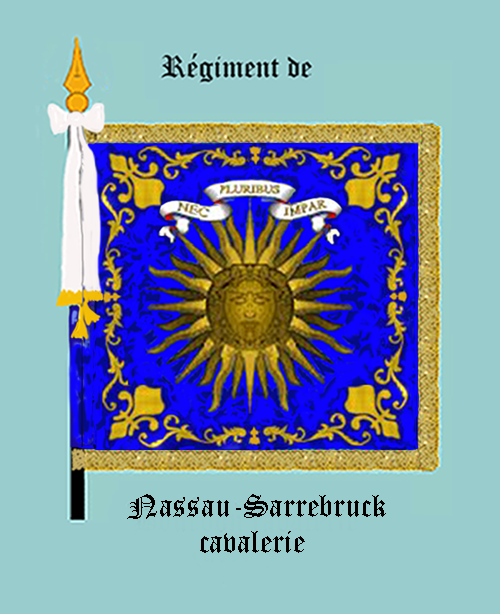
Régiment de Nassau-Sarrebruck
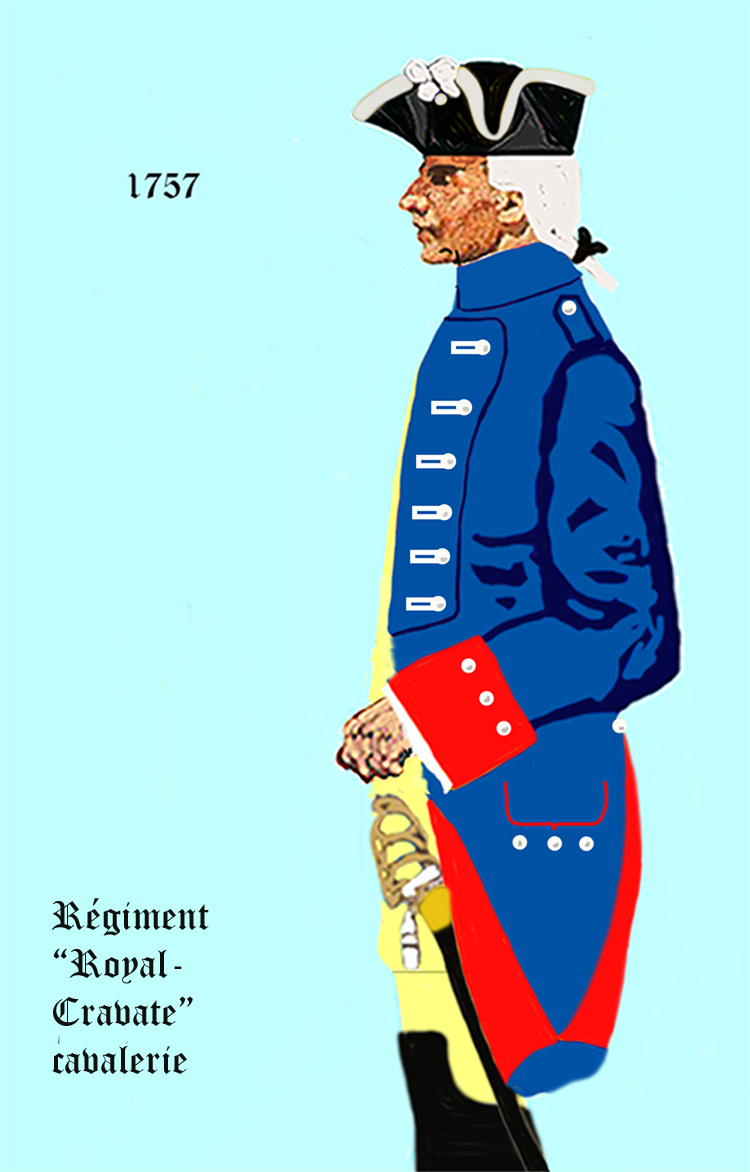
Le Royal-Cravate en 1757.
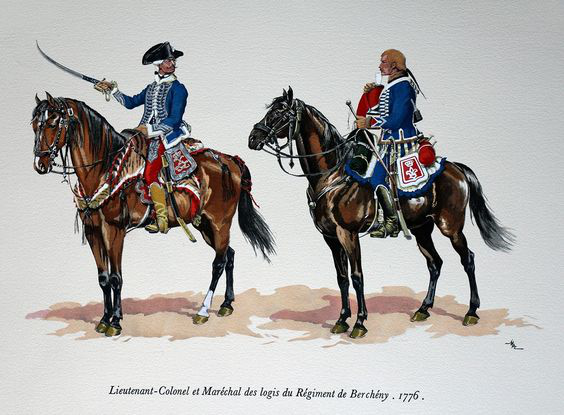
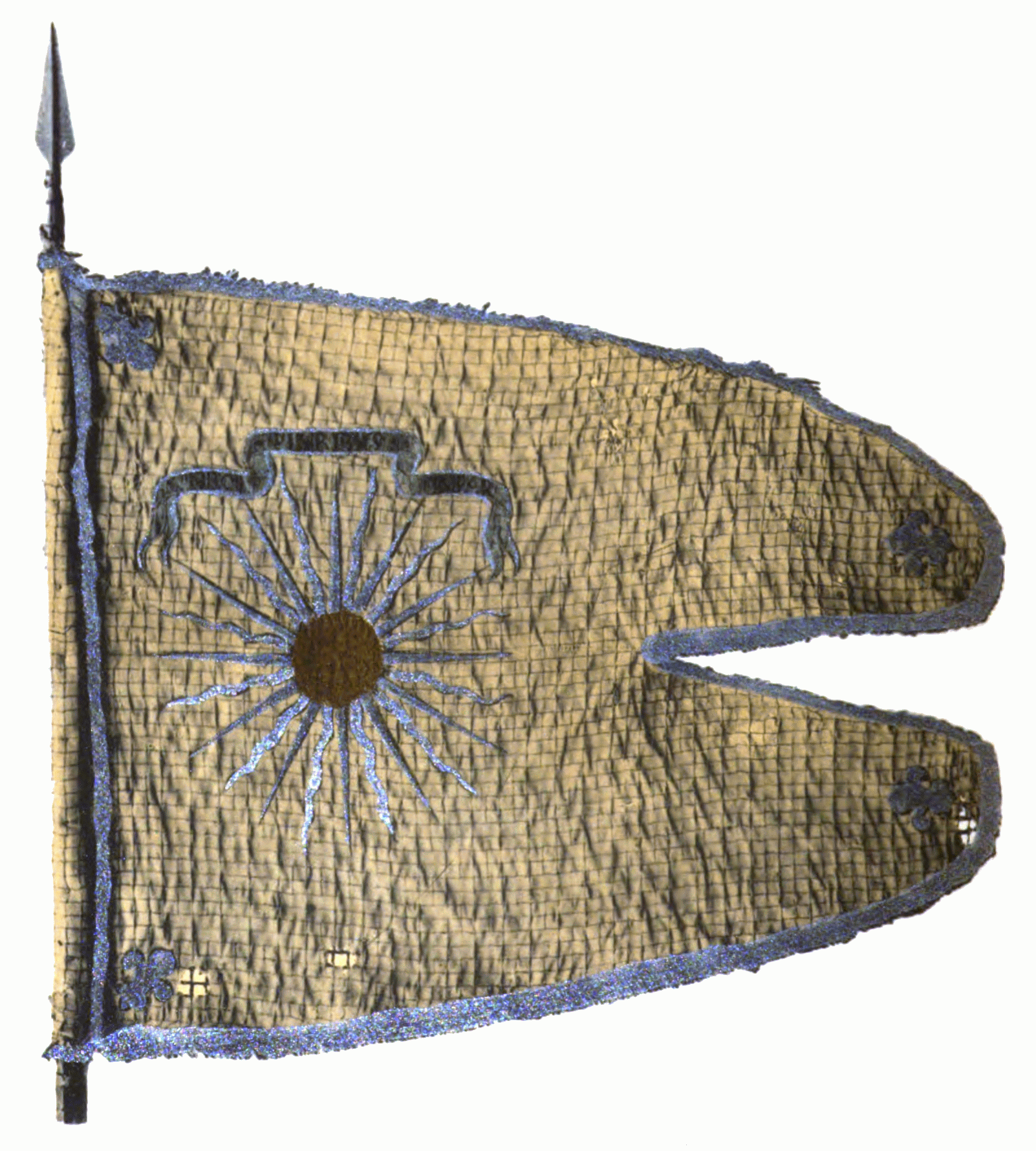

### Sources et bibliographie
- (de) Cet article est partiellement ou en totalité issu de l’article de Wikipédia en allemand intitulé « Infanterie étrangère de ligne » (voir la liste des auteurs).